# The Masked Singer (États-Unis)
 (avril 2022).
Si vous disposez d'ouvrages ou d'articles de référence ou si vous connaissez des sites web de qualité traitant du thème abordé ici, merci de compléter l'article en donnant les références utiles à sa vérifiabilité et en les liant à la section « Notes et références ».
The Masked Singer est une émission de télévision dédiée à la compétition de chant type télé crochet. La série a été diffusée pour la première fois sur la Fox le 2 janvier 2019. Elle est basée sur le format sud-coréen King of Mask Singer.
L'émission est animée par Nick Cannon et présente des célébrités chantant dans un costume et un masque facial qui dissimule leur identité aux autres concurrents, aux panélistes et au public.
Le 30 janvier 2019 la FOX annonce renouveler l'émission pour une deuxième saison.
Le 27 décembre 2020 débute le spin off de l'émission: The Masked Dancer.

## Format
Au total, entre 12 et 16 célébrités apparaîtront et participeront à la série sur plusieurs épisodes. Le public et les juges votent pour savoir quel candidat est le meilleur, et le candidat ayant obtenu le moins de voix est éliminé et révèle son identité en retirant son masque. De petits indices révélant leur identité sont donnés aux téléspectateurs tout au long de la compétition.
Les concurrents de la saison 1 disposent d'un total de 65 nominations aux Grammy Awards, de 16 albums multi-platines, de 16 nominations aux Emmy Awards, de 9 spectacles à Broadway, de 4 titres du Super Bowl et de 4 étoiles sur le Walk of Fame à Hollywood.
Le jeu est adapté du format de Corée du Sud, auquel l'acteur américain Ryan Reynolds a participé en 2018.
Après le succès des premiers épisodes aux États-Unis, le format est arrivé en Europe, avec des adaptations en Espagne et au Portugal notamment. Le 20 février 2019 il est annoncé que la France adaptera également le programme, sur TF1 avec Camille Combal aux commandes. 
Le 30 janvier 2019, la Fox annonce le renouvellement du show pour une saison 2 et 3.

## Casting
Animation
- Nick Cannon, rappeur, animateur de télévision et producteur

Juges
- Ken Jeong, humoriste, comédien et médecin
- Jenny McCarthy, actrice et animatrice de télévision
- Nicole Scherzinger, chanteuse et actrice ayant remporté Dancing with the stars 10
- Robin Thicke, chanteur, compositeur et producteur

Juges invités
- Joel McHale, acteur et humoriste (saison 1, épisodes 3 à 5; saison 2, épisode 8; saison 3, épisode 8; saison 4, épisodes 3 et 4; saison 5, épisode 3; saison 6, épisode 7; saison 8, épisode 7)
- J. B. Smoove, acteur (saison 1, épisode 7)
- Kenan Thompson, acteur et humoriste, membre du Saturday Night Live (saison 1, épisodes 8 et 9)
- Anthony Anderson, acteur (saison 2, épisode 6)
- Robert Smigel, acteur, marionnettiste, scénariste, réalisateur et producteur (saison 2, épisode 7)
- T-Pain, rappeur et vainqueur de la saison 1 (saison 2, épisode 10; saison 3, épisode 6)
- Jamie Foxx, acteur récompensé de l'Oscar du meilleur acteur (saison 3, épisode 1)
- Jason Biggs, acteur dont la saga American Pie (saison 3, épisode 2)
- Leah Remini, actrice ayant participé à Dancing with the Stars 17 (saison 3, épisode 3)
- Gabriel Iglesias, acteur, scénariste, humoriste, et producteur (saison 3, épisode 5)
- Will Arnett, acteur canadien (saison 3, épisode 9)
- Yvette Nicole Brown, actrice et humoriste (saison 3, épisode 11)
- Sharon Osbourne, épouse d'Ozzy Osbourne, écrivaine et femme d'affaires (saison 3, épisode 12)
- Gordon Ramsay, chef cuisinier et personnalité de télévision (saison 3, épisode 13)
- Jeff Dye, comédien de stand-up (saison 3, épisode 14)
- Jay Pharoah, humoriste, acteur et rappeur (saison 3, épisode 15 et saison 4, épisode 9)
- Wayne Brady, acteur, producteur et vainqueur de la saison 2 (saison 4, épisode 6)
- Niecy Nash, actrice ayant participé à Dancing with the stars 10 (saison 4, épisode 7)
- Cheryl Hines, actrice (saison 4, épisode 6)
- Craig Robinson, humoriste, acteur et futur animateur de l'émission The Masked Dancer (saison 4, épisode 10)
- Rita Wilson, actrice et épouse de Tom Hanks (saison 5, épisode 7)
- Chrissy Metz, actrice principale de la série This Is Us (saison 5, épisode 8)
- Rob Riggle, acteur dont Very Bad Trip (saison 5, épisode 9)
- Darius Rucker, chanteur (saison 5, épisode 10)
- LeAnn Rimes, chanteuse et actrice, gagnante de la saison 4 de l'émission (saison 5, épisode 11)
- Leslie Jordan, acteur (saison 6, épisode 6; saison 7, épisode 6 et saison 8, épisode 7)
- will.i.am, chanteur et DJ, leader du groupe The Black Eyed Peas (saison 6, épisode 8)
- Eric Stonestreet, comédien et animateur de Domino Masters (saison 7, épisode 2)
- Nicole Byer, comédienne, humoriste et animatrice (saison 7, épisode 5)
- Donny Osmond, chanteur, comédien et animateur. Second de la première saison de l'émission (saison 8, épisode 2)
- Andrew Lloyd Webber, compositeur de comédies musicales (saison 8, épisode 4)
- Miss Piggy, marionnette star du Muppet Show (saison 8, épisode 5)
- Jennifer Nettles, chanteuse et animatrice de télévision (saison 9, épisode 5)

## Candidats
Légendes

### Saison 1
| Masque      | Célébrité      | Occupation                                     | Épisode | Épisode | Épisode | Épisode | Épisode | Épisode | Épisode | Épisode | Épisode | Épisode |
| Masque      | Célébrité      | Occupation                                     | 1       | 2       | 3       | 4       | 5       | 6       | 7       | 8       | 9       | 10      |
| ----------- | -------------- | ---------------------------------------------- | ------- | ------- | ------- | ------- | ------- | ------- | ------- | ------- | ------- | ------- |
| Monstre     | T-Pain         | Rappeur et auteur compositeur                  |         |         |         |         |         |         |         |         |         |         |
| Paon        | Donny Osmond   | Acteur et chanteur                             |         |         |         |         |         |         |         |         |         |         |
| Abeille     | Gladys Knight  | Chanteuse                                      |         |         |         |         |         |         |         |         |         |         |
| Lapin       | Joey Fatone    | Chanteur, ancien membre des NSYNC              |         |         |         |         |         |         |         |         |         |         |
| Lion        | Rumer Willis   | Actrice et fille de Demi Moore et Bruce Willis |         |         |         |         |         |         |         |         |         |         |
| Alien       | LaToya Jackson | Chanteuse et membre de la Famille Jackson      |         |         |         |         |         |         |         |         |         |         |
| Corbeau     | Ricki Lake     | Actrice et animatrice de télévision            |         |         |         |         |         |         |         |         |         |         |
| Licorne     | Tori Spelling  | Actrice dont Beverly Hills, 90210              |         |         |         |         |         |         |         |         |         |         |
| Caniche     | Margaret Cho   | Actrice, scénariste et réalisatrice            |         |         |         |         |         |         |         |         |         |         |
| Cerf        | Terry Bradshaw | Ancien Quarterback ayant remporté 4 Super Bowl |         |         |         |         |         |         |         |         |         |         |
| Ananas      | Tommy Chong    | Musicien et acteur dont That '70s Show         |         |         |         |         |         |         |         |         |         |         |
| Hippopotame | Antonio Brown  | Joueur de football américain                   |         |         |         |         |         |         |         |         |         |         |

- Antonio a participé en 2016 à la 22e saison de Dancing with the Stars.
- Tommy a participé en 2014 à la 19e saison de Dancing with the Stars.
- Margaret a participé en 2010 à la 11e saison de Dancing with the Stars.
- Ricki a été finaliste en 2011 à la 13e saison de Dancing with the Stars.
- LaToya a participé en 2009 à Celebrity Big Brother 6, en 2011 et 2013 à Celebrity Apprentice 4 et 6, et en 2018 a remporté Worst Cooks in America 4.
- Rumer a remporté en 2015 la 20e saison de Dancing with the Stars.
- Joey a été finaliste en 2006 de la 2e saison de Dancing with the Stars, et candidat en 2012 de la 15e saison.
- Gladys a participé en 2012 à la 14e saison de Dancing with the Stars.
- Donny a remporté en 2009 la 9e saison de Dancing with the Stars.

Célébrités de la saison 1
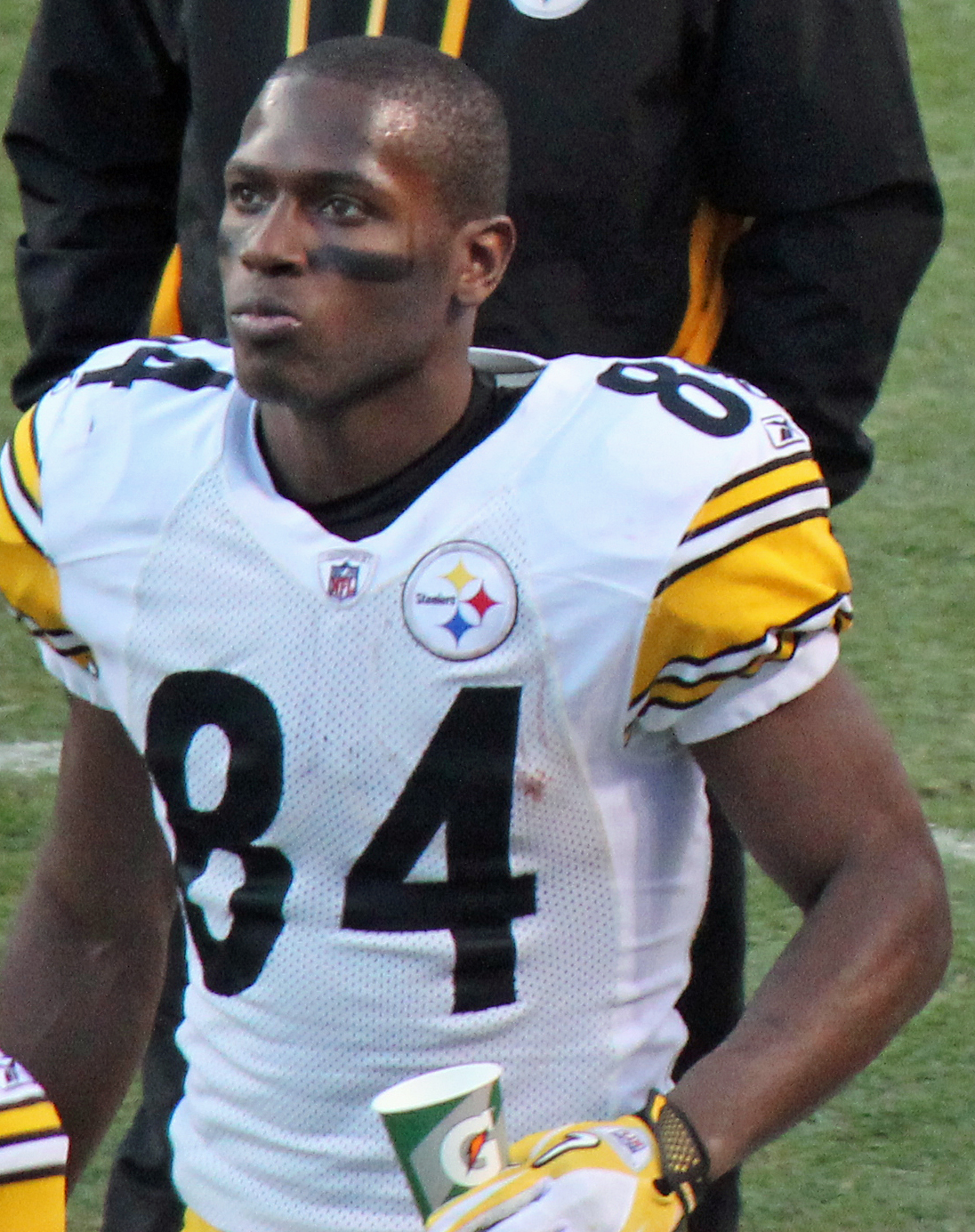
Antonio Brown
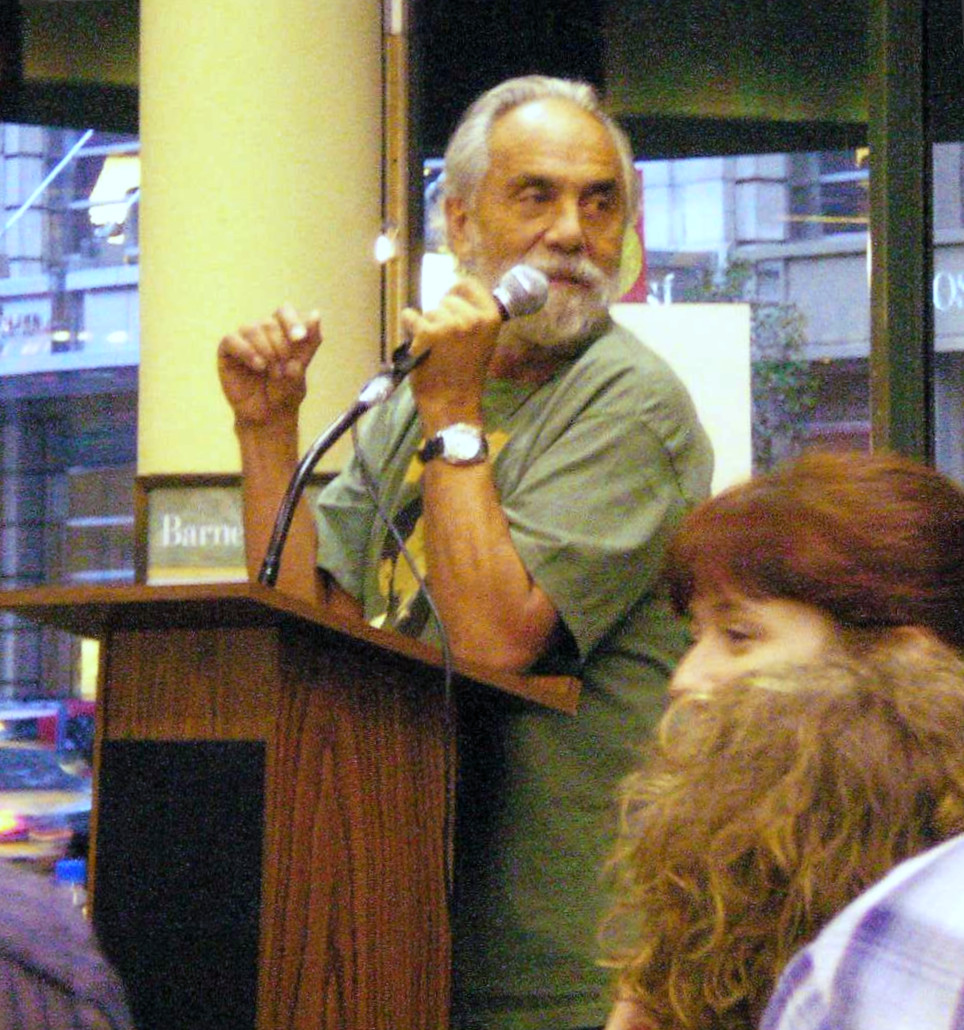
Tommy Chong
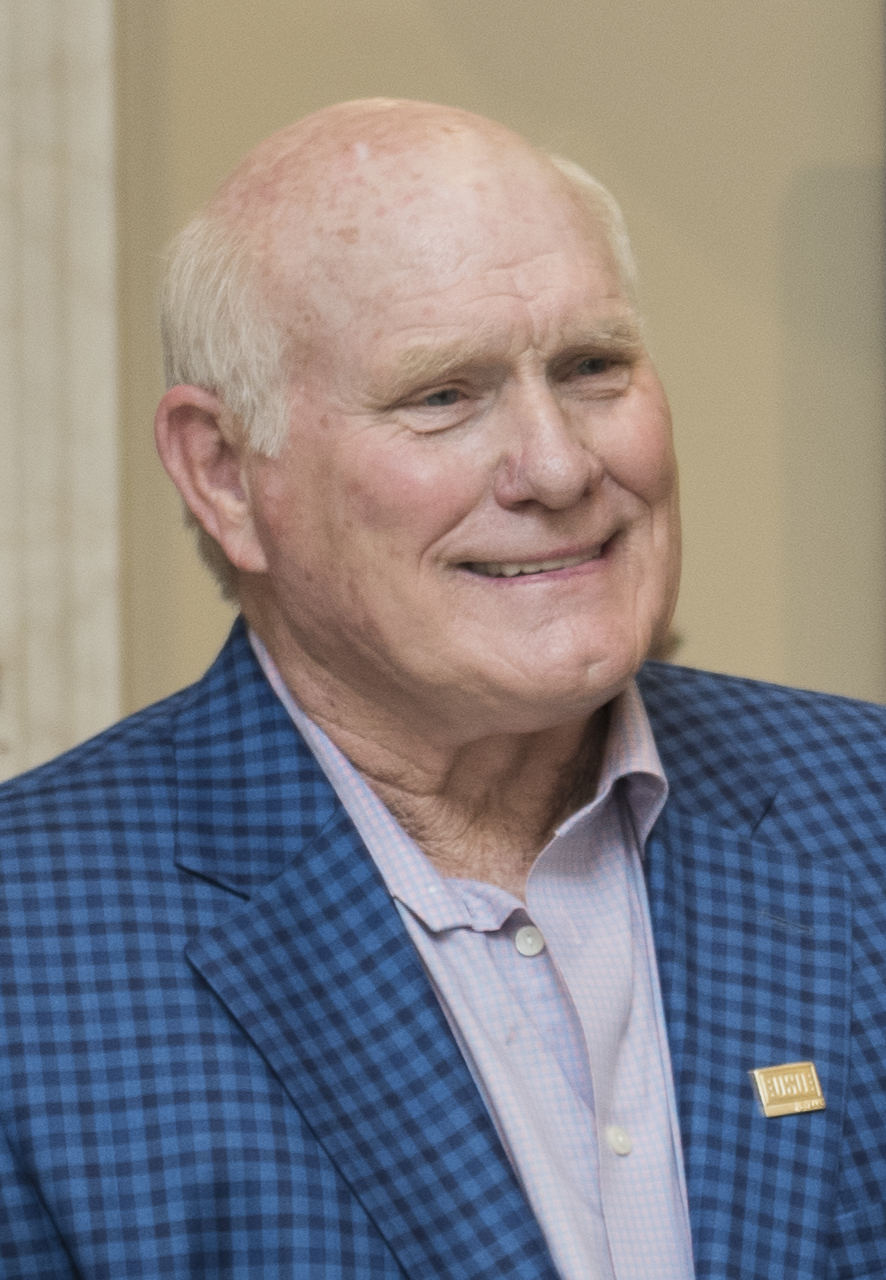
Terry Bradshaw
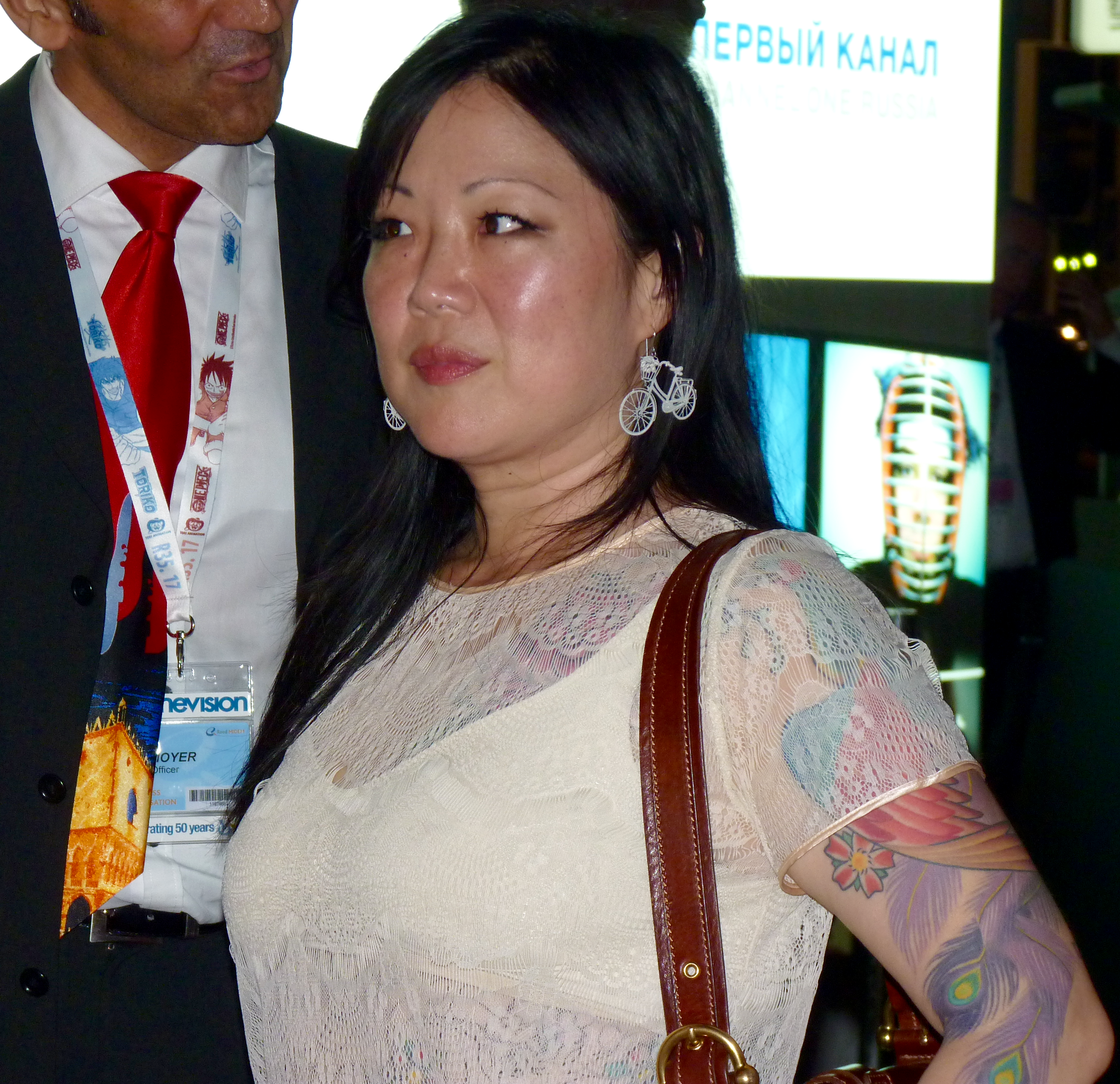
Margaret Cho
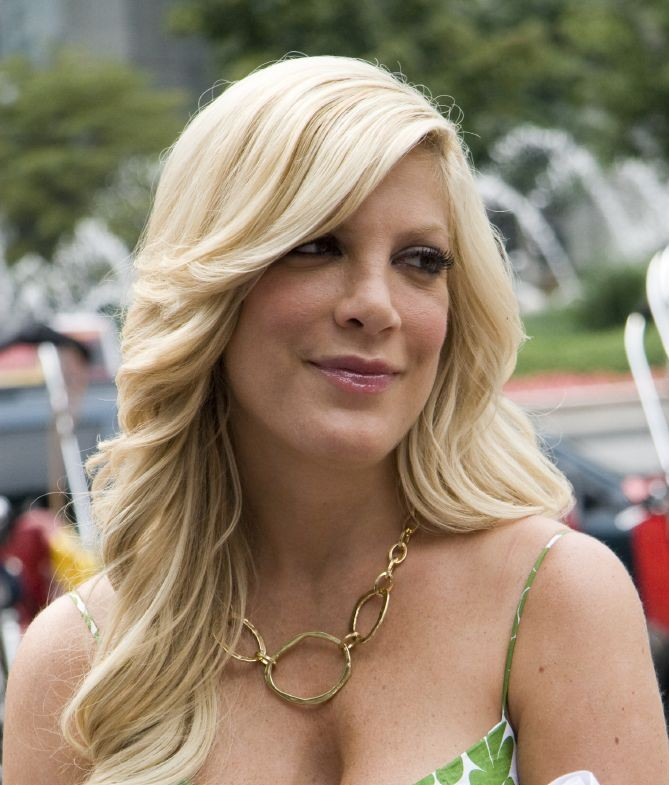
Tori Spelling
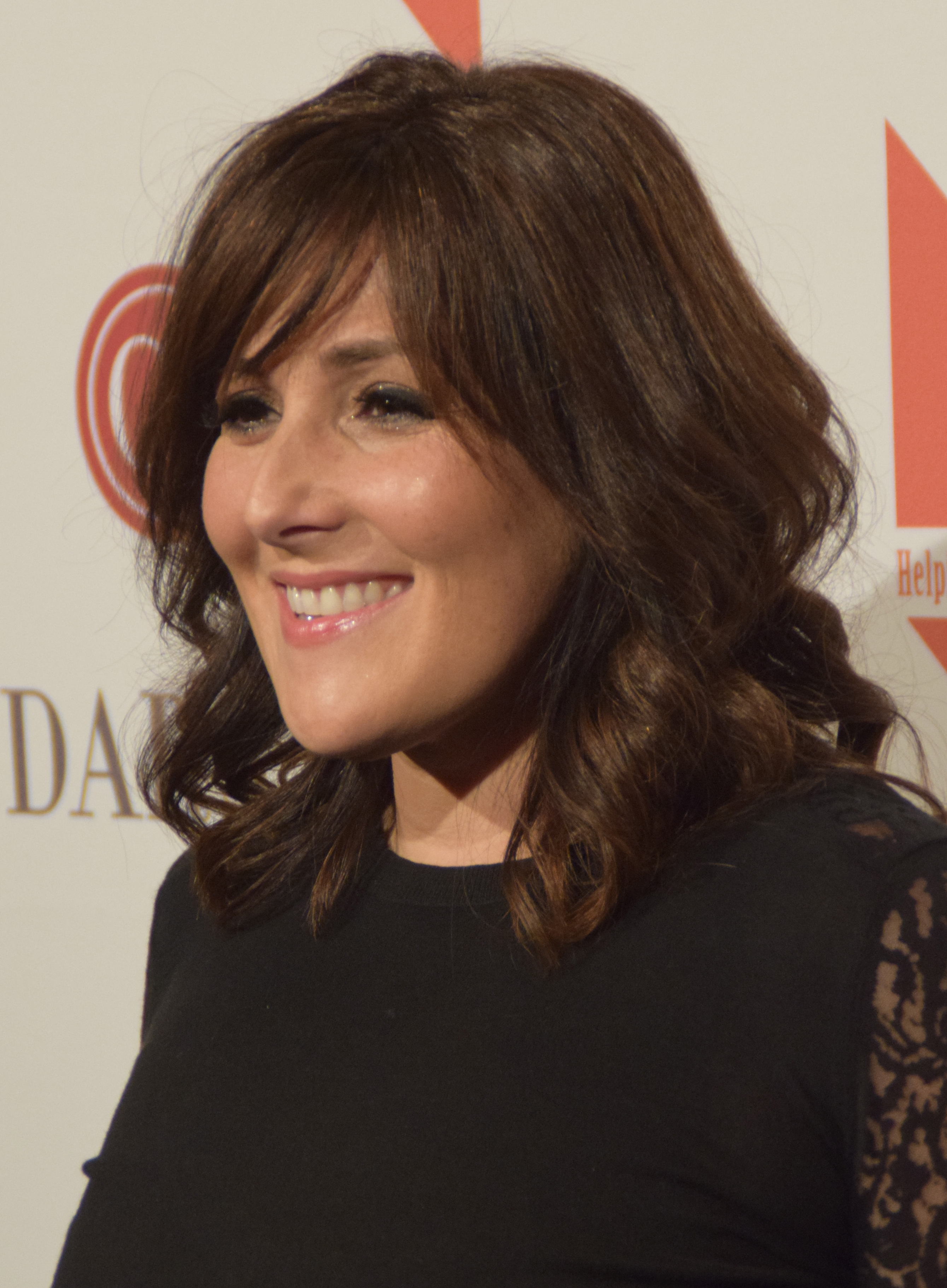
Ricki Lake
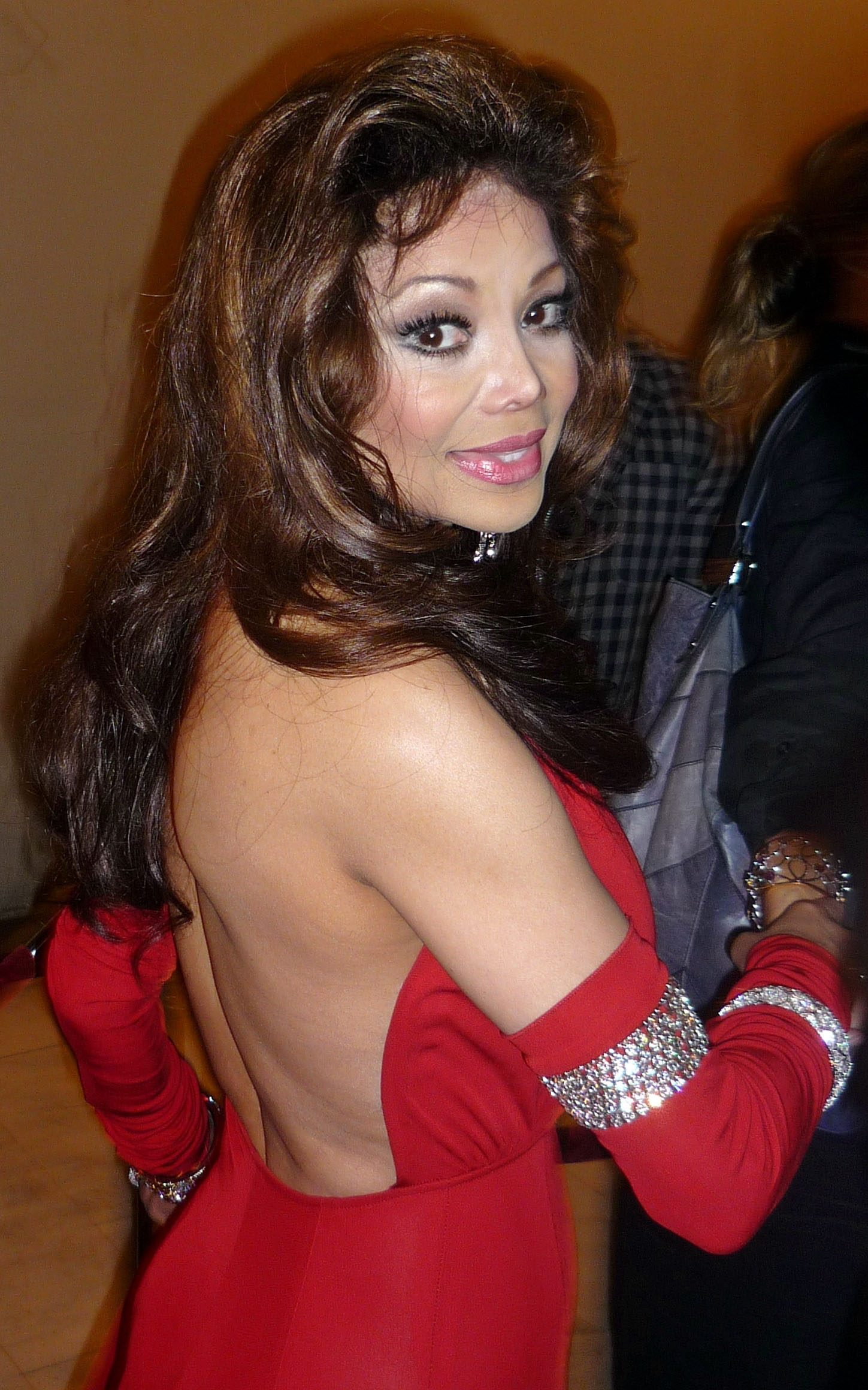
LaToya Jackson
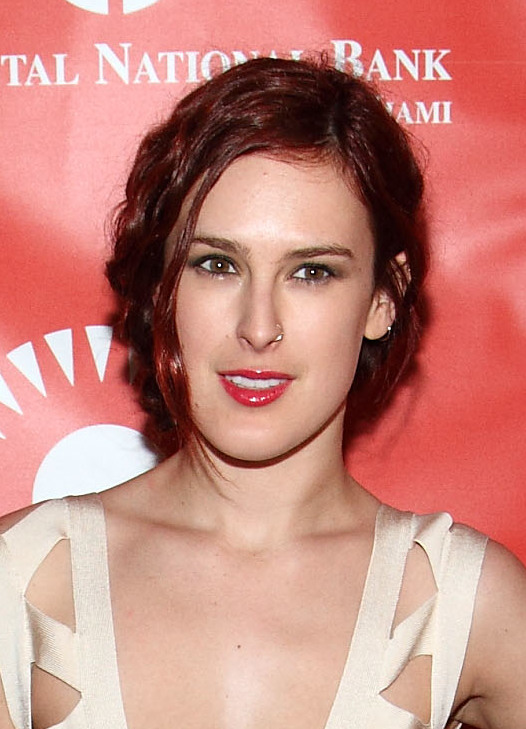
Rumer Willis
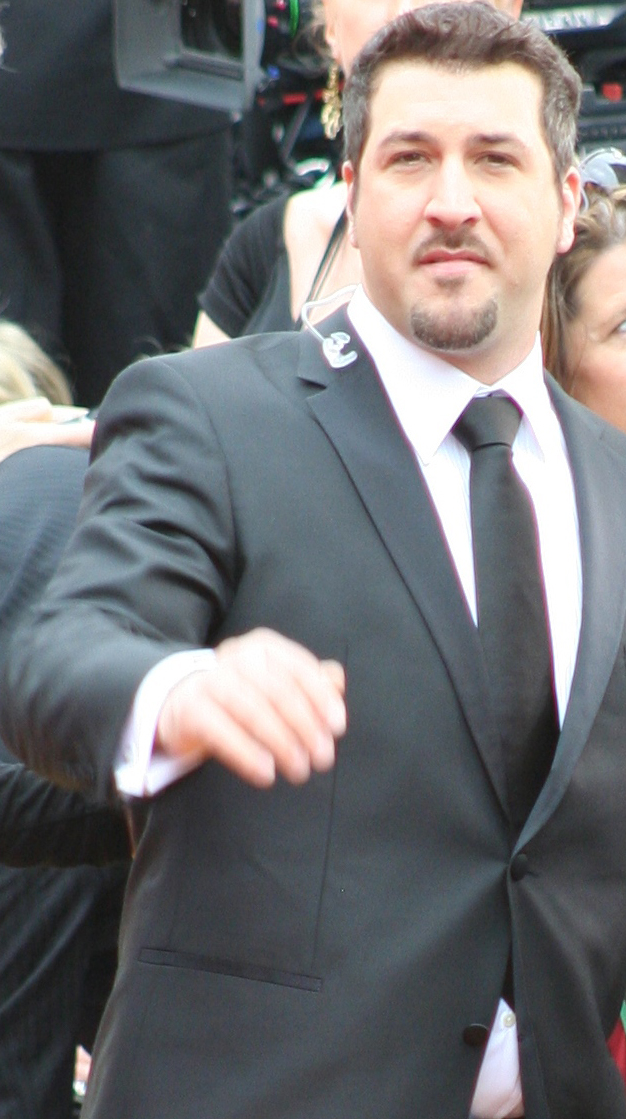
Joey Fatone
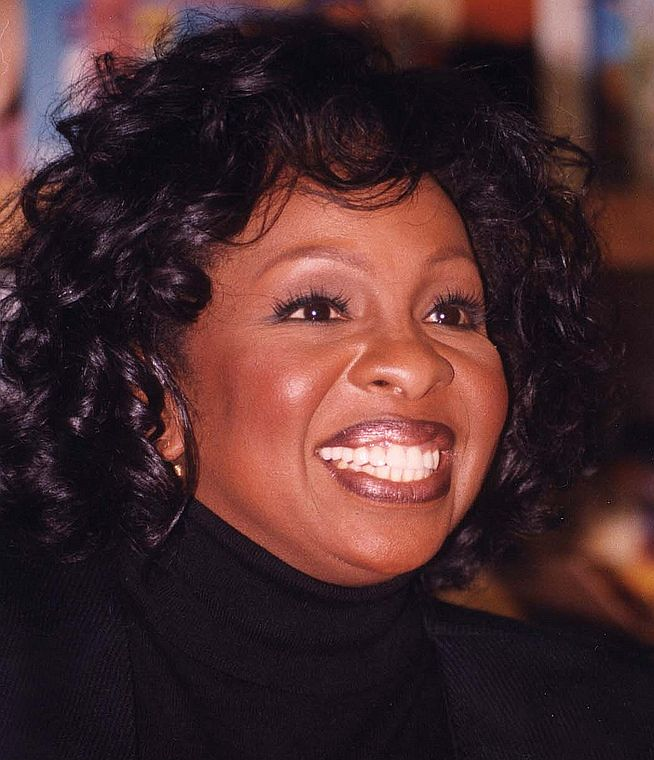
Gladys Knight
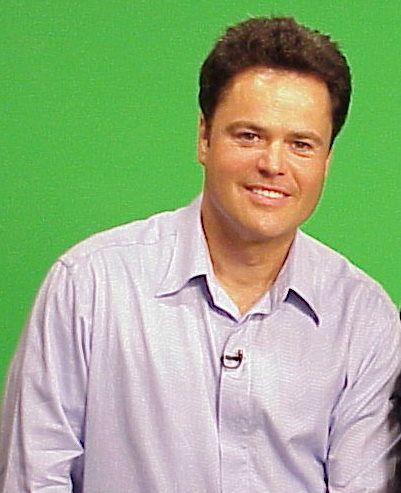
Donny Osmond
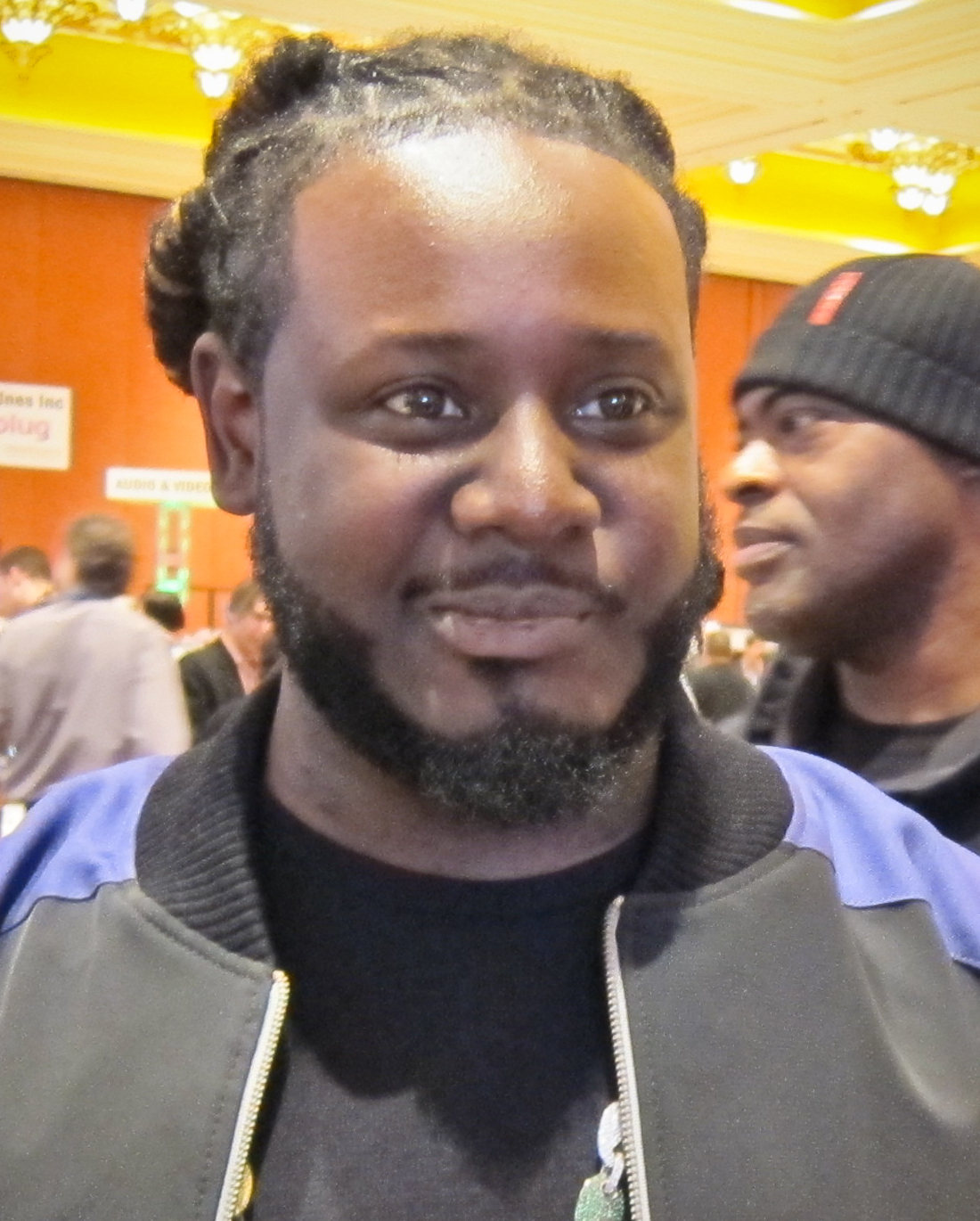
T-Pain

### Saison 2
| Renard       | Wayne Brady              | Acteur, chanteur et animateur de télévision    |  |  |  |  |  |  |  |  |  |  |  |  |  |  |  |  |  |  |  |  |  |  |  |  |
| Rottweiler   | Chris Daughtry           | Chanteur                                       |  |  |  |  |  |  |  |  |  |  |  |  |  |  |  |  |  |  |  |  |  |  |  |  |
| Flamant rose | Adrienne Bailon-Houghton | Chanteuse des 3LW et des Cheetah Girls         |  |  |  |  |  |  |  |  |  |  |  |  |  |  |  |  |  |  |  |  |  |  |  |  |
| Léopard      | Seal                     | Chanteur                                       |  |  |  |  |  |  |  |  |  |  |  |  |  |  |  |  |  |  |  |  |  |  |  |  |
| Bidule       | Victor Oladipo           | Joueur de basket-ball en NBA                   |  |  |  |  |  |  |  |  |  |  |  |  |  |  |  |  |  |  |  |  |  |  |  |  |
| Arbre        | Ana Gasteyer             | Actrice et chanteuse                           |  |  |  |  |  |  |  |  |  |  |  |  |  |  |  |  |  |  |  |  |  |  |  |  |
| Papillon     | Michelle Williams        | Chanteuse, ancienne membre des Destiny's Child |  |  |  |  |  |  |  |  |  |  |  |  |  |  |  |  |  |  |  |  |  |  |  |  |
| Fleur        | Patti LaBelle            | Chanteuse et actrice                           |  |  |  |  |  |  |  |  |  |  |  |  |  |  |  |  |  |  |  |  |  |  |  |  |
| Coccinelle   | Kelly Osbourne           | Chanteuse, actrice et animatrice de télévision |  |  |  |  |  |  |  |  |  |  |  |  |  |  |  |  |  |  |  |  |  |  |  |  |
| Veuve noire  | Raven-Symoné             | Chanteuse et actrice dont Phénomène Raven      |  |  |  |  |  |  |  |  |  |  |  |  |  |  |  |  |  |  |  |  |  |  |  |  |
| Manchot      | Sherri Shepherd          | Actrice et humoriste                           |  |  |  |  |  |  |  |  |  |  |  |  |  |  |  |  |  |  |  |  |  |  |  |  |
| Squelette    | Paul Shaffer             | Musicien, compositeur et chef d'orchestre      |  |  |  |  |  |  |  |  |  |  |  |  |  |  |  |  |  |  |  |  |  |  |  |  |
| Aigle        | Dr Drew Pinsky           | Docteur et personnalité de télévision          |  |  |  |  |  |  |  |  |  |  |  |  |  |  |  |  |  |  |  |  |  |  |  |  |
| Panda        | Laila Ali                | Boxeuse et fille de Mohamed Ali                |  |  |  |  |  |  |  |  |  |  |  |  |  |  |  |  |  |  |  |  |  |  |  |  |
| Glace        | Ninja                    | Personnalité d'Internet                        |  |  |  |  |  |  |  |  |  |  |  |  |  |  |  |  |  |  |  |  |  |  |  |  |
| Œuf          | Johnny Weir              | Champion de patinage artistique                |  |  |  |  |  |  |  |  |  |  |  |  |  |  |  |  |  |  |  |  |  |  |  |  |

- Laila participe en 2007 à Dancing with the Stars, en 2012 à Stars Earn Stripes, et en 2016 à Celebrity Apprentice.
- Drew anime de 2008 à 2012 l'émission Celebrity Rehab.
- Sherri a participé à la saison 14 de Dancing with the Stars en 2012.
- Kelly est arrivée à la troisième place de la saison 9 de Dancing with the Stars en 2009.
- Patti a participé à la saison 20 de Dancing with the Stars en 2015.
- Michelle a participé à la saison 8 de Strictly Come Dancing en 2010.

Célébrités de la saison 2
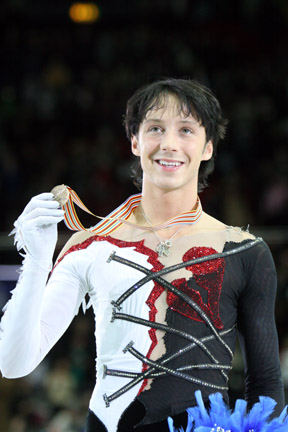
Johnny Weir
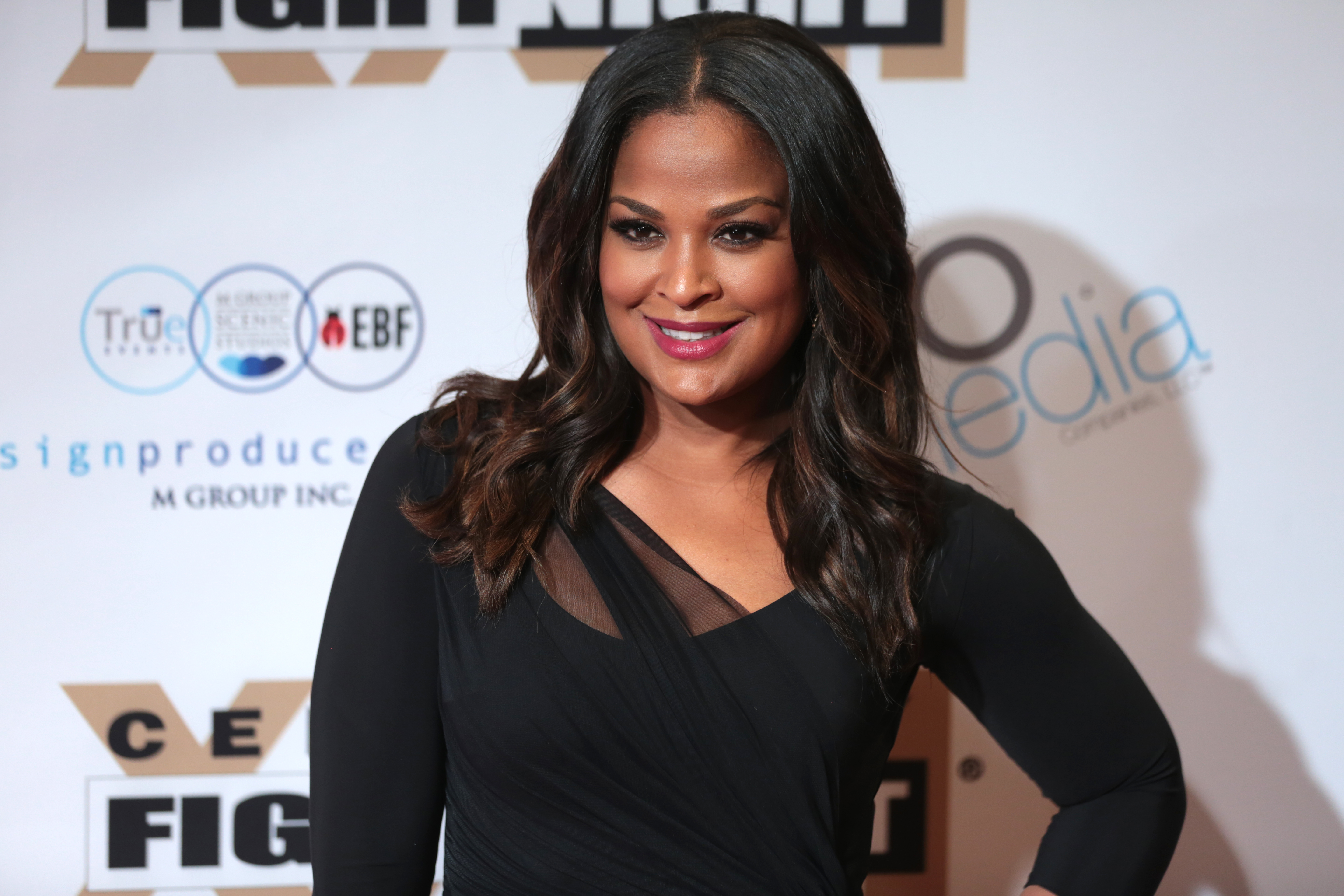
Laila Ali
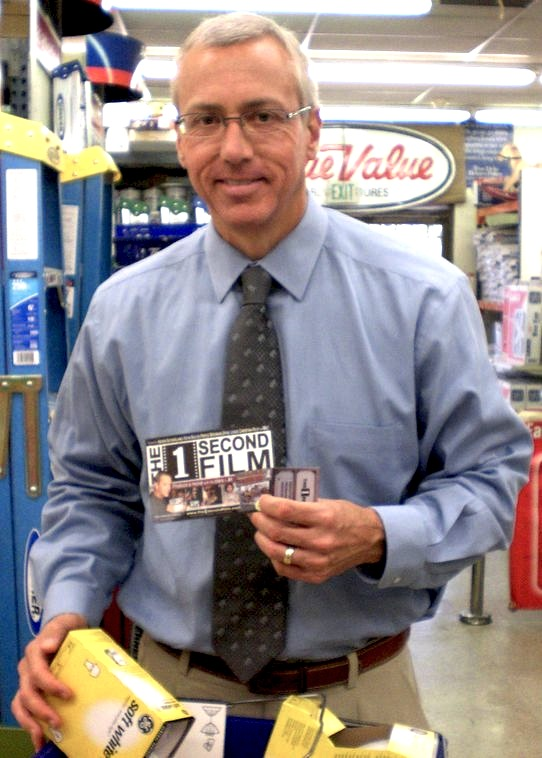
Drew Pinsky
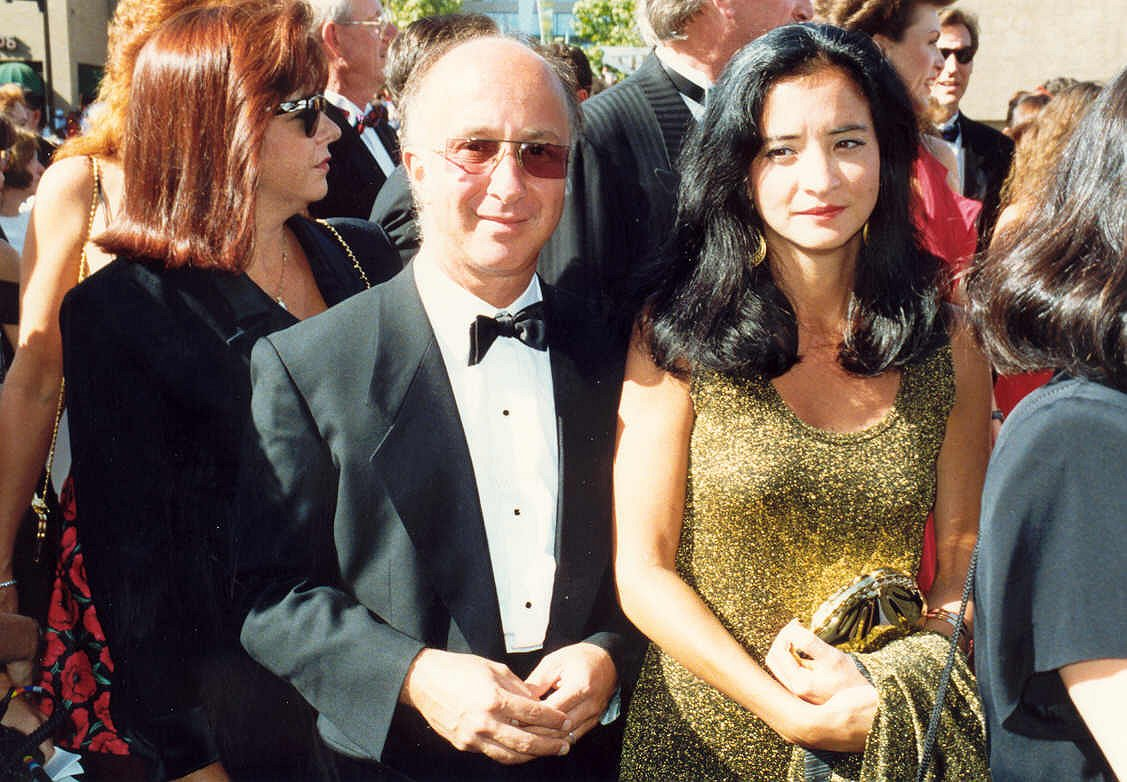
Paul Shaffer
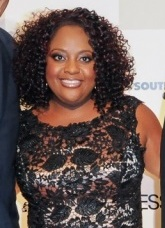
Sherri Shepherd
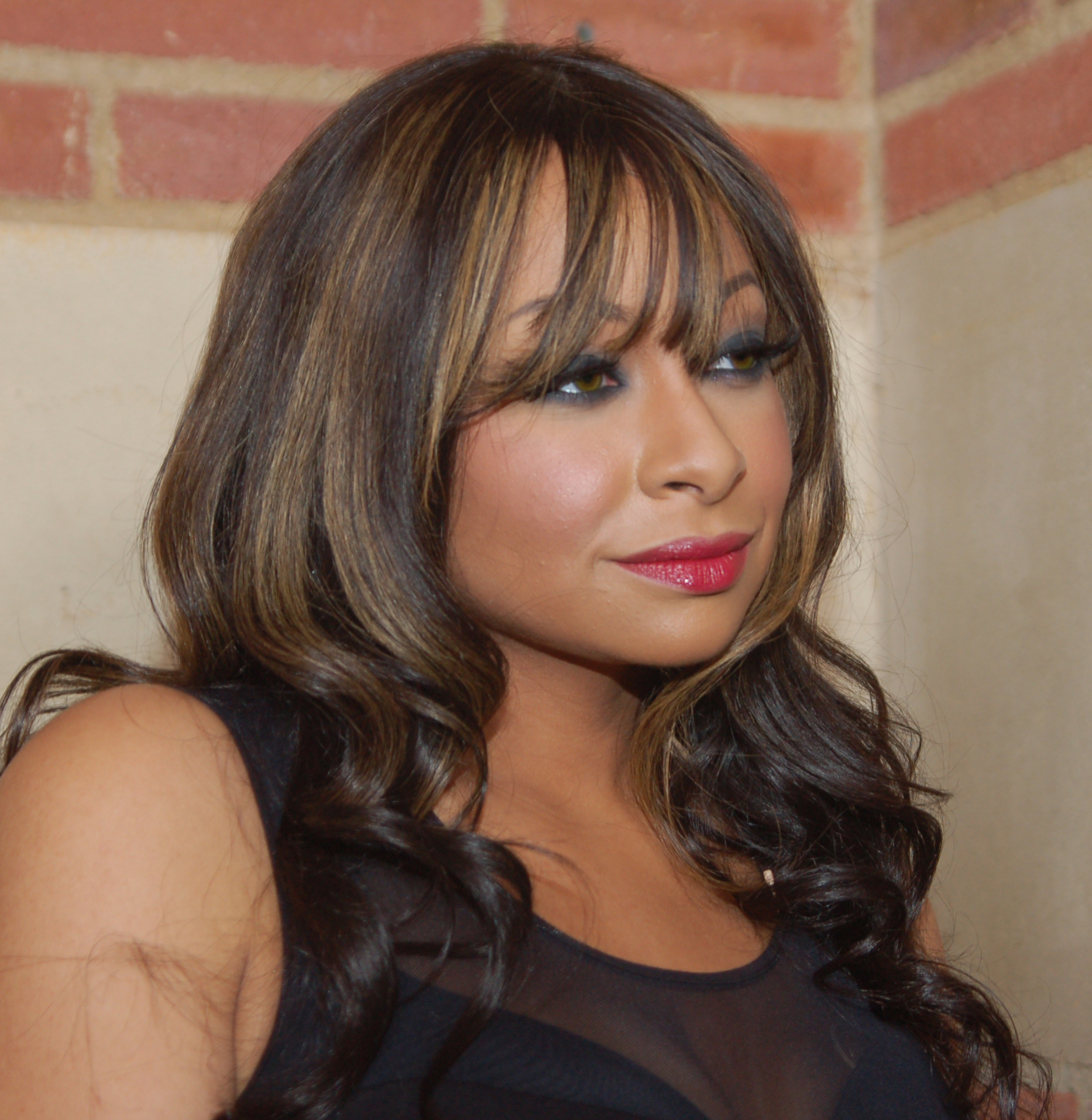
Raven-Symoné
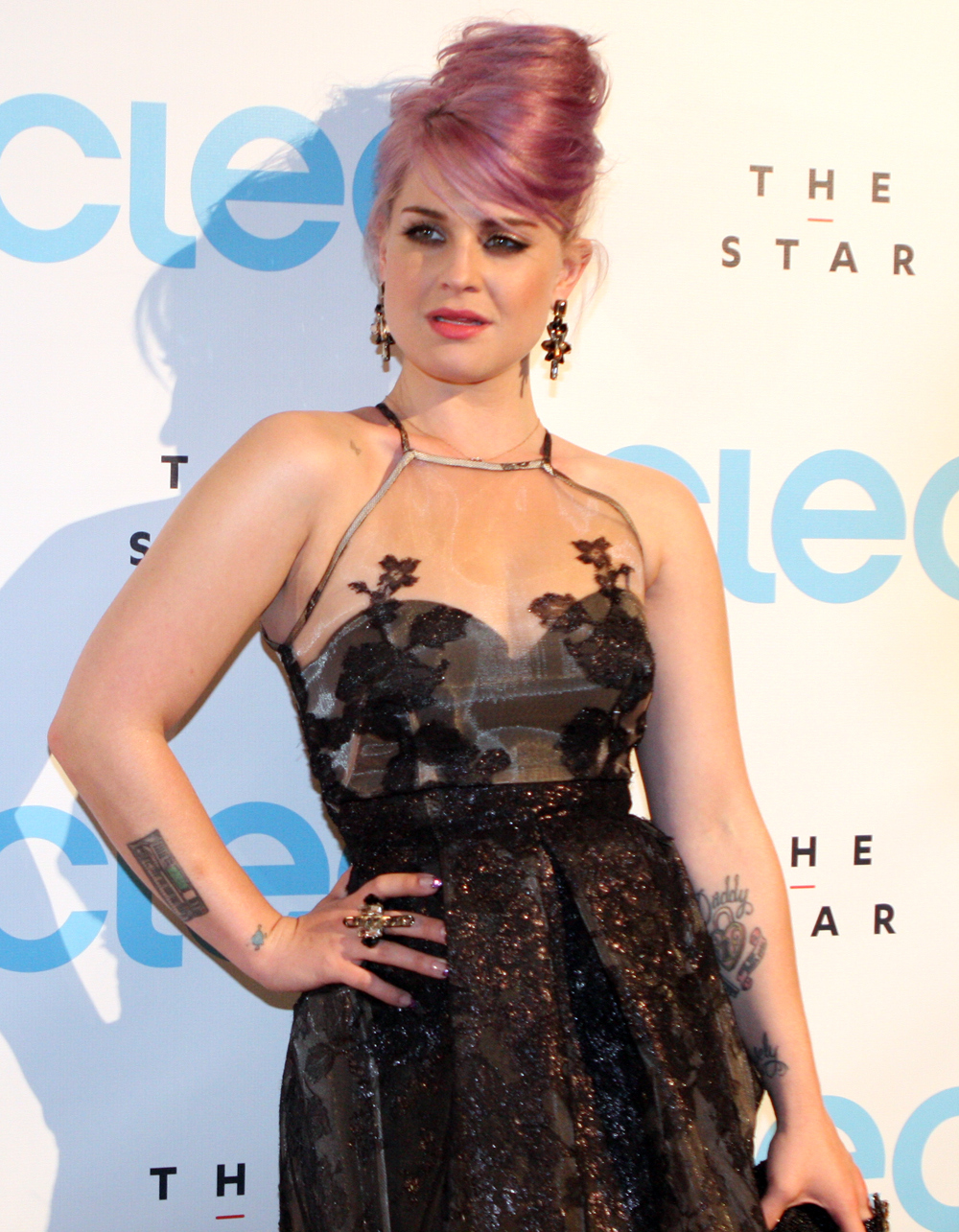
Kelly Osbourne
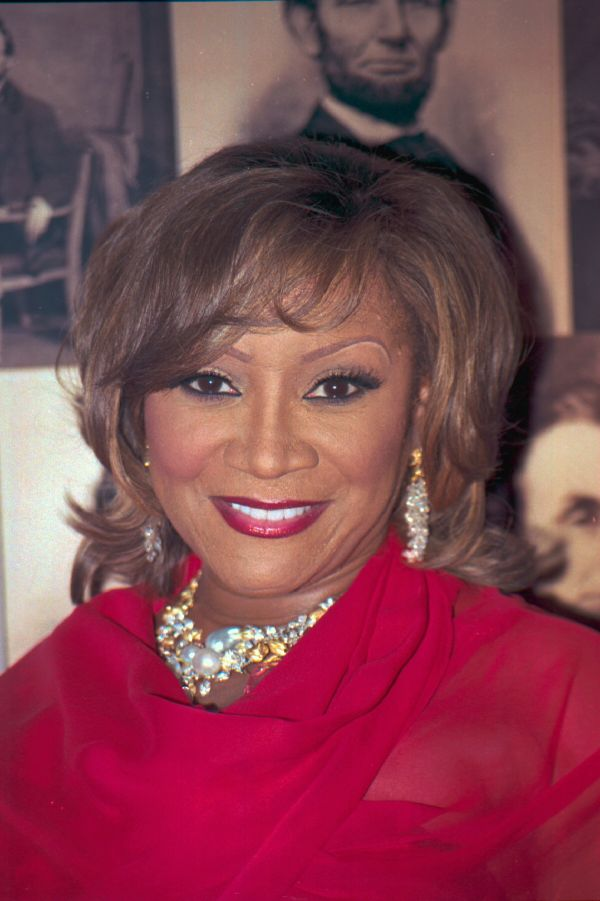
Patti LaBelle
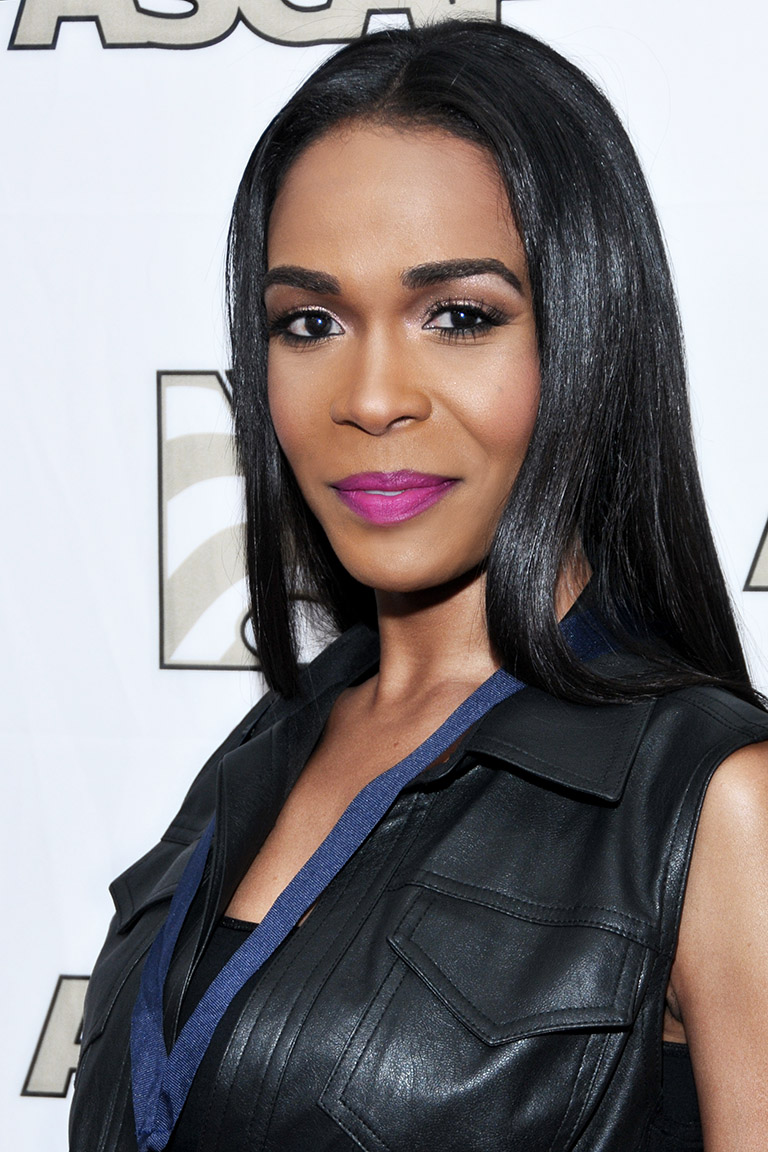
Michelle Williams
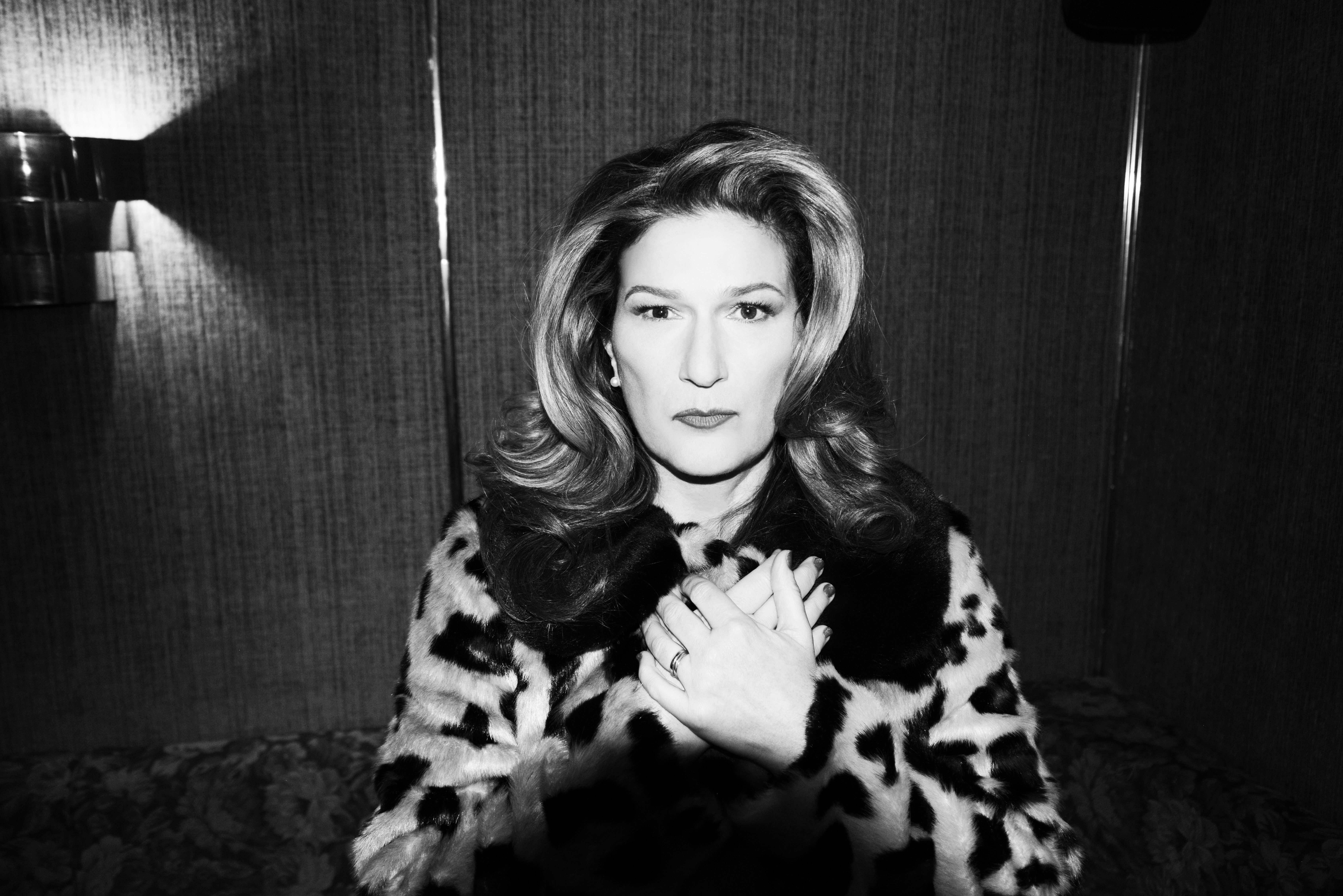
Ana Gasteyer
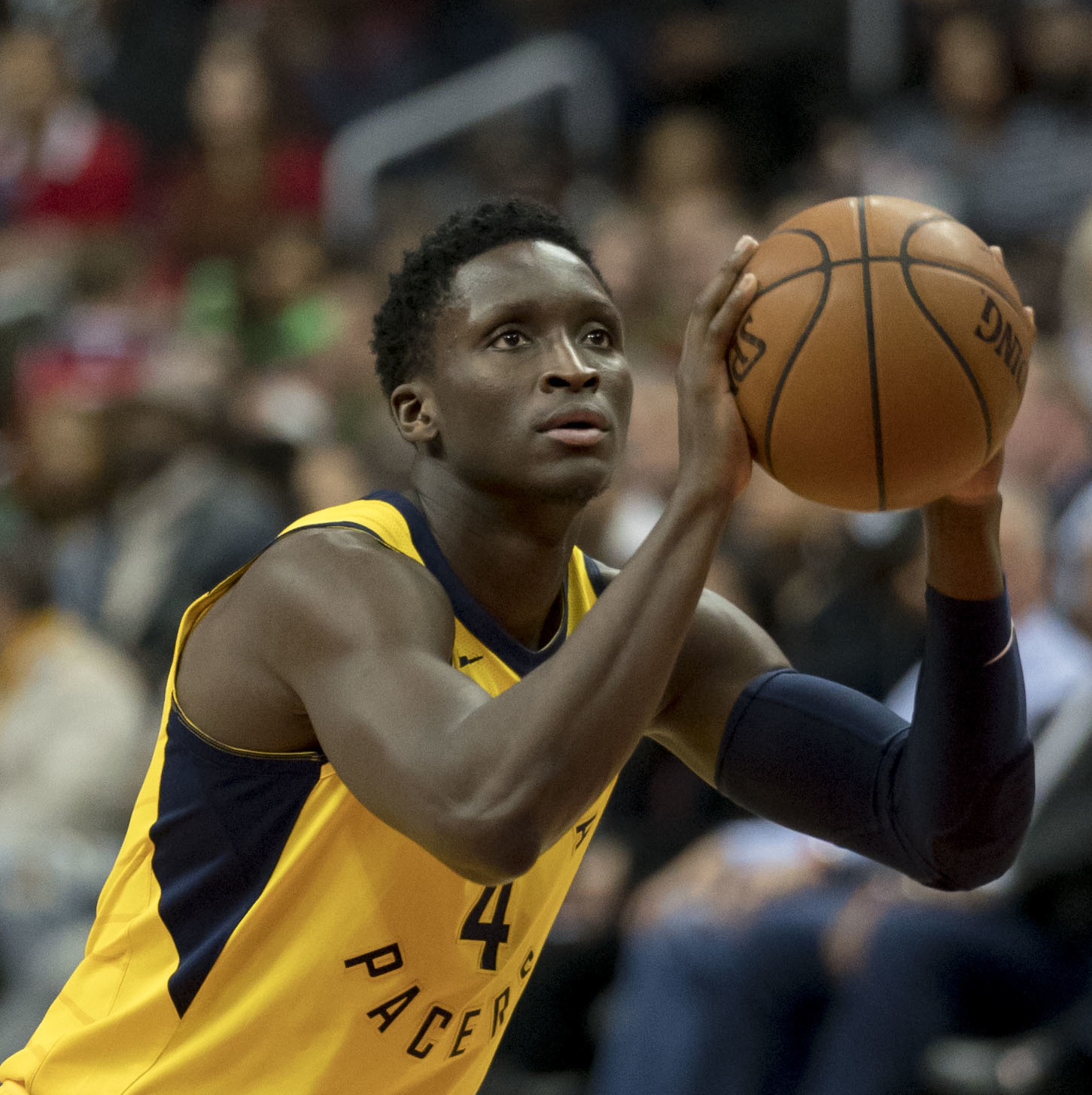
Victor Oladipo
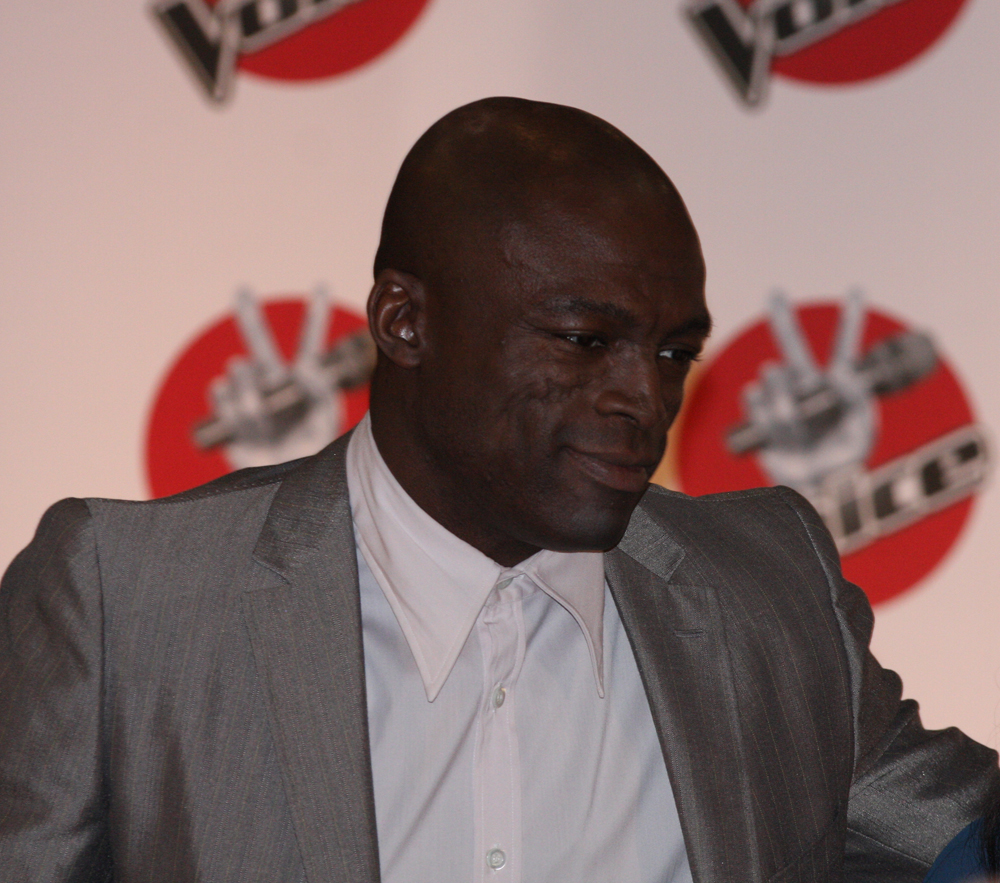
Seal
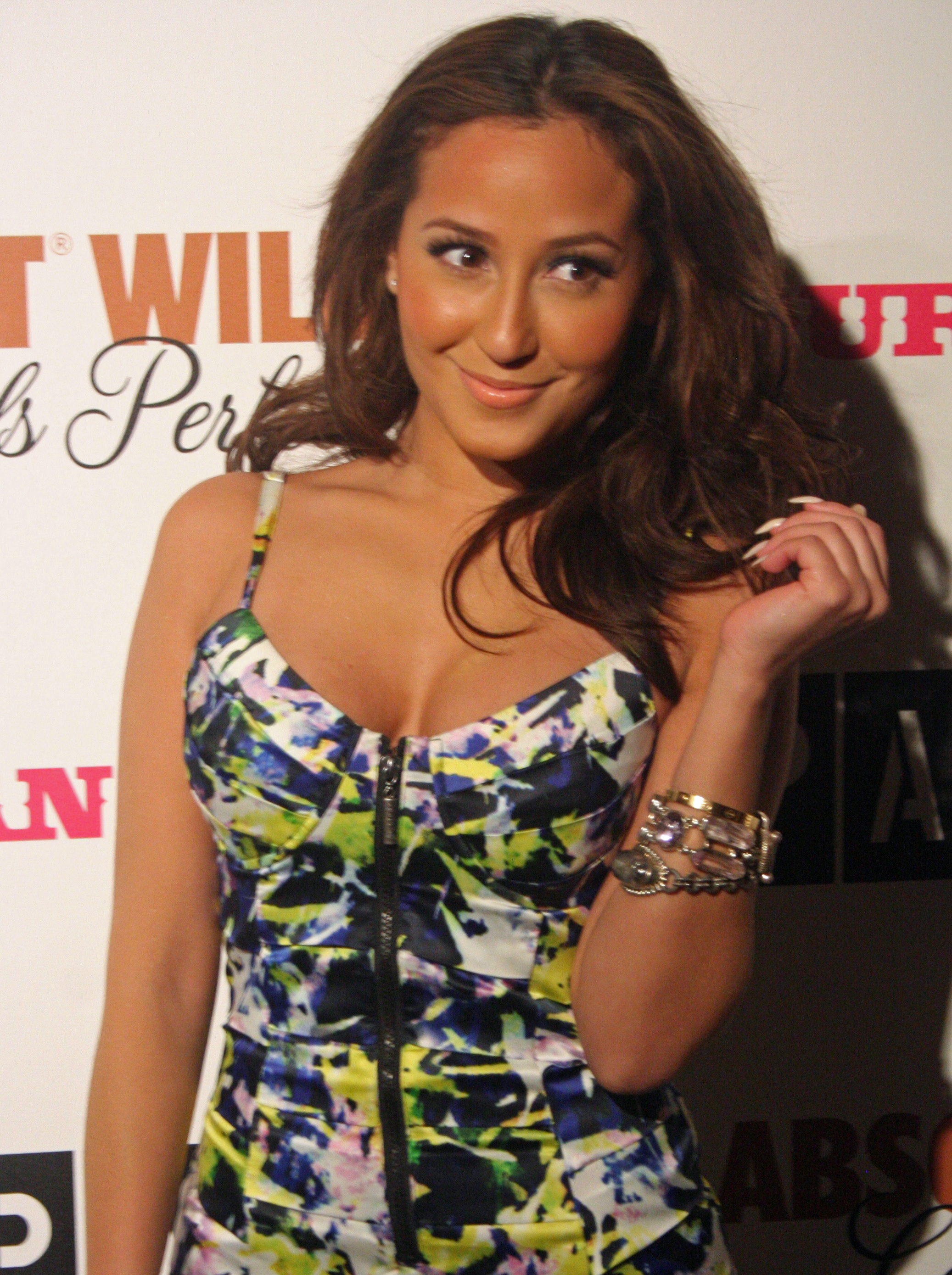
Adrienne Bailon-Houghton
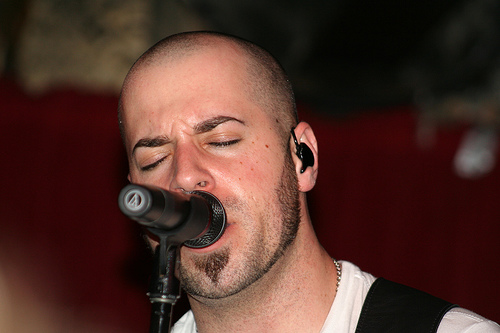
Chris Daughtry
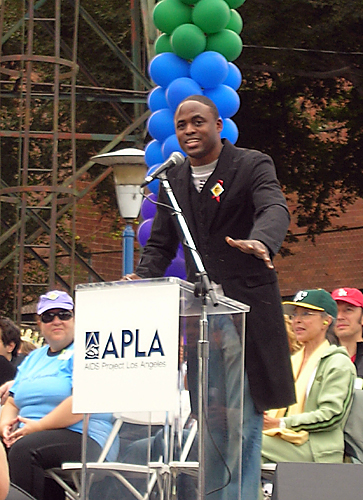
Wayne Brady

### Saison 3
| Ange nocturne | Kandi Burruss   | Chanteuse et star de l'émission The Real Housewives of Atlanta     |  |  |  |  |  |  |  |  |  |  |  |  |  |  |  |  |  |  |  |  |  |  |  |  |  |  |  |  |  |  |
| Tortue        | Jesse McCartney | Chanteur                                                           |  |  |  |  |  |  |  |  |  |  |  |  |  |  |  |  |  |  |  |  |  |  |  |  |  |  |  |  |  |  |
| Grenouille    | Bow Wow         | Rappeur et comédien                                                |  |  |  |  |  |  |  |  |  |  |  |  |  |  |  |  |  |  |  |  |  |  |  |  |  |  |  |  |  |  |
| Rhinocéros    | Barry Zito      | Ancien joueur de baseball                                          |  |  |  |  |  |  |  |  |  |  |  |  |  |  |  |  |  |  |  |  |  |  |  |  |  |  |  |  |  |  |
| Chat          | Jackie Evancho  | Chanteuse, finaliste de la saison 5 d'America's Got Talent         |  |  |  |  |  |  |  |  |  |  |  |  |  |  |  |  |  |  |  |  |  |  |  |  |  |  |  |  |  |  |
| Cosmonaute    | Hunter Hayes    | Chanteur de country                                                |  |  |  |  |  |  |  |  |  |  |  |  |  |  |  |  |  |  |  |  |  |  |  |  |  |  |  |  |  |  |
| Banane        | Bret Michaels   | Chanteur, leader du groupe Poison                                  |  |  |  |  |  |  |  |  |  |  |  |  |  |  |  |  |  |  |  |  |  |  |  |  |  |  |  |  |  |  |
| Kangourou     | Jordyn Woods    | Actrice, mannequin et co-star du programme Life of Kylie           |  |  |  |  |  |  |  |  |  |  |  |  |  |  |  |  |  |  |  |  |  |  |  |  |  |  |  |  |  |  |
| Tigre blanc   | Rob Gronkowski  | Ancien footballeur en NFL et catcheur                              |  |  |  |  |  |  |  |  |  |  |  |  |  |  |  |  |  |  |  |  |  |  |  |  |  |  |  |  |  |  |
| T-Rex         | JoJo Siwa       | Danseuse, chanteuse, actrice et star de YouTube                    |  |  |  |  |  |  |  |  |  |  |  |  |  |  |  |  |  |  |  |  |  |  |  |  |  |  |  |  |  |  |
| Cygne         | Bella Thorne    | Mannequin, chanteuse et comédienne dont Shake It Up                |  |  |  |  |  |  |  |  |  |  |  |  |  |  |  |  |  |  |  |  |  |  |  |  |  |  |  |  |  |  |
| Ours          | Sarah Palin     | Ancienne gouverneure d'Alaska et colistière de John McCain en 2008 |  |  |  |  |  |  |  |  |  |  |  |  |  |  |  |  |  |  |  |  |  |  |  |  |  |  |  |  |  |  |
| Taco          | Tom Bergeron    | Animateur de télévision dont Dancing with the Stars                |  |  |  |  |  |  |  |  |  |  |  |  |  |  |  |  |  |  |  |  |  |  |  |  |  |  |  |  |  |  |
| Souris        | Dionne Warwick  | Chanteuse, actrice et animatrice de télévision                     |  |  |  |  |  |  |  |  |  |  |  |  |  |  |  |  |  |  |  |  |  |  |  |  |  |  |  |  |  |  |
| Éléphant      | Tony Hawk       | Légende du skate-board                                             |  |  |  |  |  |  |  |  |  |  |  |  |  |  |  |  |  |  |  |  |  |  |  |  |  |  |  |  |  |  |
| Miss Monstre  | Chaka Khan      | Chanteuse, reine du funk                                           |  |  |  |  |  |  |  |  |  |  |  |  |  |  |  |  |  |  |  |  |  |  |  |  |  |  |  |  |  |  |
| Lama          | Drew Carey      | Comédien et animateur de télévision                                |  |  |  |  |  |  |  |  |  |  |  |  |  |  |  |  |  |  |  |  |  |  |  |  |  |  |  |  |  |  |
| Robot         | Lil Wayne       | Rappeur multi-récompensé                                           |  |  |  |  |  |  |  |  |  |  |  |  |  |  |  |  |  |  |  |  |  |  |  |  |  |  |  |  |  |  |

- Drew a participé à la saison 18 de Dancing with the Stars. La même saison que Cody Simpson, le vainqueur de la saison 1 australienne.
- Chaka a participé à la saison 21 de Dancing with the Stars.
- Dionne a participé à la saison 4 de The Celebrity Apprentice, au côté notamment de LaToya Jackson de la saison 1.
- Tom est le présentateur principal de Dancing with the Stars depuis la toute première saison.
- Bret a remporté la saison 3 de The Celebrity Apprentice et a participé à la saison 6 (all-stars) de cette même émission.
- Jackie est arrivée à la seconde place de la saison 5 de l'émission America's Got Talent en 2010.

Célébrités de la saison 3
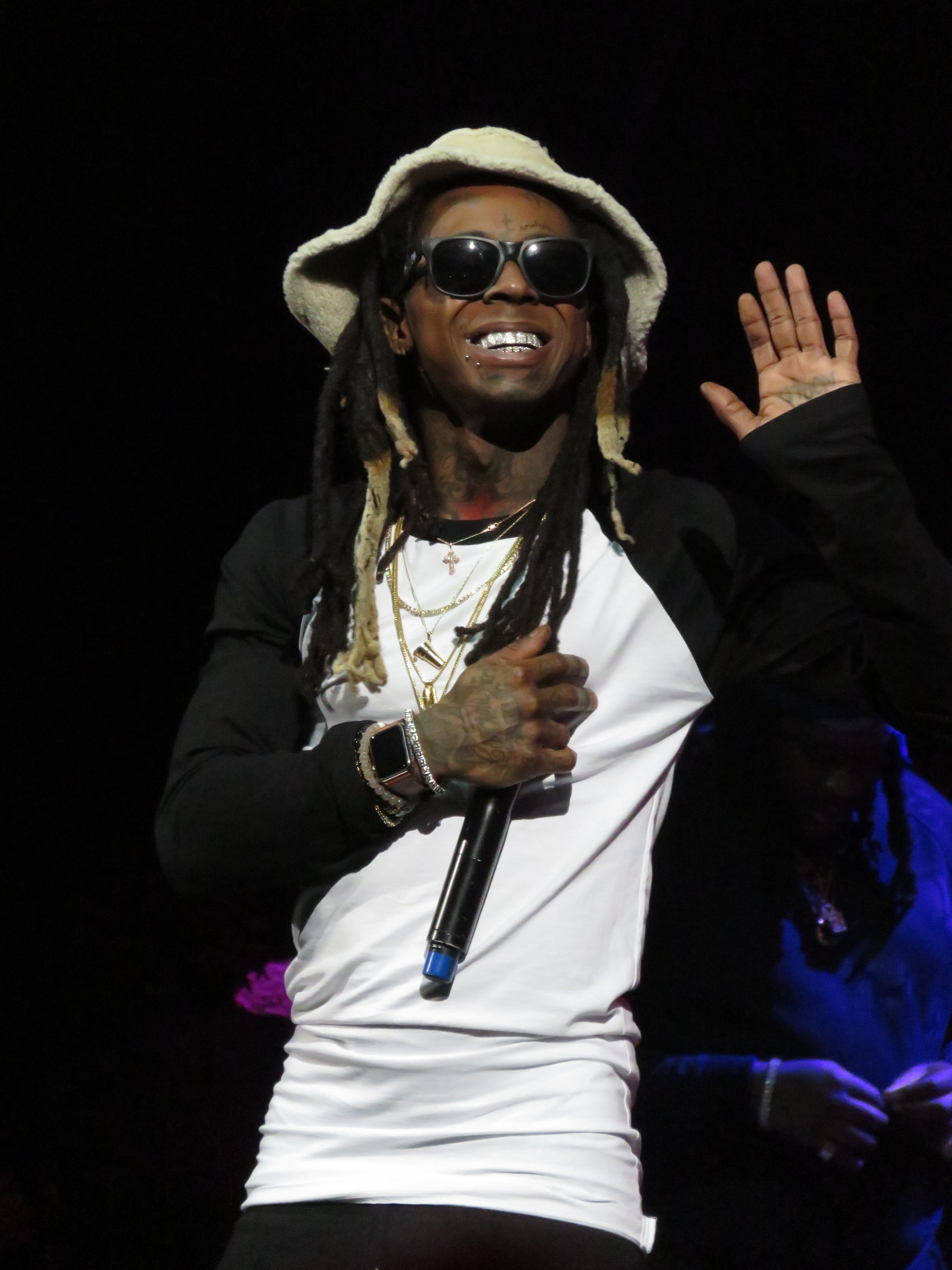
Lil Wayne
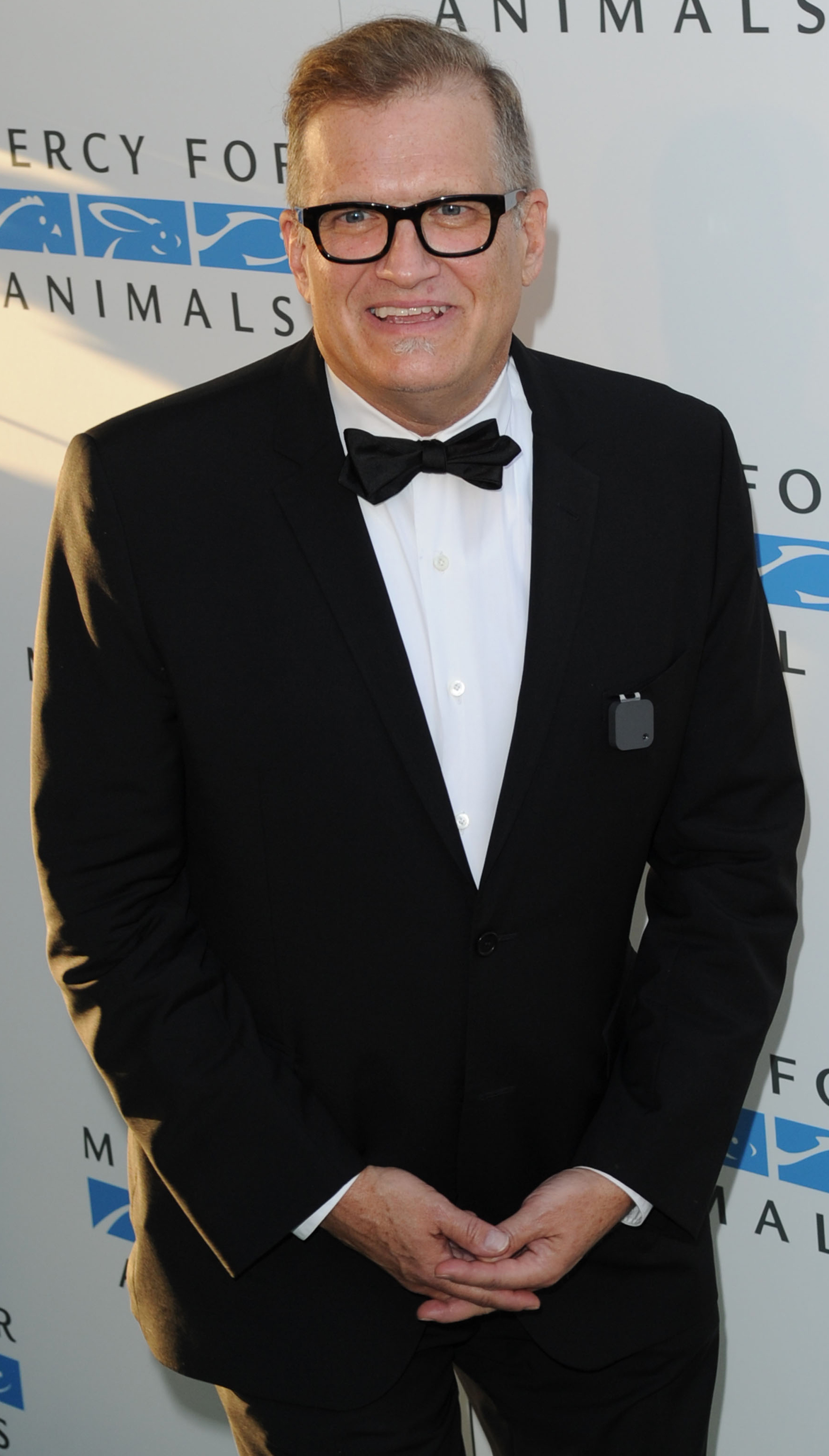
Drew Carey
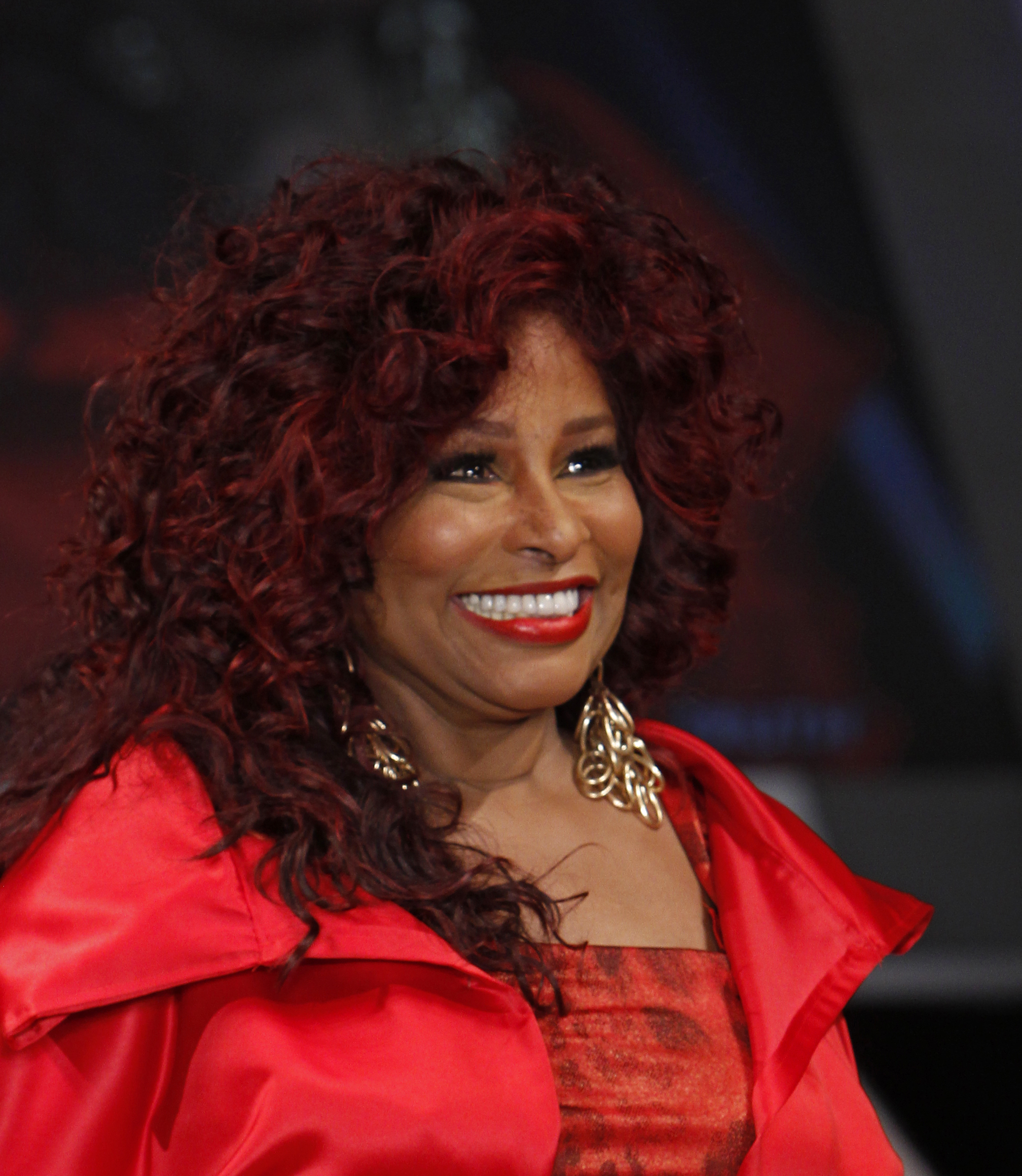
Chaka Khan
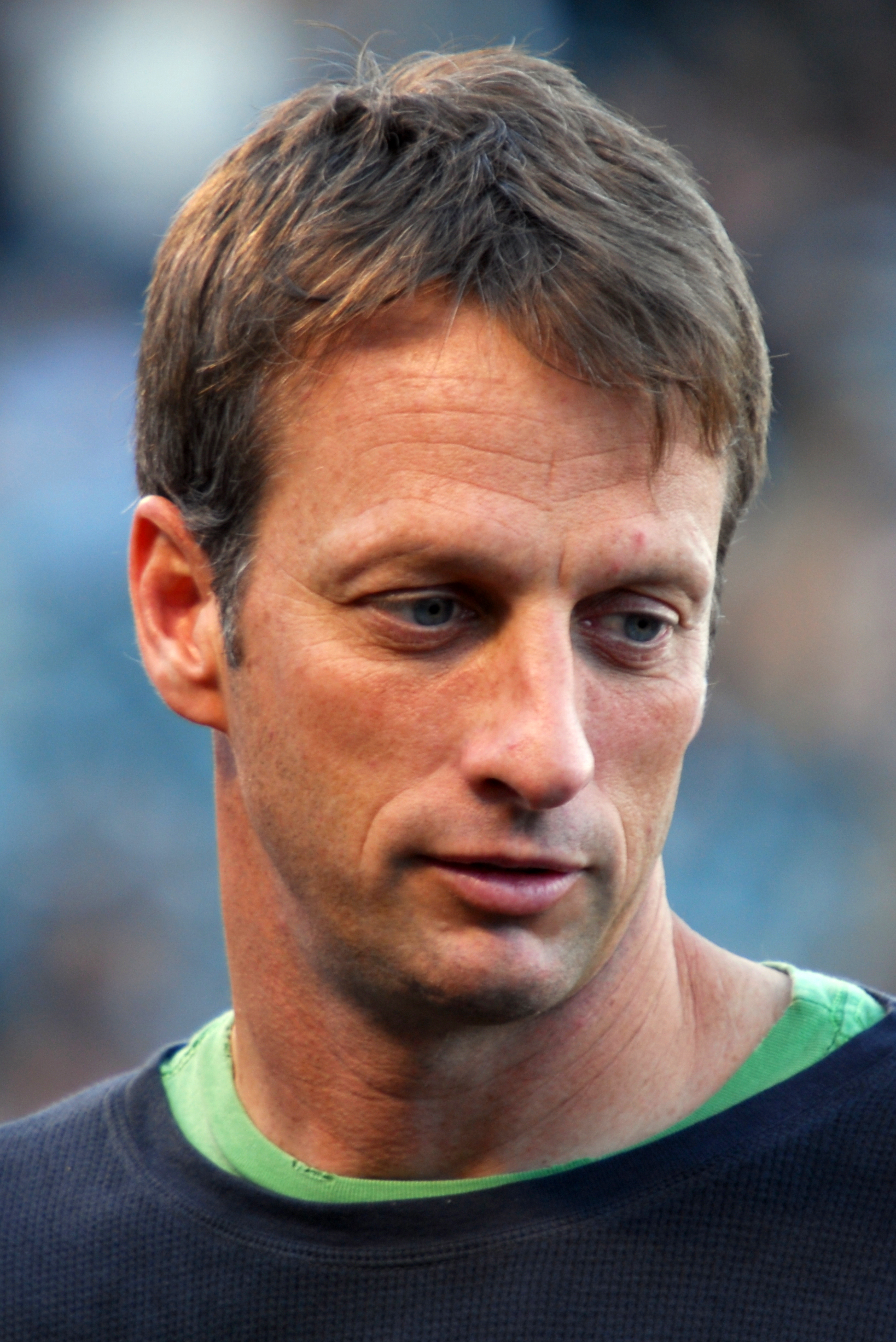
Tony Hawk
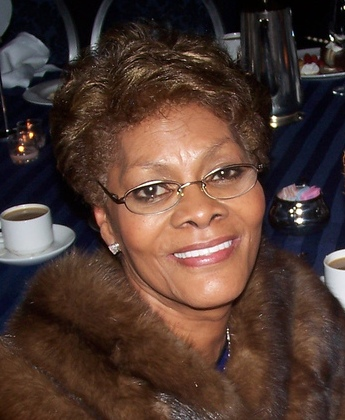
Dionne Warwick
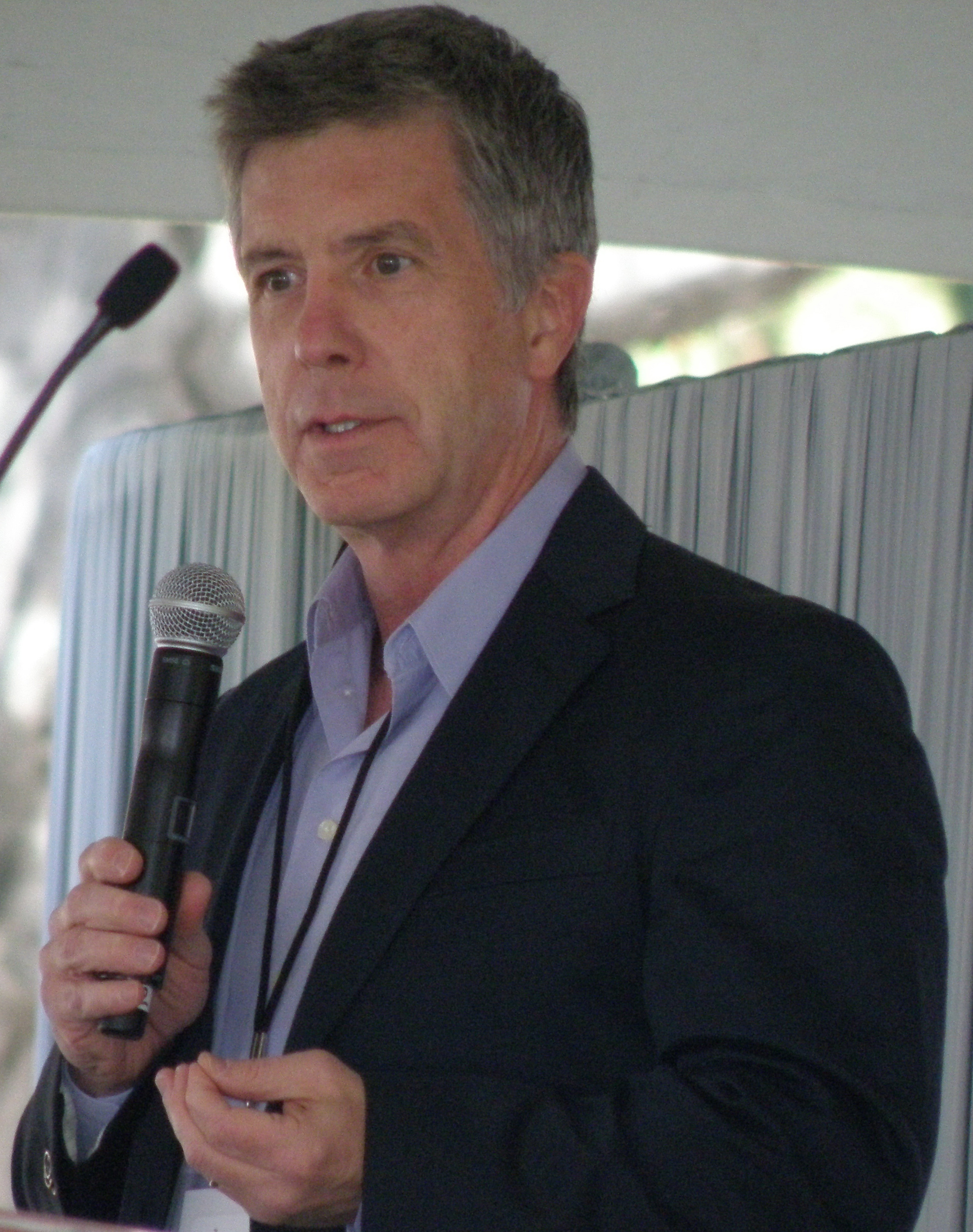
Tom Bergeron
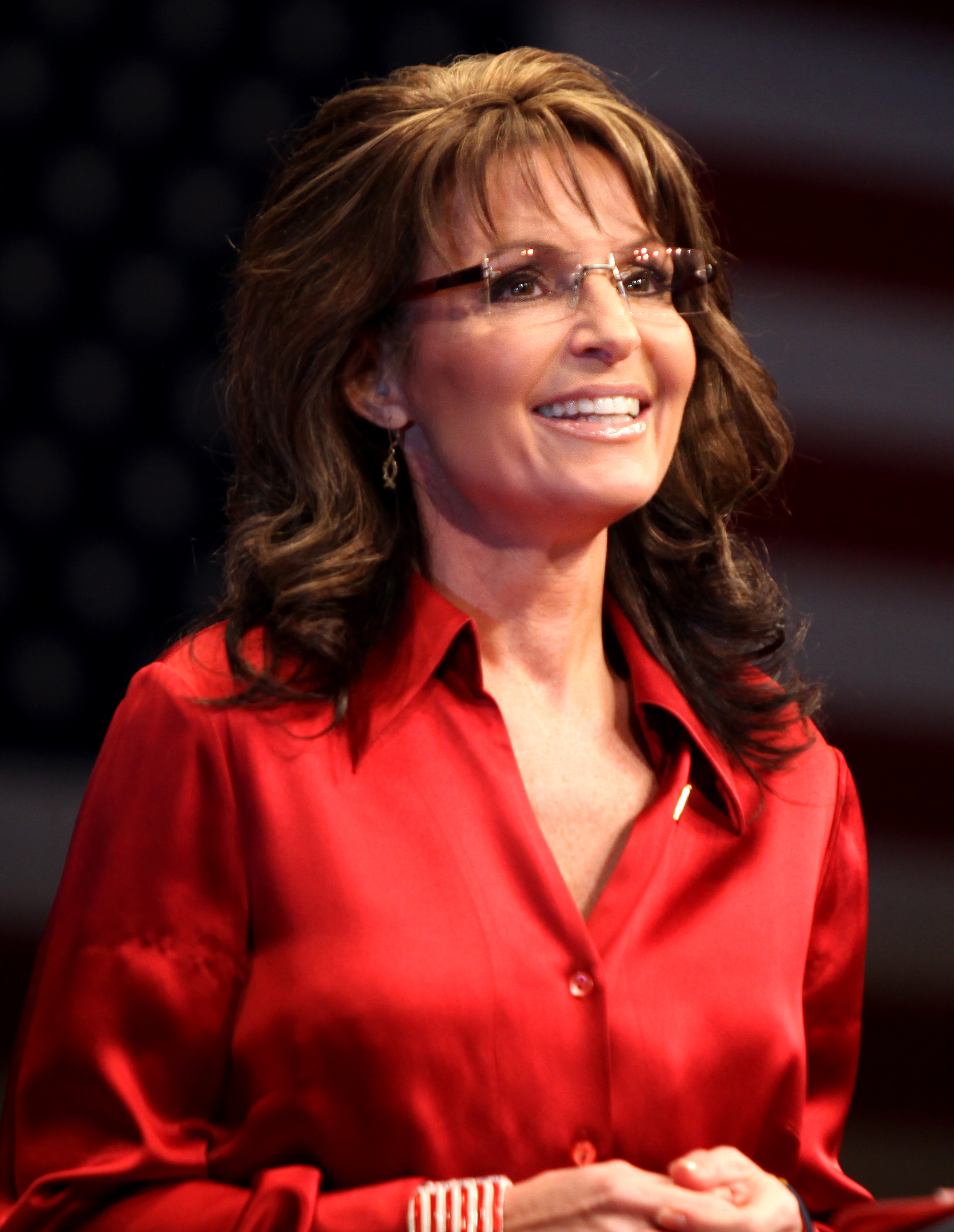
Sarah Palin
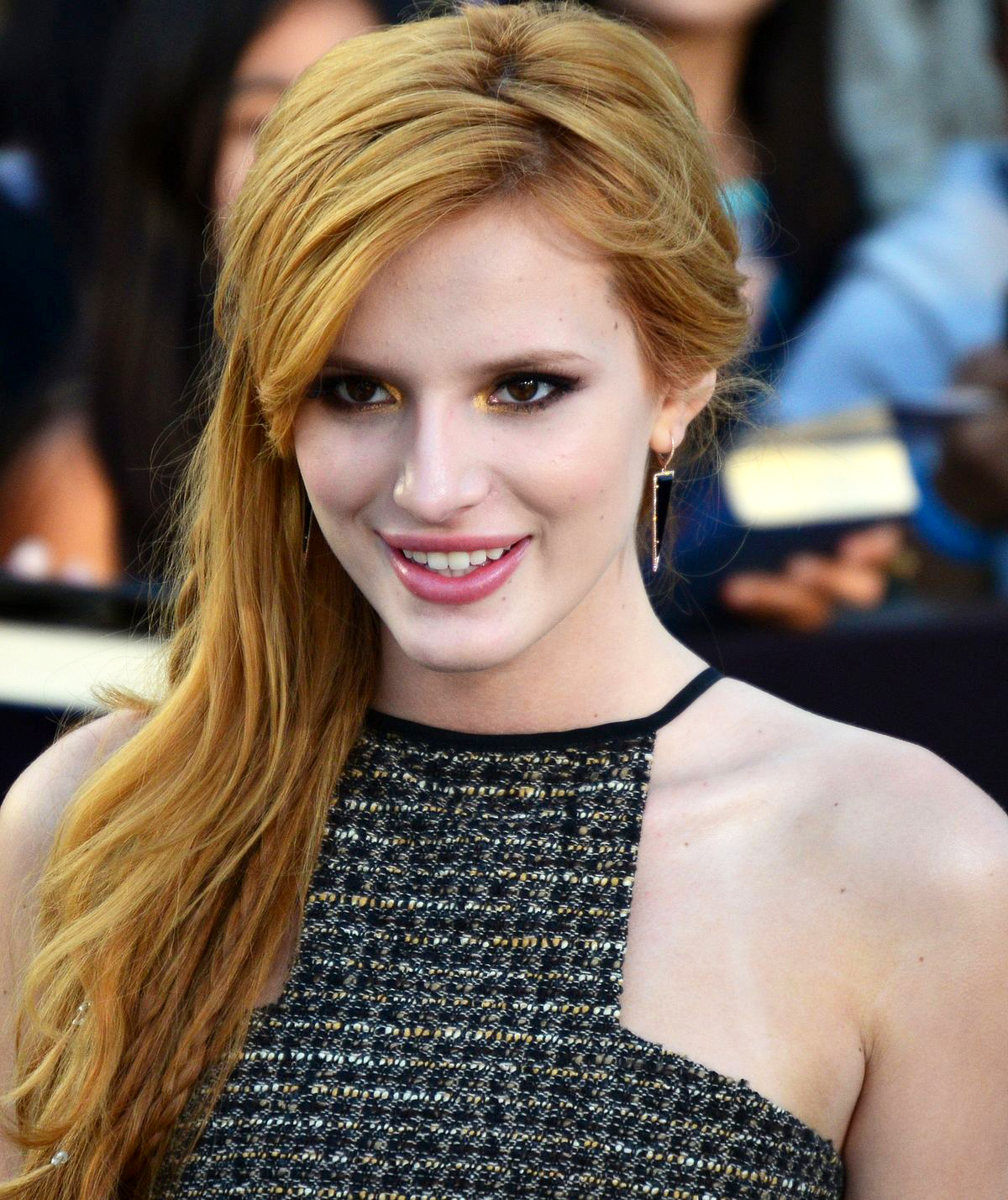
Bella Thorne
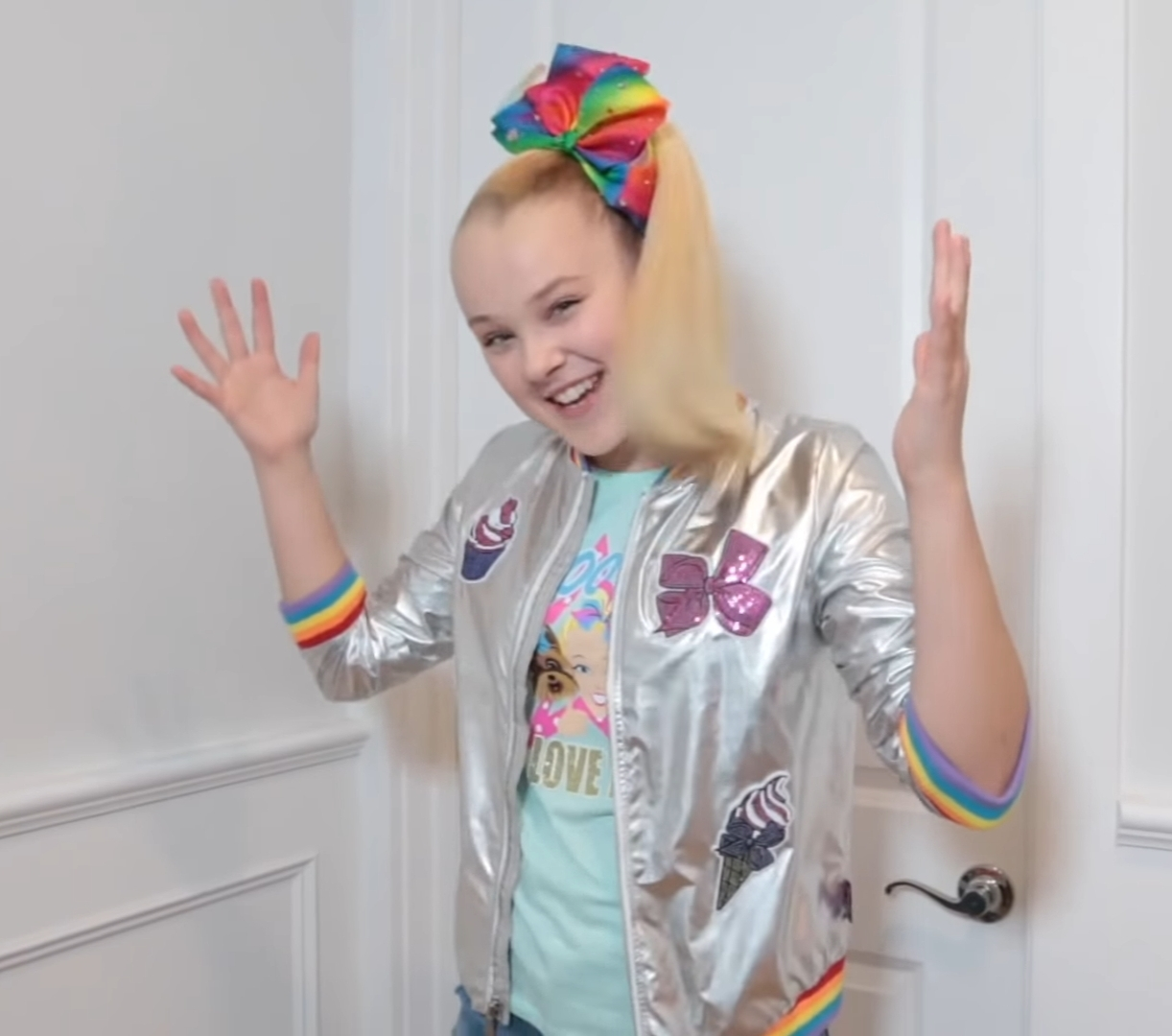
JoJo Siwa
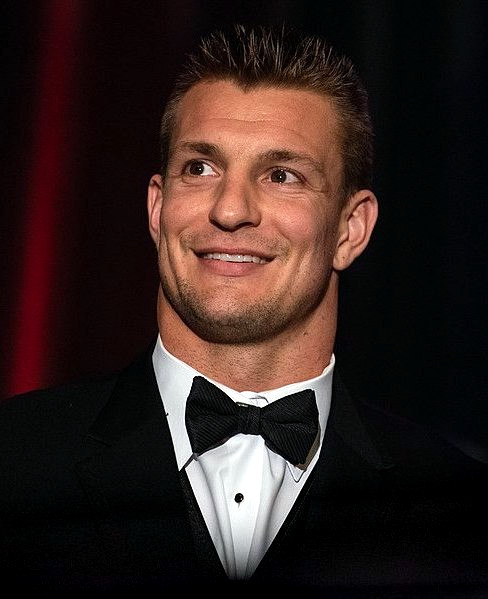
Rob Gronkowski
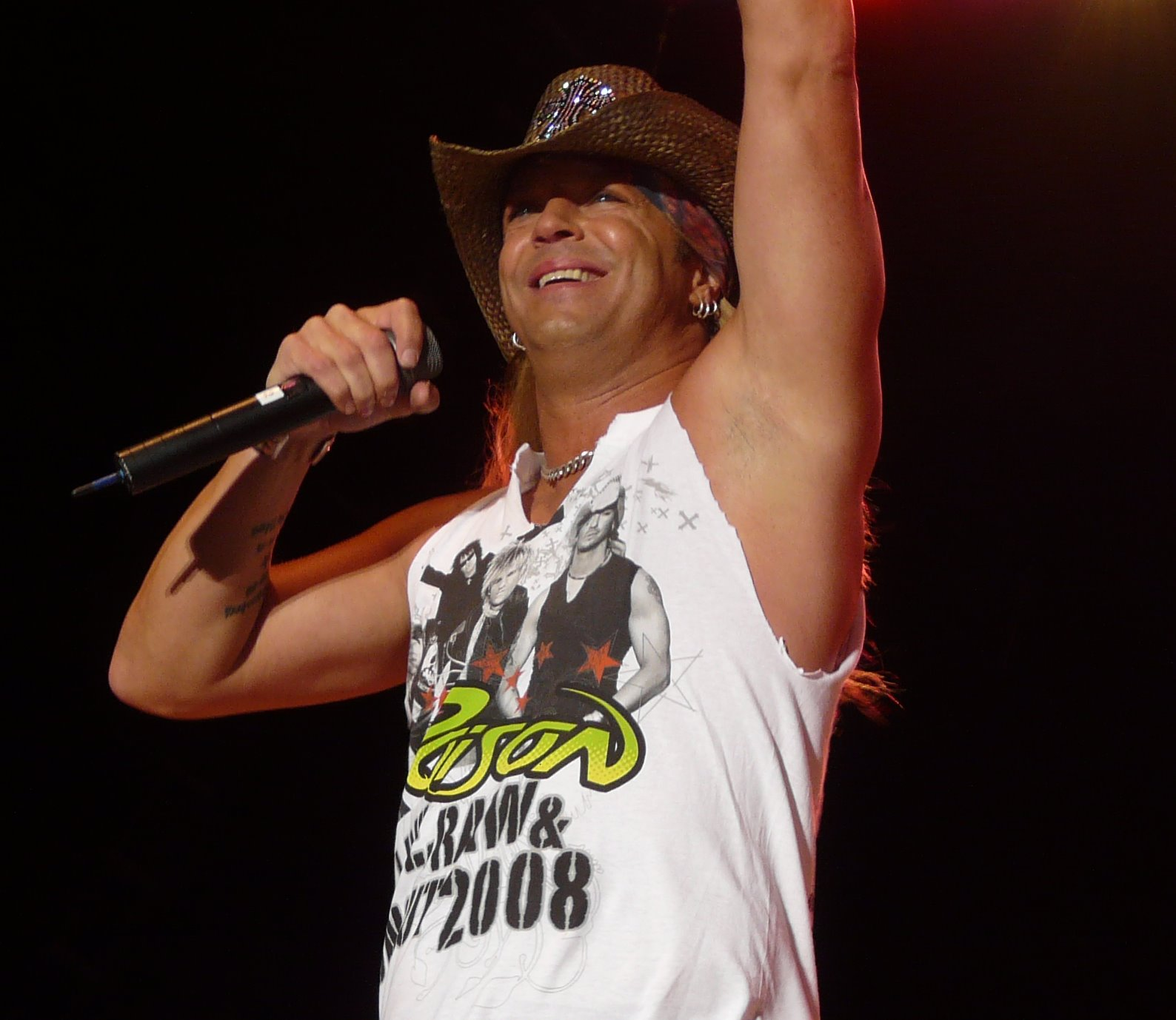
Bret Michaels
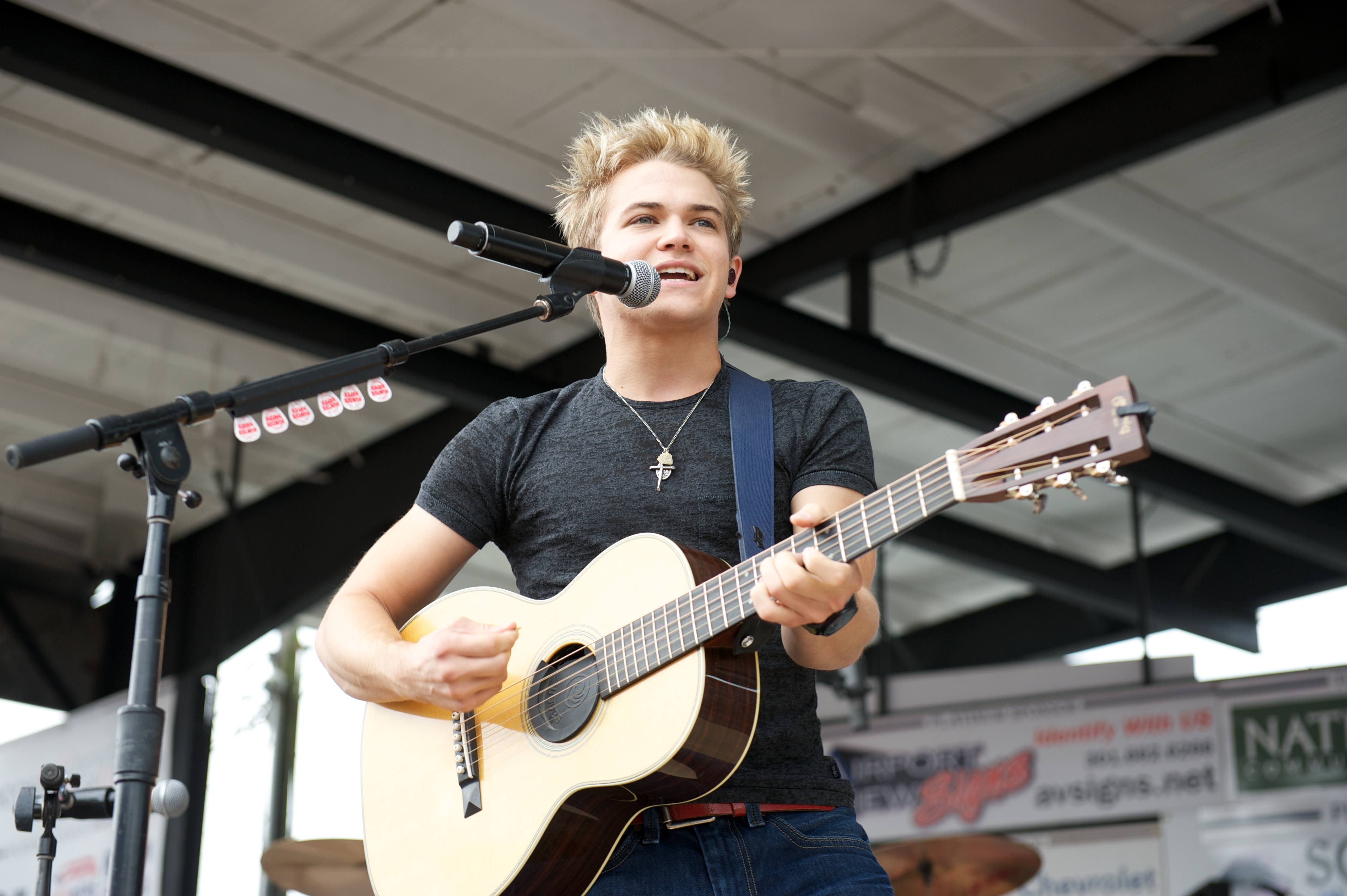
Hunter Hayes
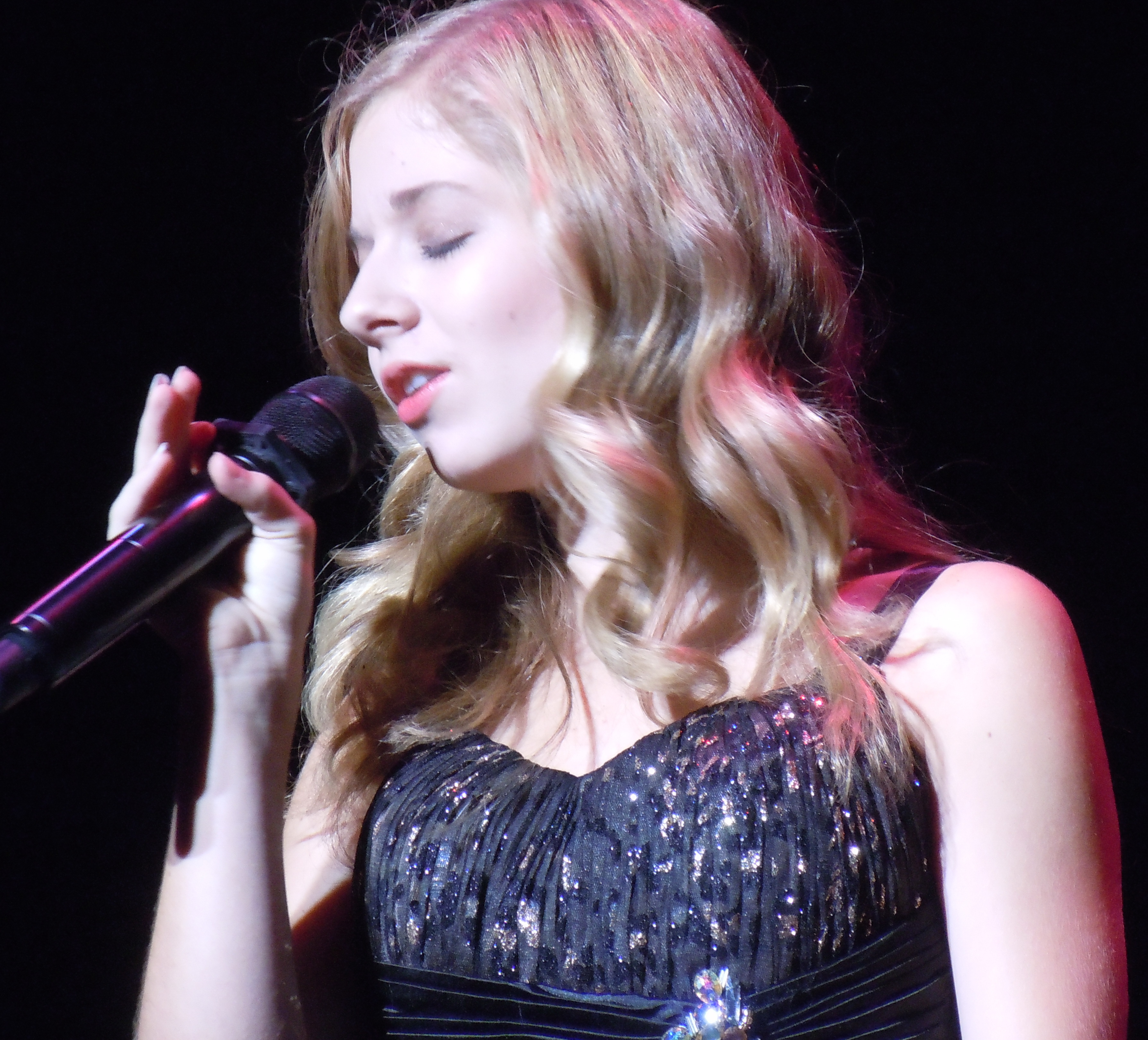
Jackie Evancho
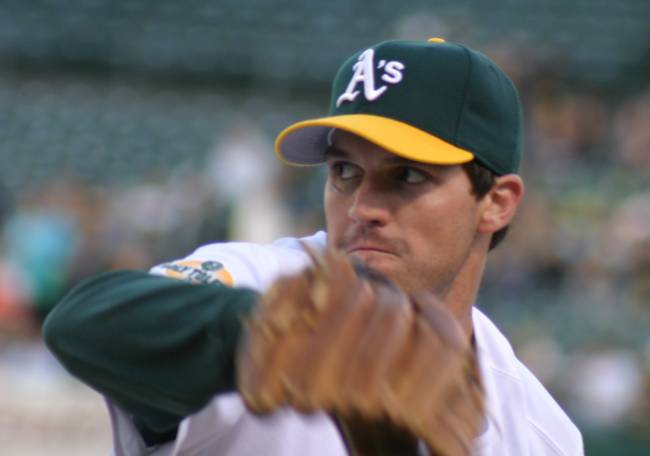
Barry Zito
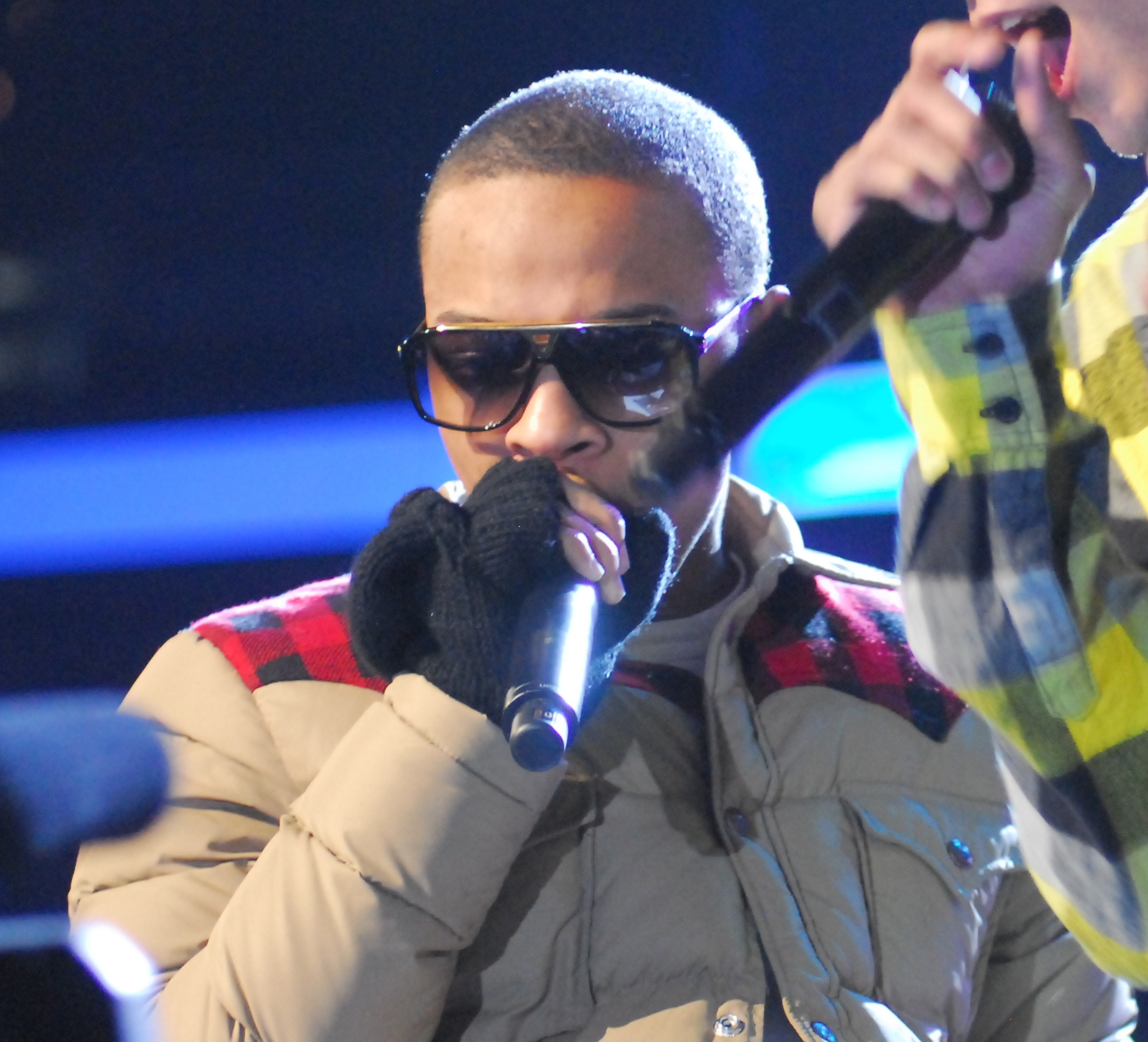
Bow Wow
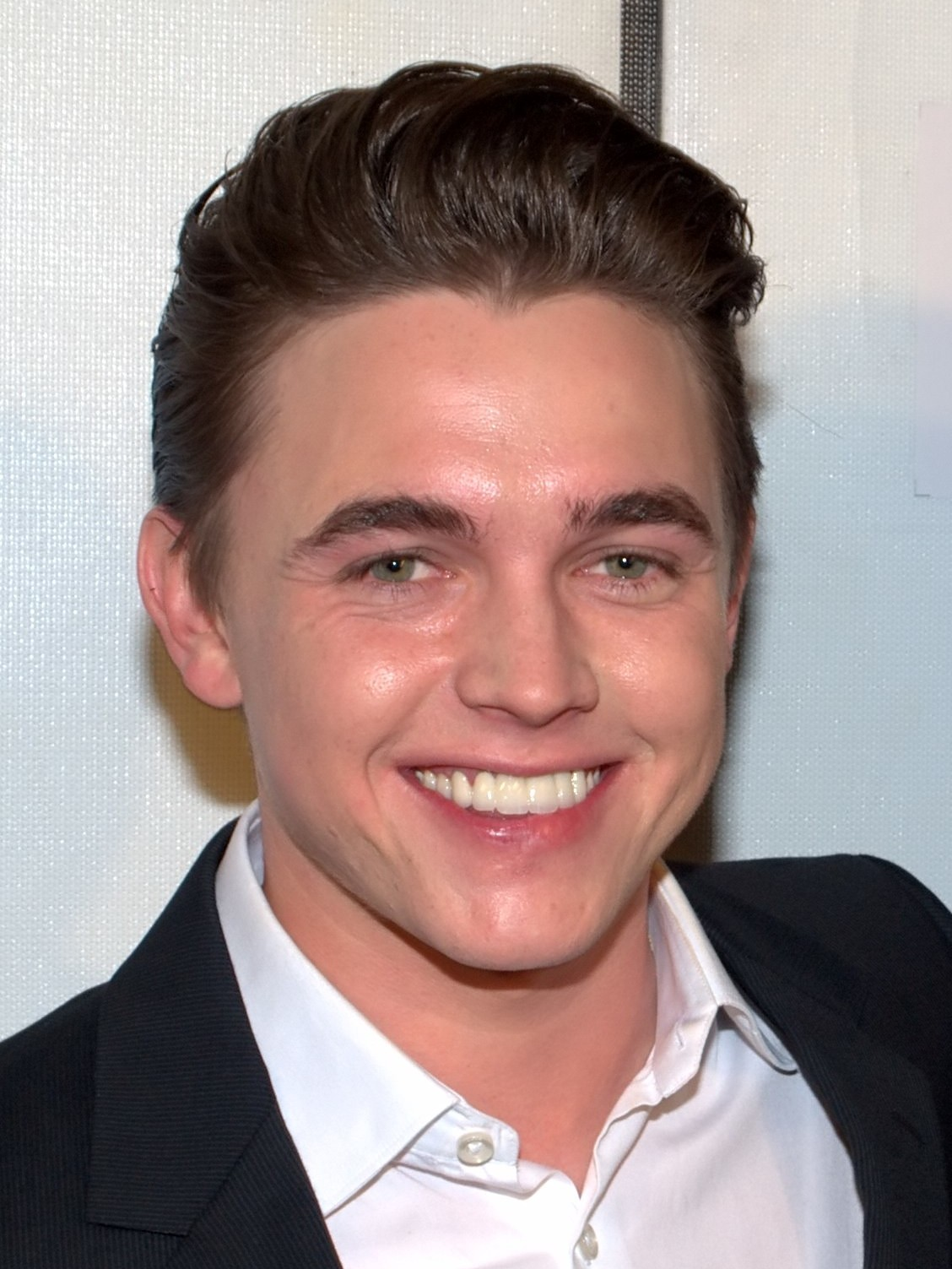
Jesse McCartney
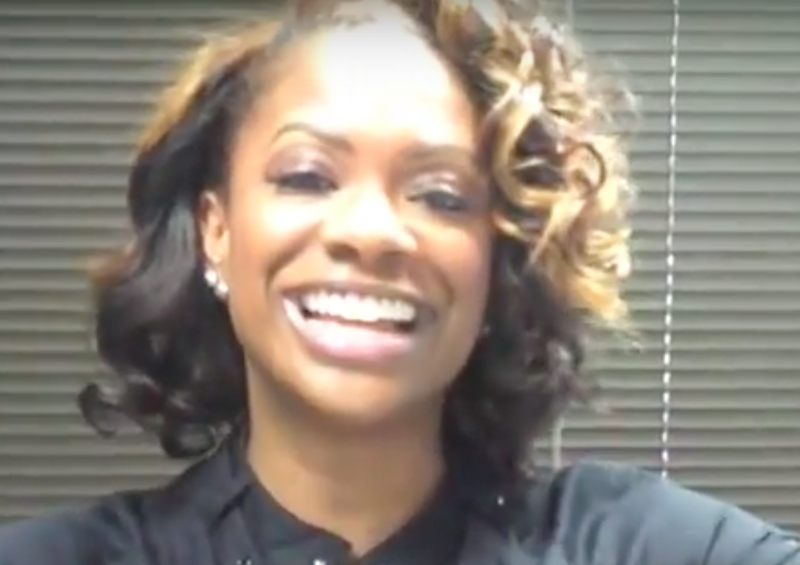
Kandi Burruss

### Saison 4
La FOX a annoncé que la quatrième saison de l'émission débutera le 23 septembre 2020. Quelques costumes de cette nouvelle saison ont été également annoncés par la chaîne.
- Cette saison 4 est l'occasion de deux premières fois : un seul costume (celui des chouettes des neiges) renferme deux célébrités; et également, un candidat décide d'enlever son masque de lui-même, sans avoir été éliminé auparavant. Dans ce costume se trouvait l'acteur Mickey Rourke.

| Soleil               | LeAnn Rimes        | Chanteuse de country et actrice            |  |  |  |  |  |  |  |  |  |  |  |  |  |  |  |  |  |  |  |  |  |  |  |  |  |
| Champignon           | Aloe Blacc         | Chanteur soul et rappeur                   |  |  |  |  |  |  |  |  |  |  |  |  |  |  |  |  |  |  |  |  |  |  |  |  |  |
| Crocodile            | Nick Carter        | Chanteur, membre des Backstreet Boys       |  |  |  |  |  |  |  |  |  |  |  |  |  |  |  |  |  |  |  |  |  |  |  |  |  |
| Hippocampe           | Tori Kelly         | Chanteuse                                  |  |  |  |  |  |  |  |  |  |  |  |  |  |  |  |  |  |  |  |  |  |  |  |  |  |
| Méduse               | Chloe Kim          | Championne olympique de snowboard          |  |  |  |  |  |  |  |  |  |  |  |  |  |  |  |  |  |  |  |  |  |  |  |  |  |
| Popcorn              | Taylor Dayne       | Chanteuse et actrice                       |  |  |  |  |  |  |  |  |  |  |  |  |  |  |  |  |  |  |  |  |  |  |  |  |  |
| Brocoli              | Paul Anka          | Chanteur                                   |  |  |  |  |  |  |  |  |  |  |  |  |  |  |  |  |  |  |  |  |  |  |  |  |  |
| Serpent              | Dr Elvis François  | Chirurgien, chanteur et star d'Internet    |  |  |  |  |  |  |  |  |  |  |  |  |  |  |  |  |  |  |  |  |  |  |  |  |  |
| Créature             | Lonzo Ball         | Basketteur en NBA et rappeur               |  |  |  |  |  |  |  |  |  |  |  |  |  |  |  |  |  |  |  |  |  |  |  |  |  |
| Chouettes des neiges | Clint Black        | Chanteur                                   |  |  |  |  |  |  |  |  |  |  |  |  |  |  |  |  |  |  |  |  |  |  |  |  |  |
| Chouettes des neiges | Lisa Hartman Black | Actrice et chanteuse                       |  |  |  |  |  |  |  |  |  |  |  |  |  |  |  |  |  |  |  |  |  |  |  |  |  |
| Monstre ondulé       | Bob Saget          | Acteur et animateur de télévision          |  |  |  |  |  |  |  |  |  |  |  |  |  |  |  |  |  |  |  |  |  |  |  |  |  |
| Bouche               | Wendy Williams     | Actrice et animatrice de télévision        |  |  |  |  |  |  |  |  |  |  |  |  |  |  |  |  |  |  |  |  |  |  |  |  |  |
| Bébé alien           | Mark Sanchez       | Ancien joueur de football américain en NFL |  |  |  |  |  |  |  |  |  |  |  |  |  |  |  |  |  |  |  |  |  |  |  |  |  |
| Girafe               | Brian Austin Green | Acteur dont Beverly Hills 90210            |  |  |  |  |  |  |  |  |  |  |  |  |  |  |  |  |  |  |  |  |  |  |  |  |  |
| Gremlin              | Mickey Rourke      | Acteur, scénariste et boxeur               |  |  |  |  |  |  |  |  |  |  |  |  |  |  |  |  |  |  |  |  |  |  |  |  |  |
| Dragon               | Busta Rhymes       | Rappeur                                    |  |  |  |  |  |  |  |  |  |  |  |  |  |  |  |  |  |  |  |  |  |  |  |  |  |

Célébrités de la saison 4
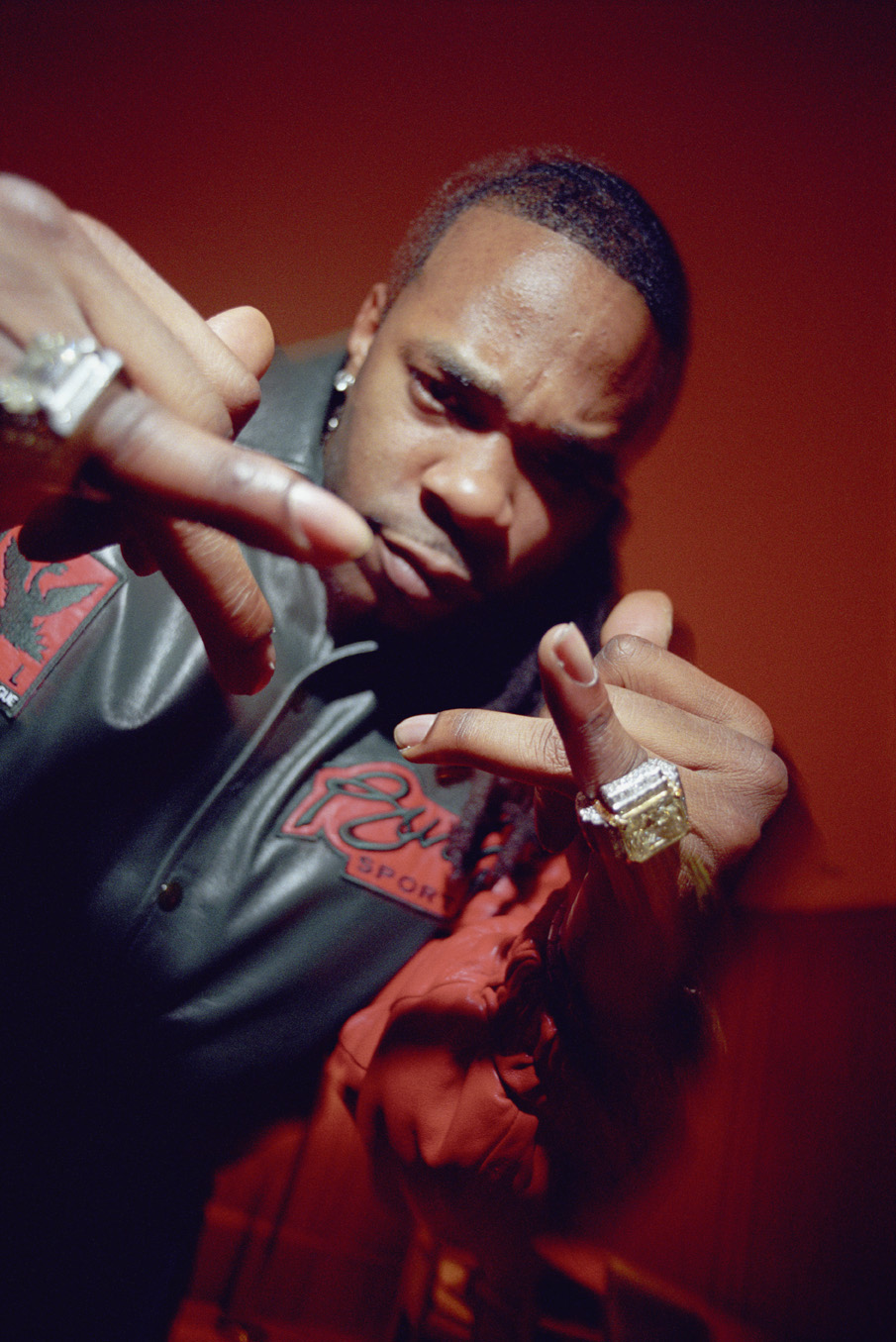
Busta Rhymes
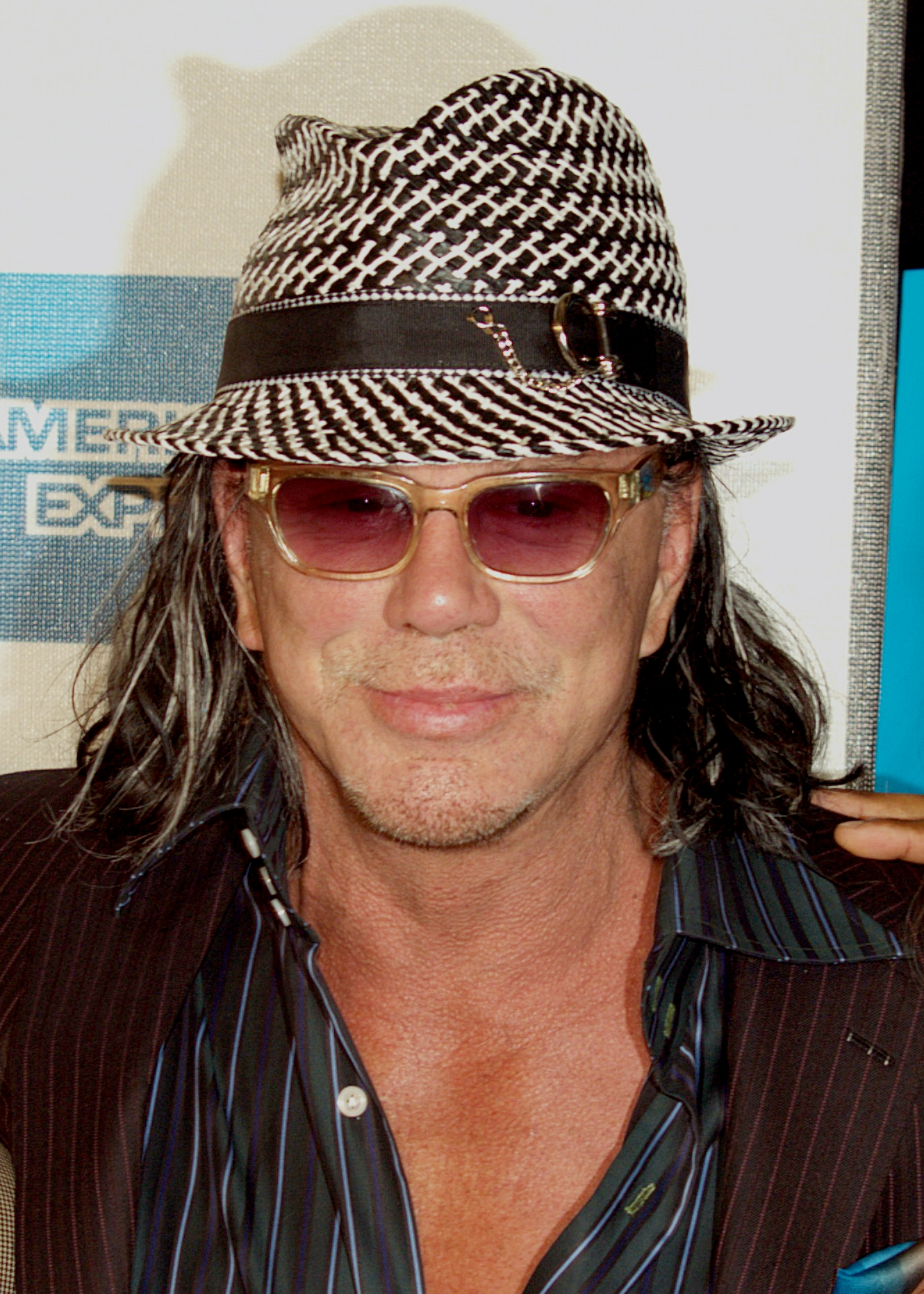
Mickey Rourke
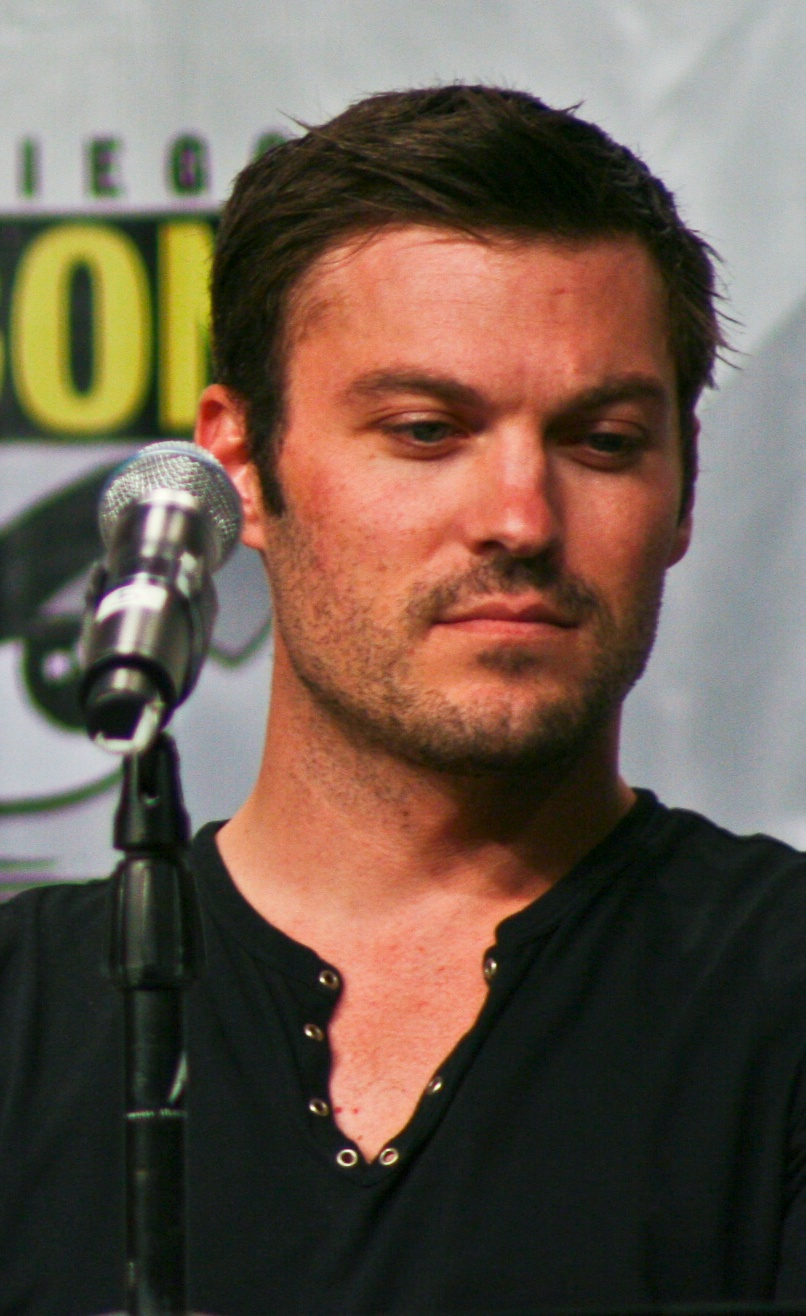
Brian Austin Green
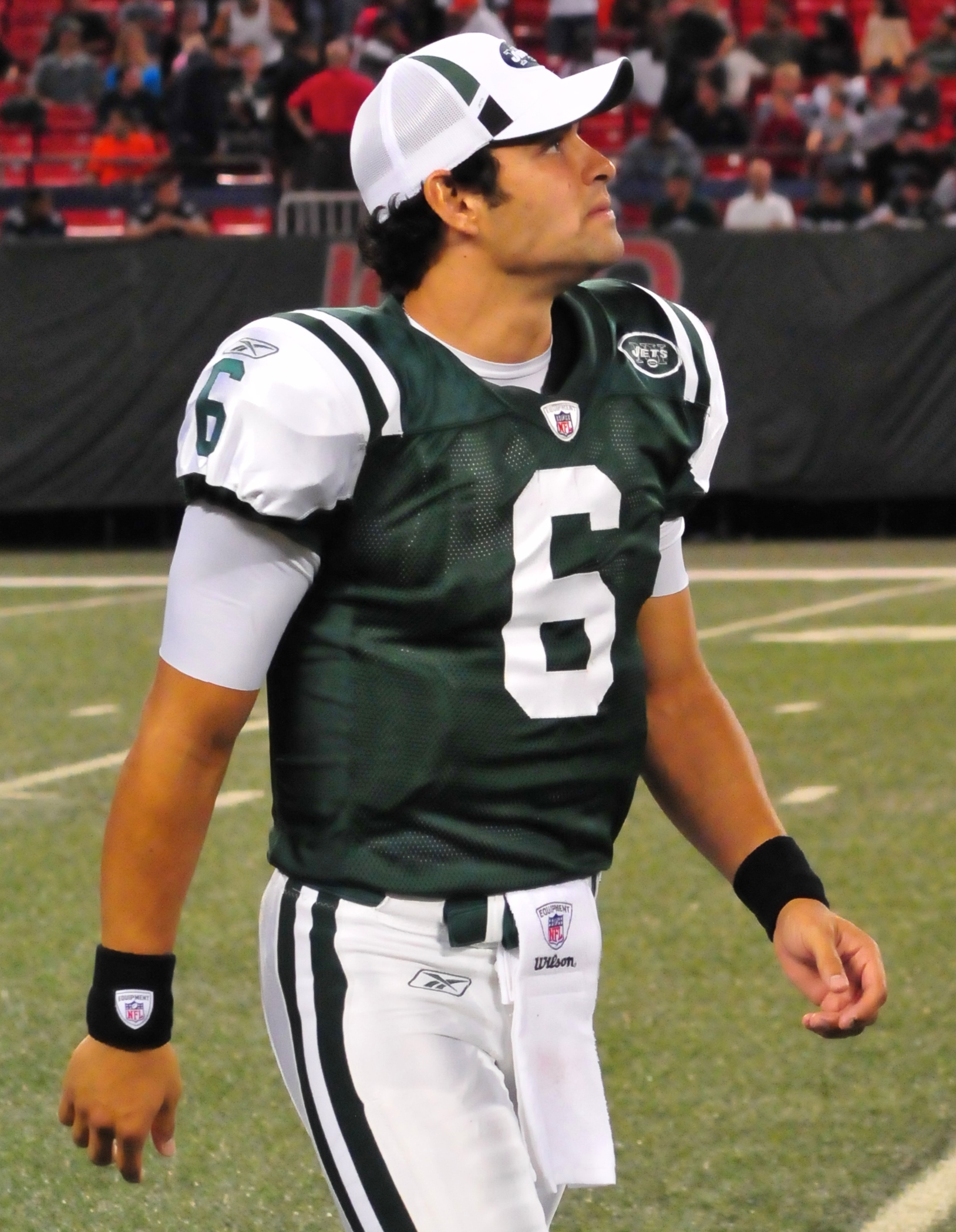
Mark Sanchez
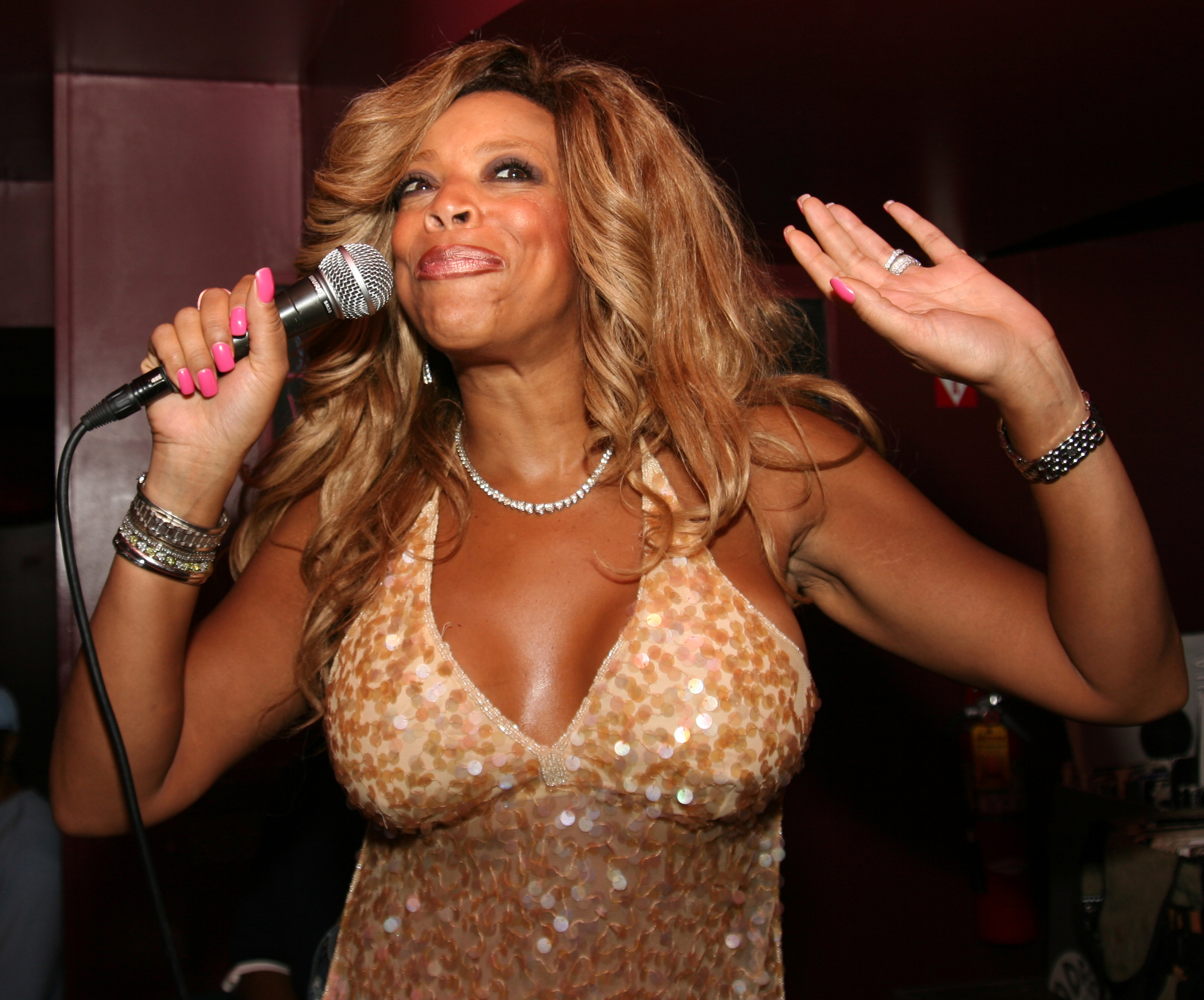
Wendy Williams
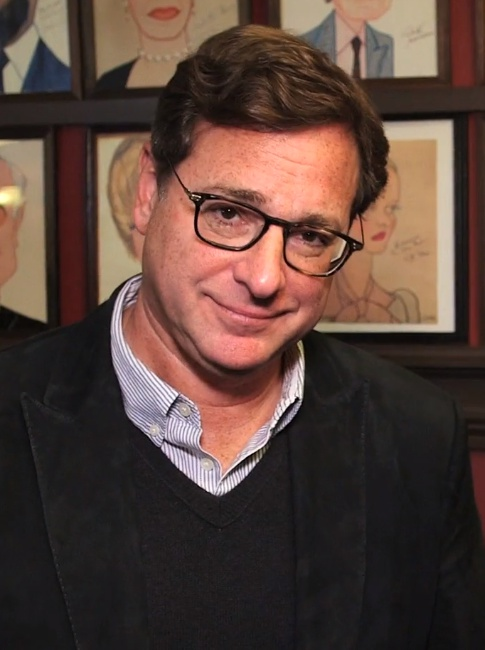
Bob Saget
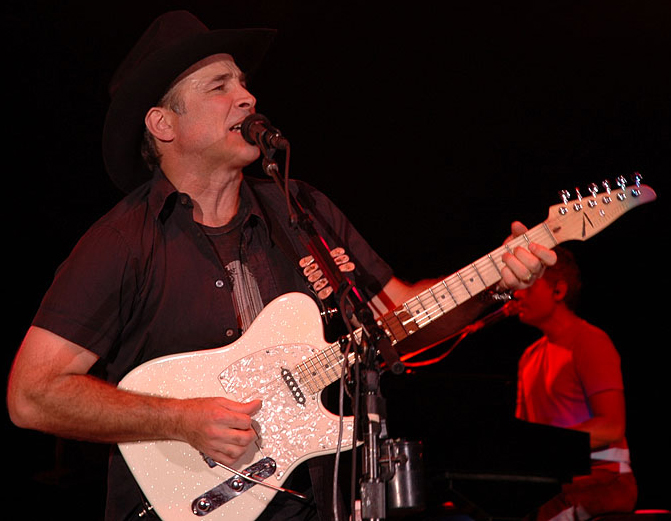
Clint Black
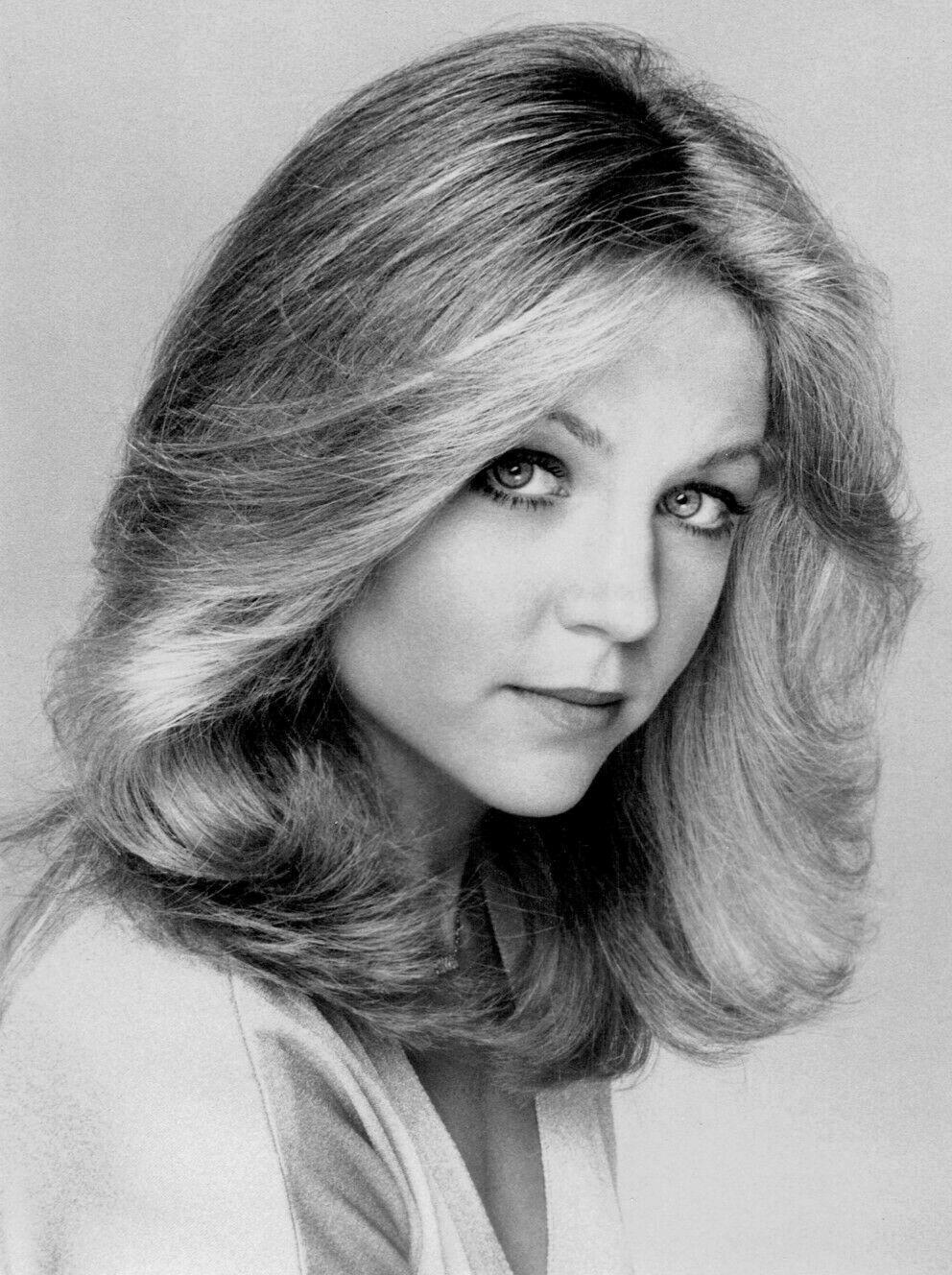
Lisa Hartman-Black
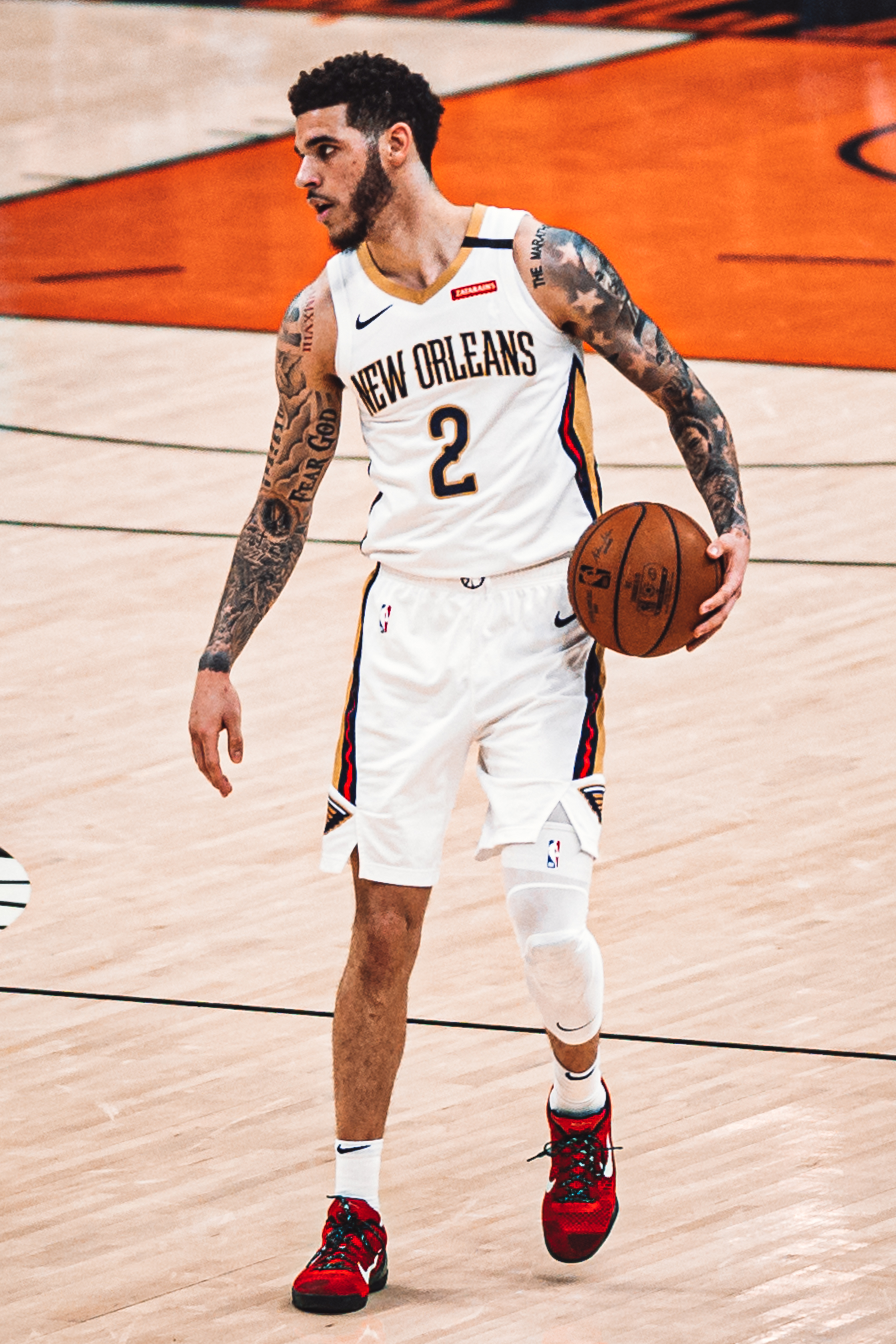
Lonzo Ball
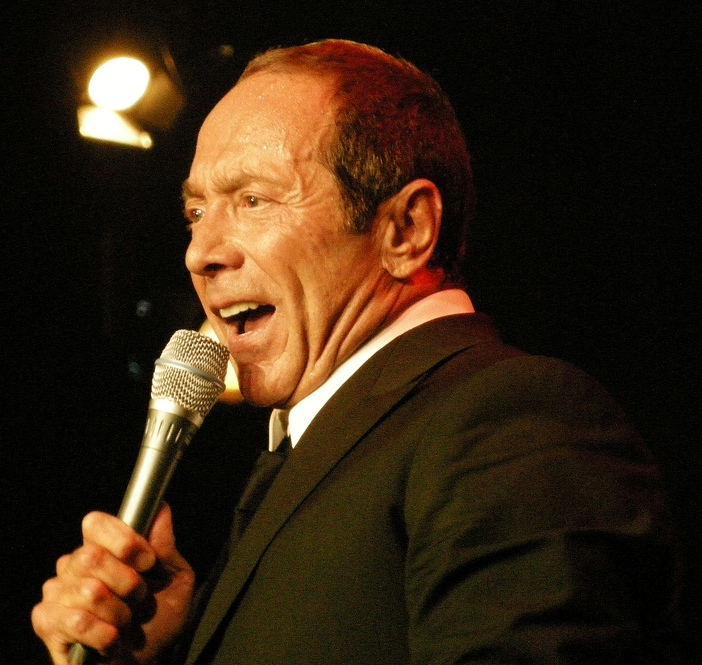
Paul Anka
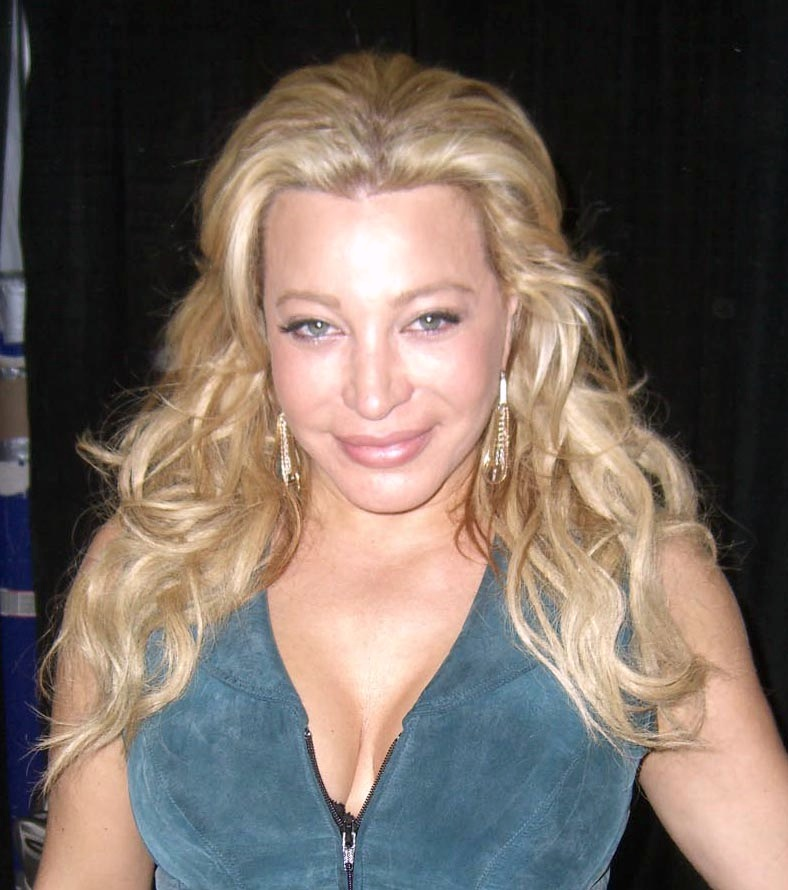
Taylor Dayne
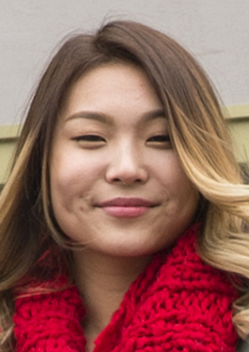
Chloe Kim
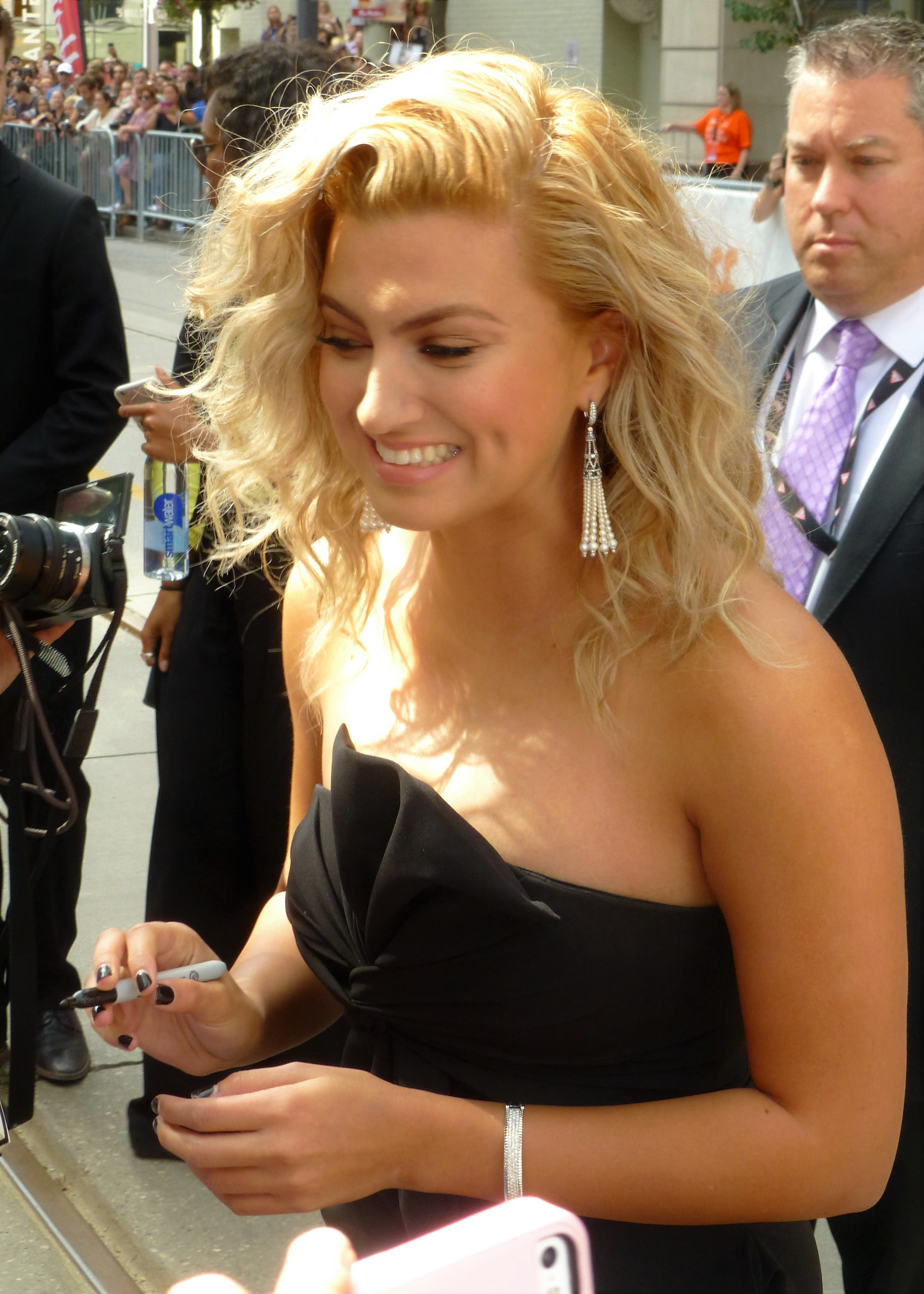
Tori Kelly.
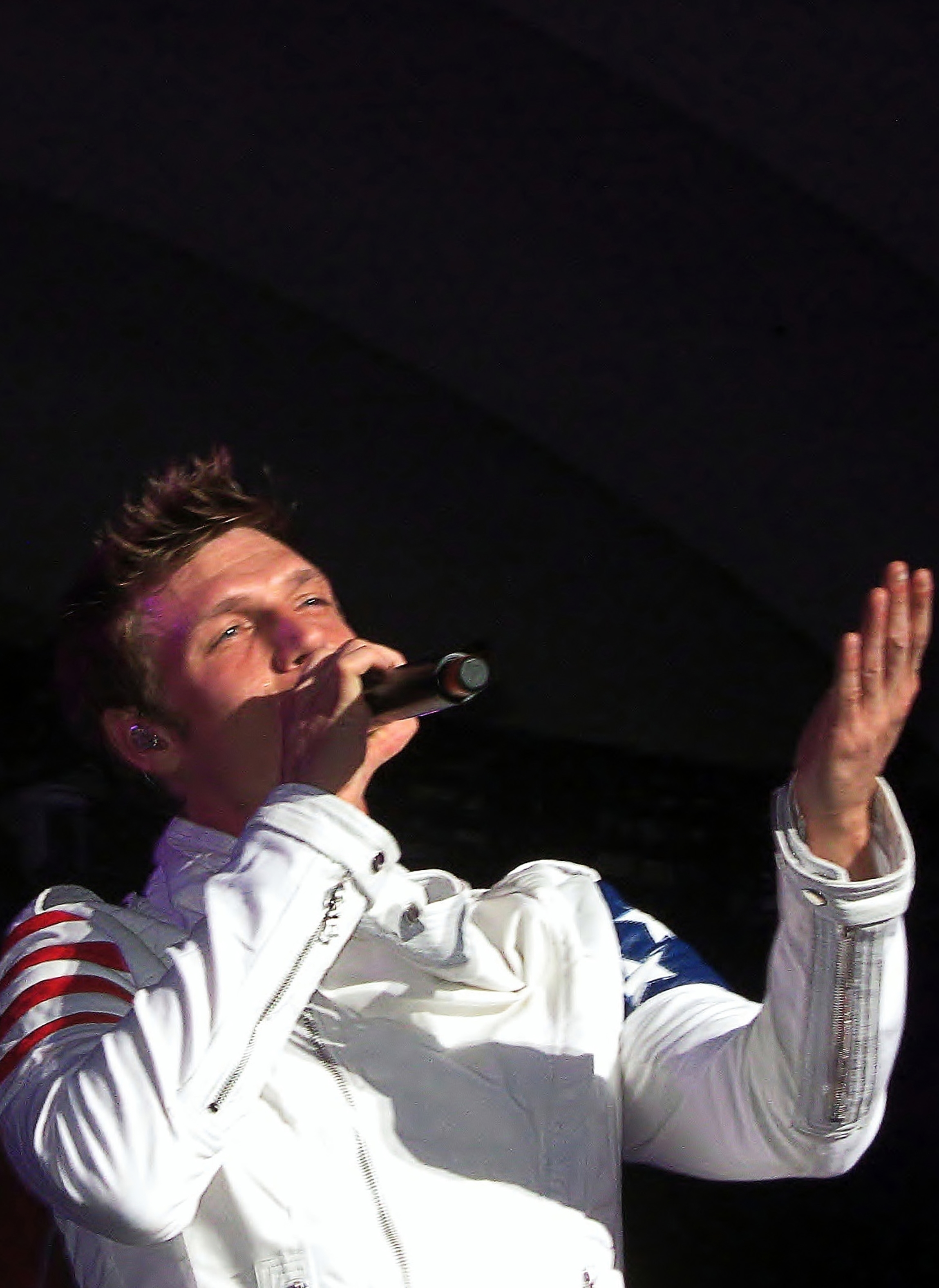
Nick Carter
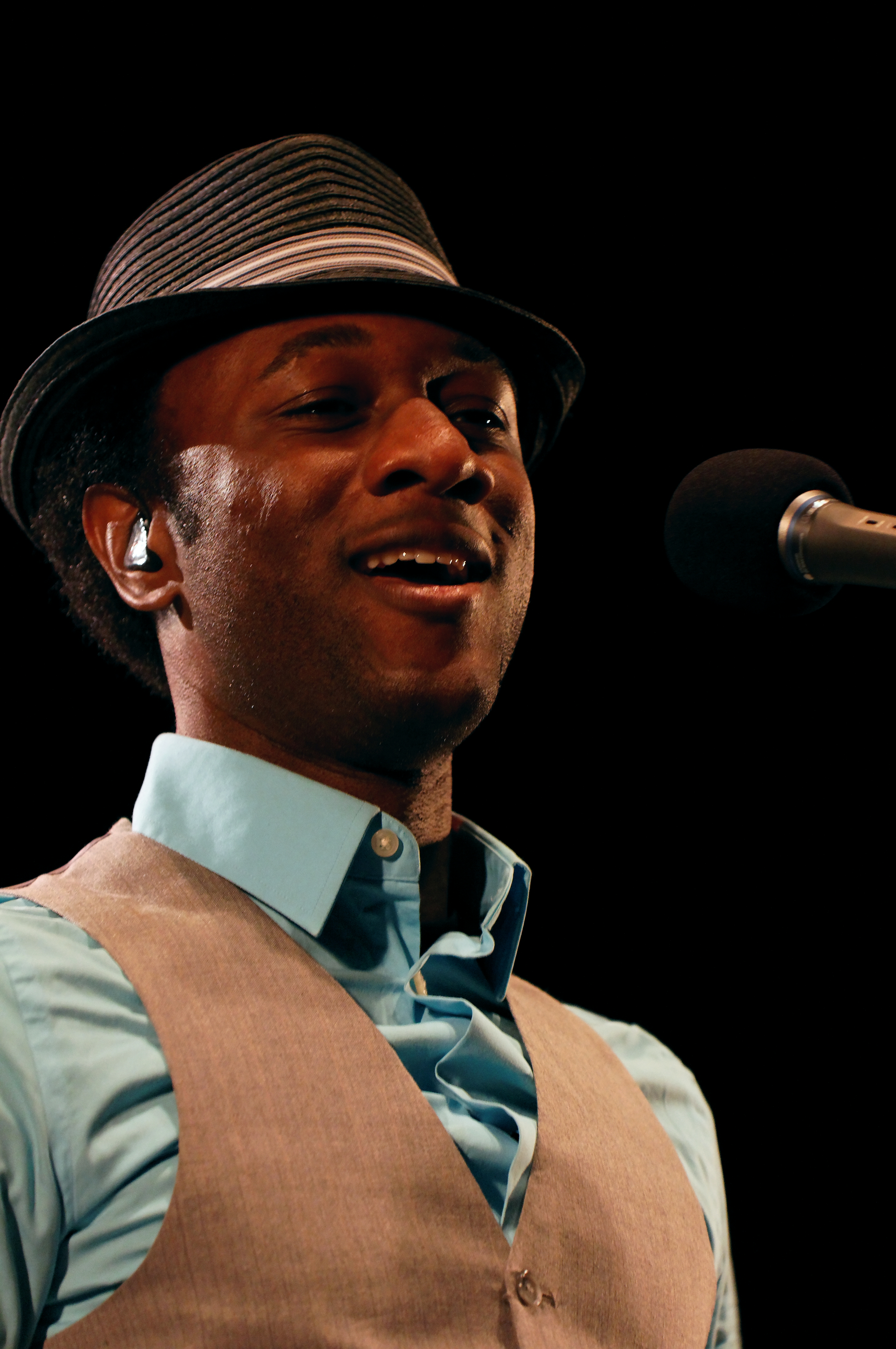
Aloe Blacc
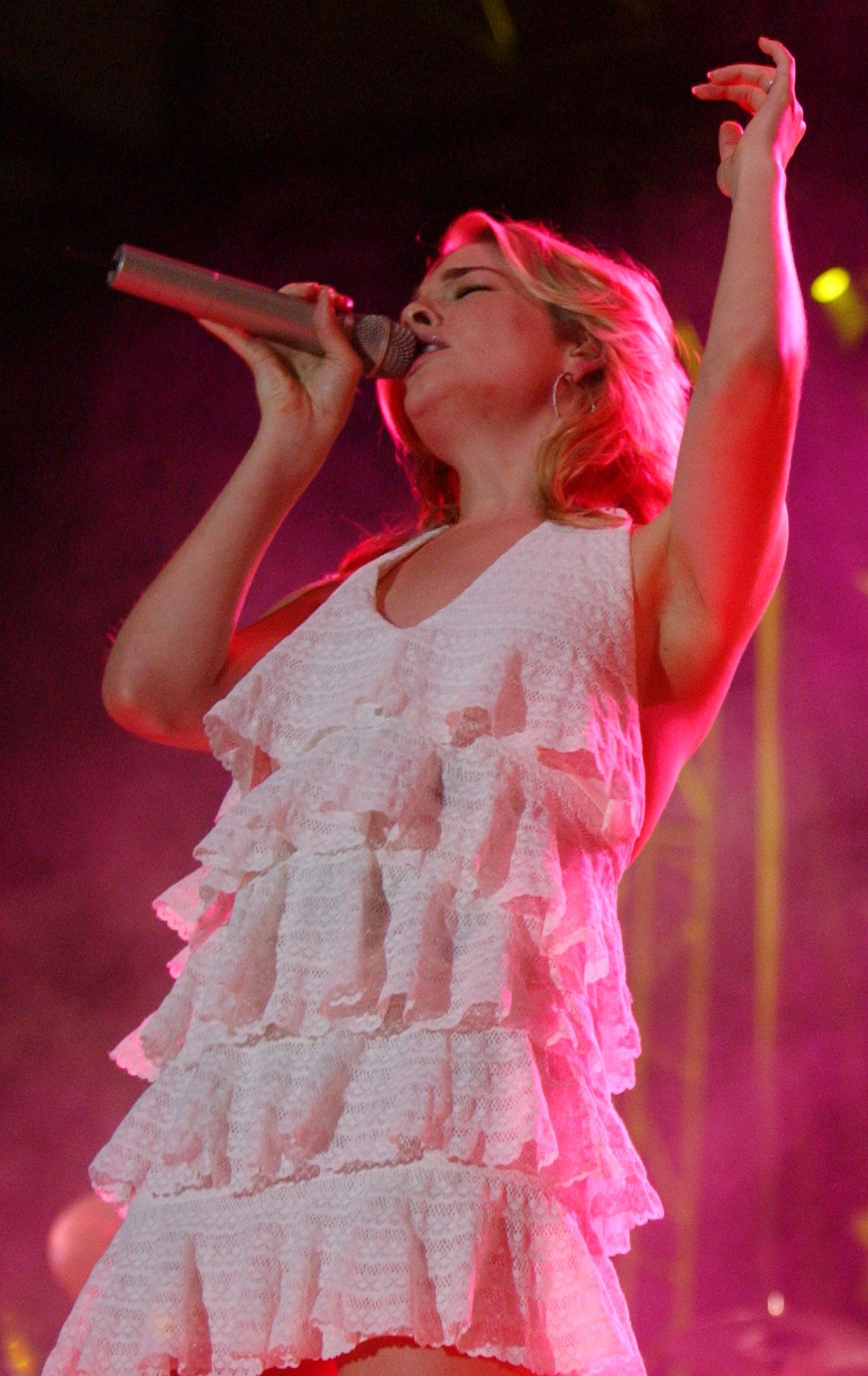
LeAnn Rimes

### Saison 5
La cinquième saison de la version américaine de l'émission débutera le 10 mars 2021 sur la chaîne FOX.
Pour la première fois, cette saison, de nouveaux concurrents sont introduits en cours de compétition.
Un personnage un peu spécial fait son apparition cette saison : un coq nommé Cluedle-Doo qui dissémine des indices sur les chanteurs en compétition. Lors de la demi-finale, il chante lui-même pour une unique prestation et est démasqué sur-le-champ : sous ce costume se cachait l'acteur Donnie Wahlberg, le mari de Jenny McCarthy, une des membres du jury.
| Porcelet           | Nick Lachey          | Chanteur, membre du groupe 98 Degrees et acteur             |  |  |  |  |  |  |  |  |  |  |  |  |  |  |  |  |  |  |  |  |  |  |  |  |  |
| Cygne noir         | JoJo                 | Chanteuse et actrice                                        |  |  |  |  |  |  |  |  |  |  |  |  |  |  |  |  |  |  |  |  |  |  |  |  |  |
| Caméléon           | Wiz Khalifa          | Rappeur                                                     |  |  |  |  |  |  |  |  |  |  |  |  |  |  |  |  |  |  |  |  |  |  |  |  |  |
| Yéti               | Omarion              | Chanteur de R&B, membre du groupe B2K                       |  |  |  |  |  |  |  |  |  |  |  |  |  |  |  |  |  |  |  |  |  |  |  |  |  |
| Coq                | Donnie Wahlberg      | Acteur et chanteur, époux de Jenny McCarthy                 |  |  |  |  |  |  |  |  |  |  |  |  |  |  |  |  |  |  |  |  |  |  |  |  |  |
| Poupées russes     | Hanson               | Trio de chanteurs                                           |  |  |  |  |  |  |  |  |  |  |  |  |  |  |  |  |  |  |  |  |  |  |  |  |  |
| Porc-épic          | Tyrese Gibson        | Acteur, chanteur et auteur-compositeur                      |  |  |  |  |  |  |  |  |  |  |  |  |  |  |  |  |  |  |  |  |  |  |  |  |  |
| Coquillage         | Tamera Mowry-Housley | Actrice et animatrice de télévision                         |  |  |  |  |  |  |  |  |  |  |  |  |  |  |  |  |  |  |  |  |  |  |  |  |  |
| Crabe              | Bobby Brown          | Chanteur, producteur et acteur                              |  |  |  |  |  |  |  |  |  |  |  |  |  |  |  |  |  |  |  |  |  |  |  |  |  |
| Orque              | Mark McGrath         | Chanteur, membre du groupe Sugar Ray                        |  |  |  |  |  |  |  |  |  |  |  |  |  |  |  |  |  |  |  |  |  |  |  |  |  |
| Bulldog            | Nick Cannon          | Chanteur, acteur et animateur de télévision                 |  |  |  |  |  |  |  |  |  |  |  |  |  |  |  |  |  |  |  |  |  |  |  |  |  |
| Grand-père monstre | Logan Paul           | Star d'Internet et acteur                                   |  |  |  |  |  |  |  |  |  |  |  |  |  |  |  |  |  |  |  |  |  |  |  |  |  |
| Raton laveur       | Danny Trejo          | Acteur et boxeur                                            |  |  |  |  |  |  |  |  |  |  |  |  |  |  |  |  |  |  |  |  |  |  |  |  |  |
| Phénix             | Caitlyn Jenner       | Ancienne championne d'athlétisme et personnalité médiatique |  |  |  |  |  |  |  |  |  |  |  |  |  |  |  |  |  |  |  |  |  |  |  |  |  |
| Escargot           | Kermit la grenouille | Marionnette star de l'émission The Muppet Show              |  |  |  |  |  |  |  |  |  |  |  |  |  |  |  |  |  |  |  |  |  |  |  |  |  |

Célébrités de la saison 5
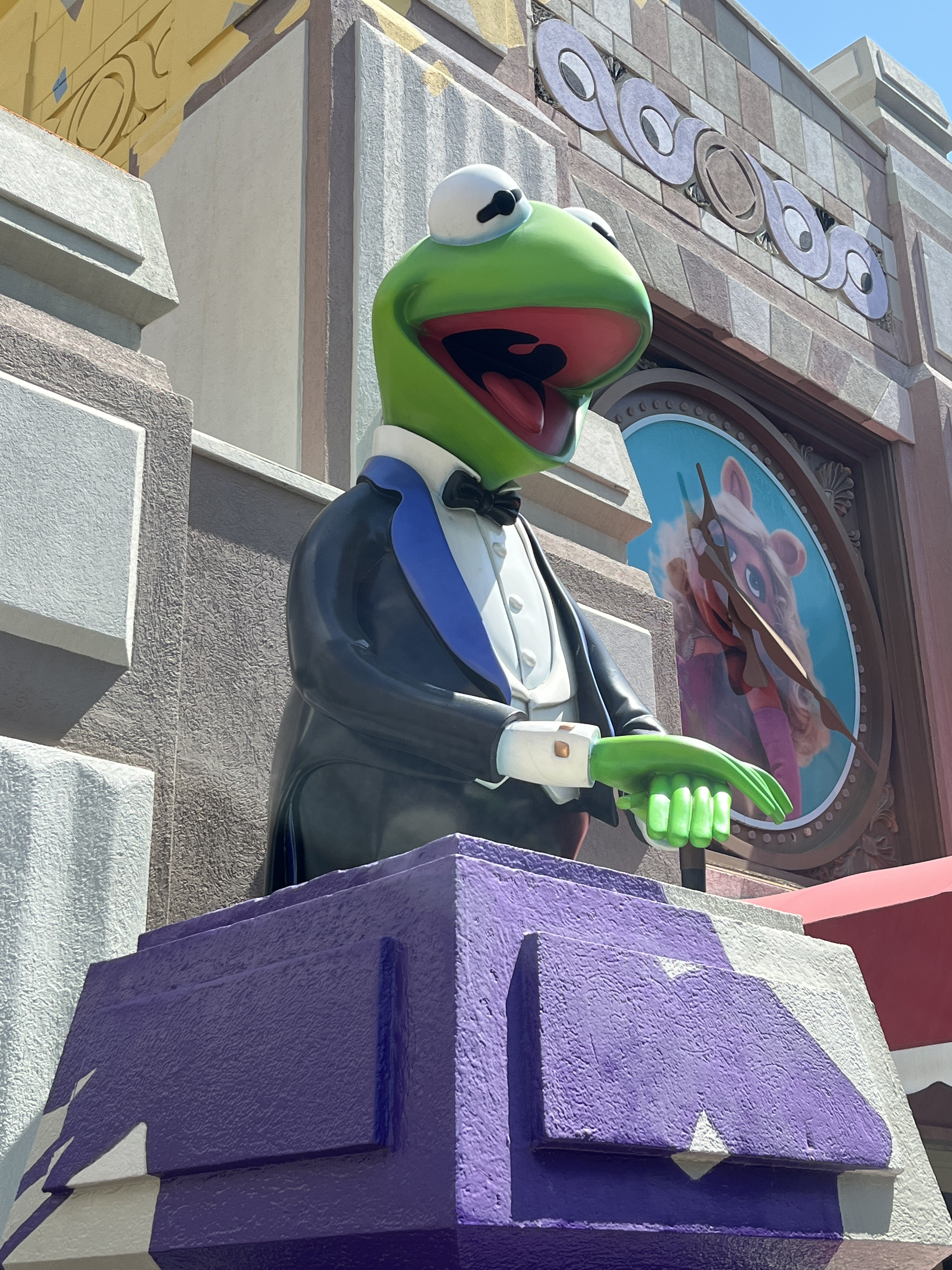
Kermit la grenouille
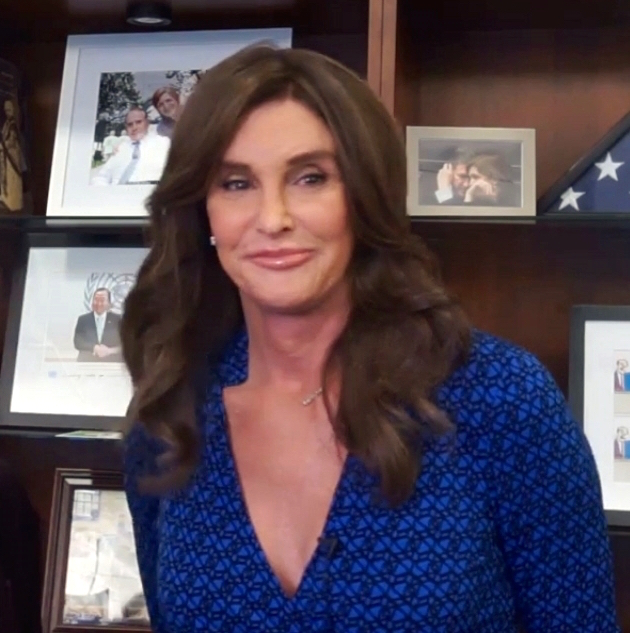
Caitlyn Jenner
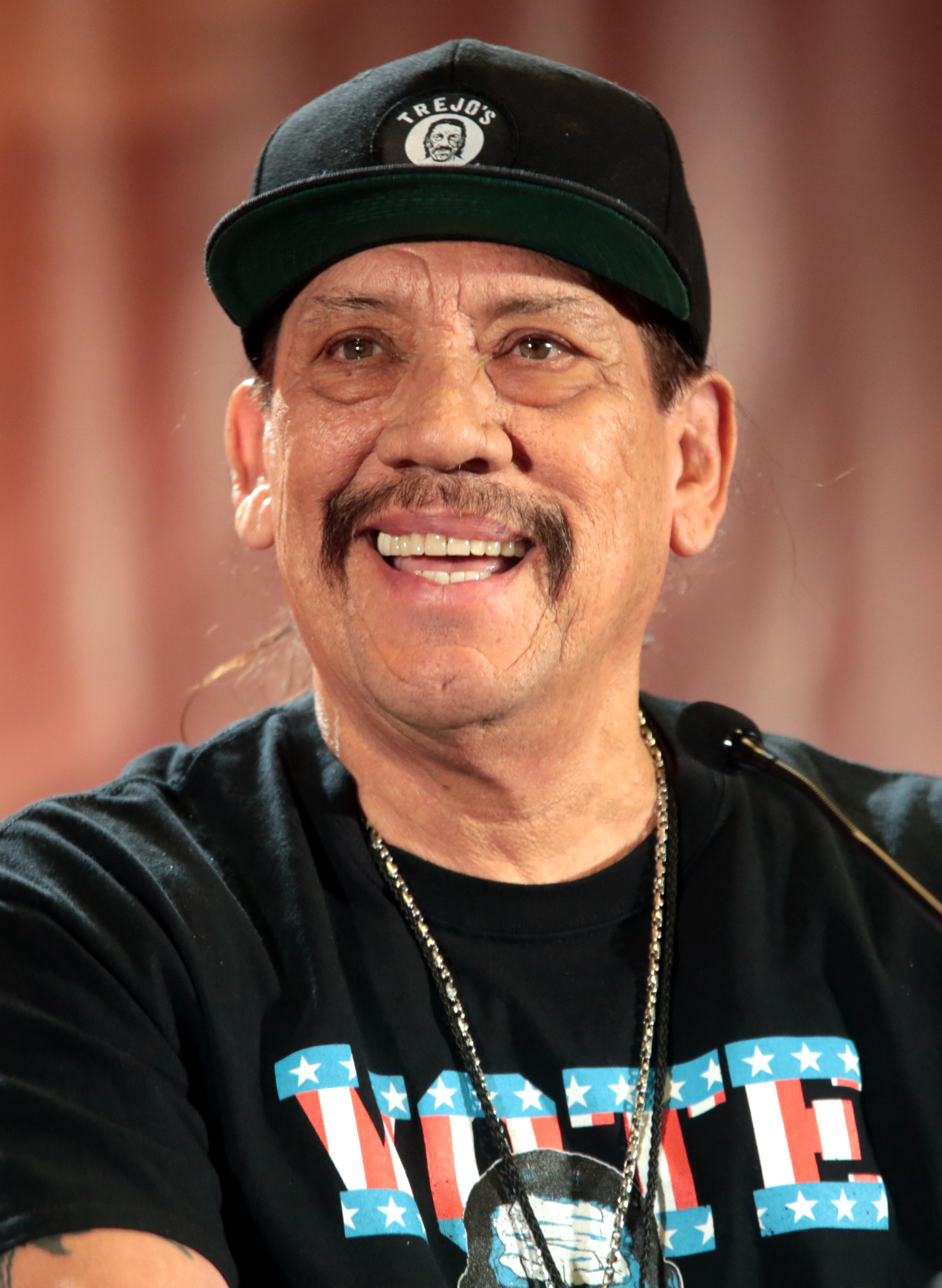
Danny Trejo
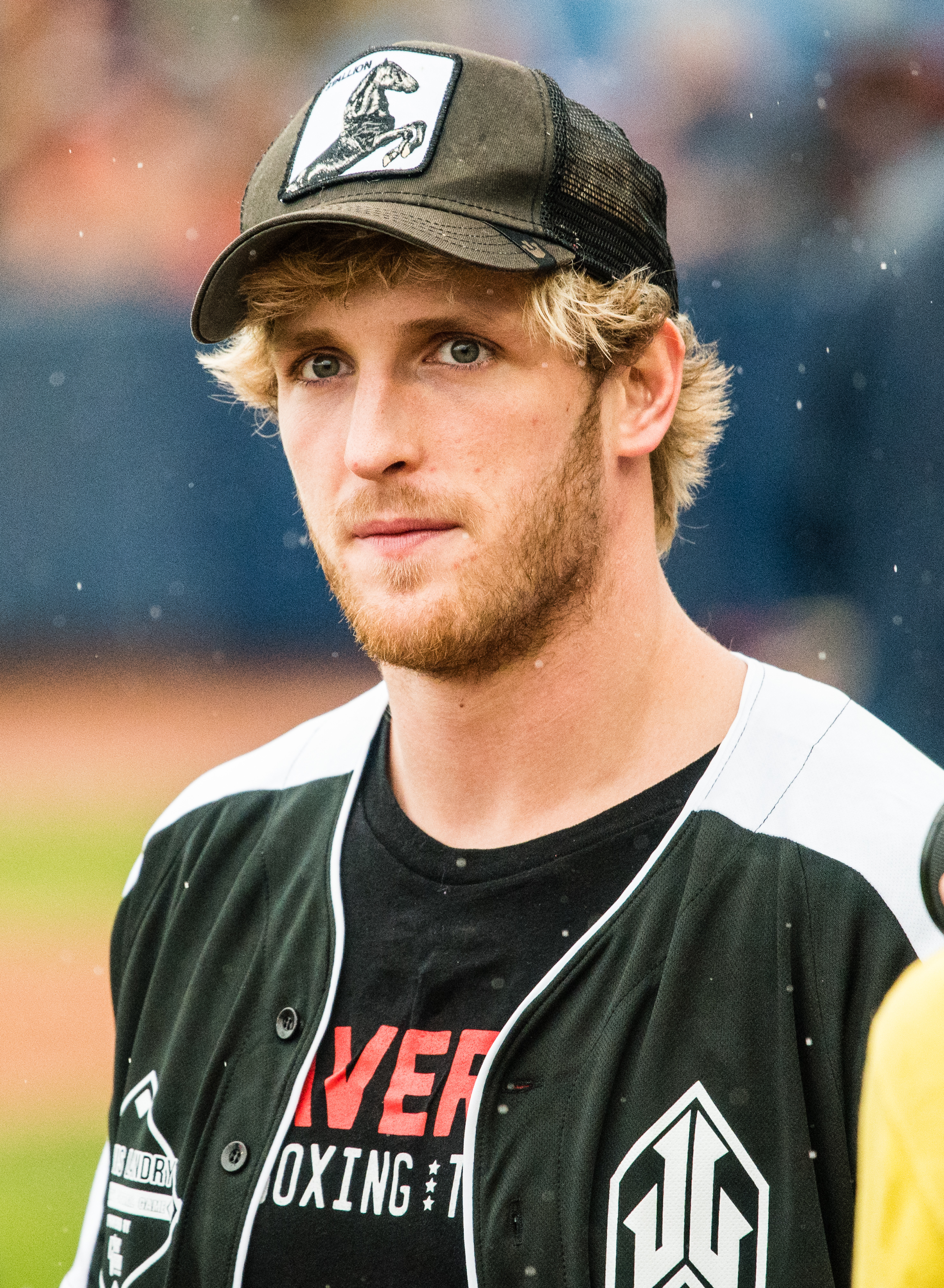
Logan Paul
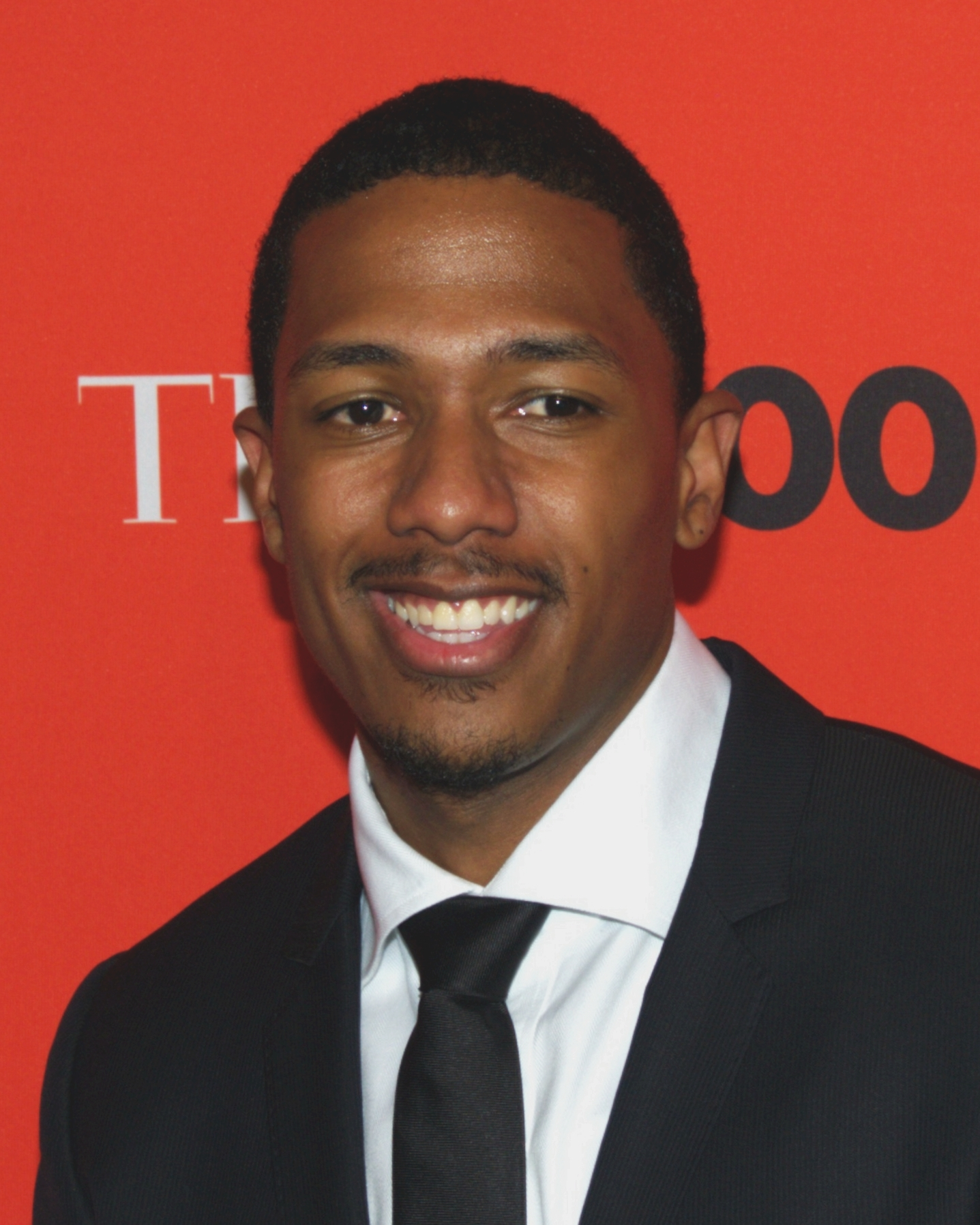
Nick Cannon
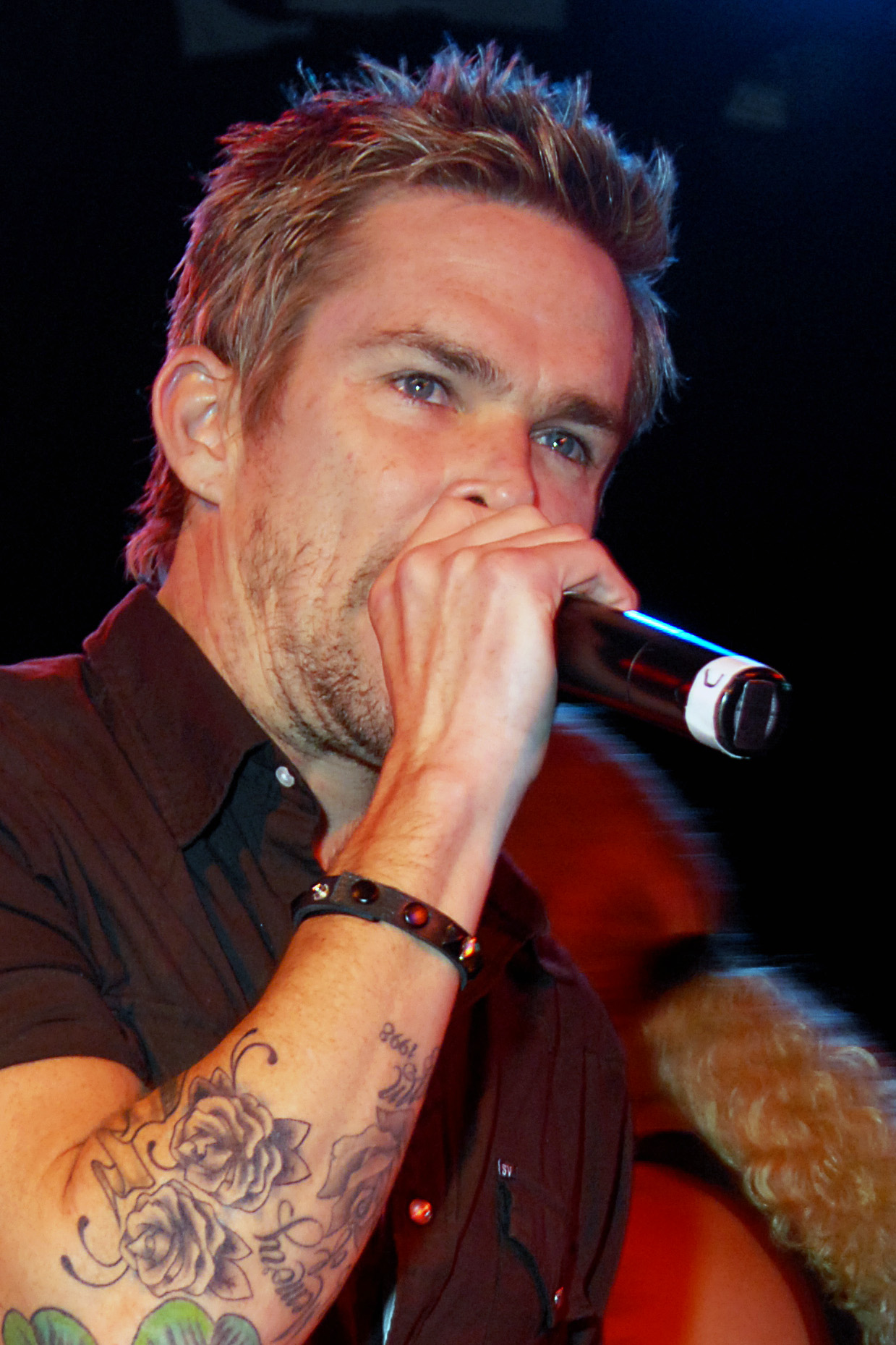
Mark McGrath
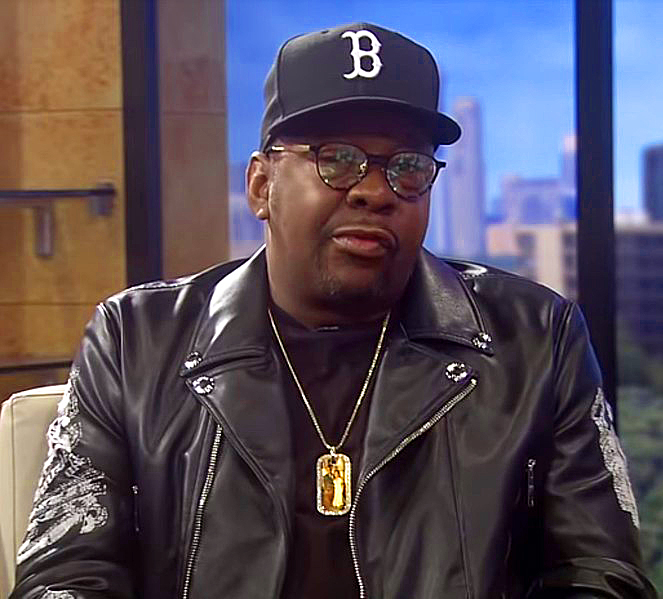
Bobby Brown
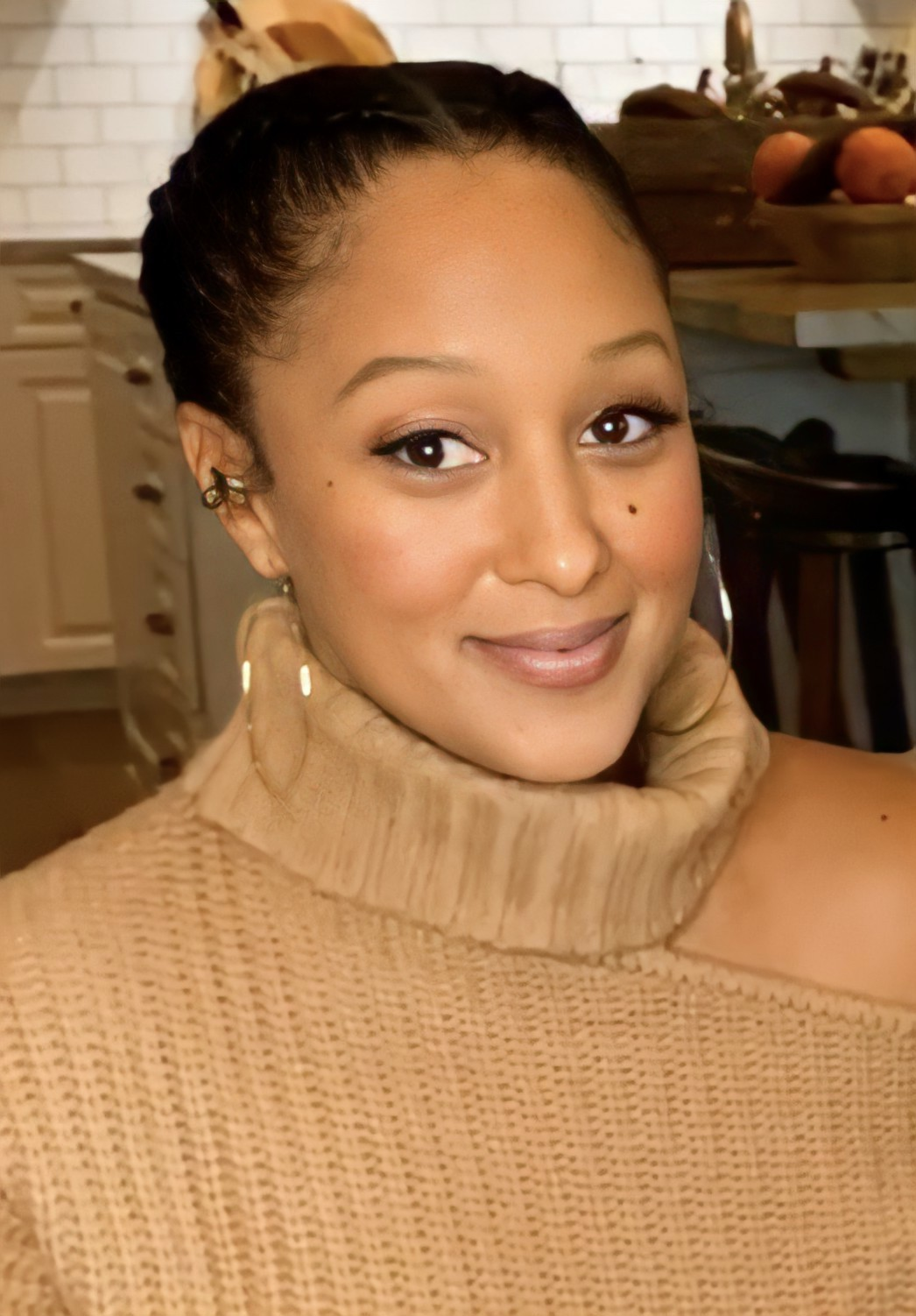
Tamera Mowry-Housley
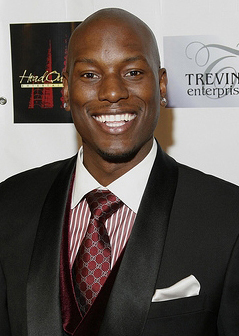
Tyrese Gibson
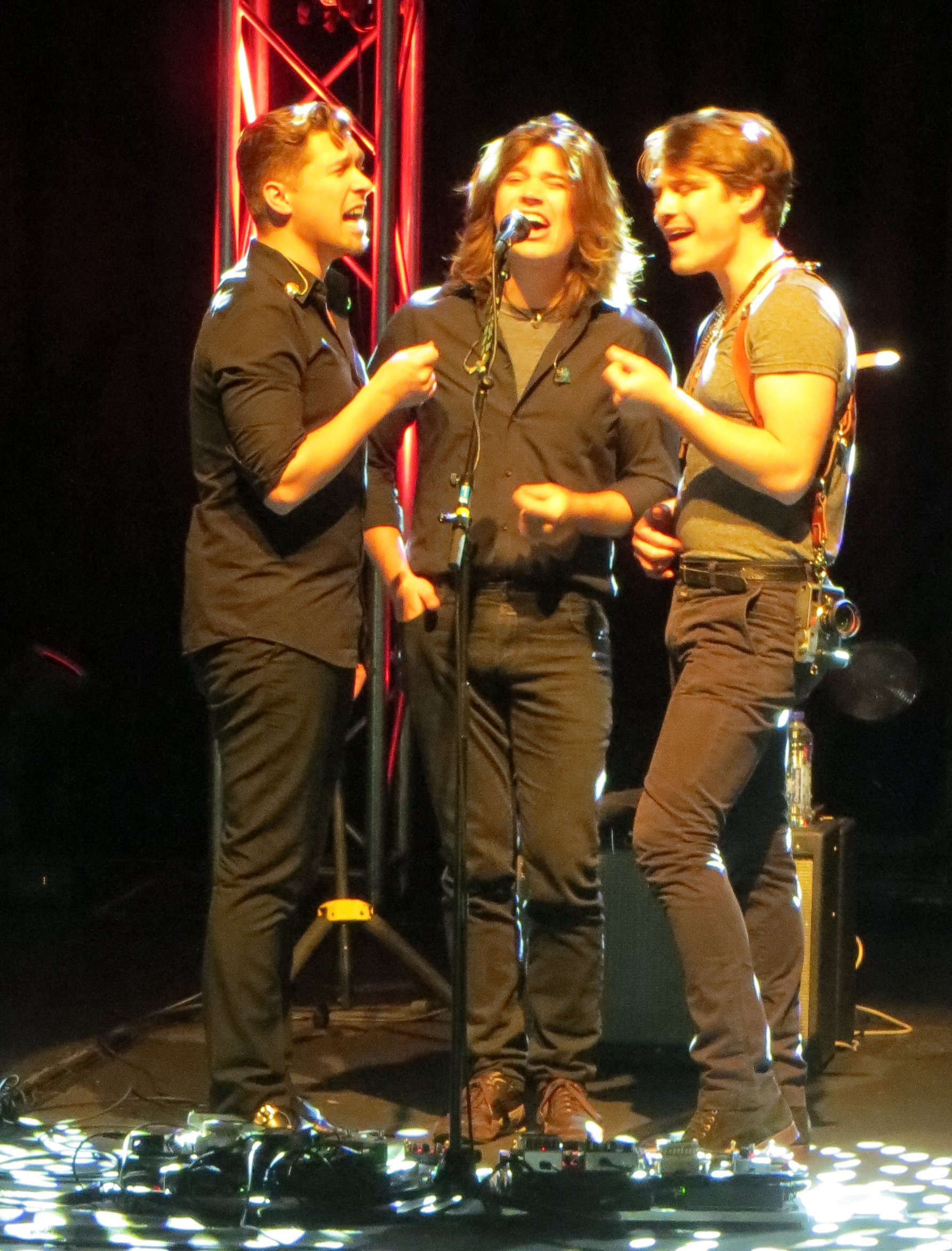
Hanson
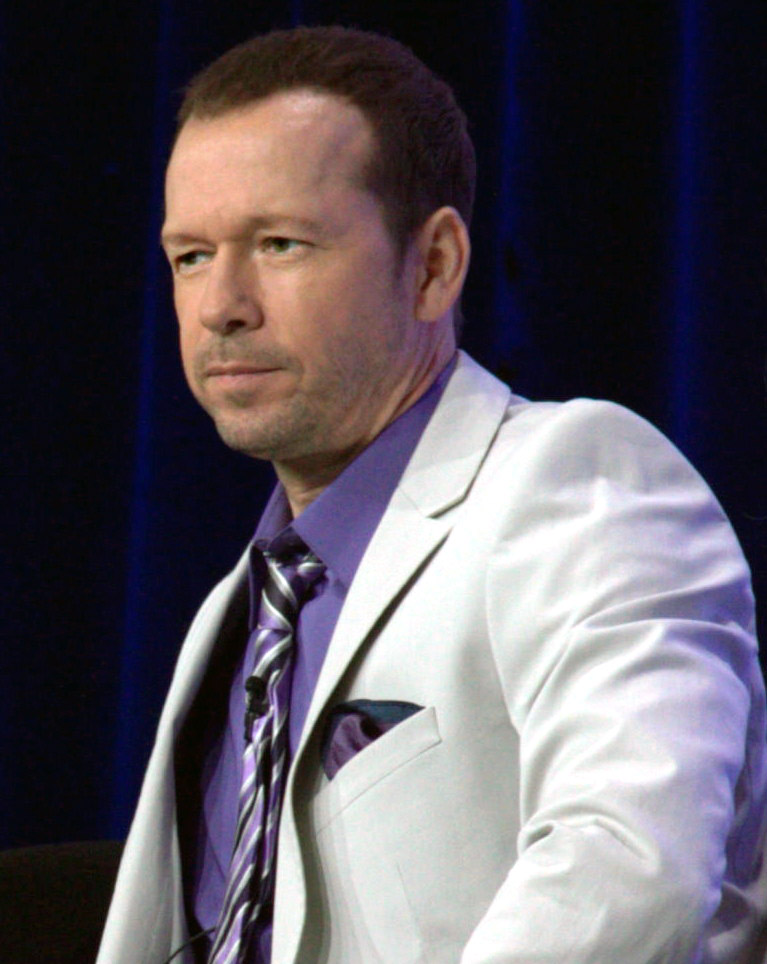
Donnie Wahlberg
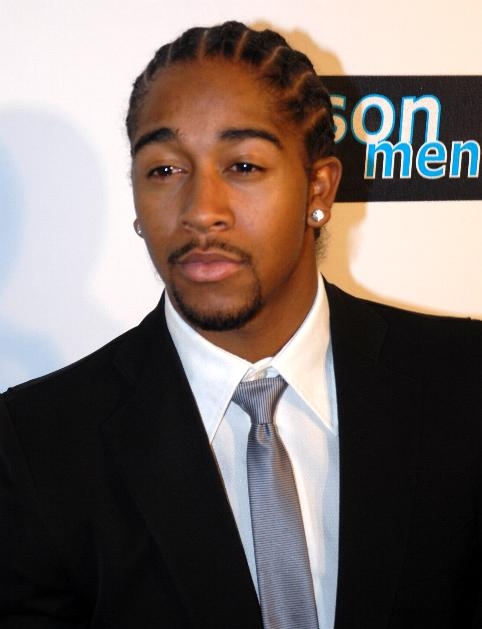
Omarion
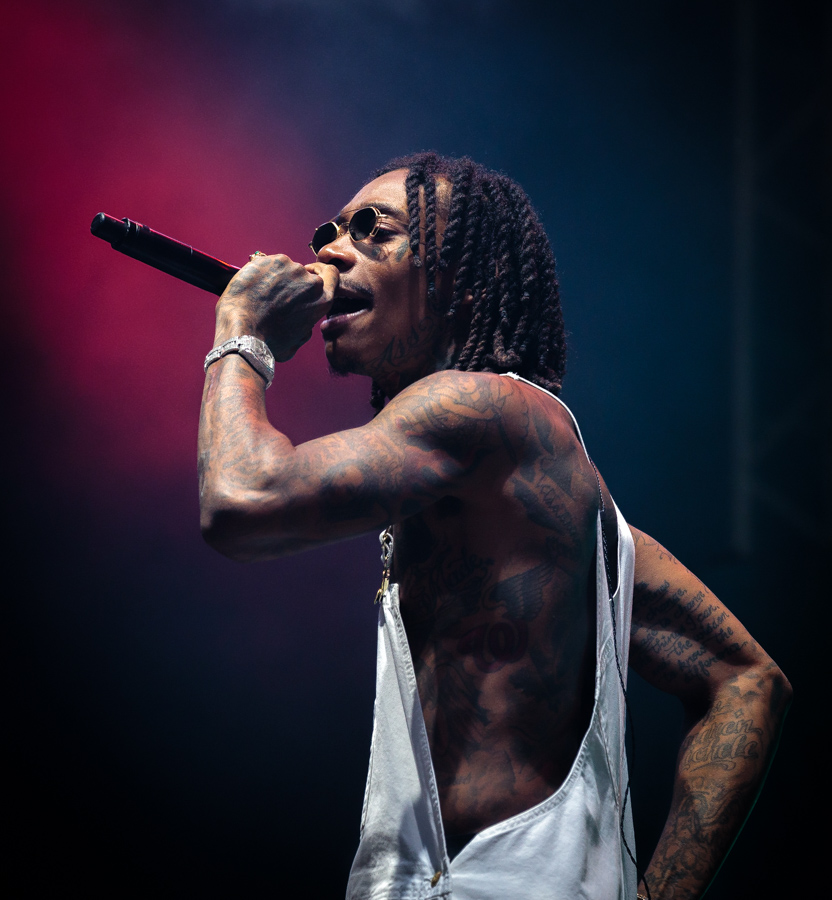
Wiz Khalifa
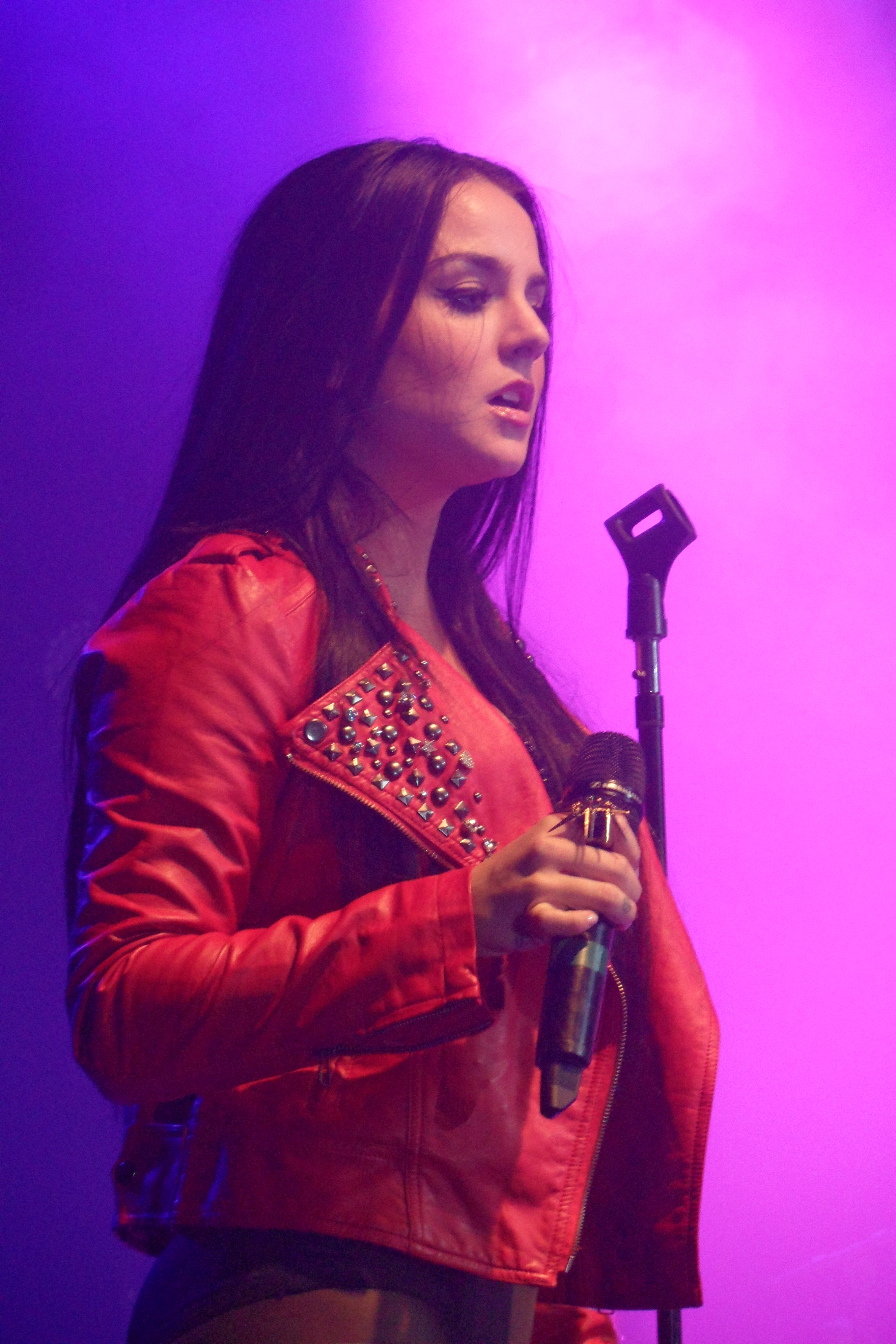
JoJo
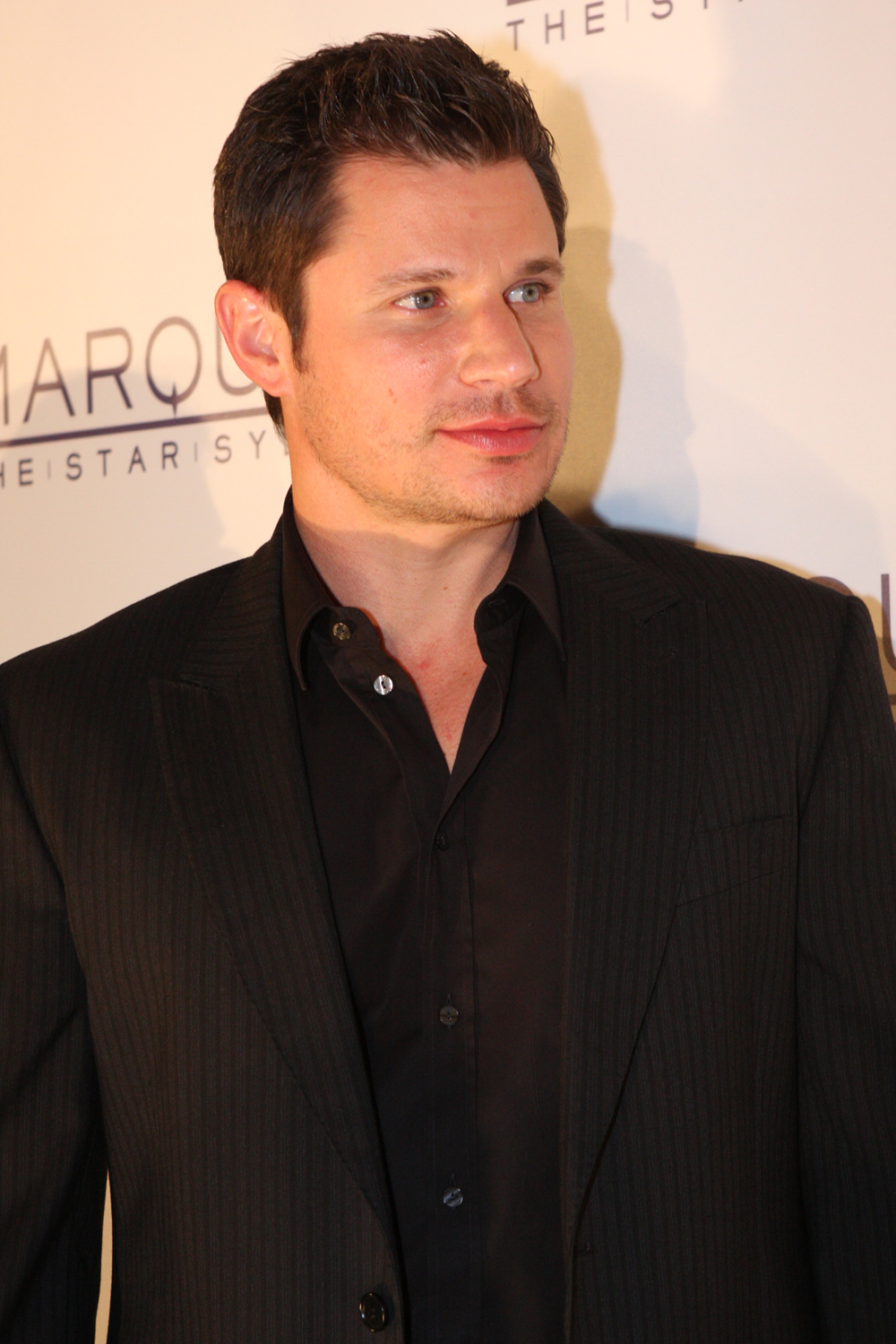
Nick Lachey

### Saison 6
La sixième saison de la version américaine de l'émission débutera le 22 septembre 2021 sur la chaîne FOX.
Le premier costume de cette nouvelle saison est dévoilée le 6 août 2021. Il s'agit du dalmatien.
| Reine des cœurs | Jewel                               | Chanteuse                                                            |  |  |  |  |  |  |  |  |  |  |  |  |  |  |  |  |  |  |  |  |  |  |
| Taureau         | Todrick Hall                        | Chanteur, acteur, chorégraphe et Youtubeur                           |  |  |  |  |  |  |  |  |  |  |  |  |  |  |  |  |  |  |  |  |  |  |
| Banana split    | Katharine McPhee                    | Chanteuse et actrice                                                 |  |  |  |  |  |  |  |  |  |  |  |  |  |  |  |  |  |  |  |  |  |  |
| Banana split    | David Foster                        | Compositeur                                                          |  |  |  |  |  |  |  |  |  |  |  |  |  |  |  |  |  |  |  |  |  |  |
| Moufette        | Faith Evans                         | Chanteuse                                                            |  |  |  |  |  |  |  |  |  |  |  |  |  |  |  |  |  |  |  |  |  |  |
| Chenille        | Bobby Berk                          | Expert décoration de l'émission Queer Eye                            |  |  |  |  |  |  |  |  |  |  |  |  |  |  |  |  |  |  |  |  |  |  |
| Canard          | Willie Robertson                    | Entrepreneur, participant à l'émission Duck Dynasty                  |  |  |  |  |  |  |  |  |  |  |  |  |  |  |  |  |  |  |  |  |  |  |
| Piment          | Natasha Bedingfield                 | Chanteuse                                                            |  |  |  |  |  |  |  |  |  |  |  |  |  |  |  |  |  |  |  |  |  |  |
| Bouffon         | Johnny Rotten                       | Chanteur, leader du groupe The Sex Pistols                           |  |  |  |  |  |  |  |  |  |  |  |  |  |  |  |  |  |  |  |  |  |  |
| Ballon de plage | Alana Thompson, alias Honey Boo Boo | Mère et fille de l'émission de télé-réalité Here Comes Honey Boo Boo |  |  |  |  |  |  |  |  |  |  |  |  |  |  |  |  |  |  |  |  |  |  |
| Ballon de plage | June Shannon, alias Mama June       | Mère et fille de l'émission de télé-réalité Here Comes Honey Boo Boo |  |  |  |  |  |  |  |  |  |  |  |  |  |  |  |  |  |  |  |  |  |  |
| Hamster         | Rob Schneider                       | Acteur et réalisateur                                                |  |  |  |  |  |  |  |  |  |  |  |  |  |  |  |  |  |  |  |  |  |  |
| Cupcake         | Ruth Pointer                        | Chanteuse, membre du groupe The Pointer Sisters                      |  |  |  |  |  |  |  |  |  |  |  |  |  |  |  |  |  |  |  |  |  |  |
| Bébé            | Larry the Cable Guy                 | Acteur                                                               |  |  |  |  |  |  |  |  |  |  |  |  |  |  |  |  |  |  |  |  |  |  |
| Dalmatien       | Tyga                                | Rappeur                                                              |  |  |  |  |  |  |  |  |  |  |  |  |  |  |  |  |  |  |  |  |  |  |
| Poisson-globe   | Toni Braxton                        | Chanteuse et actrice                                                 |  |  |  |  |  |  |  |  |  |  |  |  |  |  |  |  |  |  |  |  |  |  |
| Mère nature     | Vivica A. Fox                       | Actrice et productrice                                               |  |  |  |  |  |  |  |  |  |  |  |  |  |  |  |  |  |  |  |  |  |  |
| Pieuvre         | Dwight Howard                       | Joueur de basketball en NBA                                          |  |  |  |  |  |  |  |  |  |  |  |  |  |  |  |  |  |  |  |  |  |  |

Célébrités de la saison 6
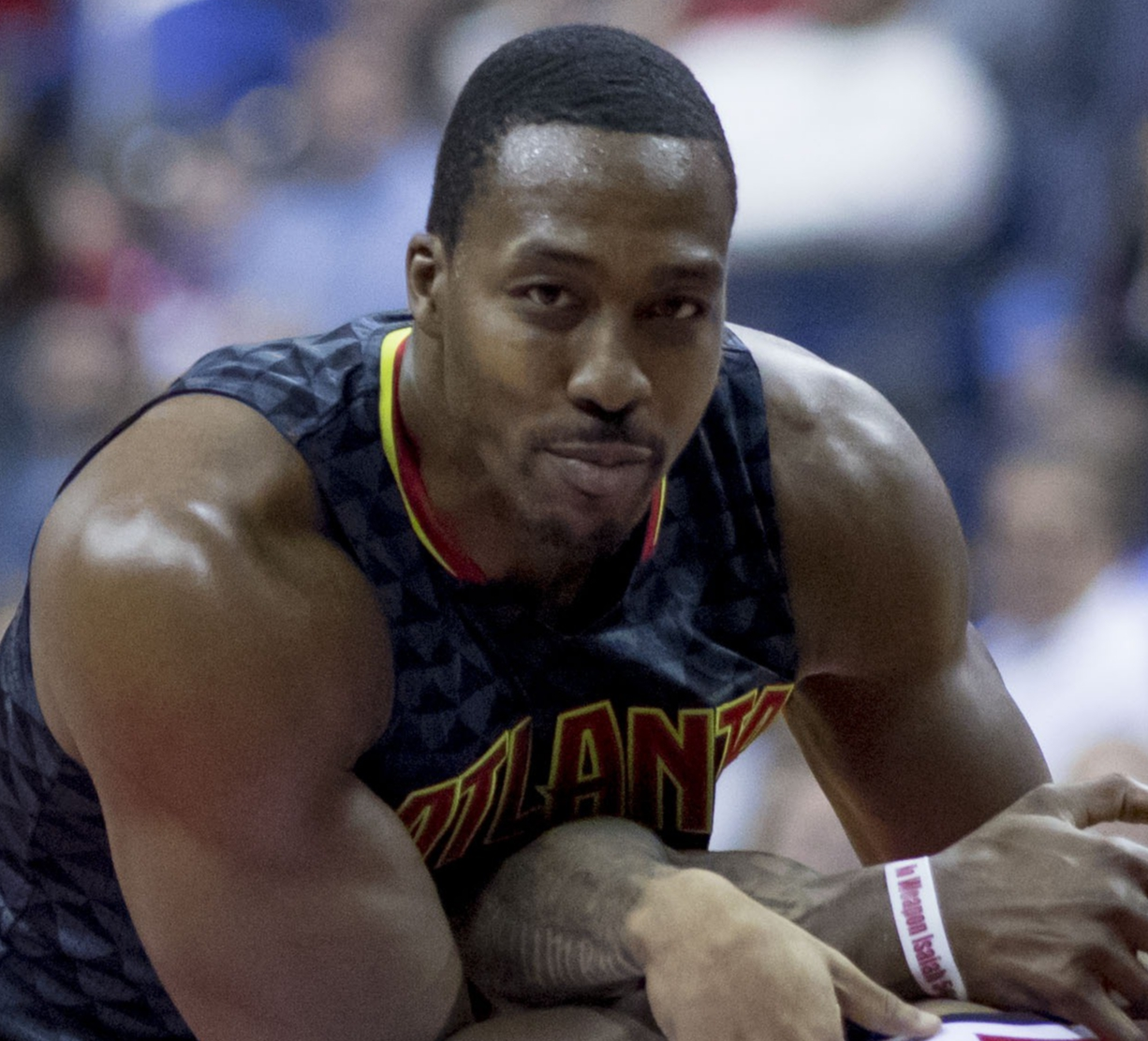
Dwight Howard
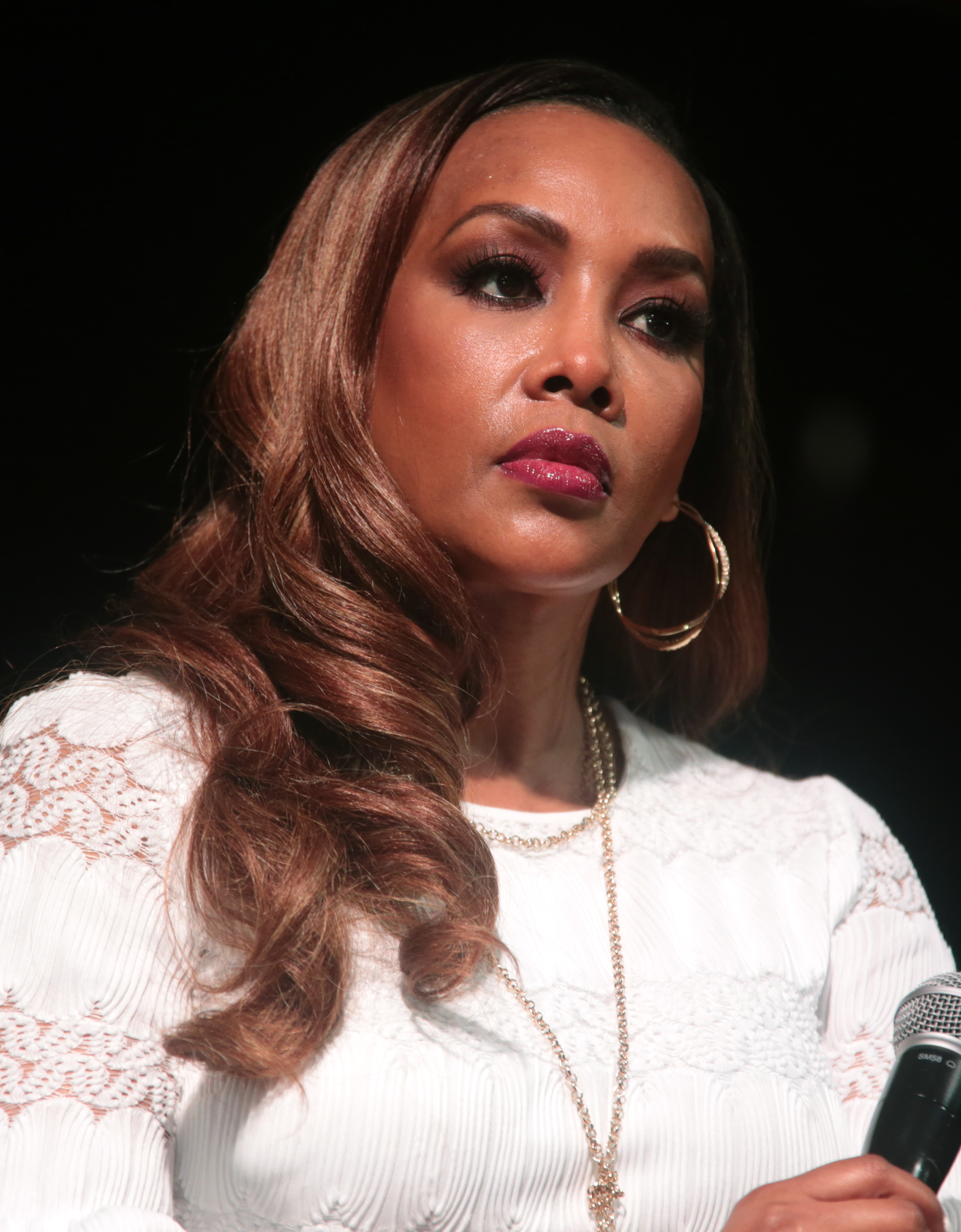
Vivica A. Fox
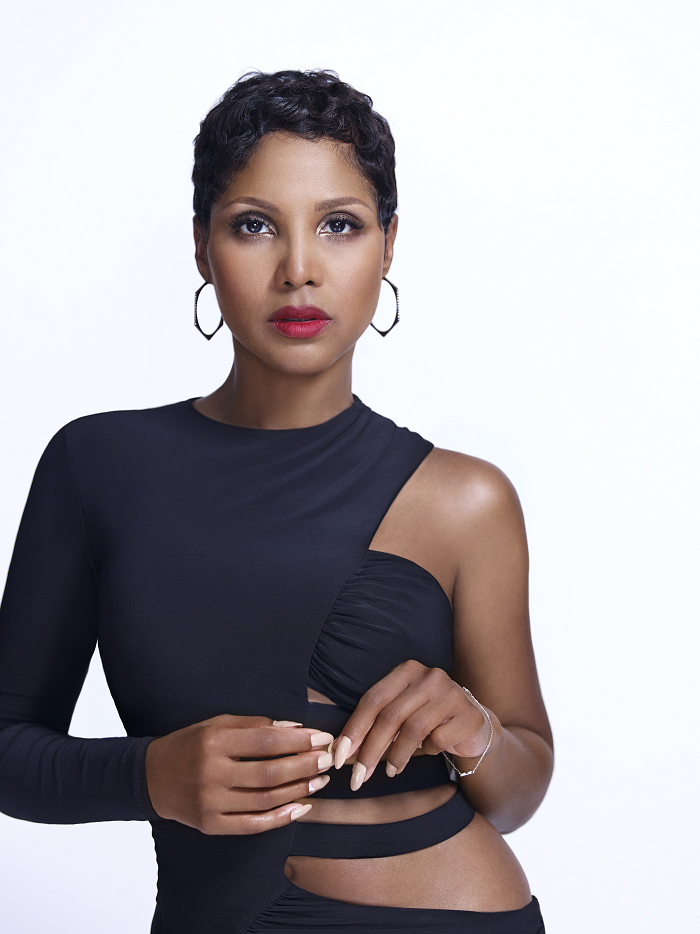
Toni Braxton
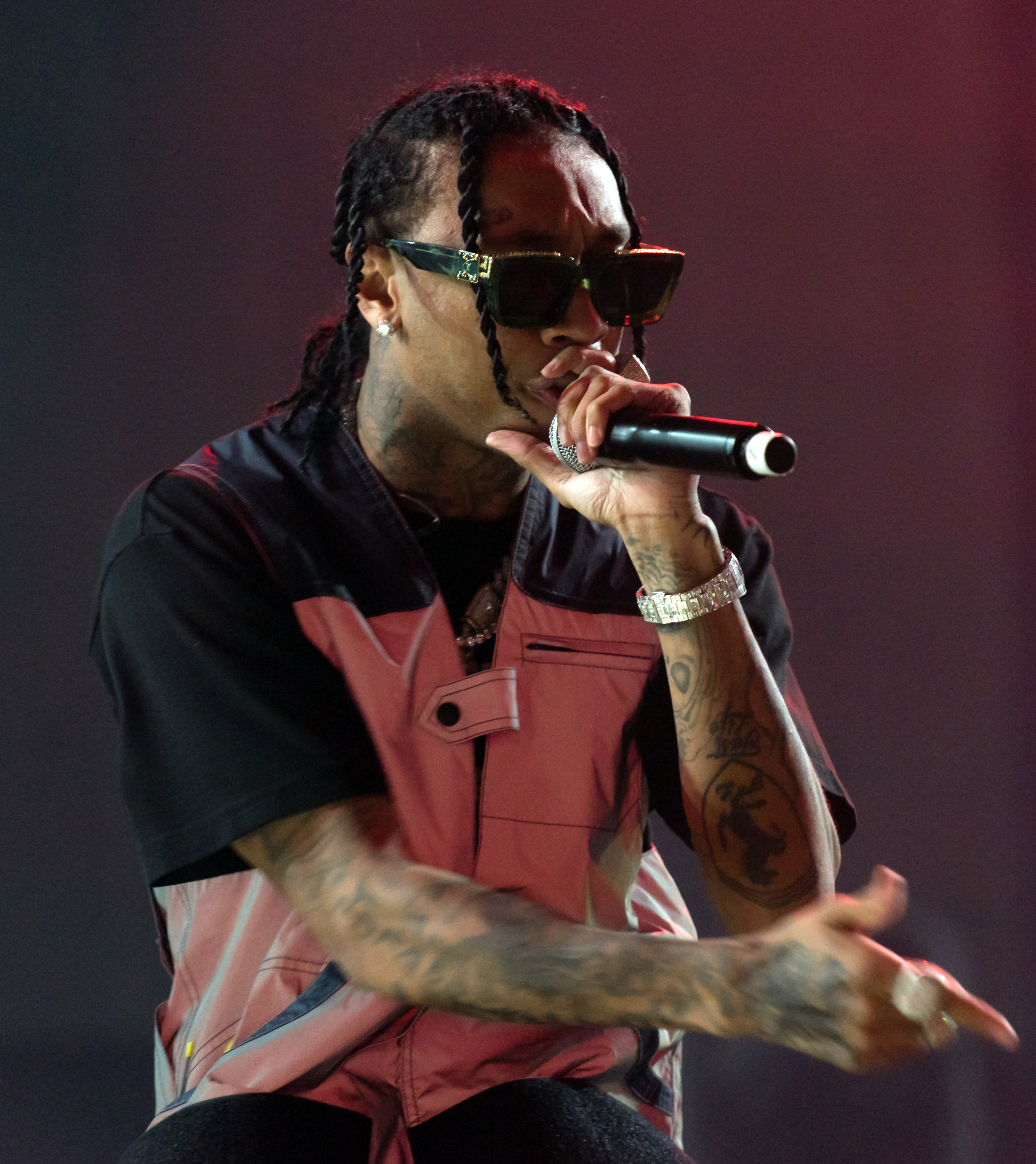
Tyga
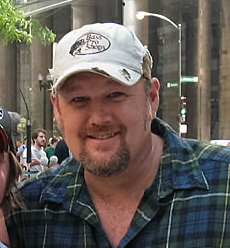
Larry the Cable Guy
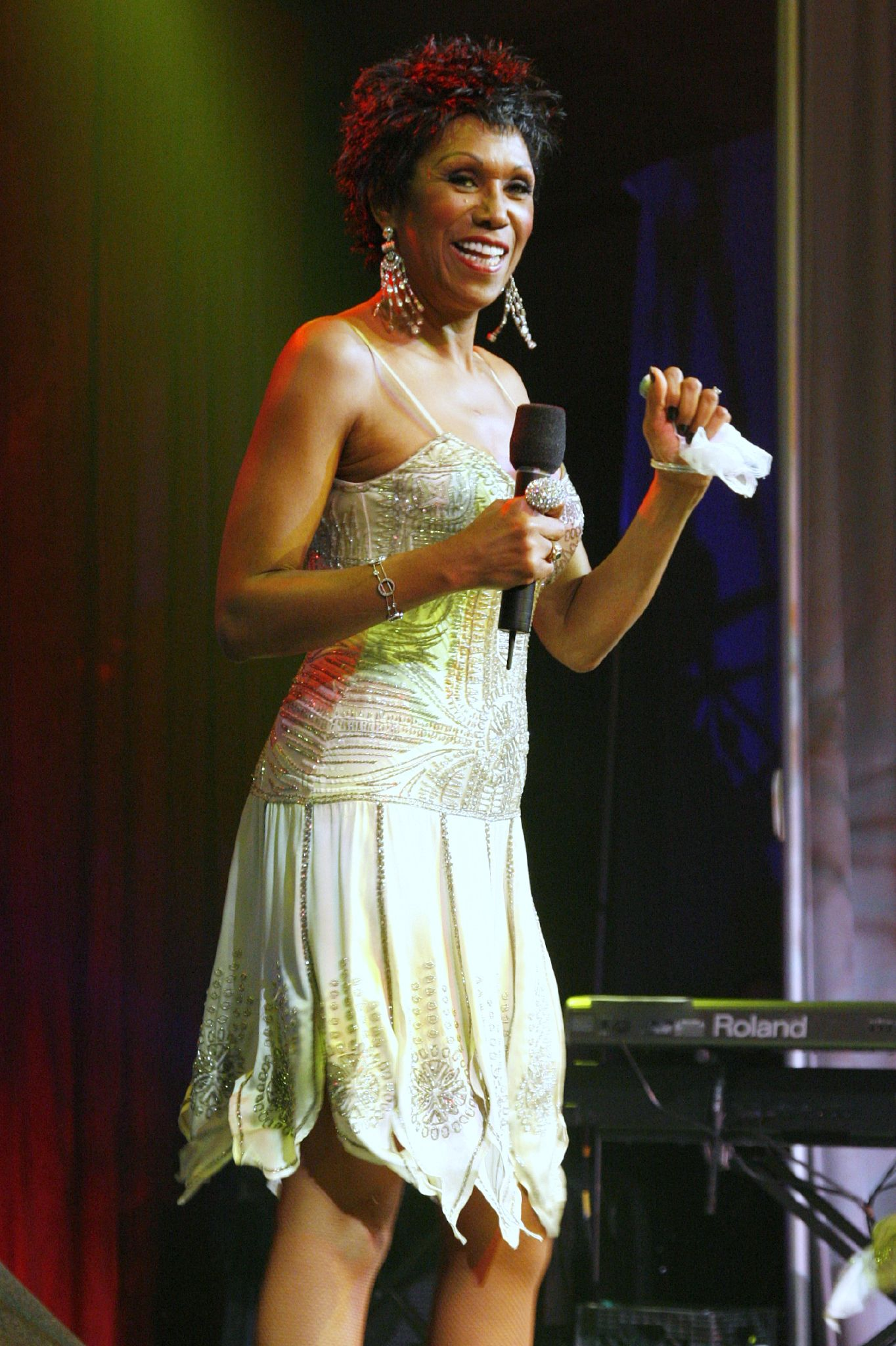
Ruth Pointer
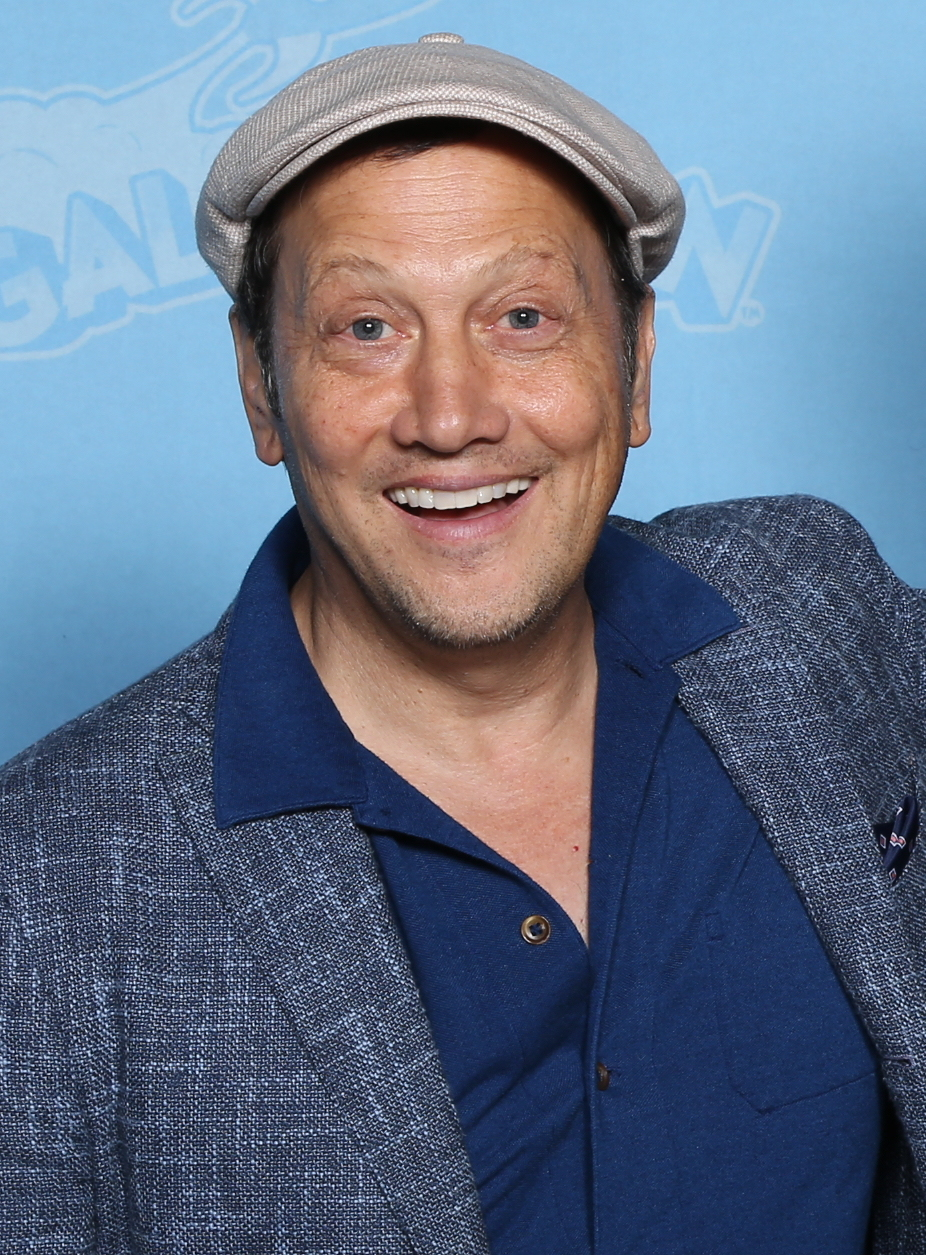
Rob Schneider
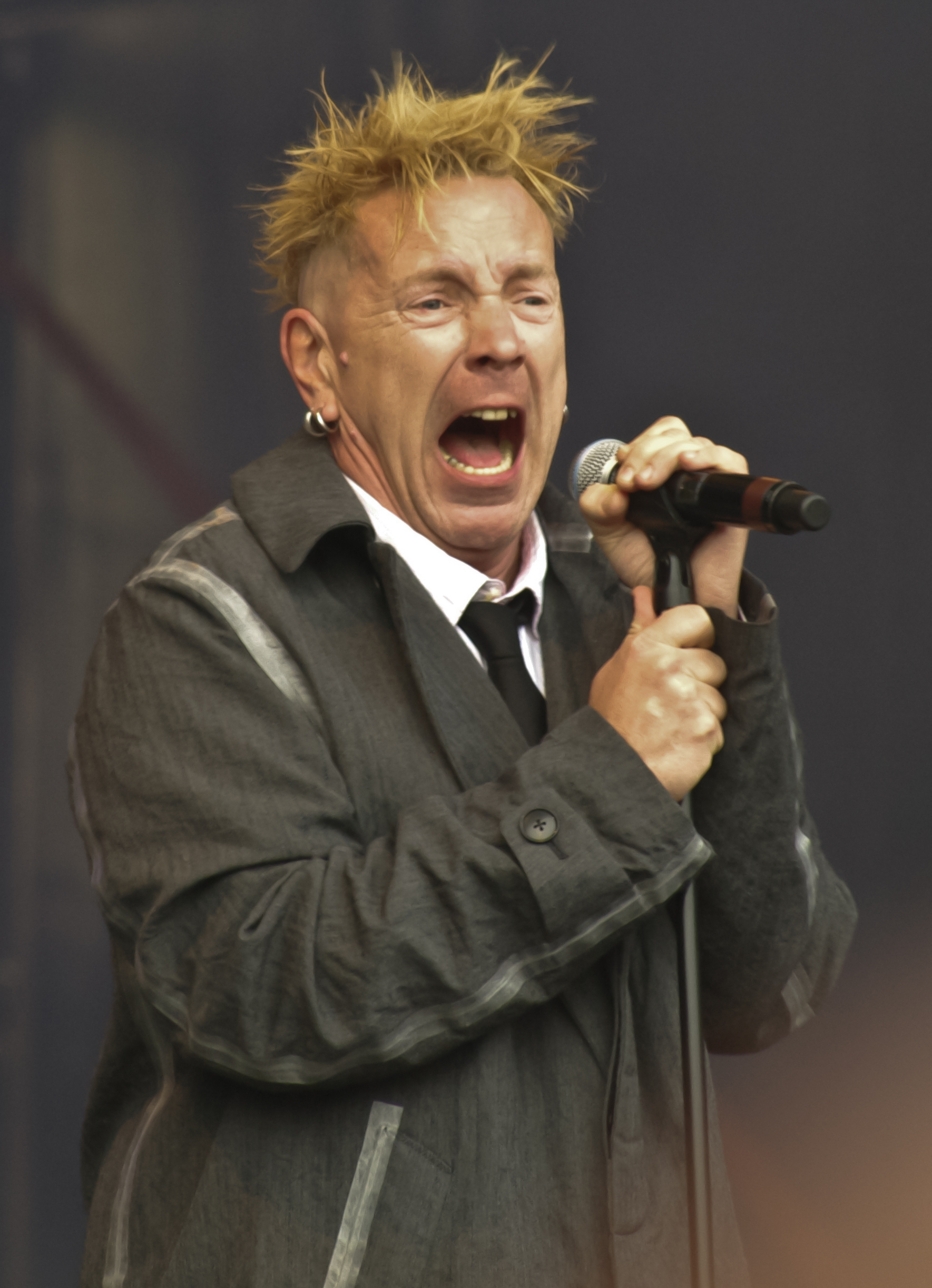
Johnny Rotten
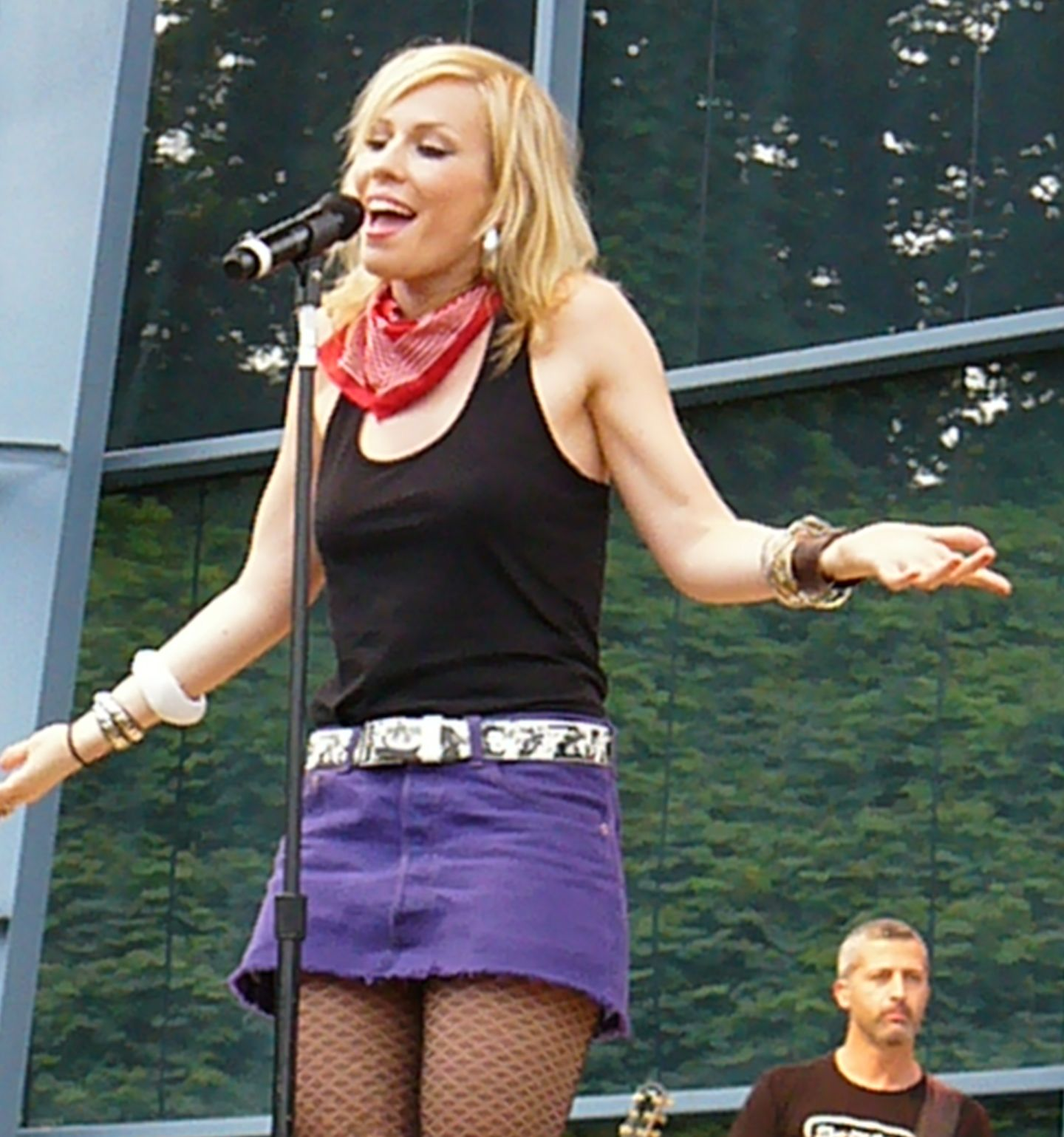
Natasha Bedingfield
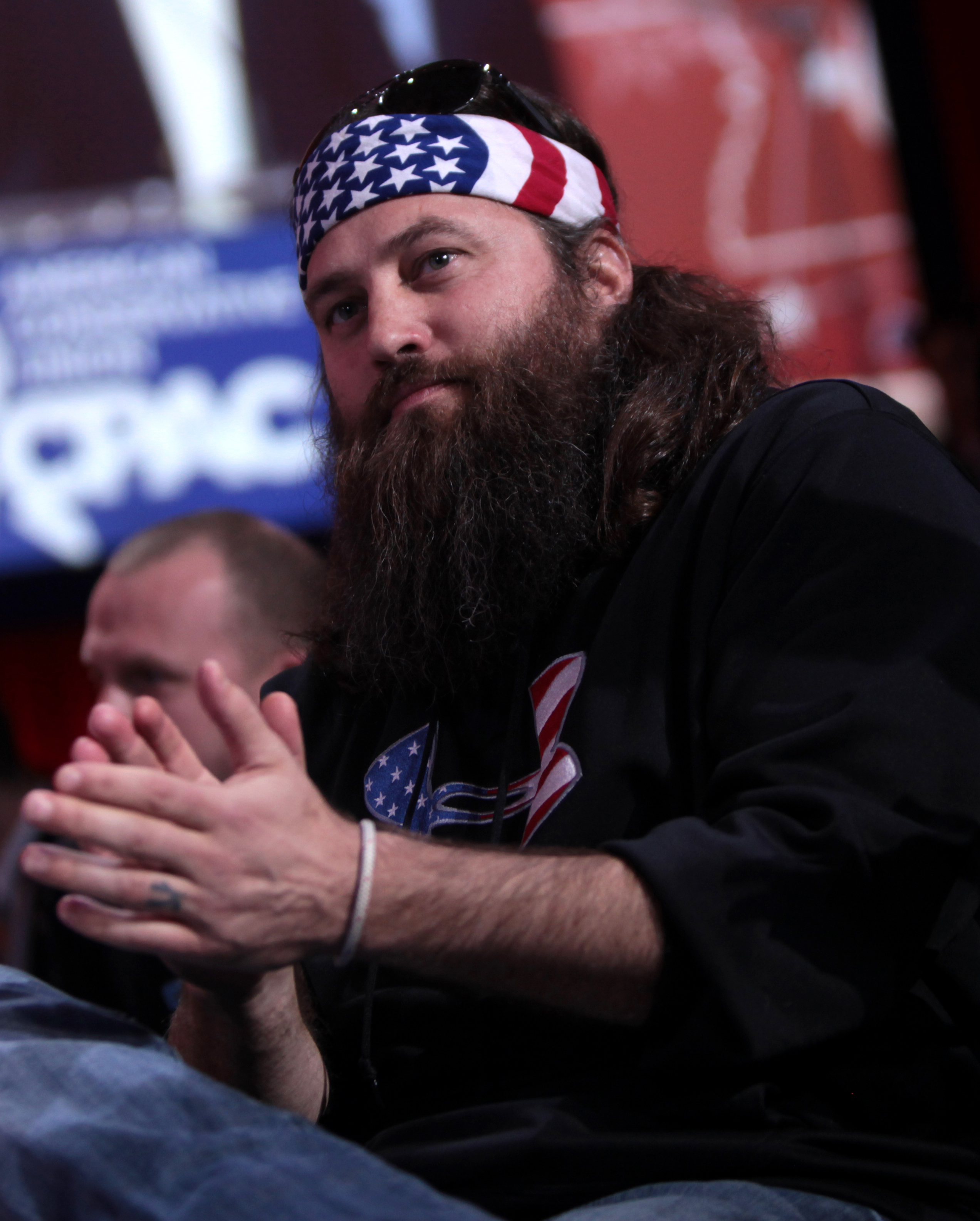
Willie Robertson
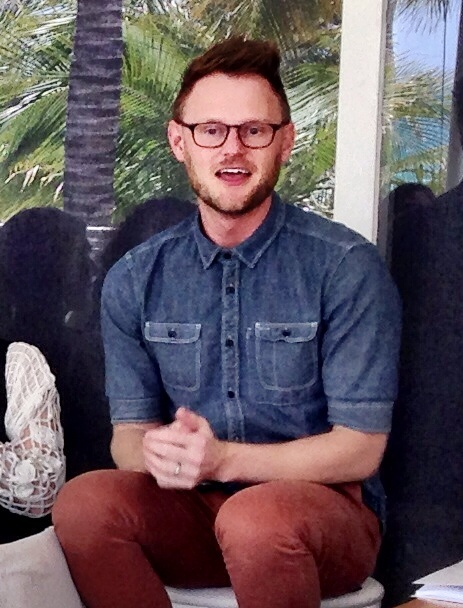
Bobby Berk
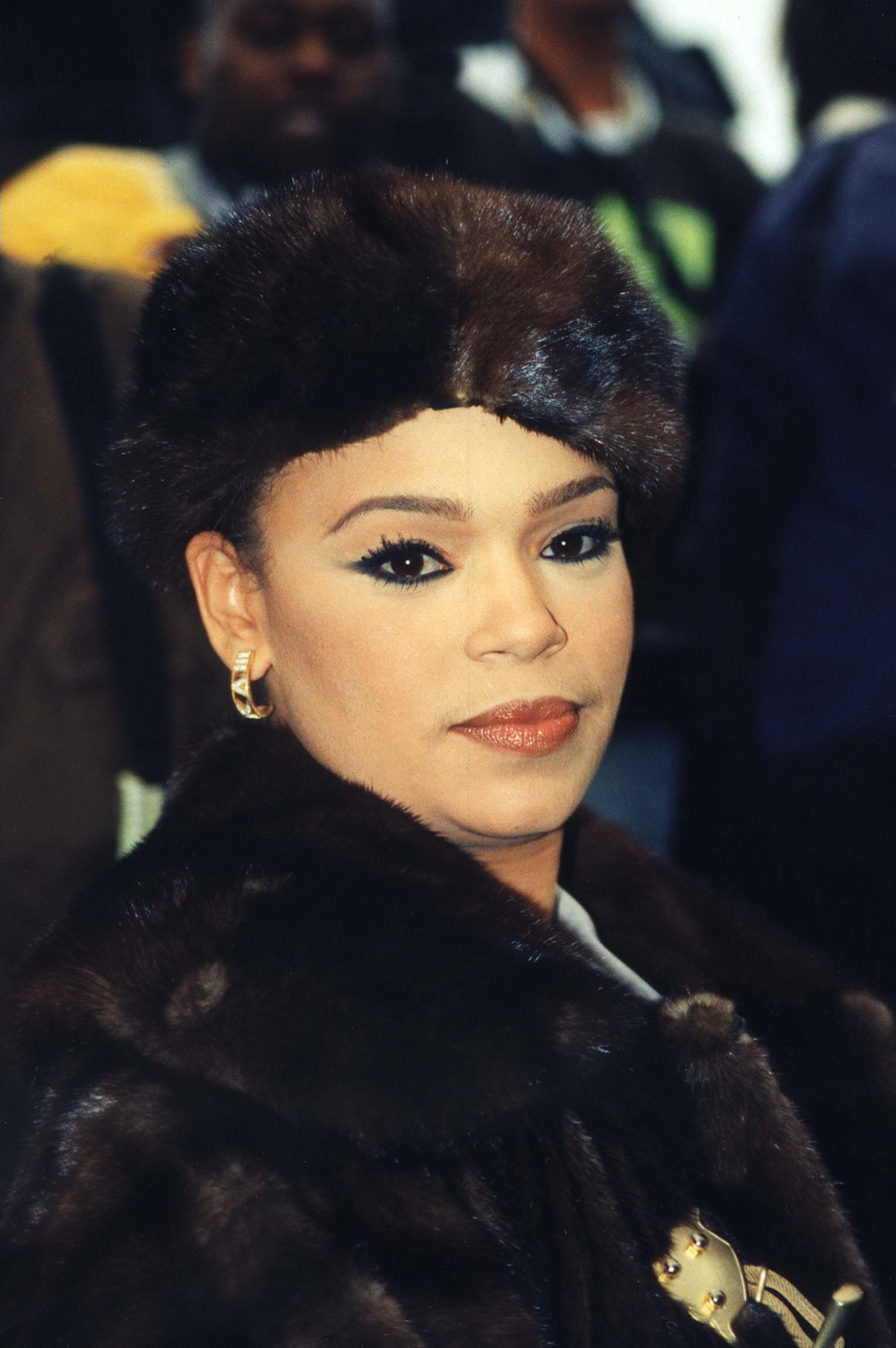
Faith Evans
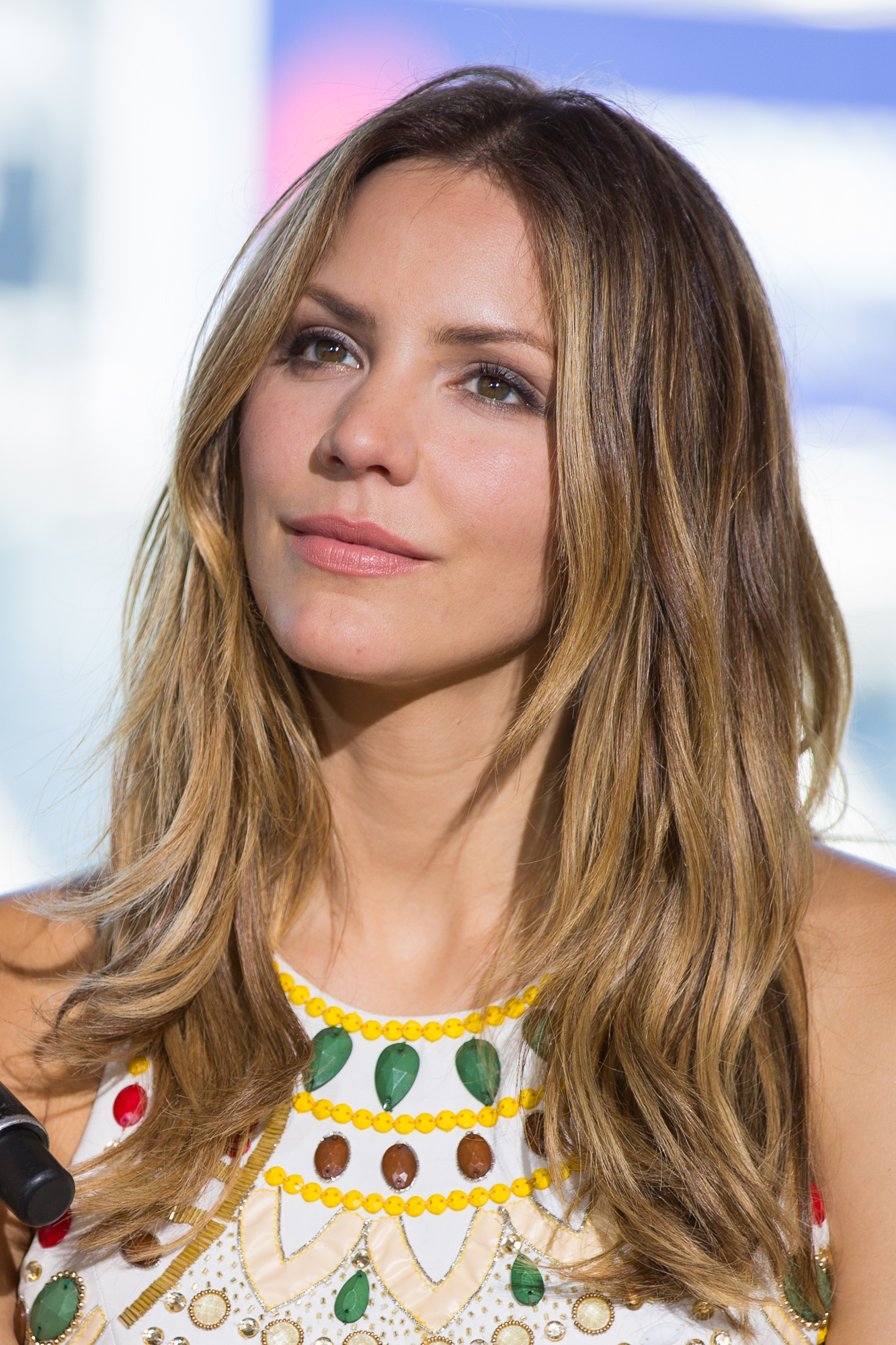
Katharine McPhee
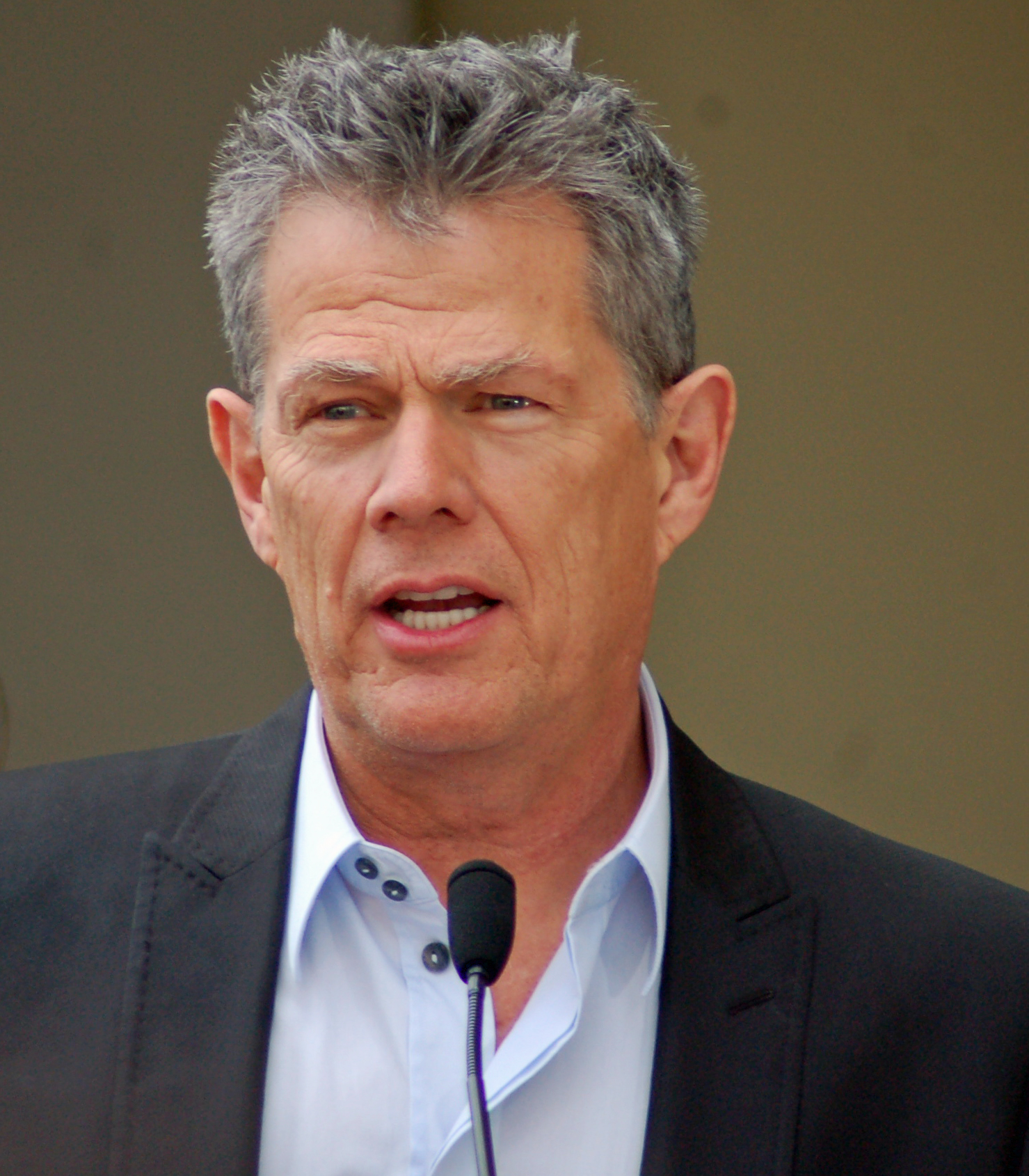
David Foster
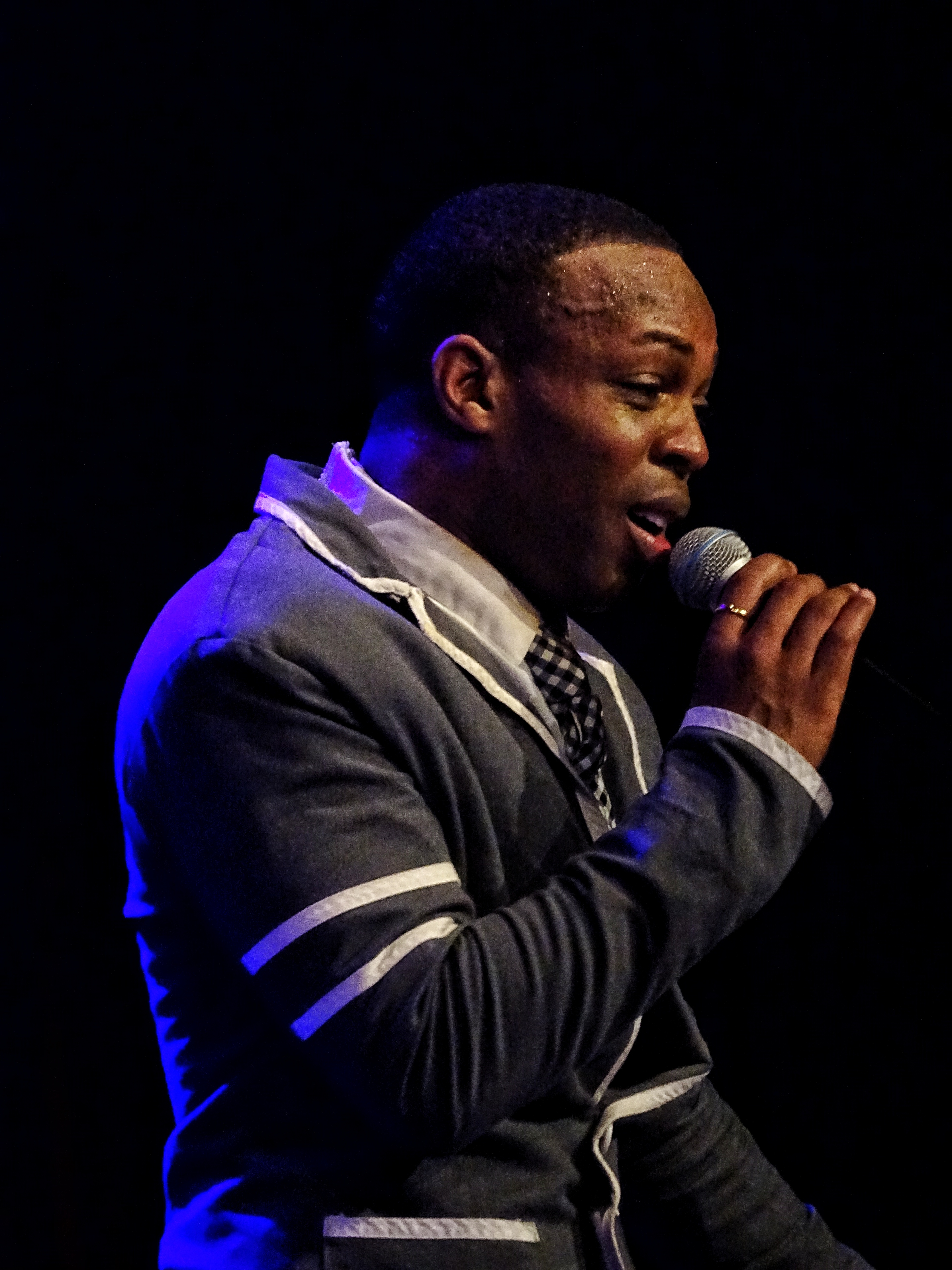
Todrick Hall
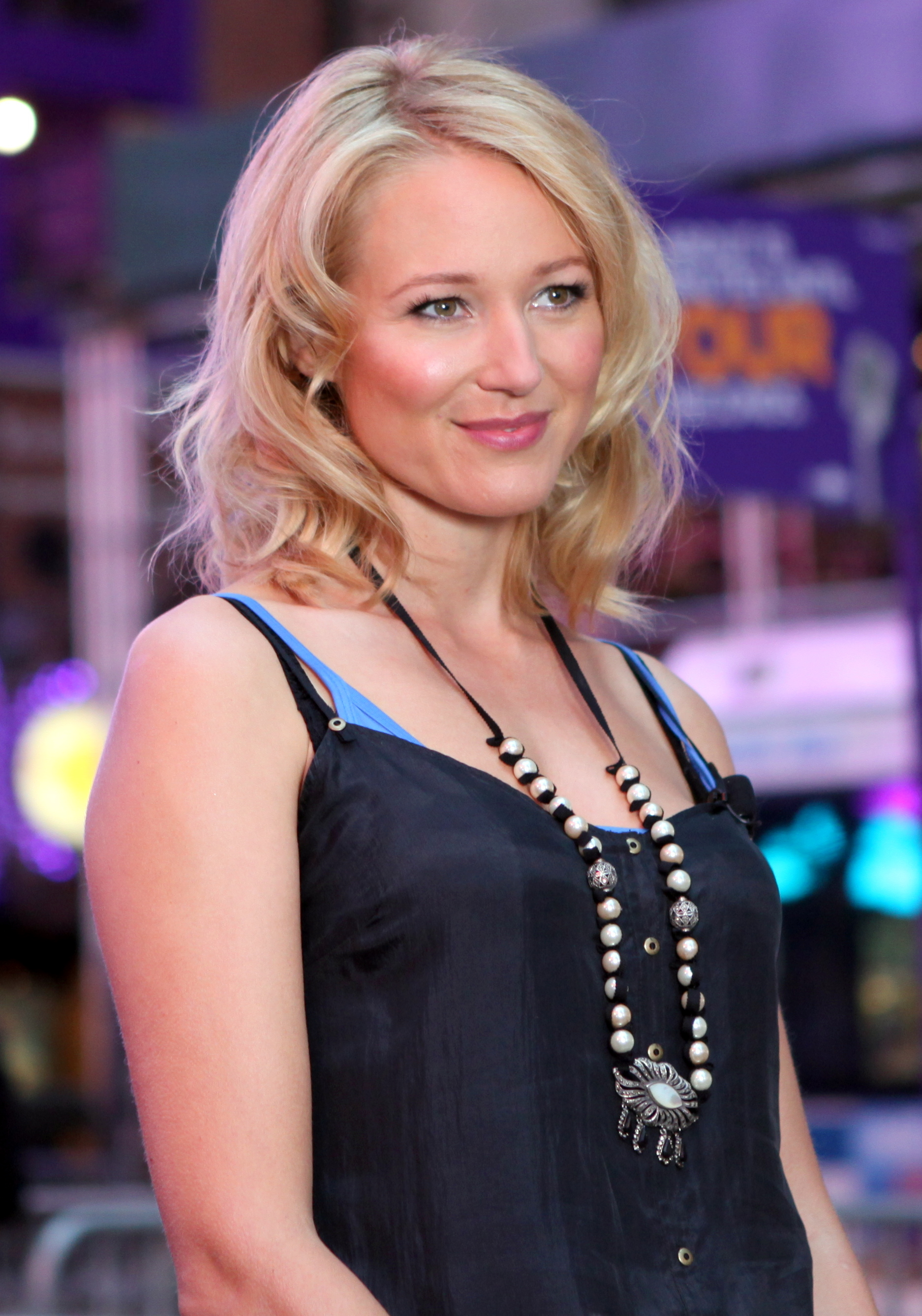
Jewel

### Saison 7
La septième saison de la version américaine de l'émission débute le 9 mars 2022 sur la chaîne FOX. Une première bande-annonce avec six personnages est dévoilée le 31 janvier 2022.
Le premier costume de cette nouvelle saison est officiellement annoncé le 13 février 2022. Il s'agit du bélier.
| Luciole              | Teyana Taylor     | Chanteuse, actrice et danseuse                               |  |  |  |  |  |  |  |  |  |  |  |  |  |  |  |  |  |  |  |  |  |
| Monsieur Loyal       | Hayley Orrantia   | Chanteuse et actrice                                         |  |  |  |  |  |  |  |  |  |  |  |  |  |  |  |  |  |  |  |  |  |
| Prince               | Cheyenne Jackson  | Acteur et chanteur                                           |  |  |  |  |  |  |  |  |  |  |  |  |  |  |  |  |  |  |  |  |  |
| Cobras royaux        | En Vogue          | Trio de chanteuses                                           |  |  |  |  |  |  |  |  |  |  |  |  |  |  |  |  |  |  |  |  |  |
| Lapin de l'espace    | Shaggy            | Chanteur                                                     |  |  |  |  |  |  |  |  |  |  |  |  |  |  |  |  |  |  |  |  |  |
| Bébé mammouth        | Kirstie Alley     | Actrice dont la trilogie Allô maman, ici bébé                |  |  |  |  |  |  |  |  |  |  |  |  |  |  |  |  |  |  |  |  |  |
| Jack dans la boîte   | Rudy Giuliani     | Ancien maire de New York                                     |  |  |  |  |  |  |  |  |  |  |  |  |  |  |  |  |  |  |  |  |  |
| Miss ours en peluche | Jennifer Holliday | Chanteuse                                                    |  |  |  |  |  |  |  |  |  |  |  |  |  |  |  |  |  |  |  |  |  |
| Tatou                | Duane Chapman     | Chasseur de primes, star de l'émission Dog the Bounty Hunter |  |  |  |  |  |  |  |  |  |  |  |  |  |  |  |  |  |  |  |  |  |
| Hydre                | Penn et Teller    | Duo d'illusionnistes                                         |  |  |  |  |  |  |  |  |  |  |  |  |  |  |  |  |  |  |  |  |  |
| Lémurien             | Christie Brinkley | Actrice et mannequin, ex-femme de Billy Joel                 |  |  |  |  |  |  |  |  |  |  |  |  |  |  |  |  |  |  |  |  |  |
| Machin               | Jordan Mailata    | Joueur de football américain en NFL                          |  |  |  |  |  |  |  |  |  |  |  |  |  |  |  |  |  |  |  |  |  |
| Cyclope              | Jorge Garcia      | Acteur dont Lost : Les Disparus et Hawaii 5-0                |  |  |  |  |  |  |  |  |  |  |  |  |  |  |  |  |  |  |  |  |  |
| Bélier               | Joe Buck          | Commentateur sportif                                         |  |  |  |  |  |  |  |  |  |  |  |  |  |  |  |  |  |  |  |  |  |
| Terrier écossais     | Duff Goldman      | Chef cuisinier                                               |  |  |  |  |  |  |  |  |  |  |  |  |  |  |  |  |  |  |  |  |  |

Célébrités de la saison 7
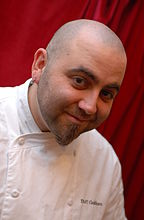
Duff Goldman
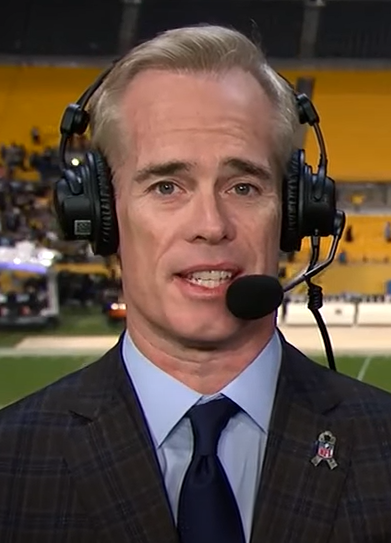
Joe Buck
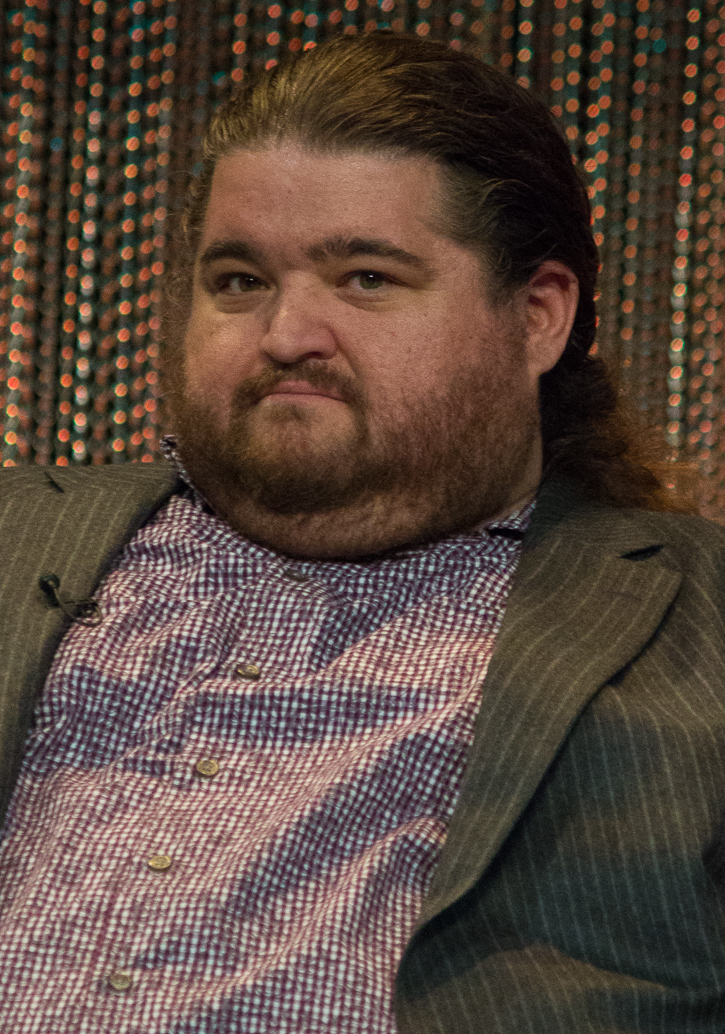
Jorge Garcia
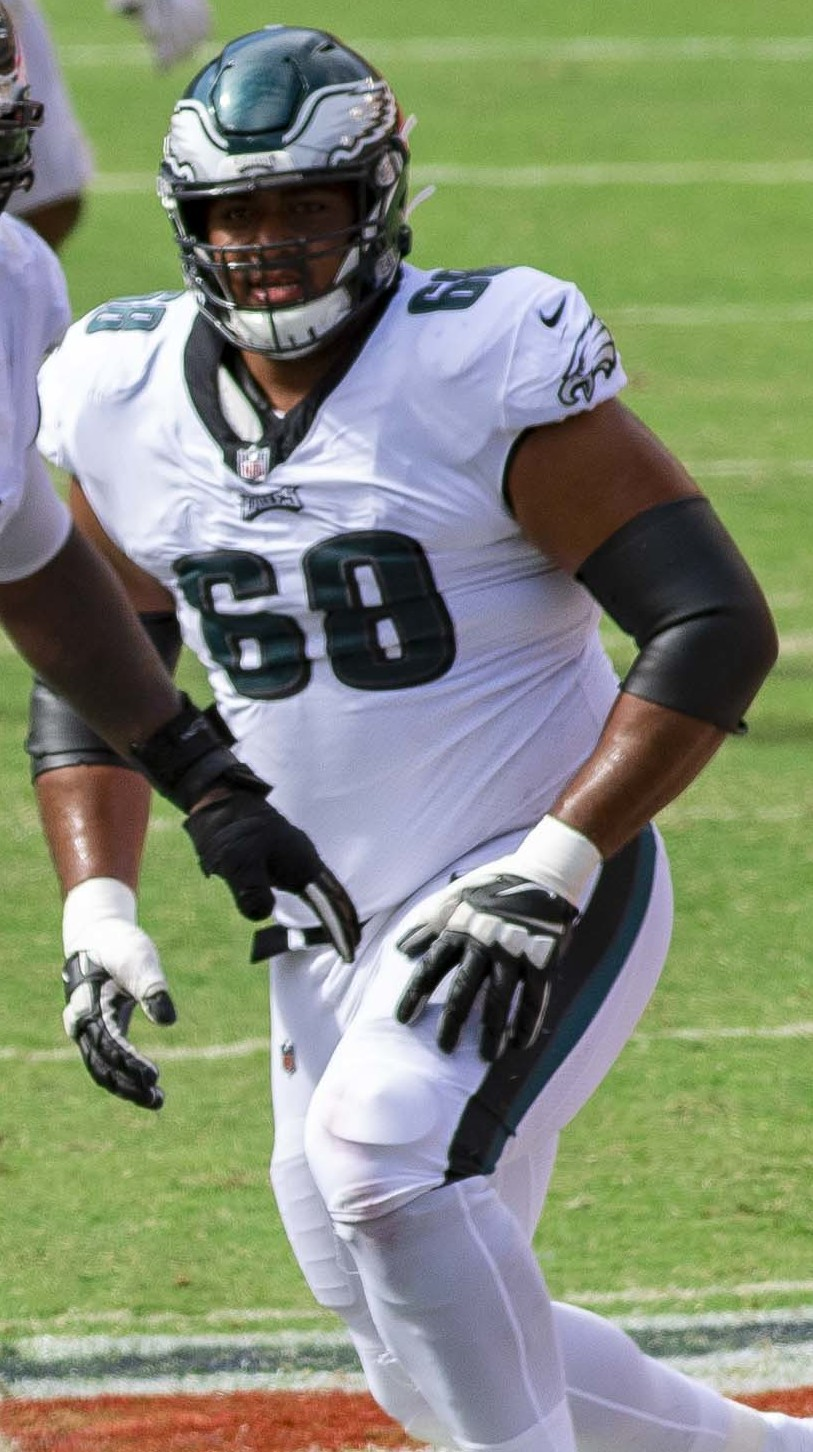
Jordan Mailata
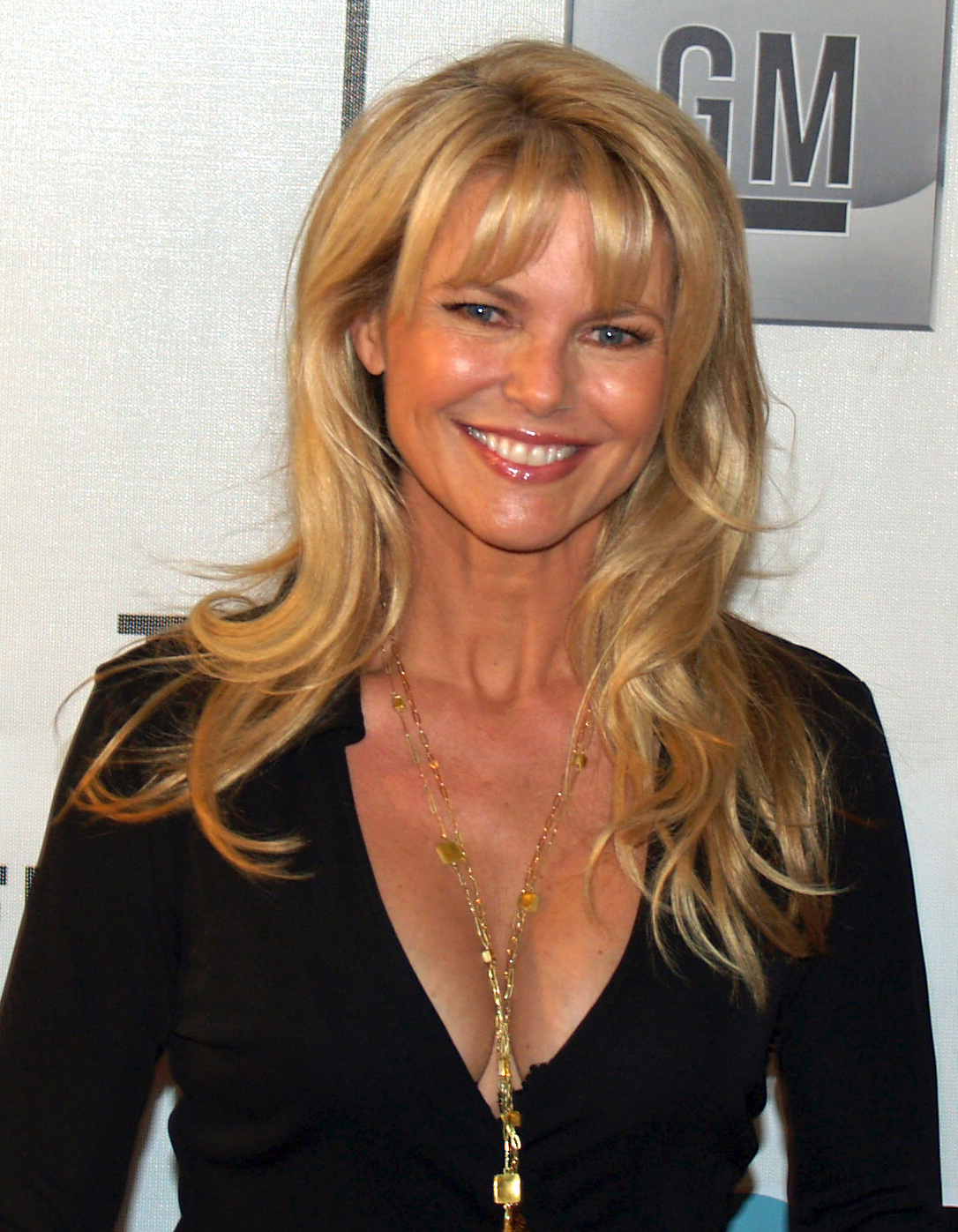
Christie Brinkley
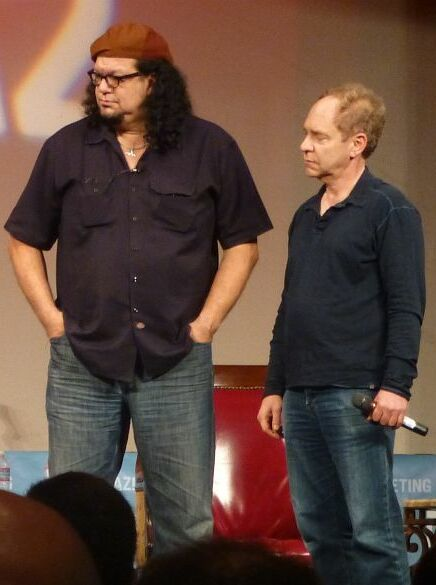
Penn et Teller
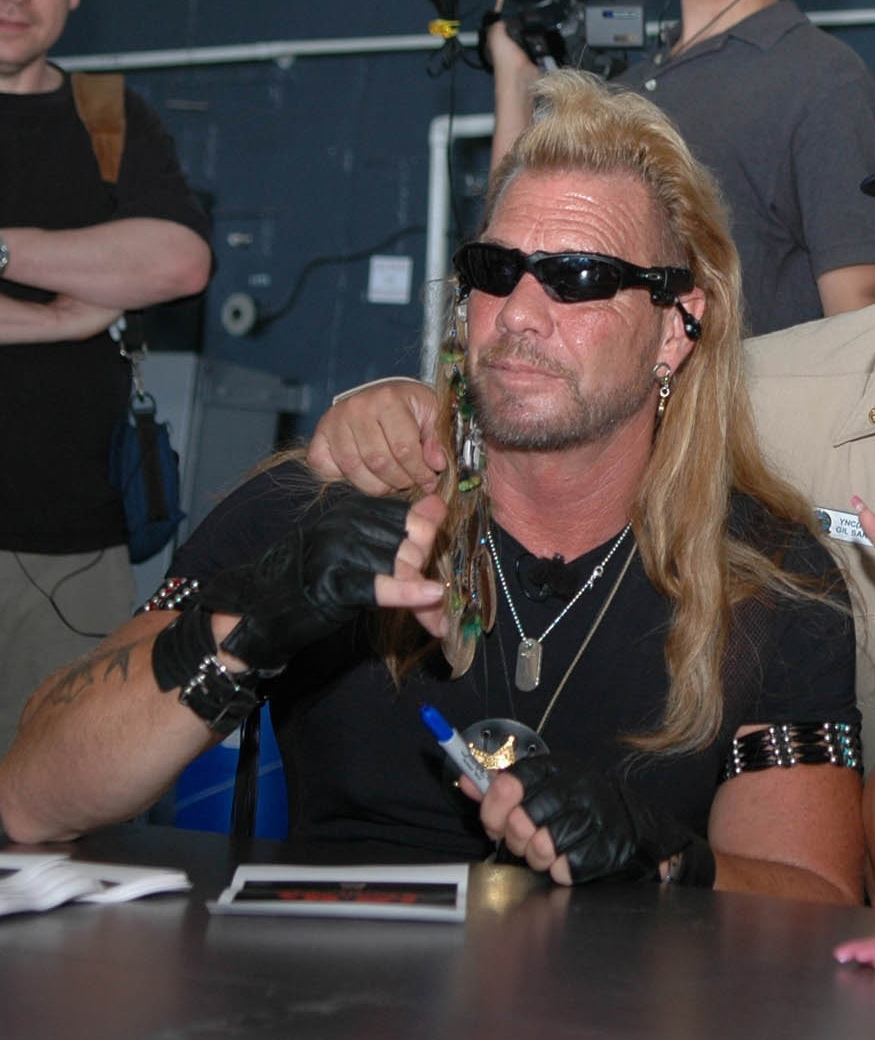
Duane Chapman
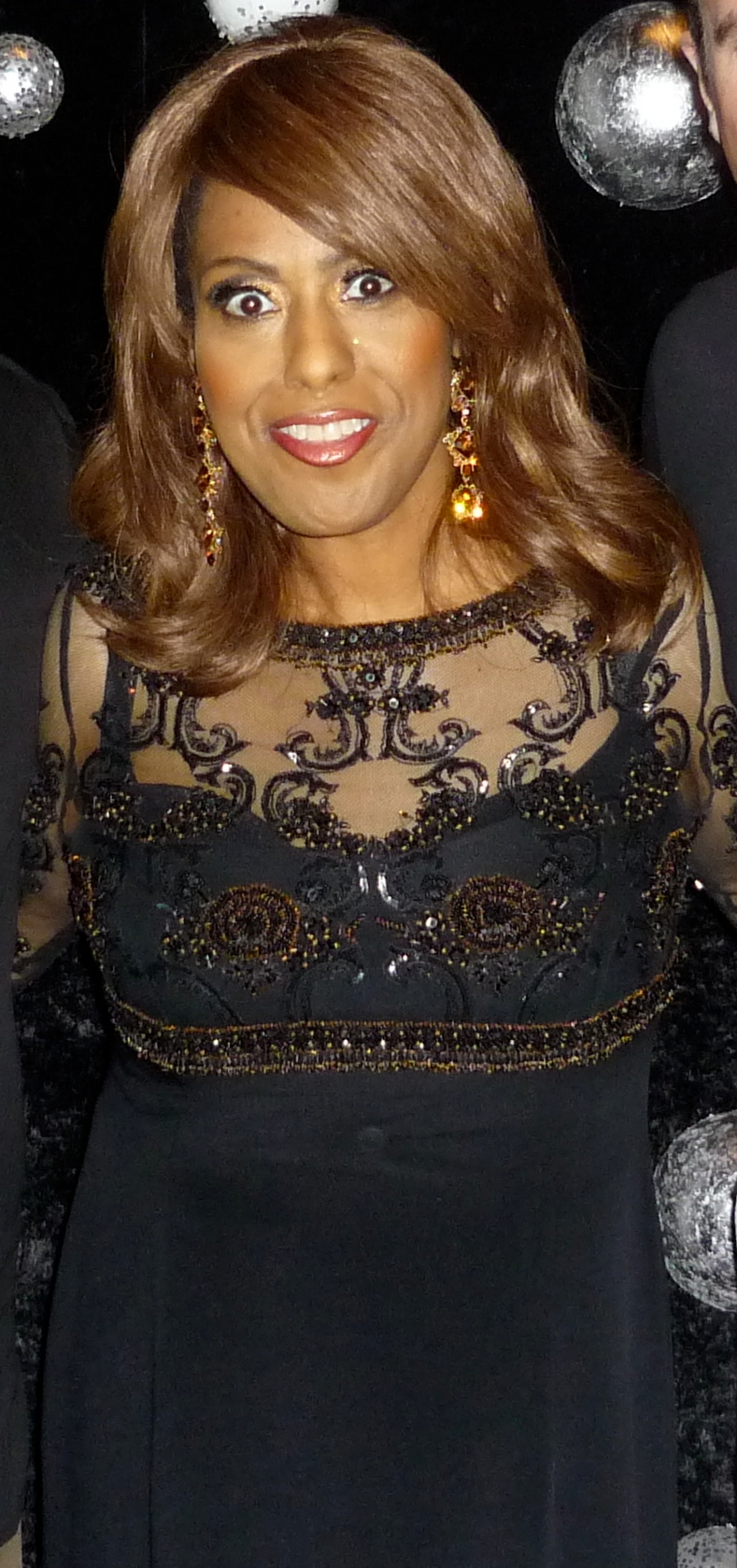
Jennifer Holliday
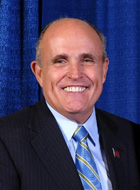
Rudy Giuliani
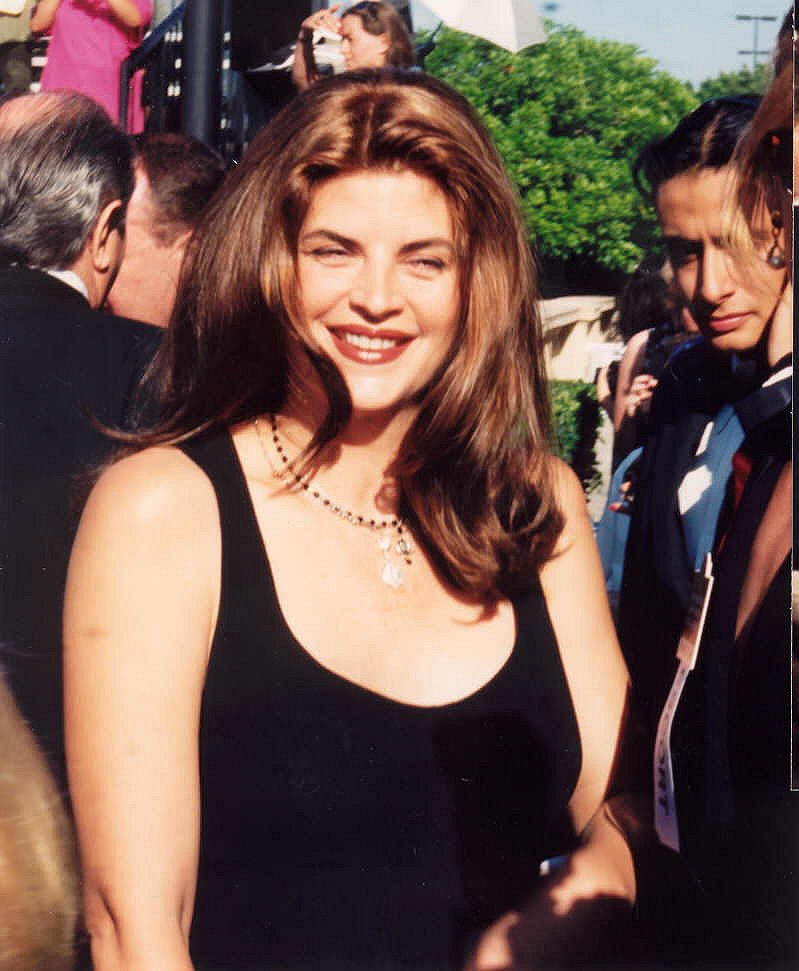
Kirstie Alley
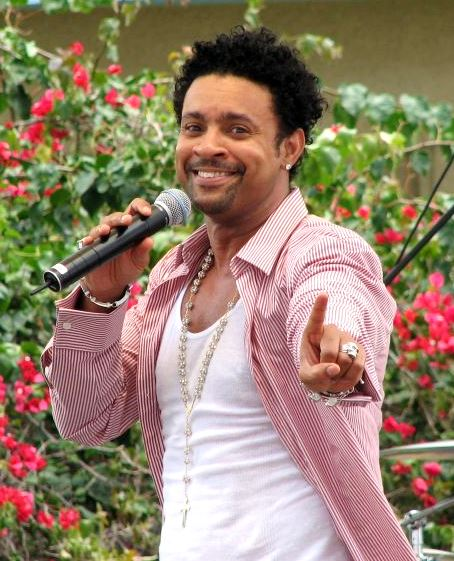
Shaggy
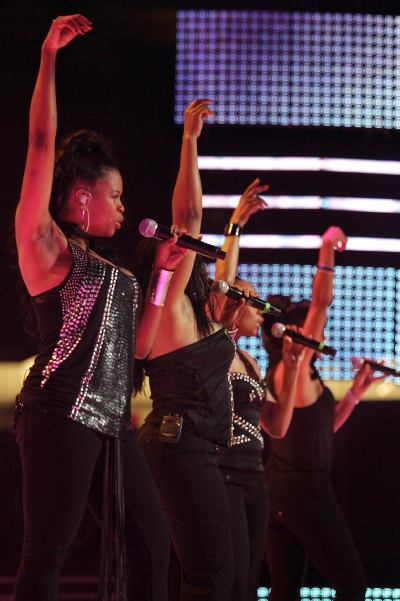
En Vogue
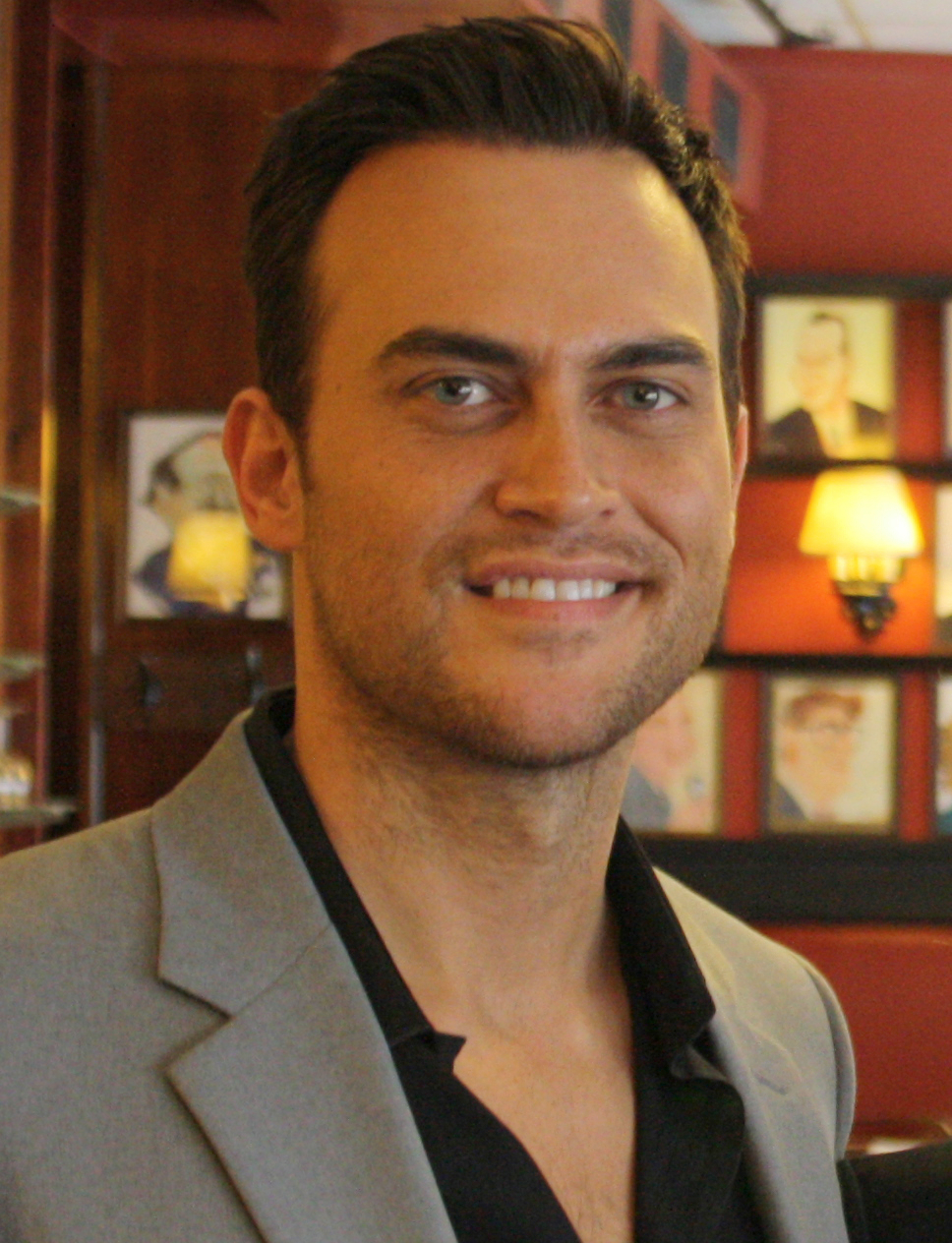
Cheyenne Jackson
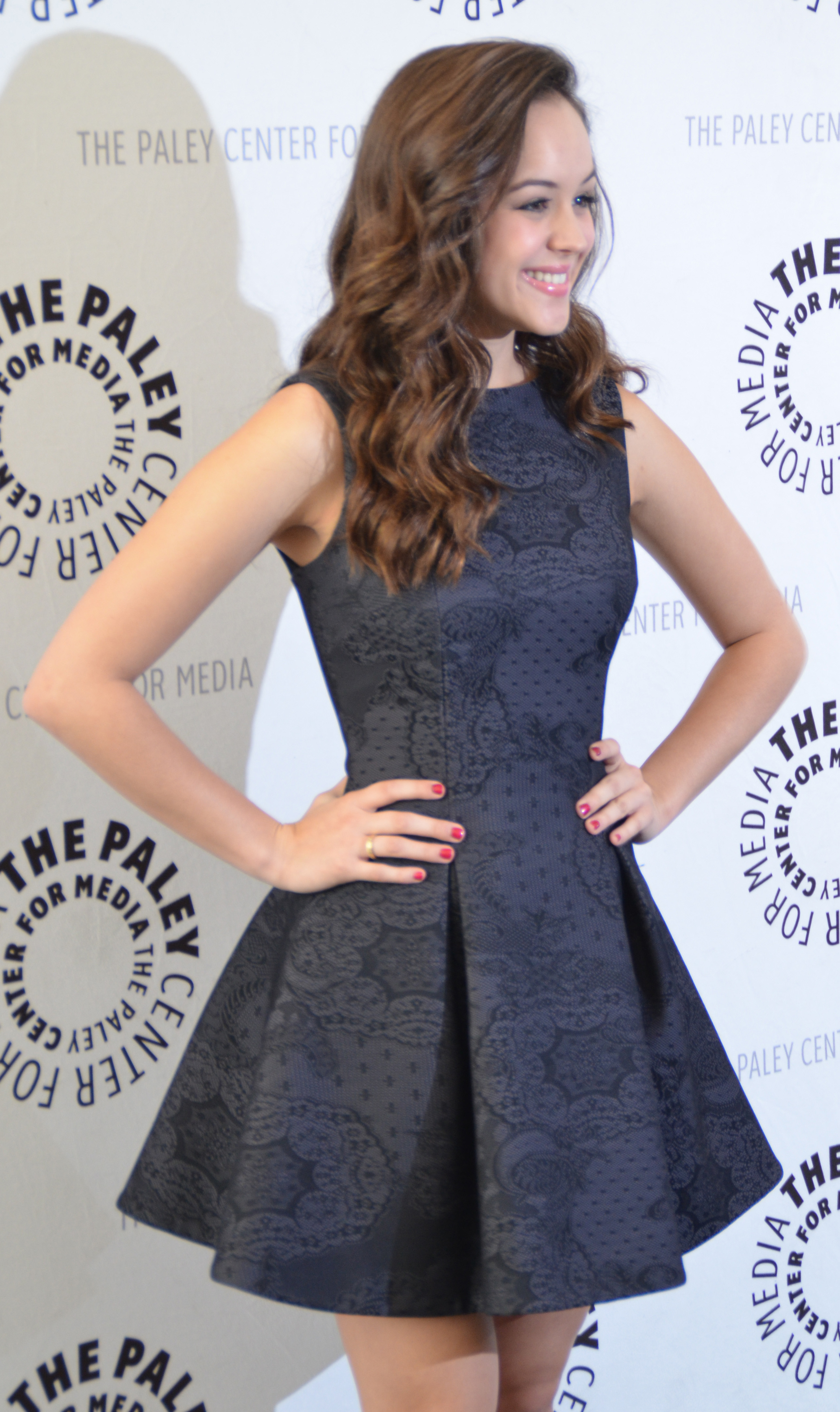
Hayley Orrantia
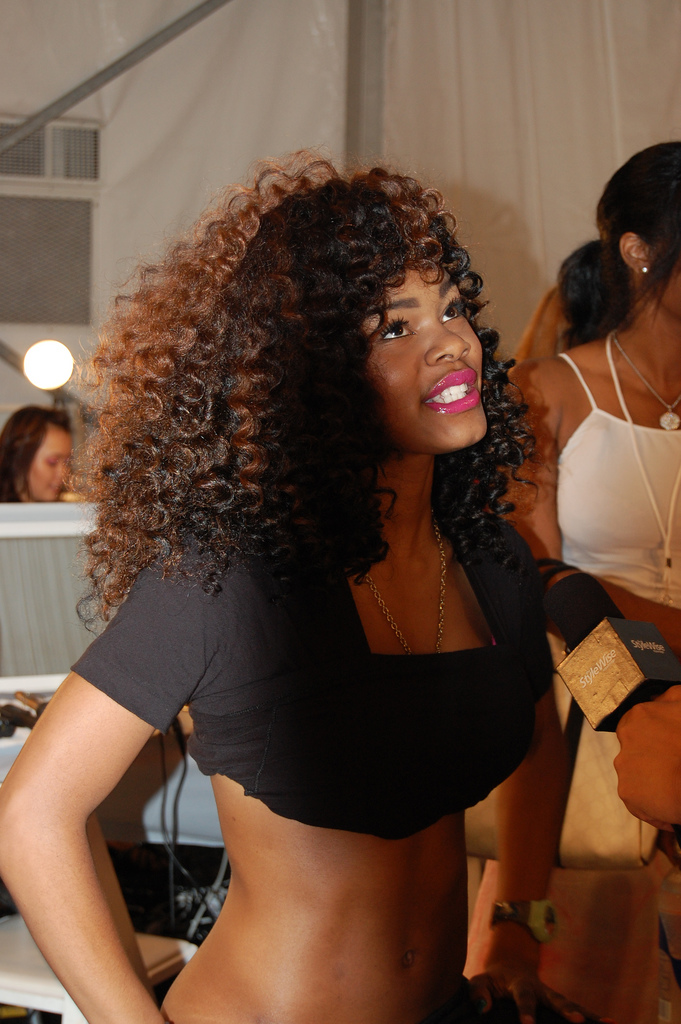
Teyana Taylor

### Saison 8
La huitième saison de la version américaine de l'émission débute le 21 septembre 2022 sur la chaîne FOX. Une première bande-annonce avec six personnages est dévoilée le 7 septembre 2022.
Le premier costume de cette nouvelle saison est officiellement annoncé le 30 août 2022. Il s'agit de la mariée.
| Harpe            | Amber Riley        | Chanteuse et actrice dont Glee                    |  |  |  |  |  |  |  |  |  |  |  |  |  |  |  |  |  |  |  |  |  |  |
| Agneaux          | Wilson Phillips    | Groupe de chanteuses                              |  |  |  |  |  |  |  |  |  |  |  |  |  |  |  |  |  |  |  |  |  |  |
| Flocon de neige  | Nikki Glaser       | Humoriste                                         |  |  |  |  |  |  |  |  |  |  |  |  |  |  |  |  |  |  |  |  |  |  |
| M. Bug-a-Boo     | Ray Parker Jr.     | Chanteur                                          |  |  |  |  |  |  |  |  |  |  |  |  |  |  |  |  |  |  |  |  |  |  |
| Epouvantail      | Linda Blair        | Actrice dont L'Exorciste                          |  |  |  |  |  |  |  |  |  |  |  |  |  |  |  |  |  |  |  |  |  |  |
| Avocat           | Adam Carolla       | Acteur et animateur de télévision                 |  |  |  |  |  |  |  |  |  |  |  |  |  |  |  |  |  |  |  |  |  |  |
| Mariée           | Chris Jericho      | Catcheur et musicien                              |  |  |  |  |  |  |  |  |  |  |  |  |  |  |  |  |  |  |  |  |  |  |
| Loutre           | George Clinton     | Chanteur                                          |  |  |  |  |  |  |  |  |  |  |  |  |  |  |  |  |  |  |  |  |  |  |
| Plante carnivore | George Foreman     | Champion de boxe et entrepreneur                  |  |  |  |  |  |  |  |  |  |  |  |  |  |  |  |  |  |  |  |  |  |  |
| Milkshake        | Le'Veon Bell       | Joueur de football américain en NFL               |  |  |  |  |  |  |  |  |  |  |  |  |  |  |  |  |  |  |  |  |  |  |
| Morse            | Joey Lawrence      | Chanteur et acteur                                |  |  |  |  |  |  |  |  |  |  |  |  |  |  |  |  |  |  |  |  |  |  |
| Miss Robot       | Kat Graham         | Chanteuse et actrice dont Vampire Diaries         |  |  |  |  |  |  |  |  |  |  |  |  |  |  |  |  |  |  |  |  |  |  |
| Scarabée         | Jerry Springer     | Animateur de télévision                           |  |  |  |  |  |  |  |  |  |  |  |  |  |  |  |  |  |  |  |  |  |  |
| Sirène           | Gloria Gaynor      | Chanteuse                                         |  |  |  |  |  |  |  |  |  |  |  |  |  |  |  |  |  |  |  |  |  |  |
| Maïs             | Mario Cantone      | Acteur dont Sex and the City                      |  |  |  |  |  |  |  |  |  |  |  |  |  |  |  |  |  |  |  |  |  |  |
| Voyant           | Daymond John       | Homme d'affaires et star de l'émission Shark Tank |  |  |  |  |  |  |  |  |  |  |  |  |  |  |  |  |  |  |  |  |  |  |
| Momies           | Mike Lookinland    | Acteurs de la série The Brady Bunch               |  |  |  |  |  |  |  |  |  |  |  |  |  |  |  |  |  |  |  |  |  |  |
| Momies           | Barry Williams     | Acteurs de la série The Brady Bunch               |  |  |  |  |  |  |  |  |  |  |  |  |  |  |  |  |  |  |  |  |  |  |
| Momies           | Christopher Knight | Acteurs de la série The Brady Bunch               |  |  |  |  |  |  |  |  |  |  |  |  |  |  |  |  |  |  |  |  |  |  |
| Panthère         | Montell Jordan     | Chanteur de R&B et pasteur                        |  |  |  |  |  |  |  |  |  |  |  |  |  |  |  |  |  |  |  |  |  |  |
| Rat pirate       | Jeff Dunham        | Ventriloque                                       |  |  |  |  |  |  |  |  |  |  |  |  |  |  |  |  |  |  |  |  |  |  |
| Colibri          | Chris Kirkpatrick  | Chanteur, membre du groupe NSYNC                  |  |  |  |  |  |  |  |  |  |  |  |  |  |  |  |  |  |  |  |  |  |  |
| Hérisson         | Eric Idle          | Acteur et humoriste, membre des Monty Python      |  |  |  |  |  |  |  |  |  |  |  |  |  |  |  |  |  |  |  |  |  |  |
| Chevalier        | William Shatner    | Acteur dont Star Trek et Hooker                   |  |  |  |  |  |  |  |  |  |  |  |  |  |  |  |  |  |  |  |  |  |  |

Célébrités de la saison 8
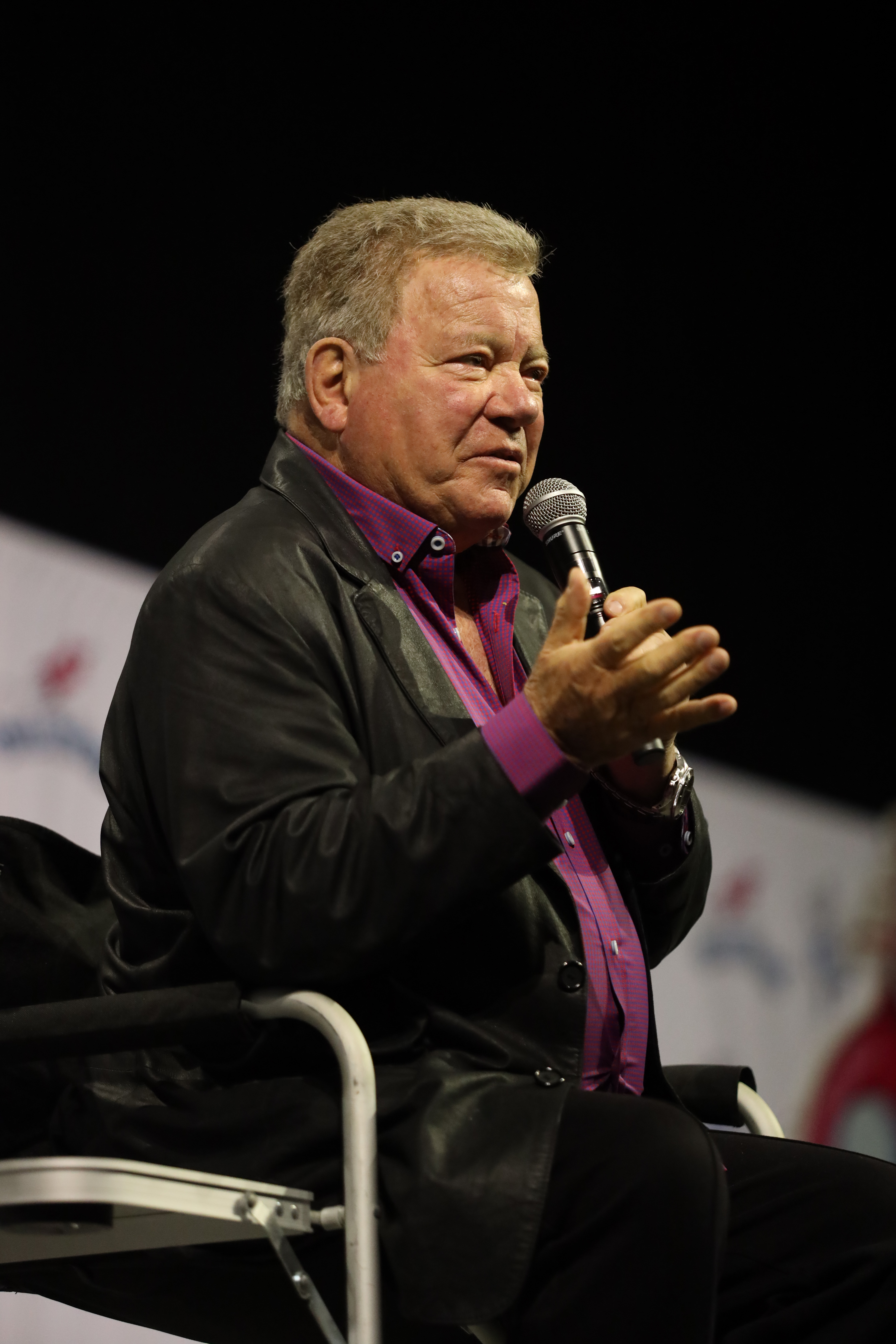
William Shatner
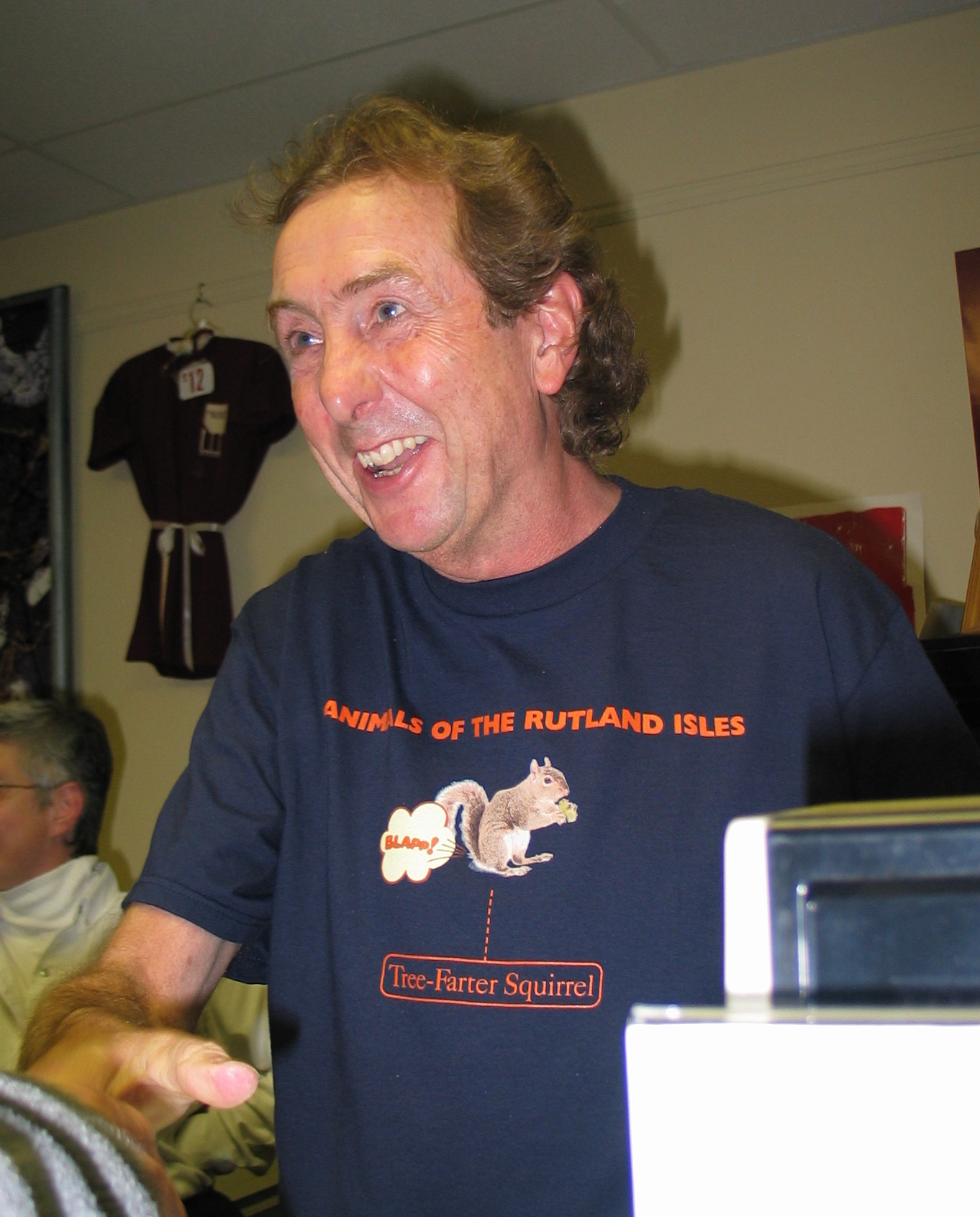
Eric Idle
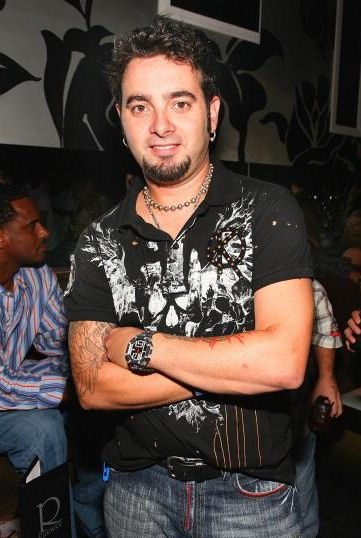
Chris Kirkpatrick
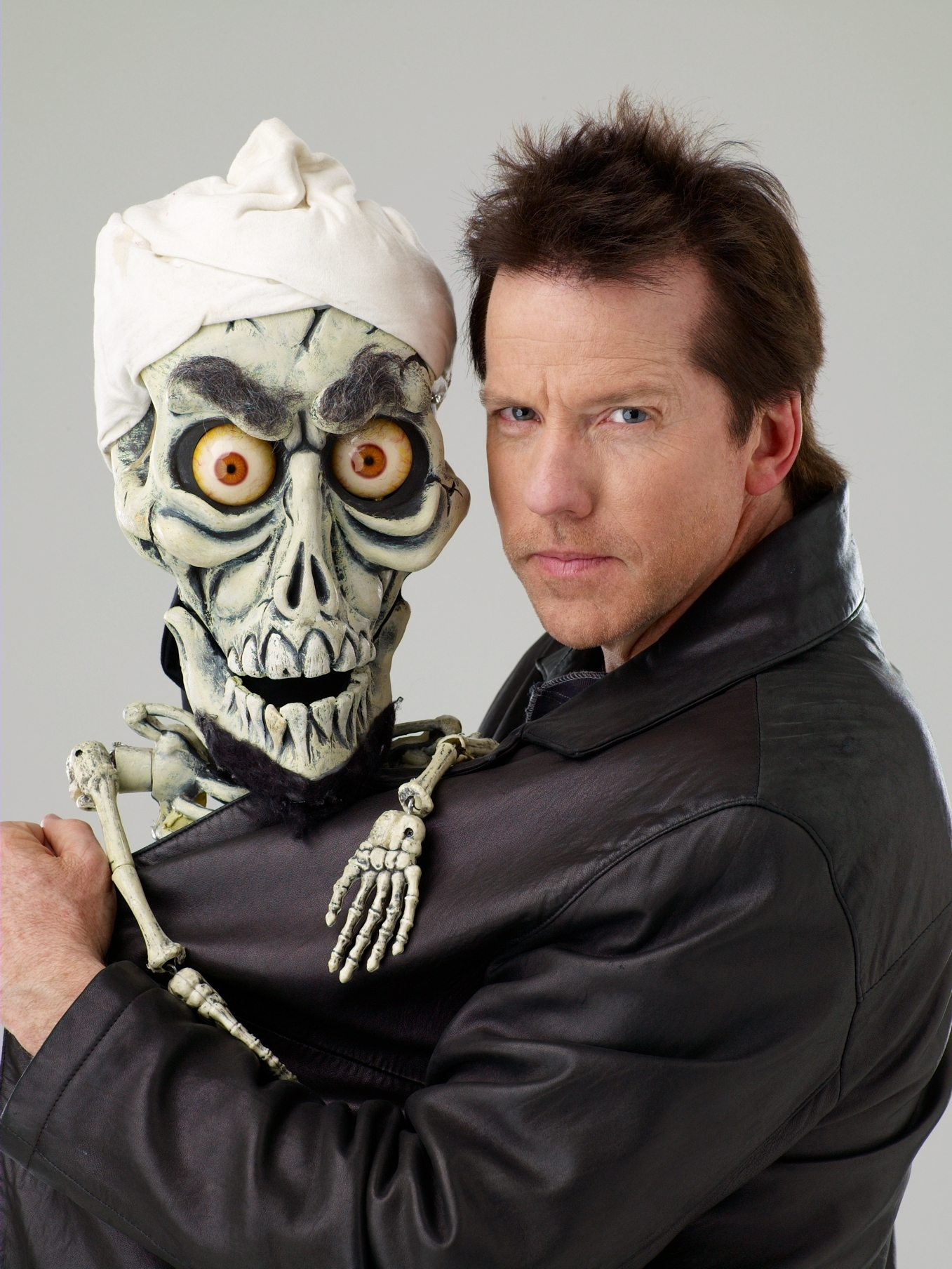
Jeff Dunham
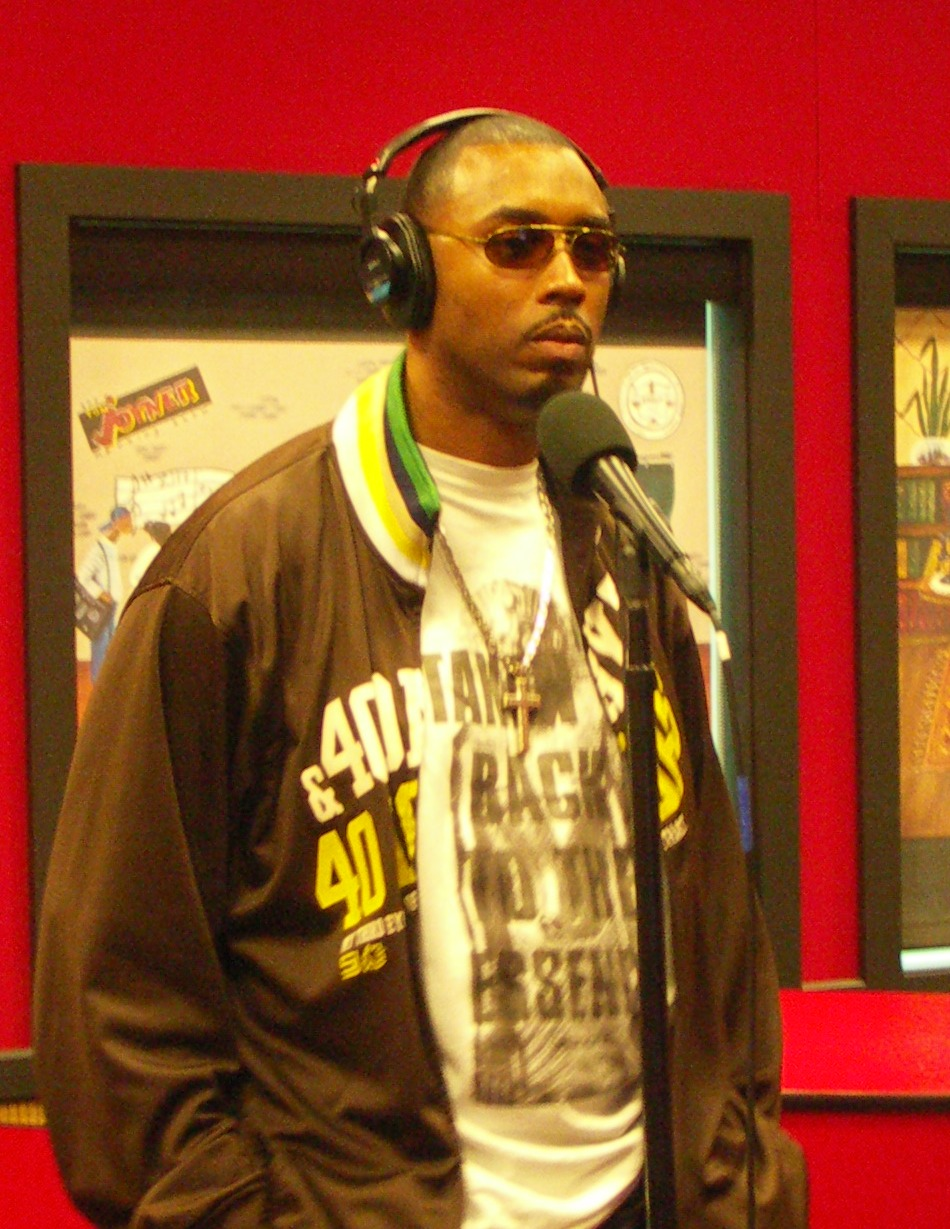
Montell Jordan
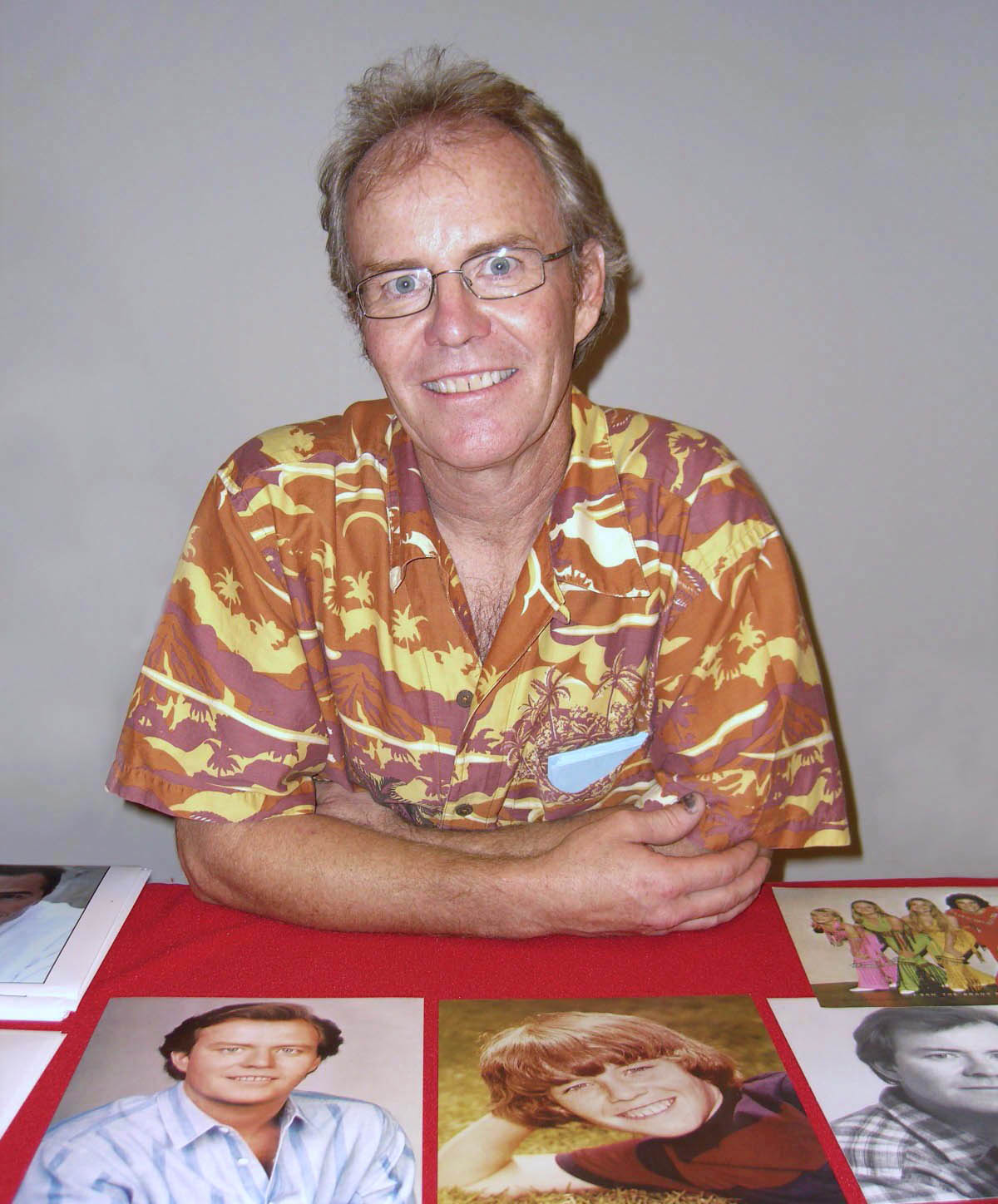
Mike Lookinland
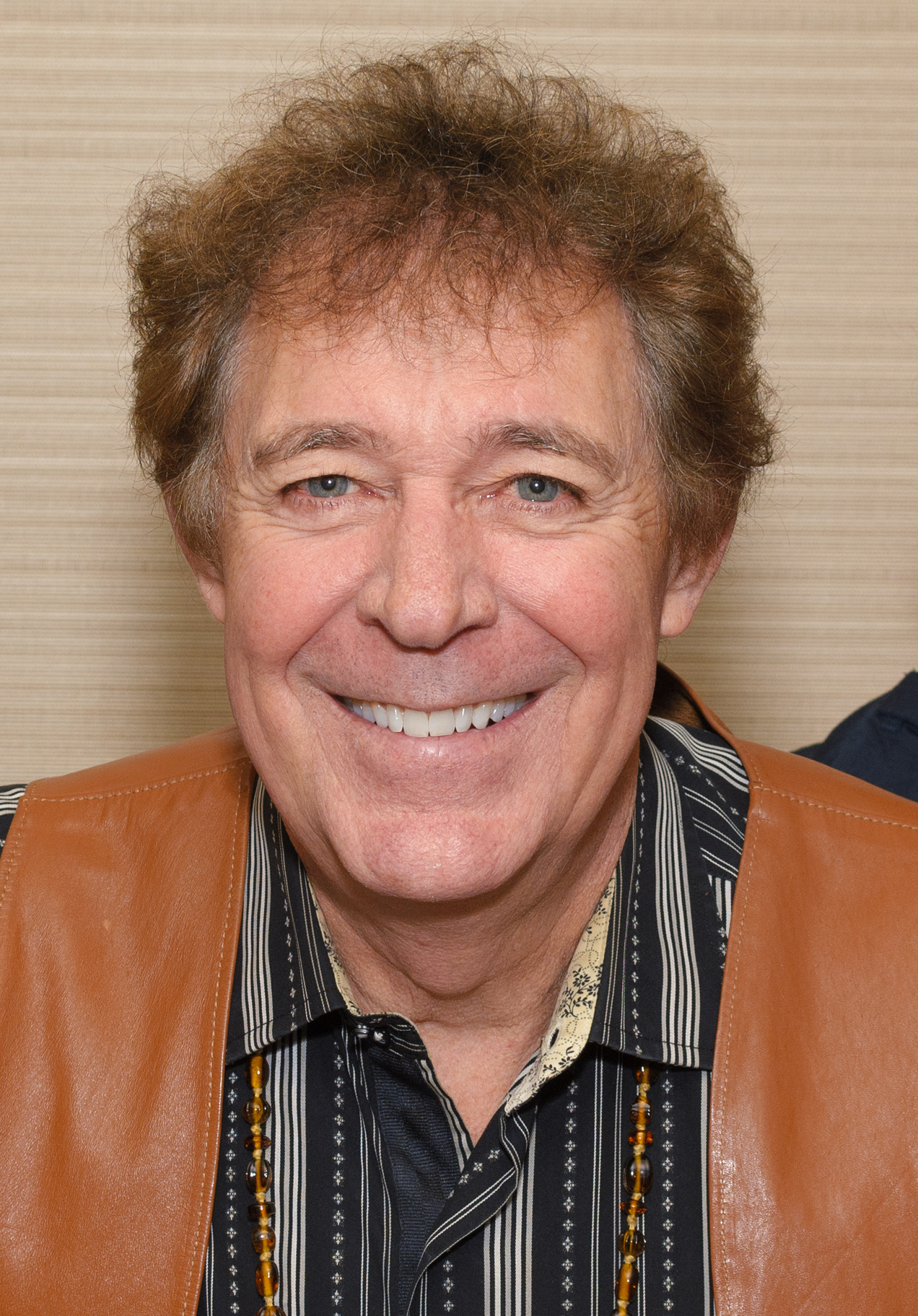
Barry Williams
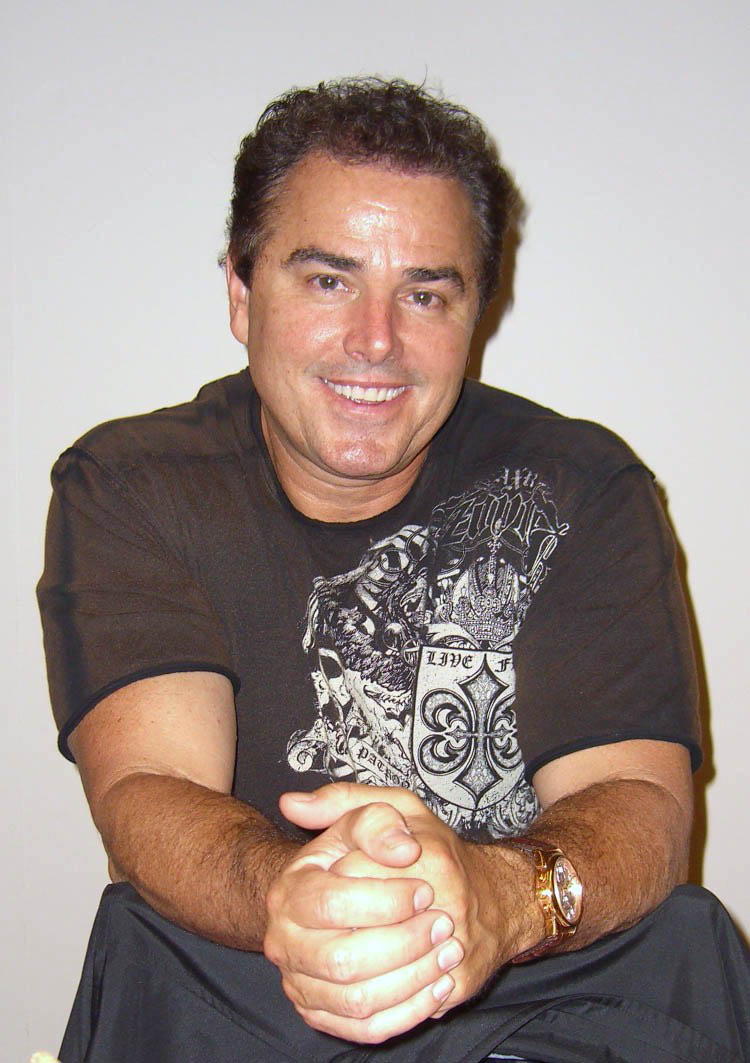
Christopher Knight
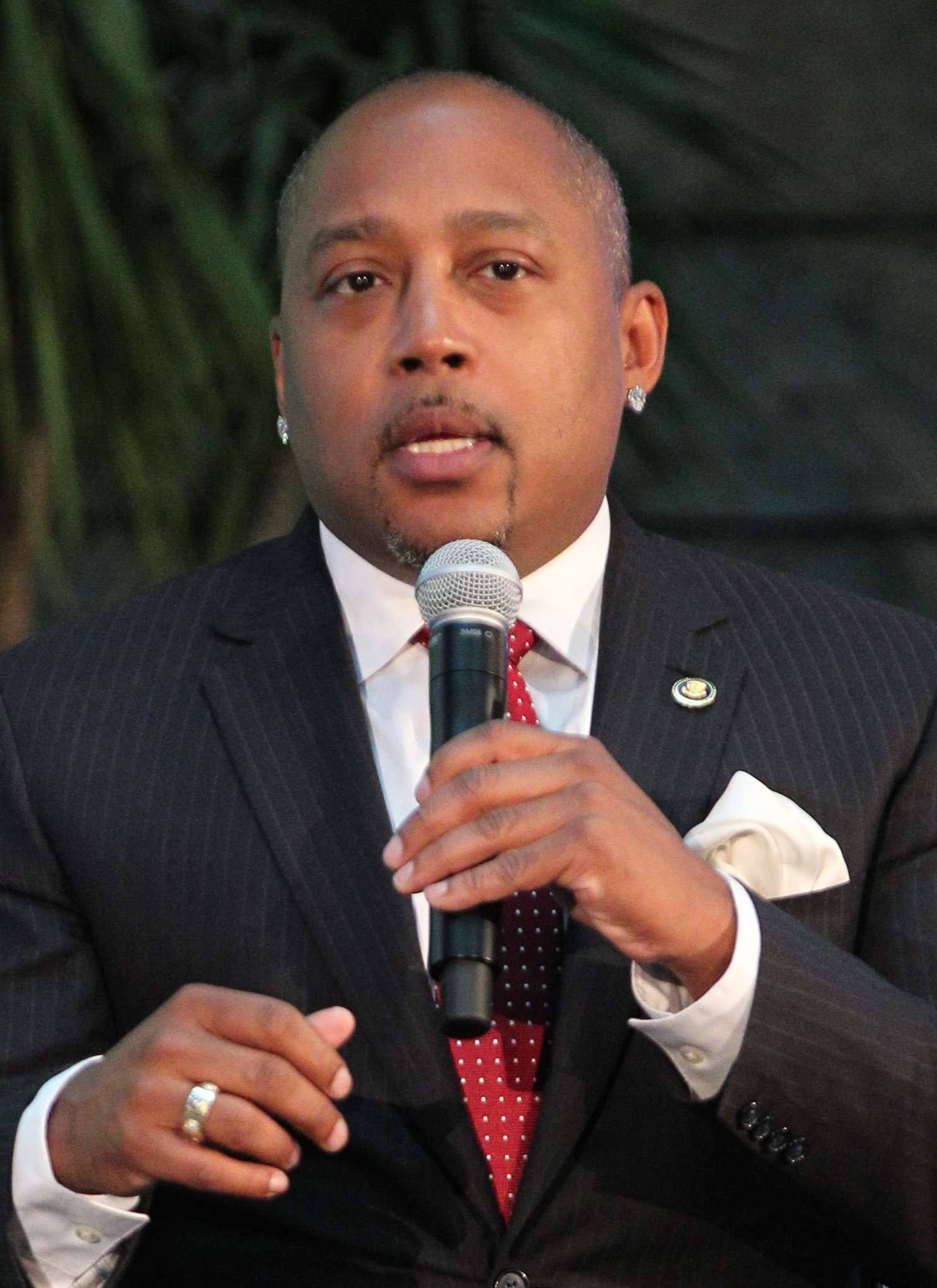
Daymond John
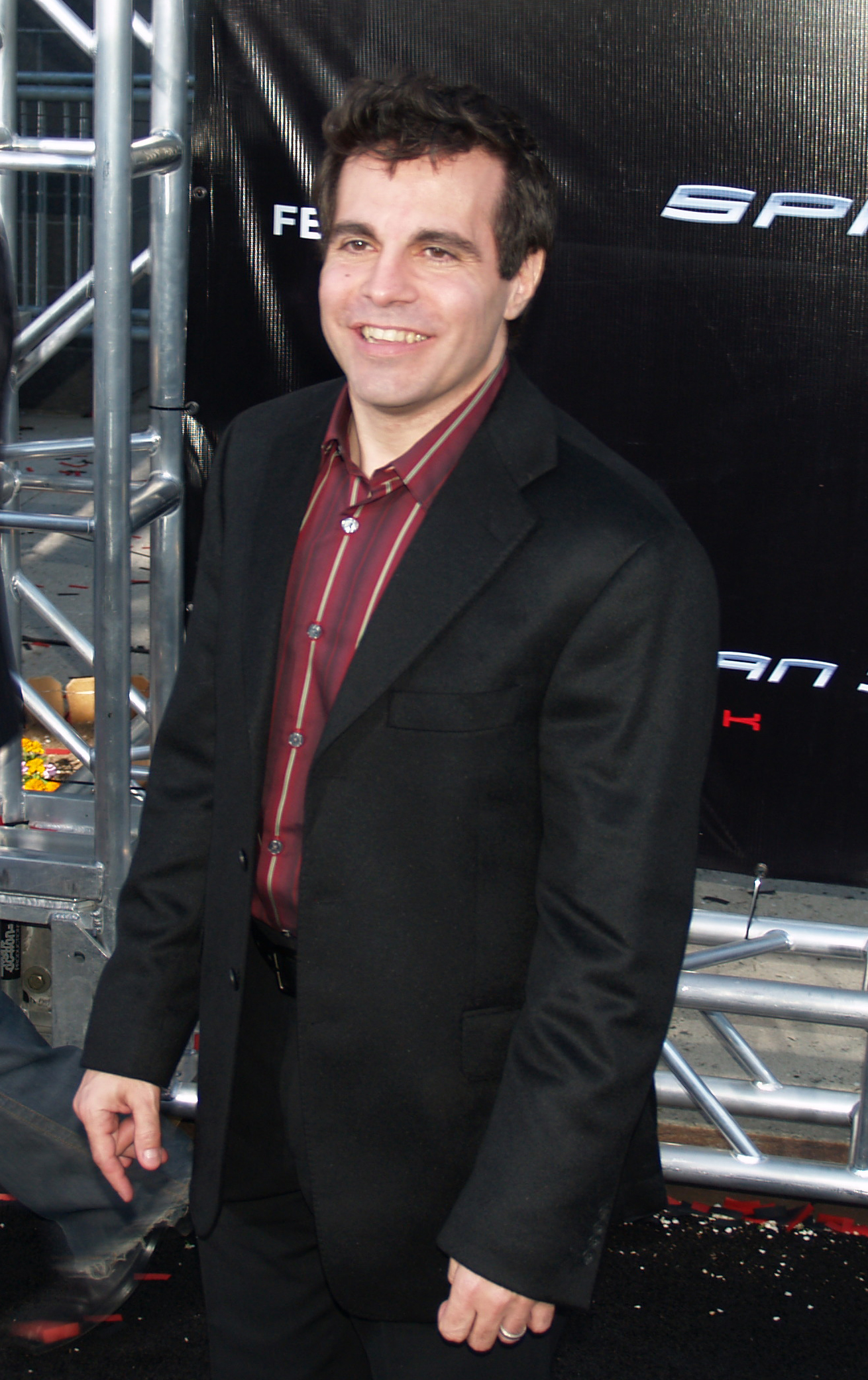
Mario Cantone
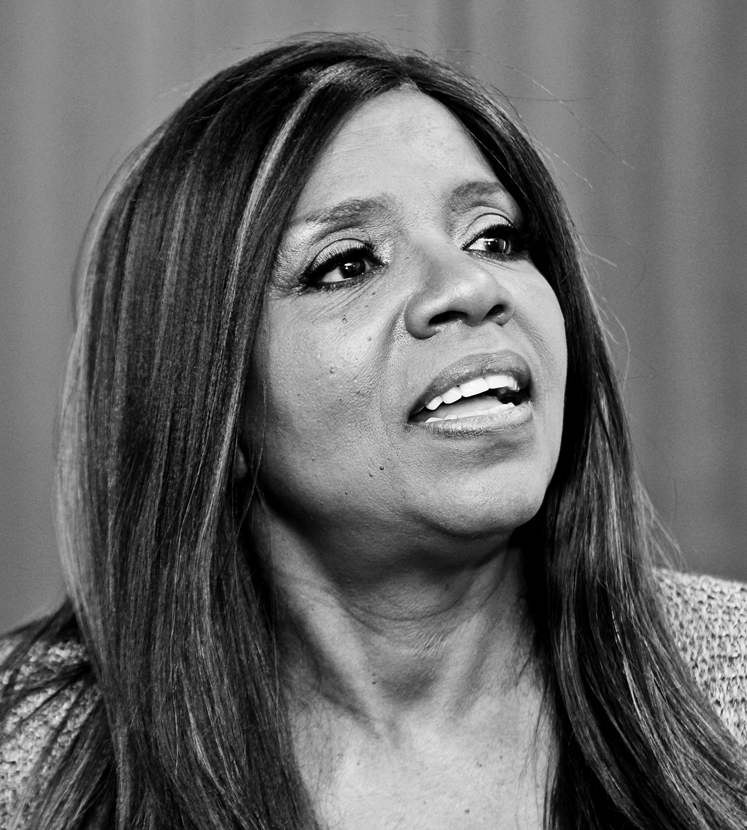
Gloria Gaynor
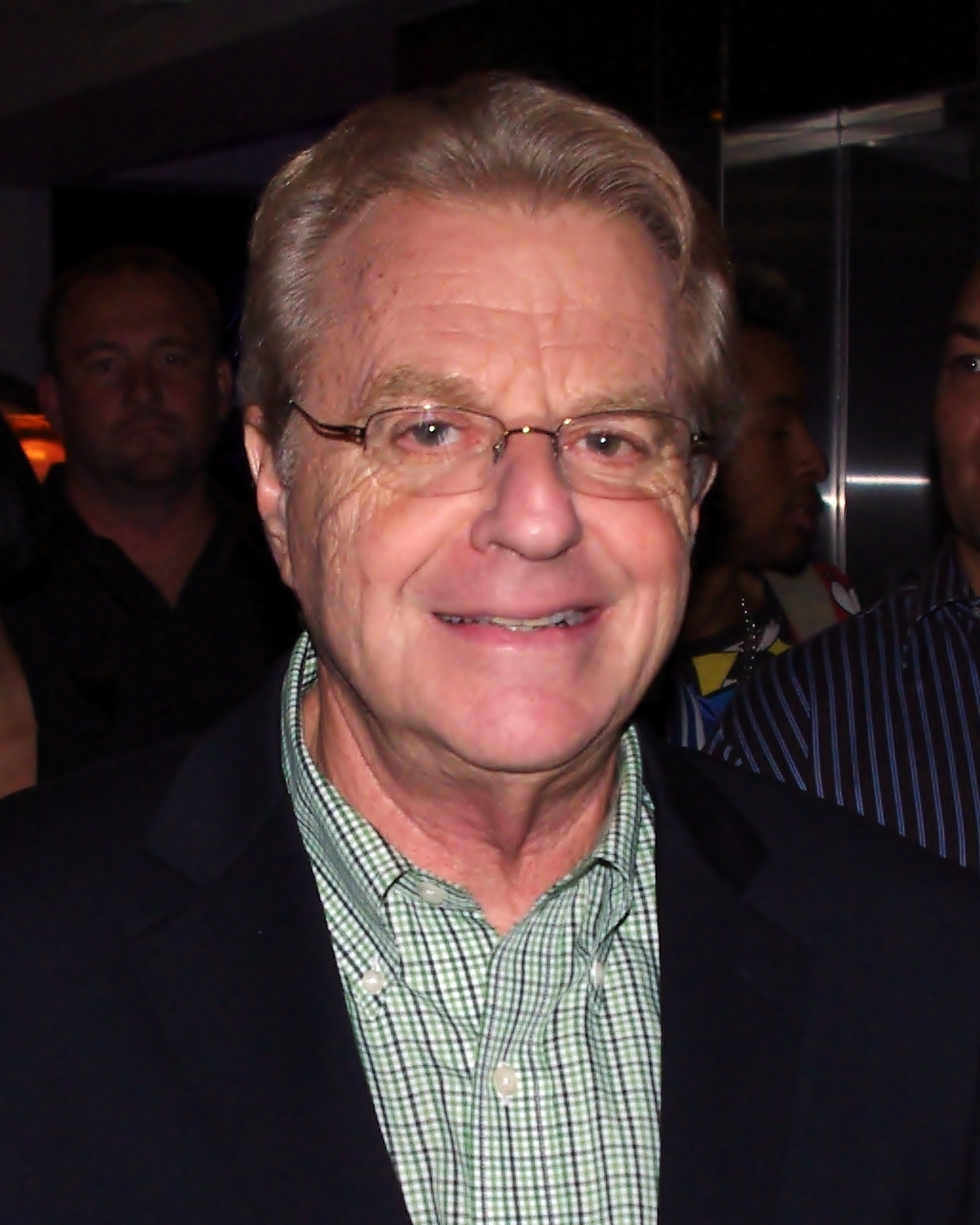
Jerry Springer
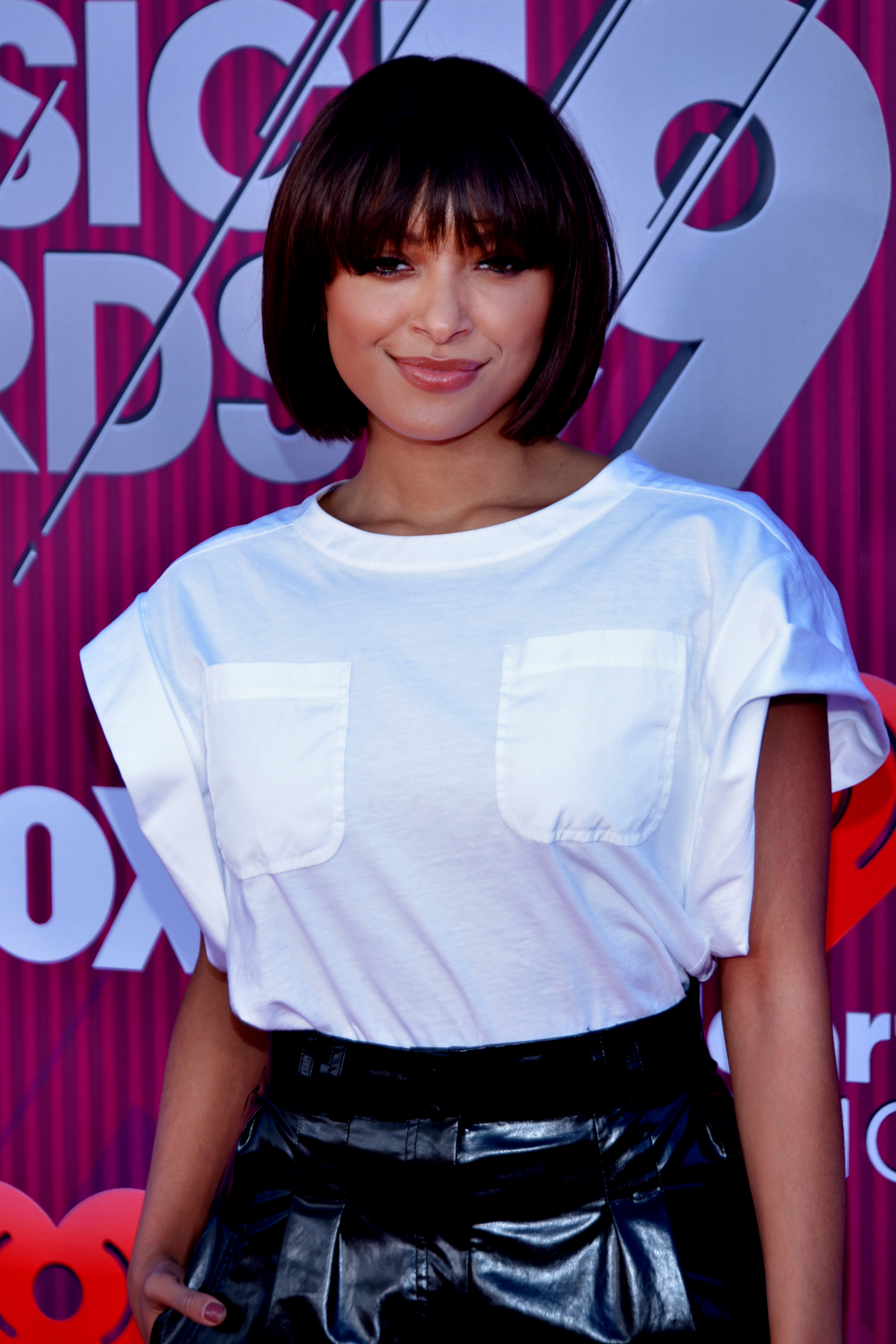
Kat Graham
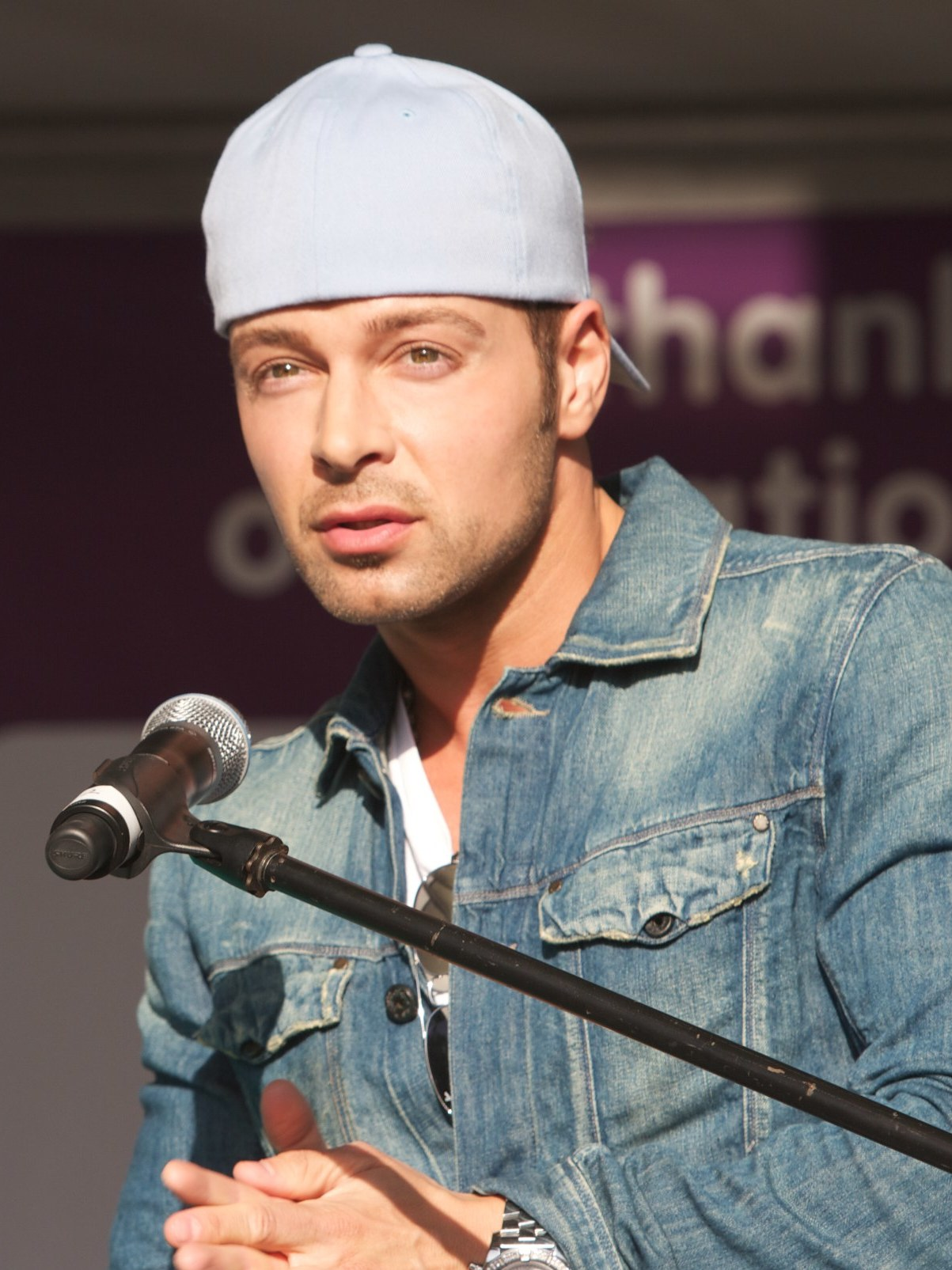
Joey Lawrence
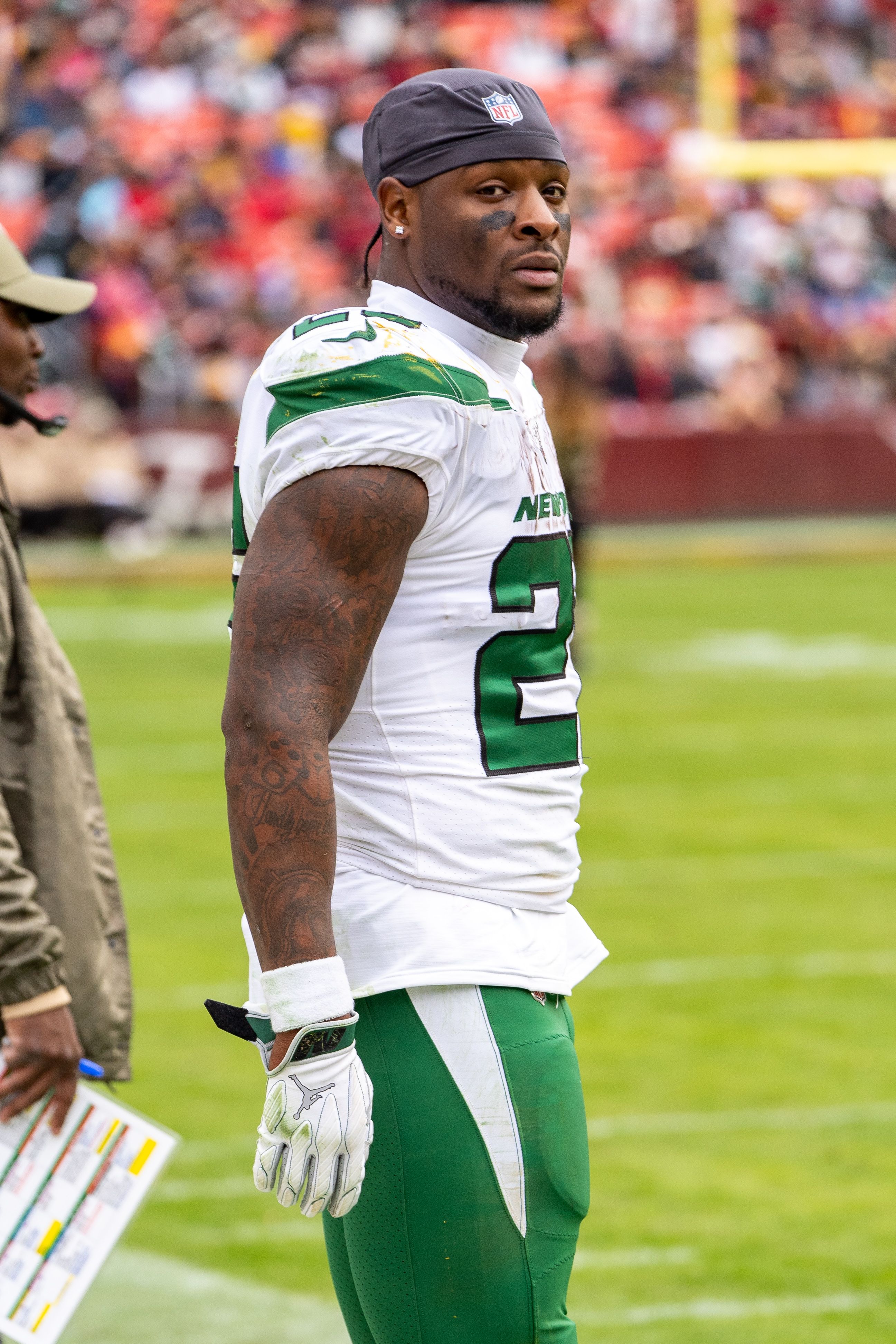
Le'Veon Bell
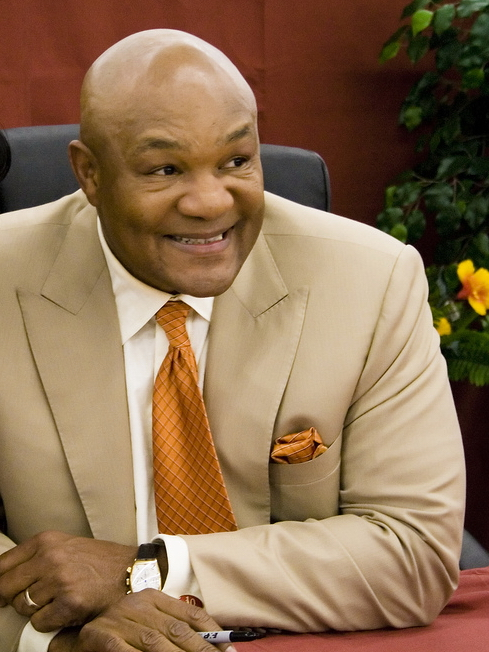
George Foreman
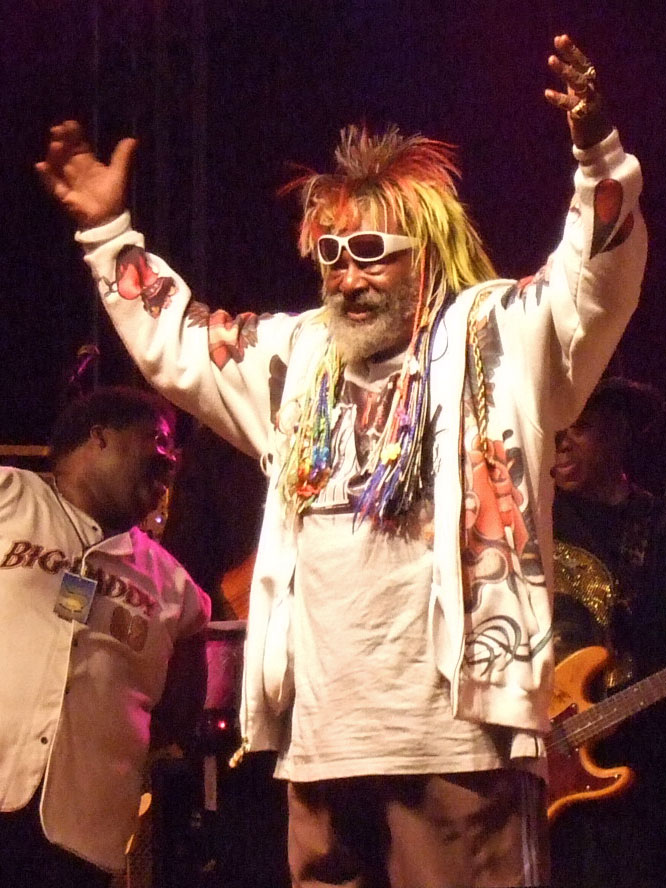
George Clinton
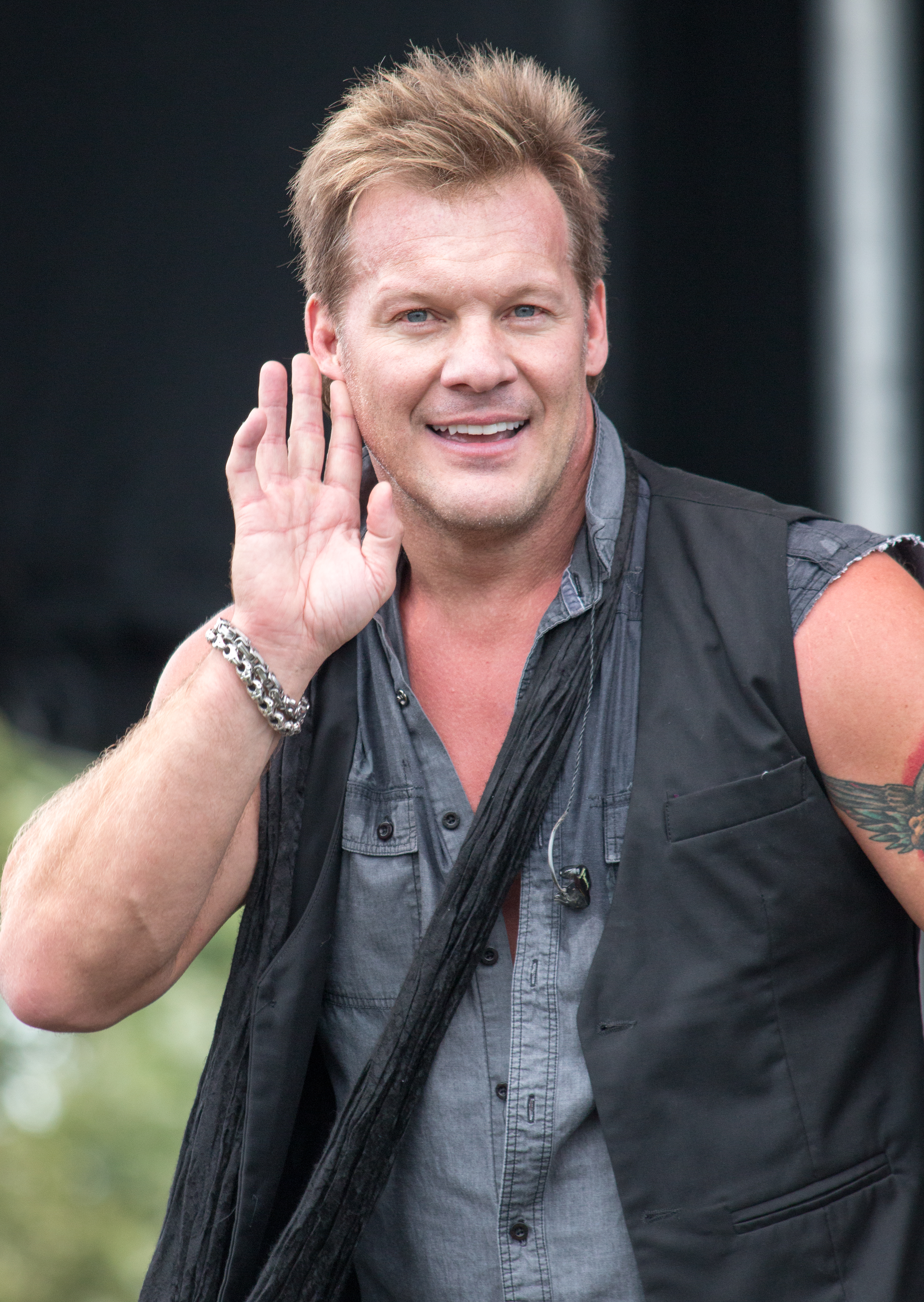
Chris Jericho
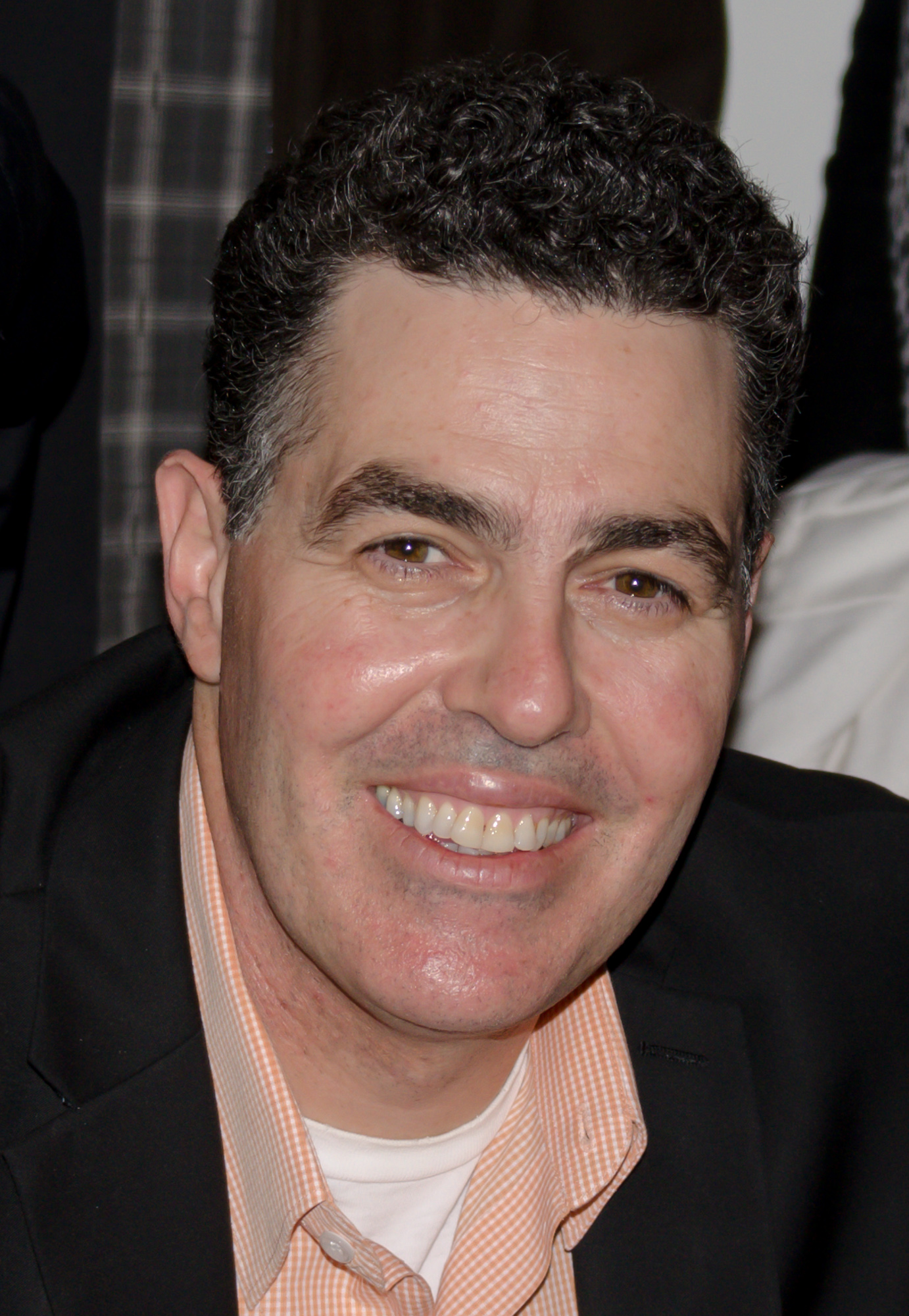
Adam Carolla
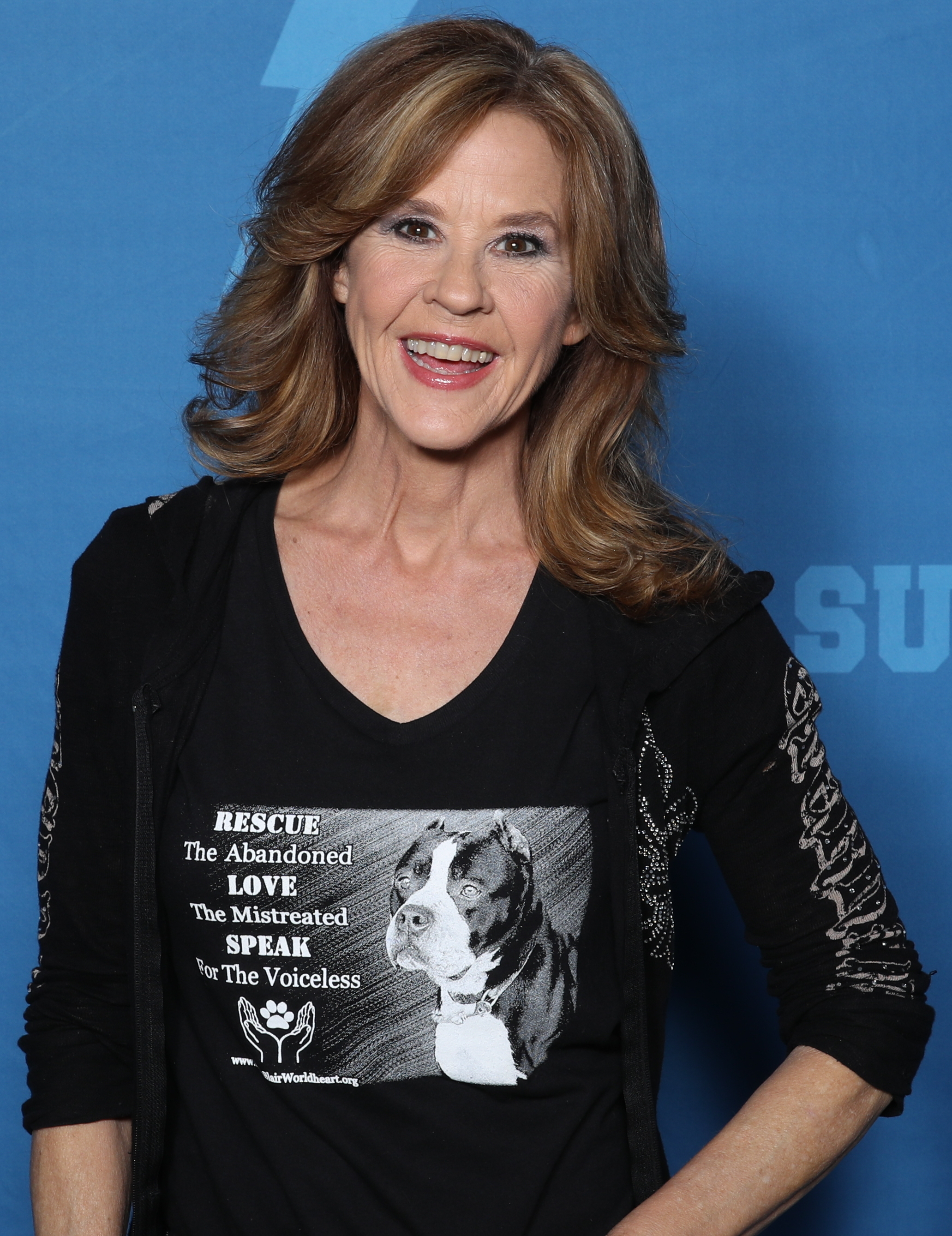
Linda Blair
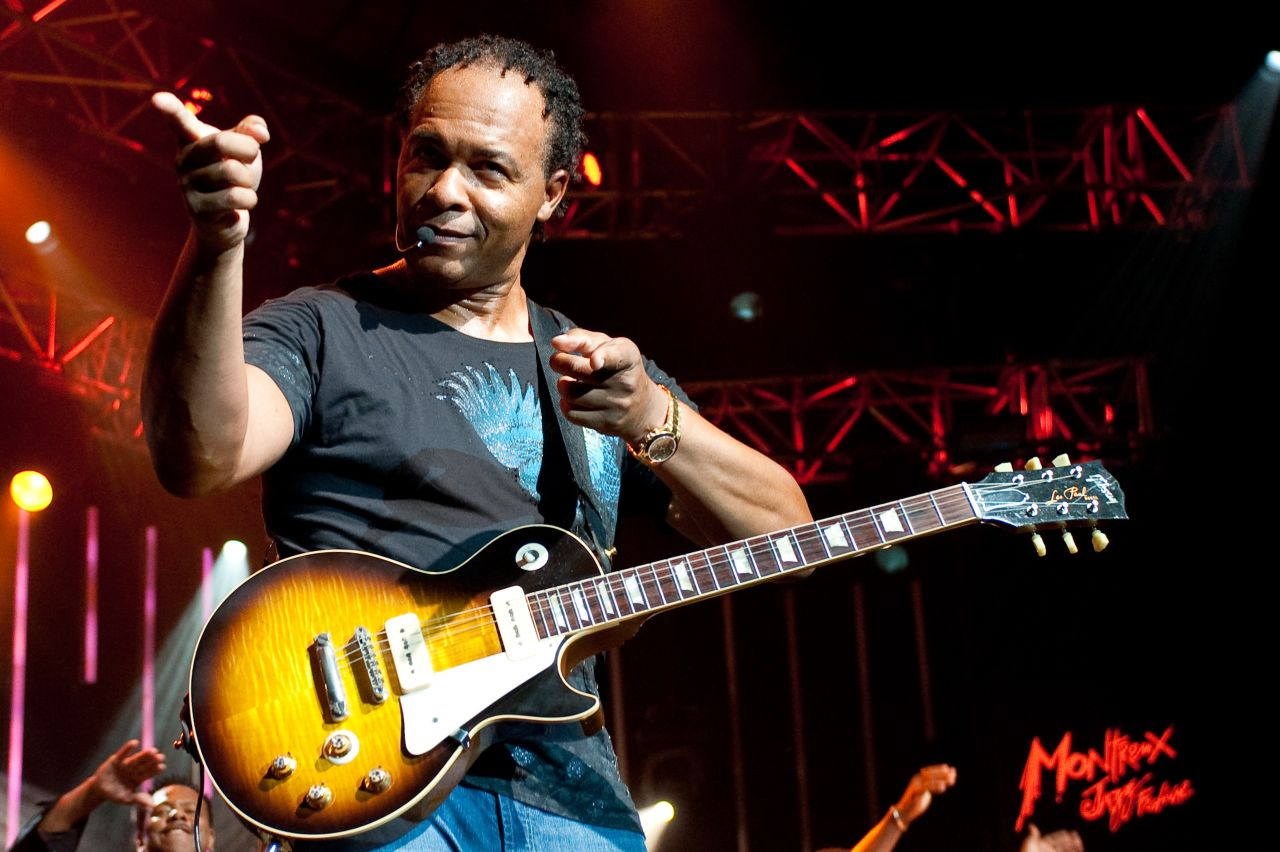
Ray Parker Jr.
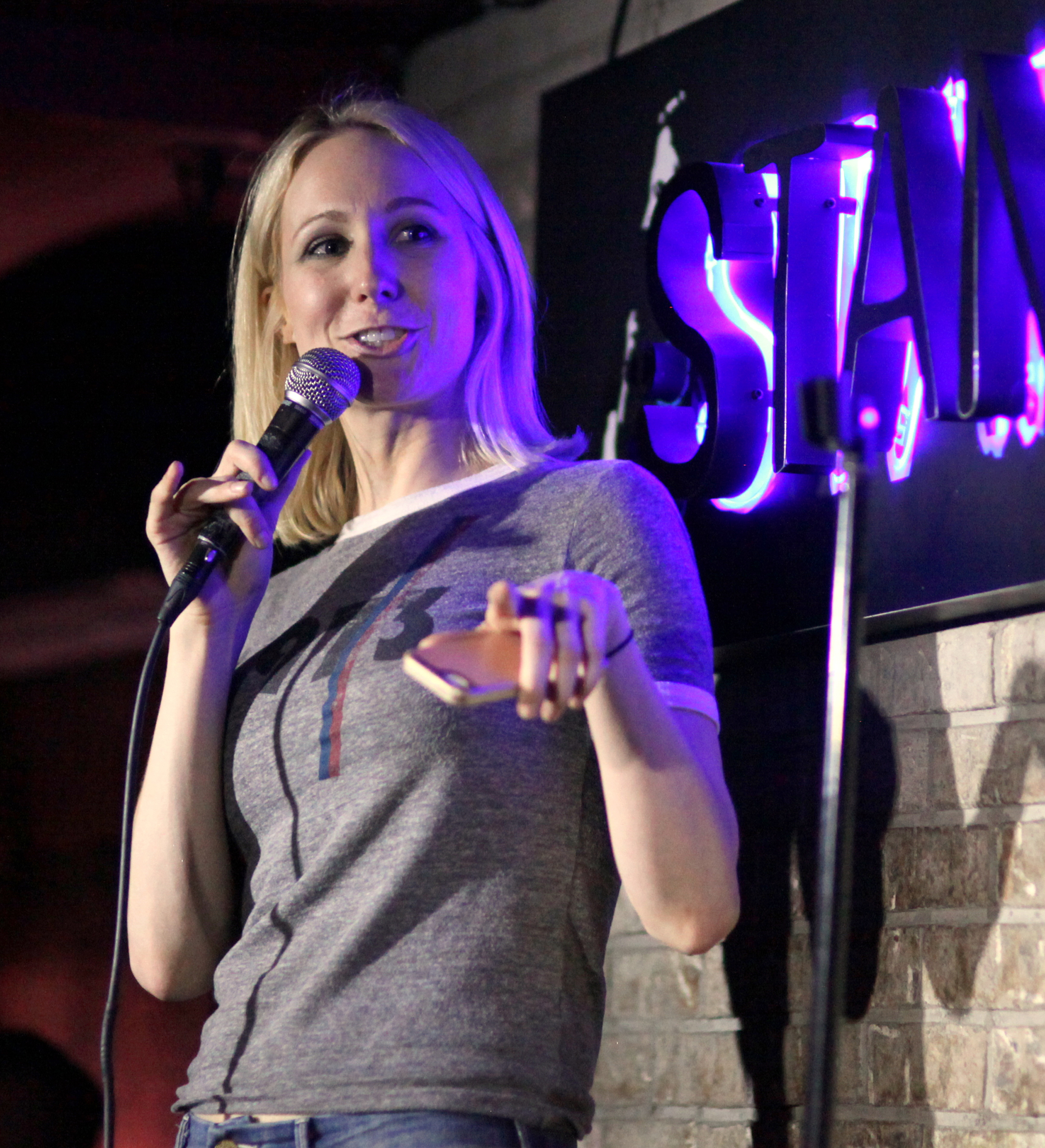
Nikki Glaser
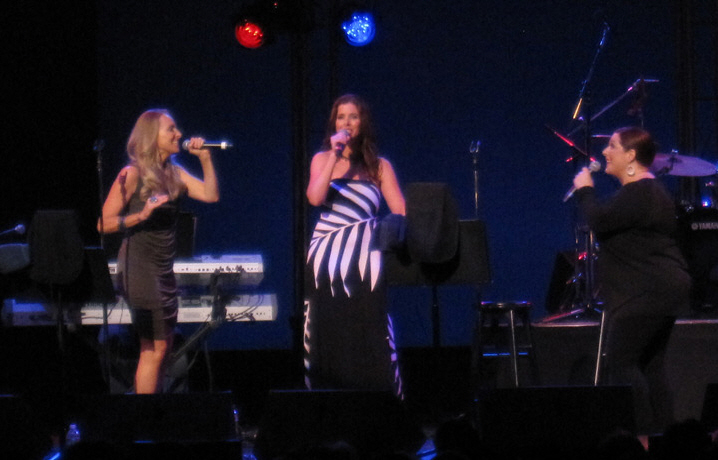
Wilson Phillips
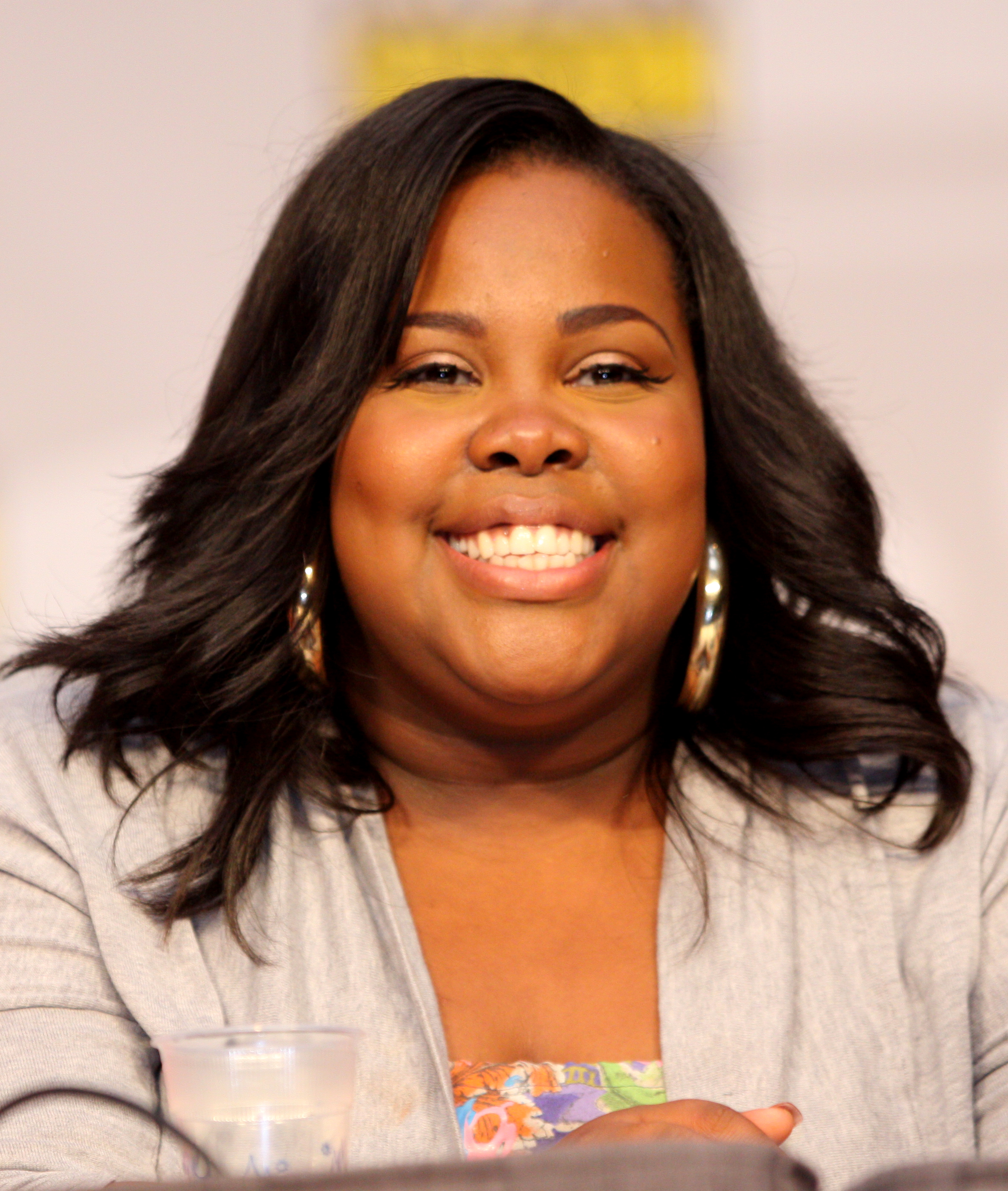
Amber Riley

### Saison 9
La neuvième saison de l'émission a été diffusé entre le 15 février 2023 et le 17 mai 2023  sur la chaîne FOX.
Quatre costumes (coq français, élan, poupée et axolotl) sont révélés le 12 janvier 2023. Cinq nouveaux costumes sont révélés le 20 janvier 2023.
Légendes
| Médusa           | Bishop Briggs        | Chanteuse, autrice-compositrice                       |  |  |  |  |  |  |  |  |  |  |  |  |  |  |  |  |  |  |  |  |  |  |  |  |
| Ara              | David Archuleta      | Chanteur                                              |  |  |  |  |  |  |  |  |  |  |  |  |  |  |  |  |  |  |  |  |  |  |  |  |
| California Rolls | Pentatonix           | Quintet de chanteurs a cappella                       |  |  |  |  |  |  |  |  |  |  |  |  |  |  |  |  |  |  |  |  |  |  |  |  |
| Ovni             | Olivia Culpo         | Miss America, Miss Univers 2012 et actrice            |  |  |  |  |  |  |  |  |  |  |  |  |  |  |  |  |  |  |  |  |  |  |  |  |
| Gargouille       | Keenan Allen         | Joueur de football américain en NFL                   |  |  |  |  |  |  |  |  |  |  |  |  |  |  |  |  |  |  |  |  |  |  |  |  |
| Mante            | Lou Diamond Phillips | Acteur dont La Bamba                                  |  |  |  |  |  |  |  |  |  |  |  |  |  |  |  |  |  |  |  |  |  |  |  |  |
| Lampe            | Melissa Joan Hart    | Actrice                                               |  |  |  |  |  |  |  |  |  |  |  |  |  |  |  |  |  |  |  |  |  |  |  |  |
| Pissenlit        | Alicia Witt          | Actrice                                               |  |  |  |  |  |  |  |  |  |  |  |  |  |  |  |  |  |  |  |  |  |  |  |  |
| Poupée           | Dee Snider           | Chanteur du groupe Twisted Sisters                    |  |  |  |  |  |  |  |  |  |  |  |  |  |  |  |  |  |  |  |  |  |  |  |  |
| Scorpion         | Christine Quinn      | Agente immobilière, star de l'émission Selling Sunset |  |  |  |  |  |  |  |  |  |  |  |  |  |  |  |  |  |  |  |  |  |  |  |  |
| Élan             | George Wendt         | Acteur                                                |  |  |  |  |  |  |  |  |  |  |  |  |  |  |  |  |  |  |  |  |  |  |  |  |
| Fée              | Holly Robinson Peete | Actrice dont 21 Jump Street                           |  |  |  |  |  |  |  |  |  |  |  |  |  |  |  |  |  |  |  |  |  |  |  |  |
| Axolotl          | Alexa Bliss          | Catcheuse                                             |  |  |  |  |  |  |  |  |  |  |  |  |  |  |  |  |  |  |  |  |  |  |  |  |
| Jackalope        | Lele Pons            | Chanteuse, actrice et star des réseaux sociaux        |  |  |  |  |  |  |  |  |  |  |  |  |  |  |  |  |  |  |  |  |  |  |  |  |
| Écureuil         | Malin Åkerman        | Actrice                                               |  |  |  |  |  |  |  |  |  |  |  |  |  |  |  |  |  |  |  |  |  |  |  |  |
| Loup             | Michael Bolton       | Chanteur                                              |  |  |  |  |  |  |  |  |  |  |  |  |  |  |  |  |  |  |  |  |  |  |  |  |
| Ours polaire     | Grandmaster Flash    | DJ et rappeur                                         |  |  |  |  |  |  |  |  |  |  |  |  |  |  |  |  |  |  |  |  |  |  |  |  |
| Chouette de nuit | Debbie Gibson        | Chanteuse                                             |  |  |  |  |  |  |  |  |  |  |  |  |  |  |  |  |  |  |  |  |  |  |  |  |
| Homard           | Howie Mandel         | Acteur et juré de America's Got Talent                |  |  |  |  |  |  |  |  |  |  |  |  |  |  |  |  |  |  |  |  |  |  |  |  |
| Mustang          | Sara Evans           | Chanteuse de country                                  |  |  |  |  |  |  |  |  |  |  |  |  |  |  |  |  |  |  |  |  |  |  |  |  |
| Gnome            | Dick Van Dyke        | Acteur dont Mary Poppins                              |  |  |  |  |  |  |  |  |  |  |  |  |  |  |  |  |  |  |  |  |  |  |  |  |

Célébrités de la saison 9
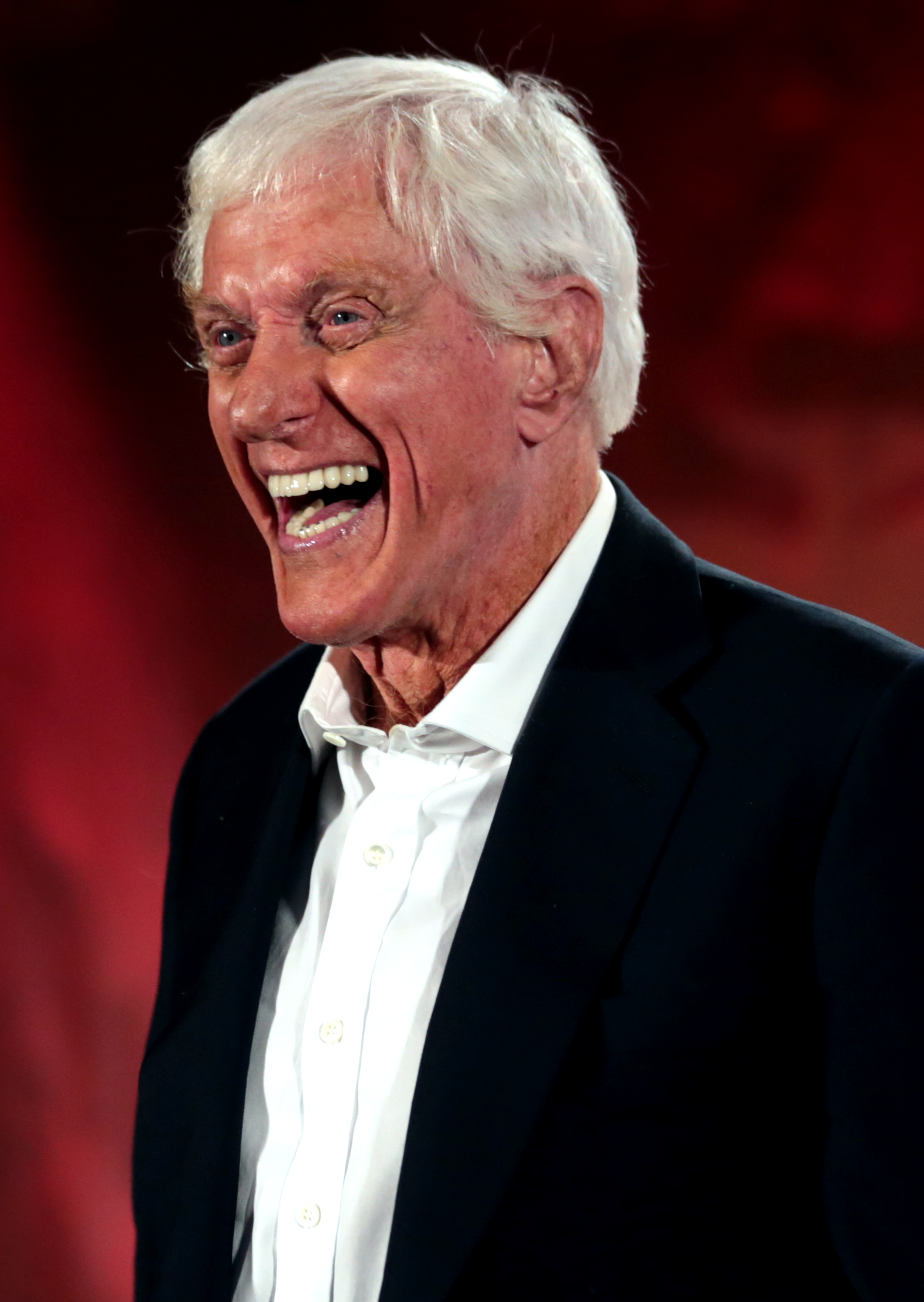
Dick Van Dyke
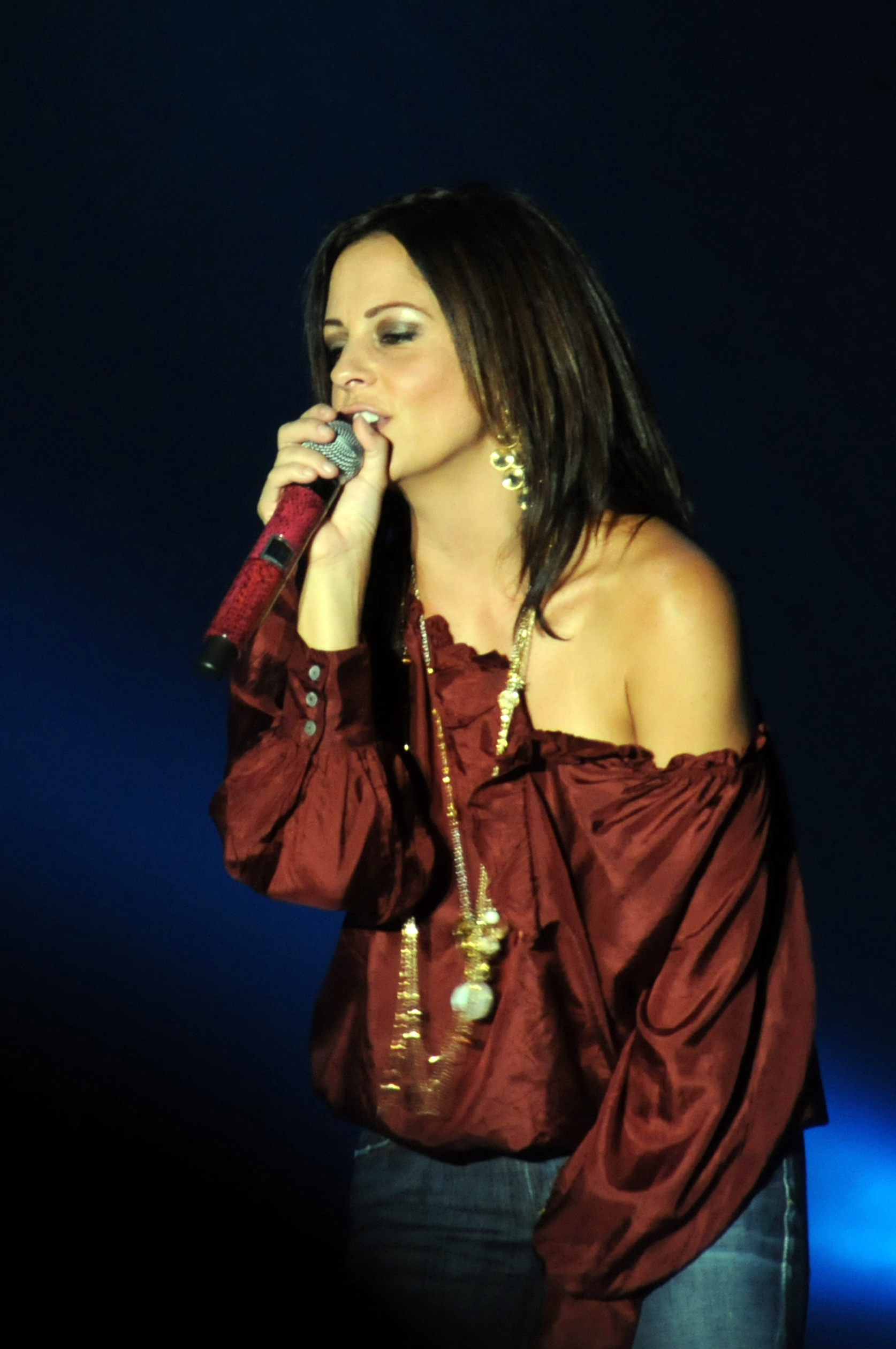
Sara Evans
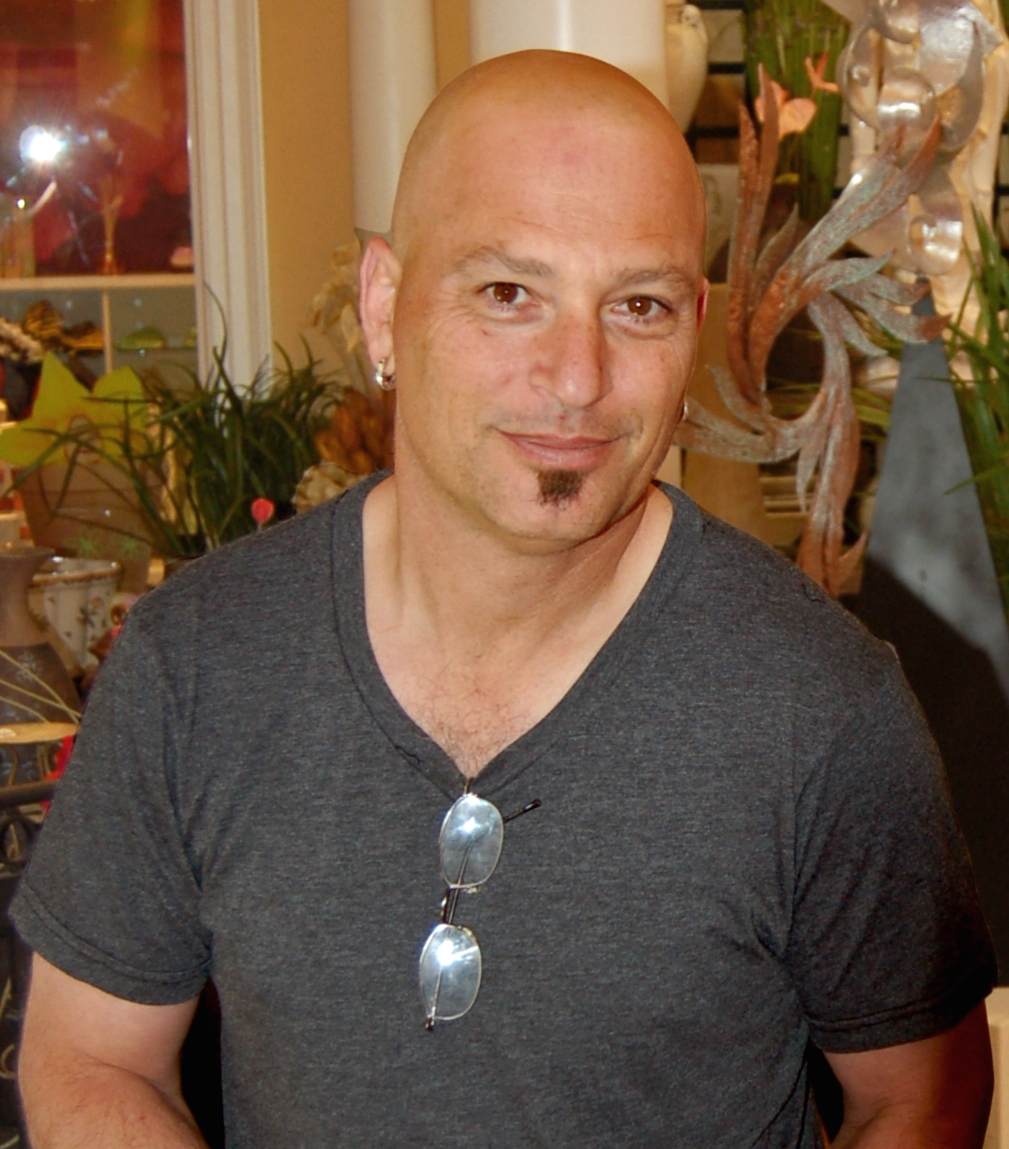
Howie Mandel
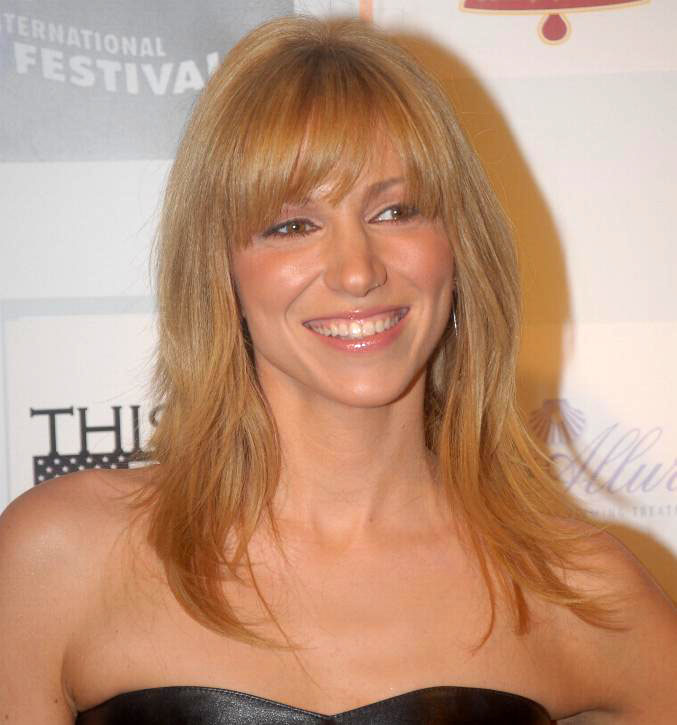
Debbie Gibson
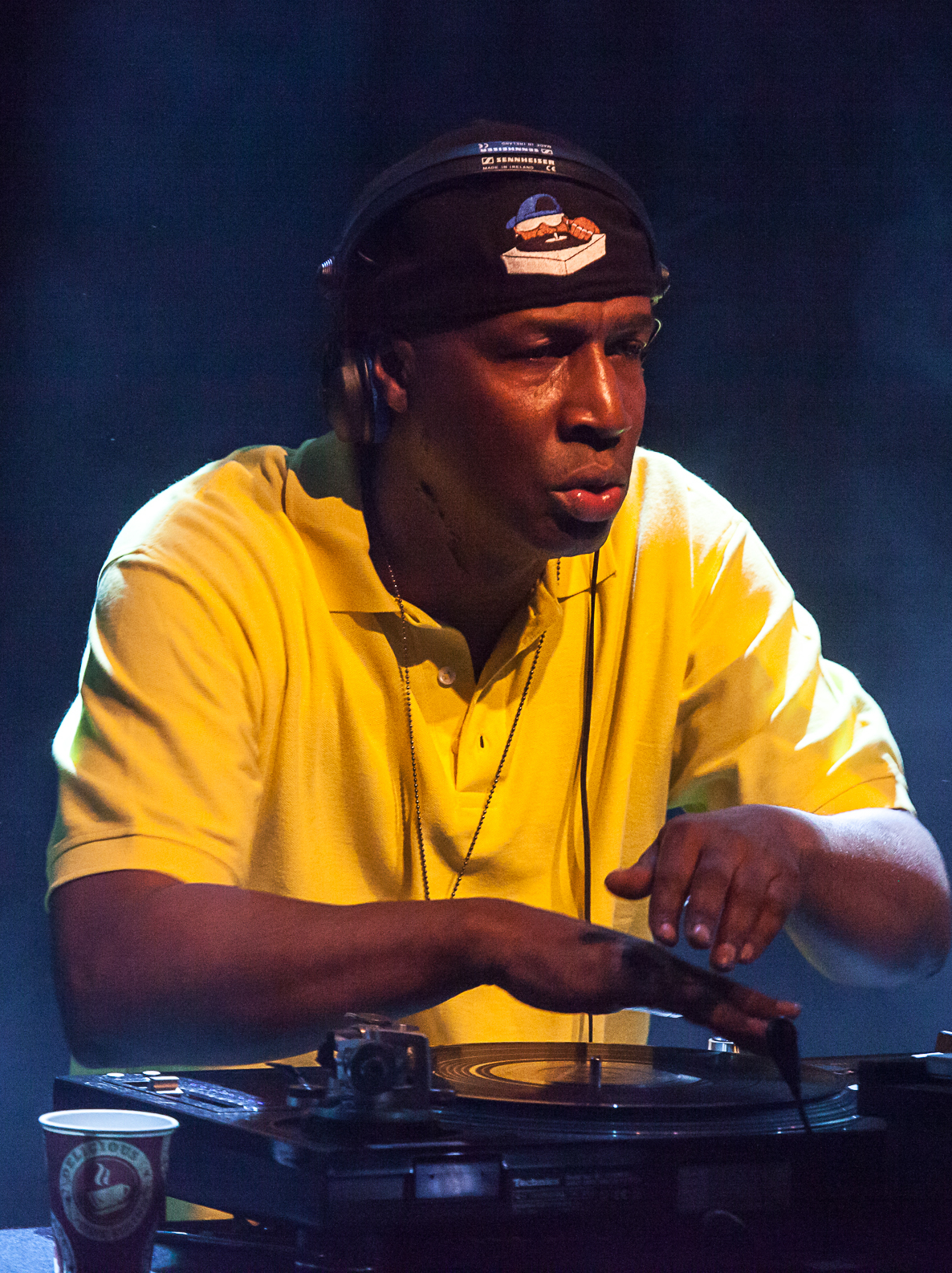
Grandmaster Flash
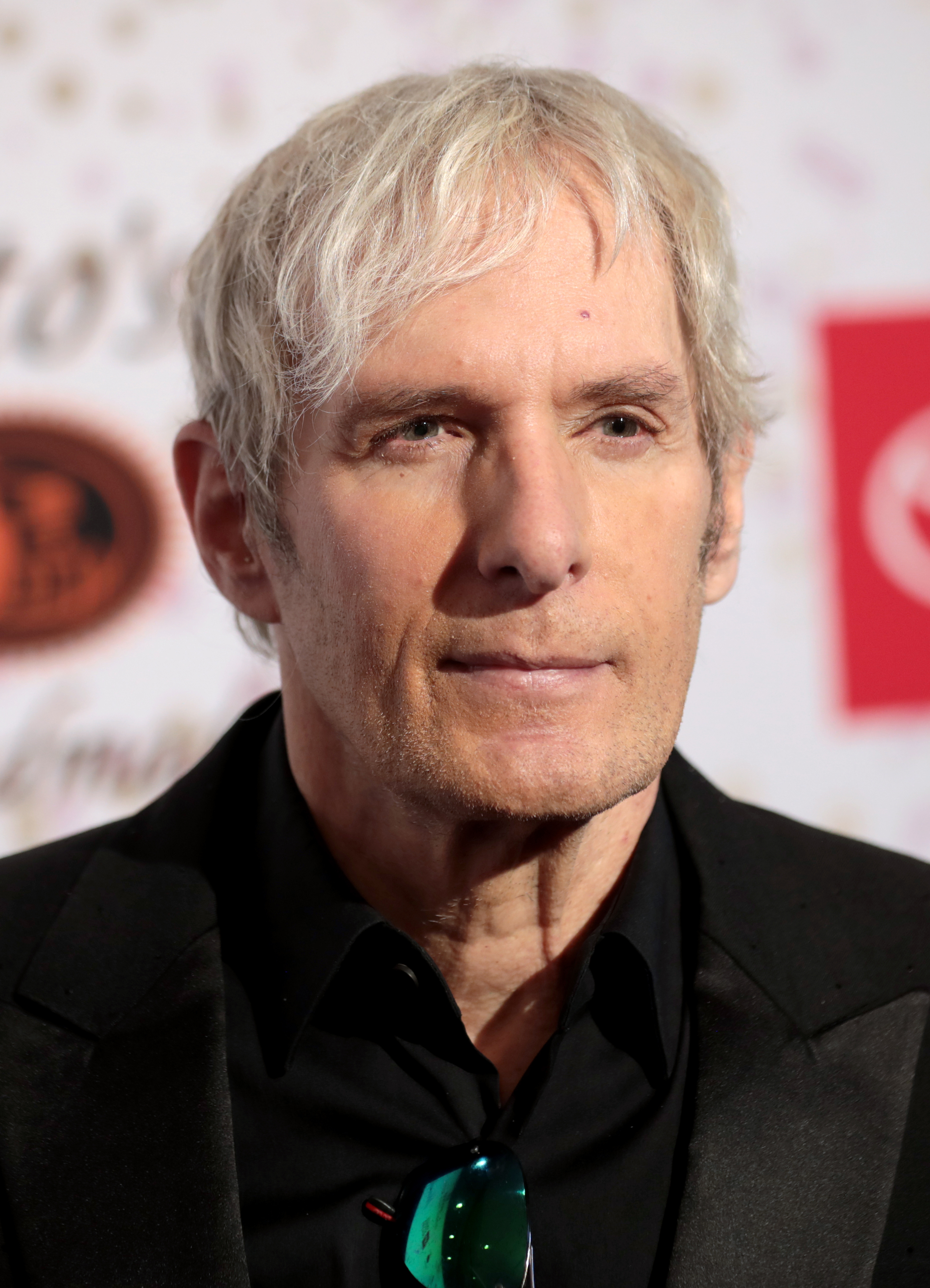
Michael Bolton
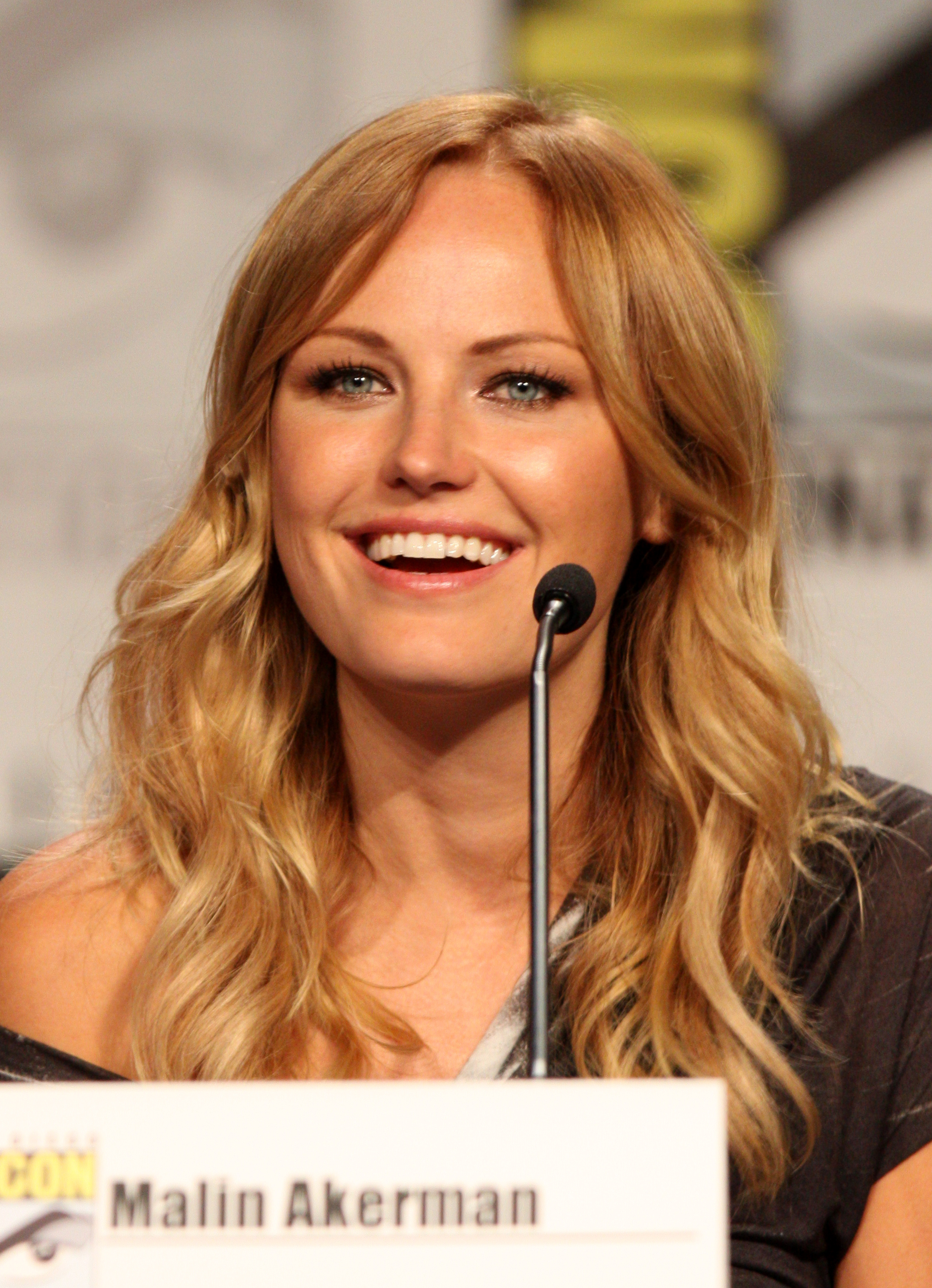
Malin Åkerman
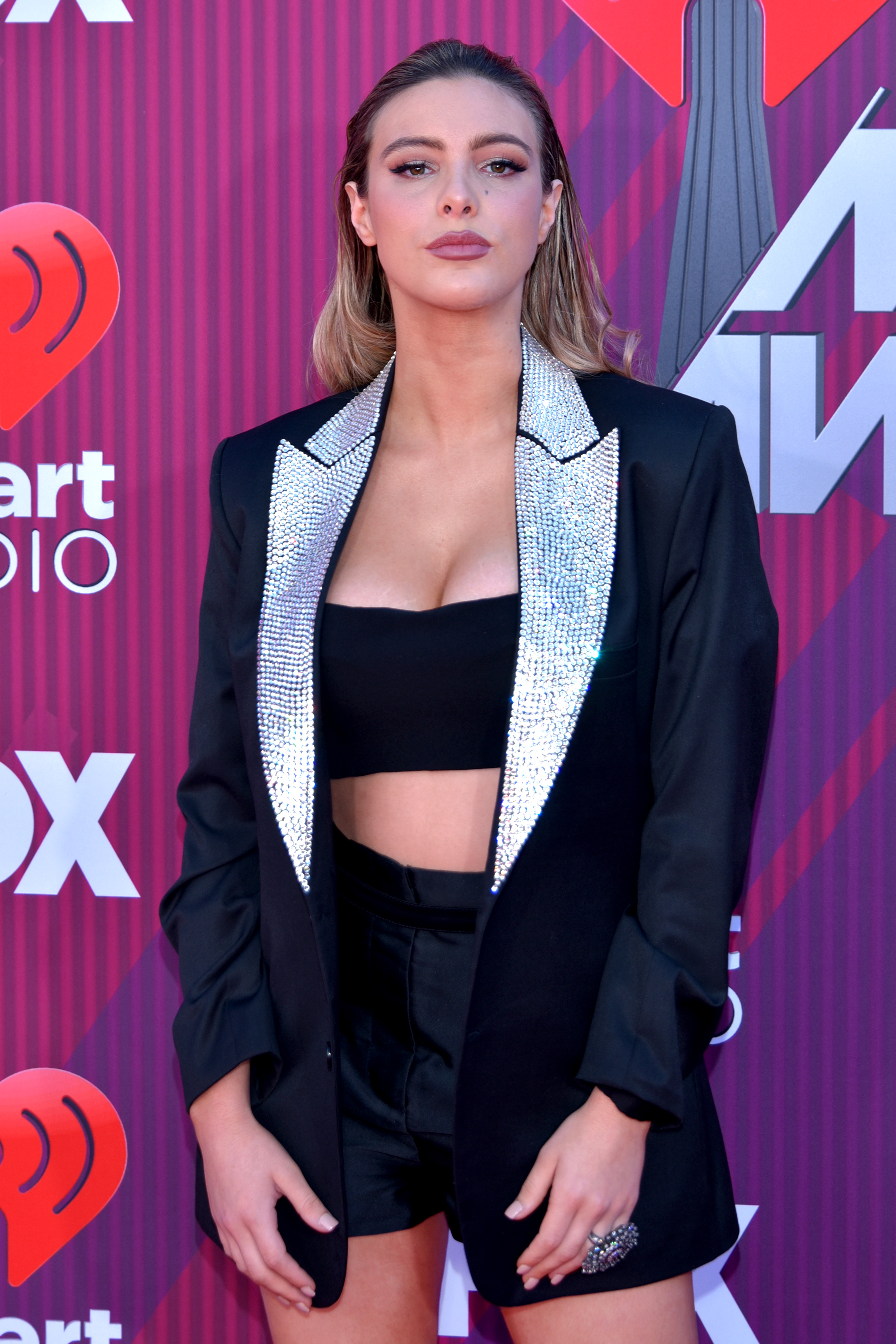
Lele Pons
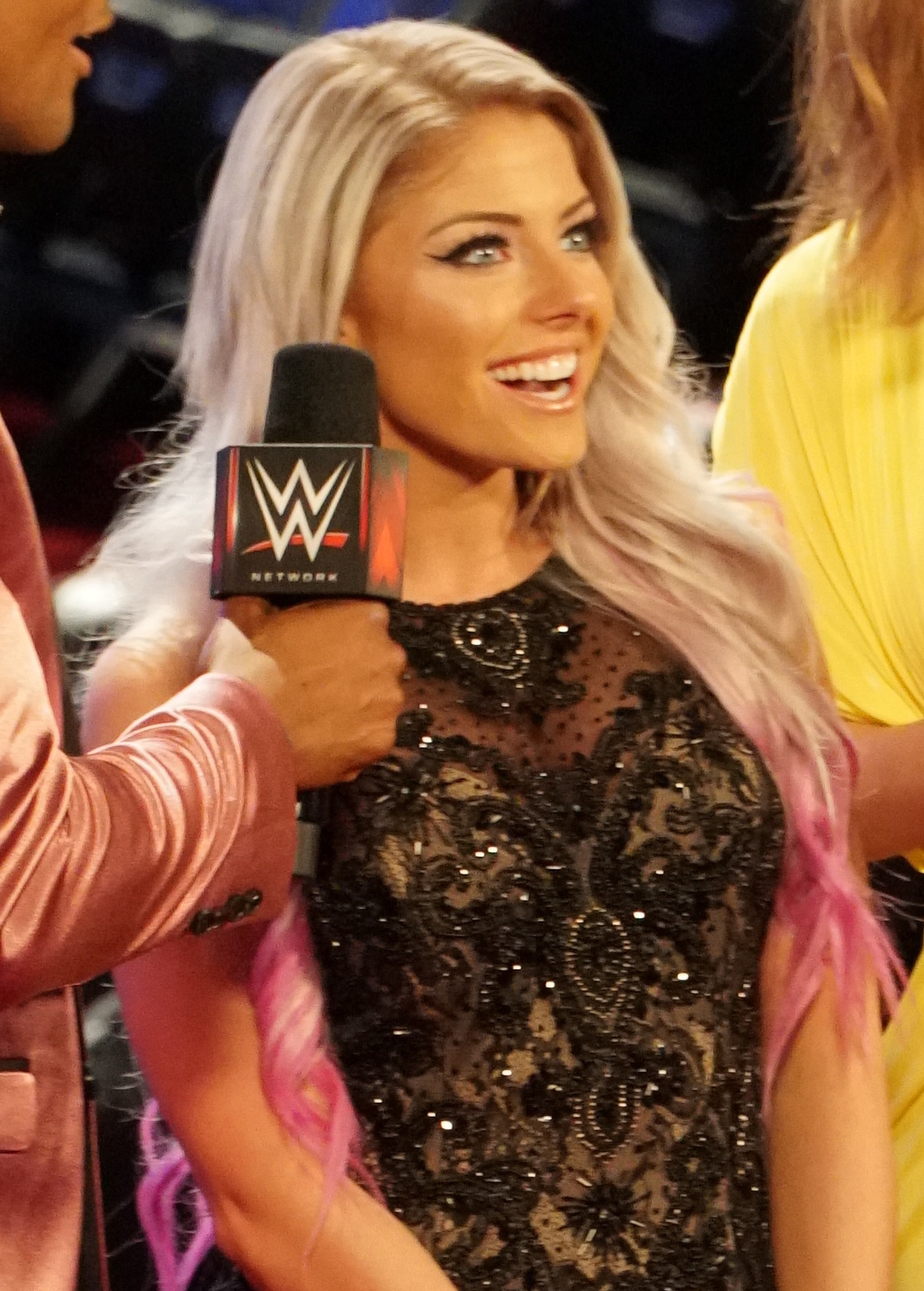
Alexa Bliss
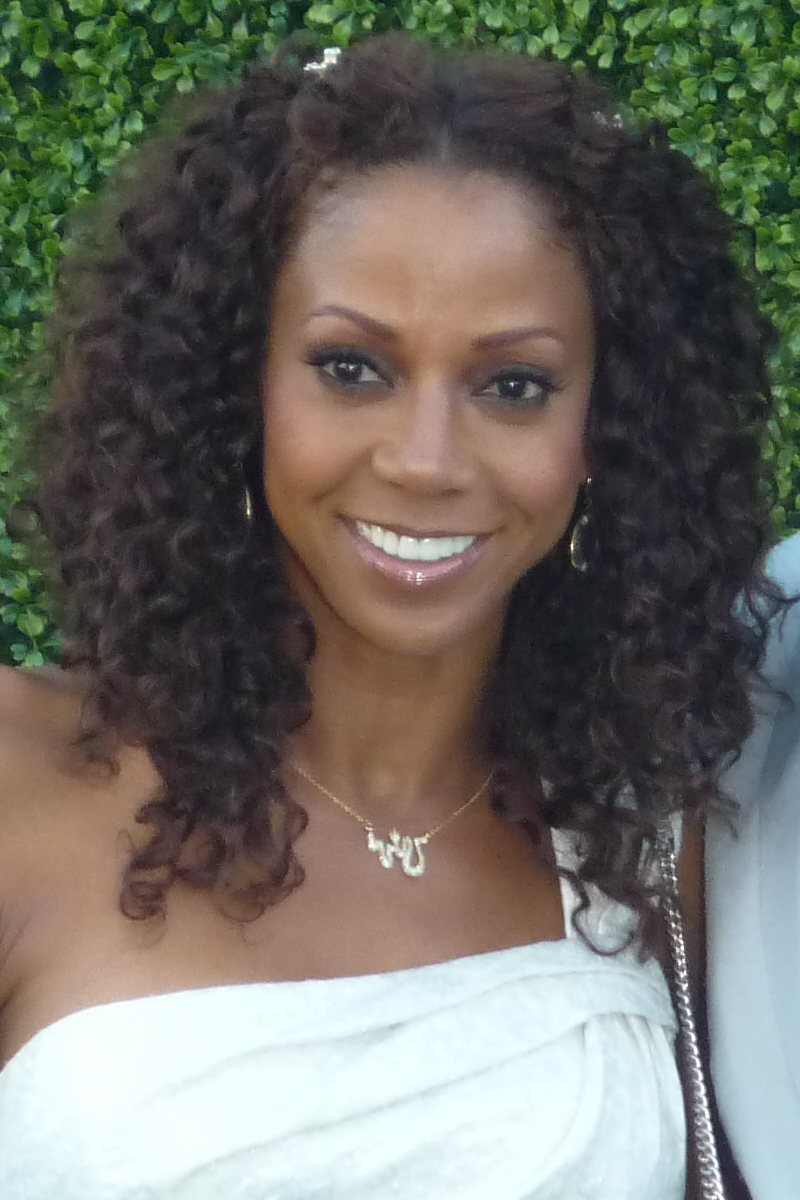
Holly Robinson Peete
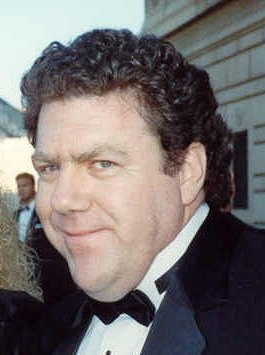
George Wendt
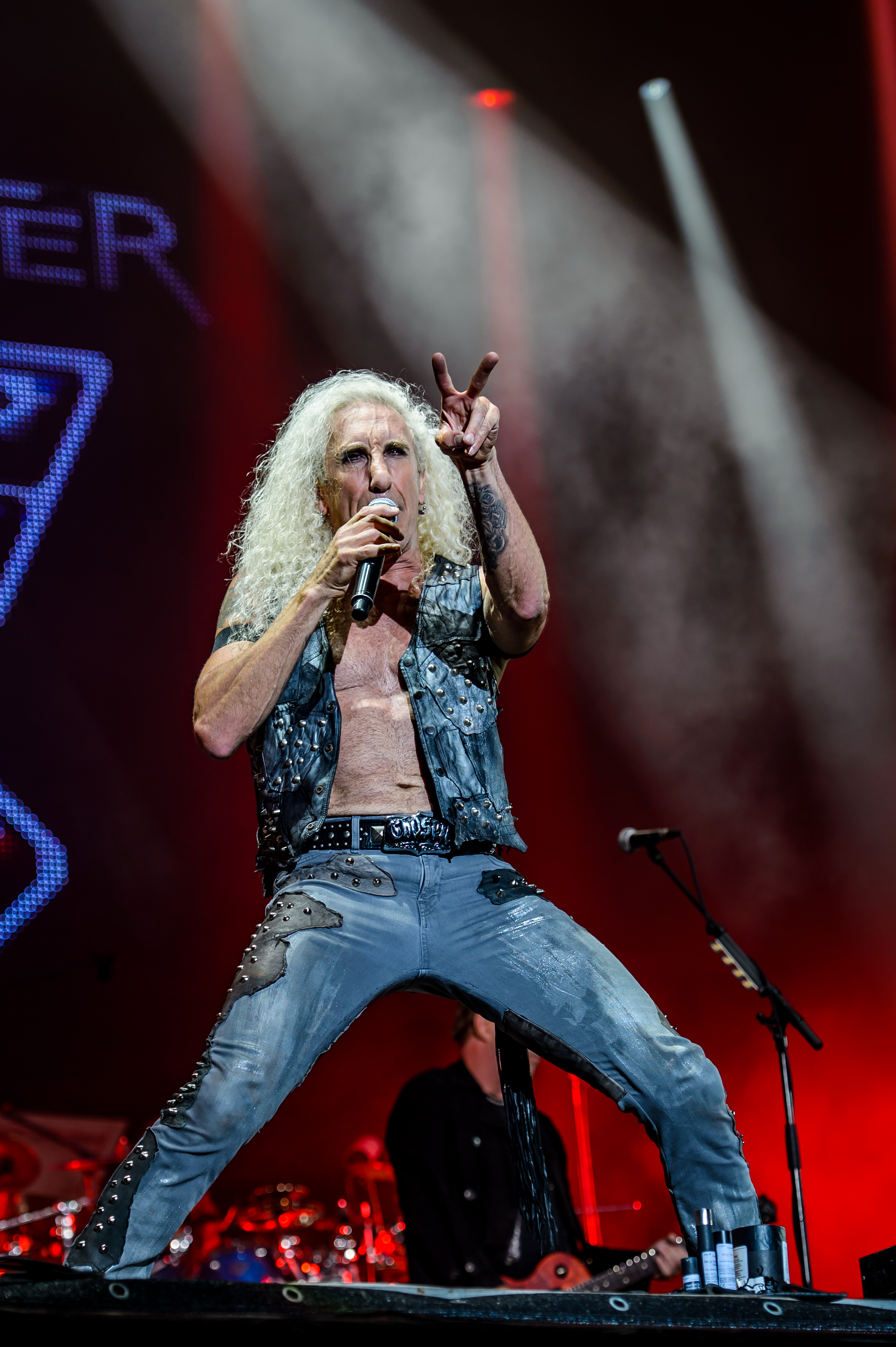
Dee Snider
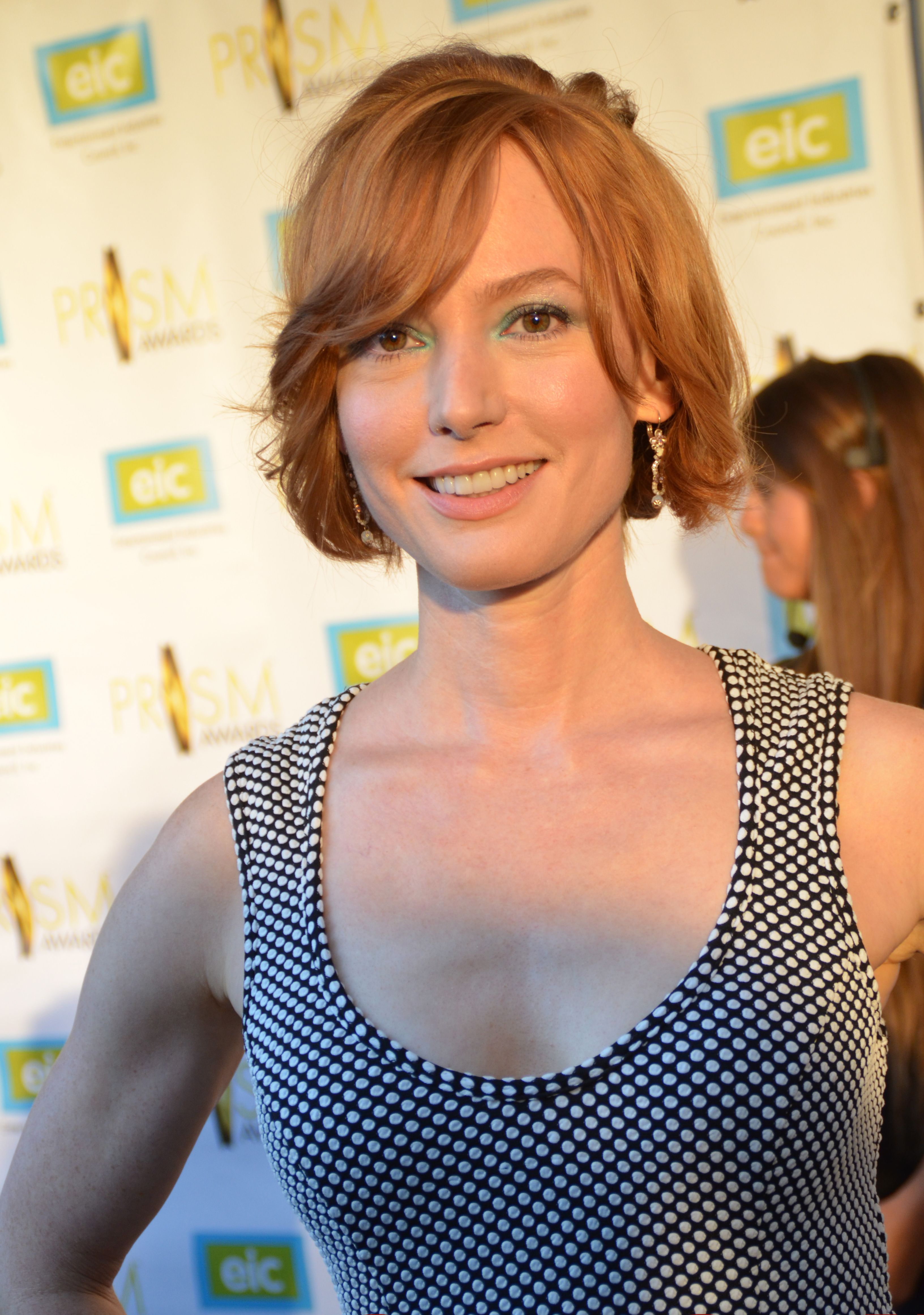
Alicia Witt
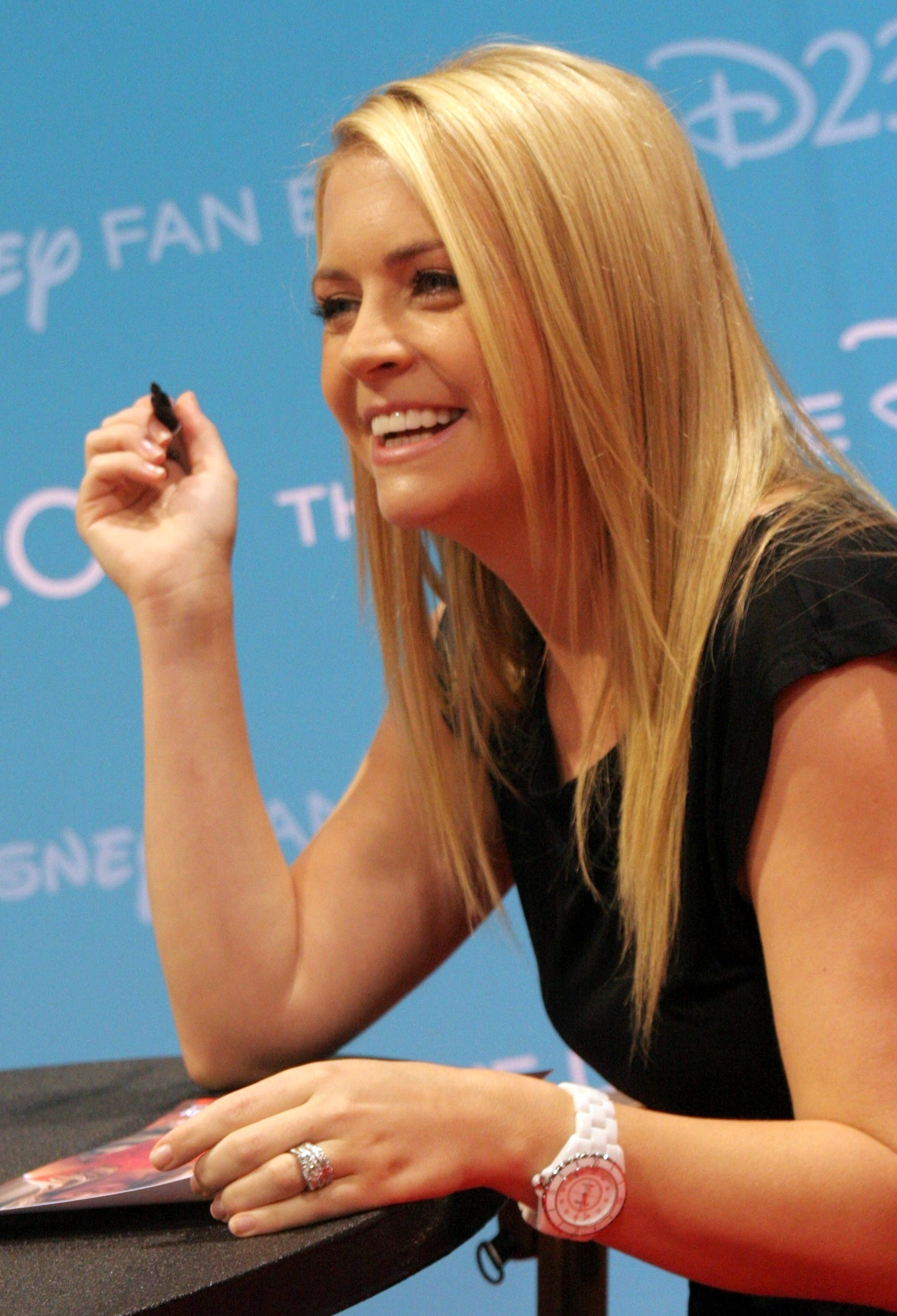
Melissa Joan Hart
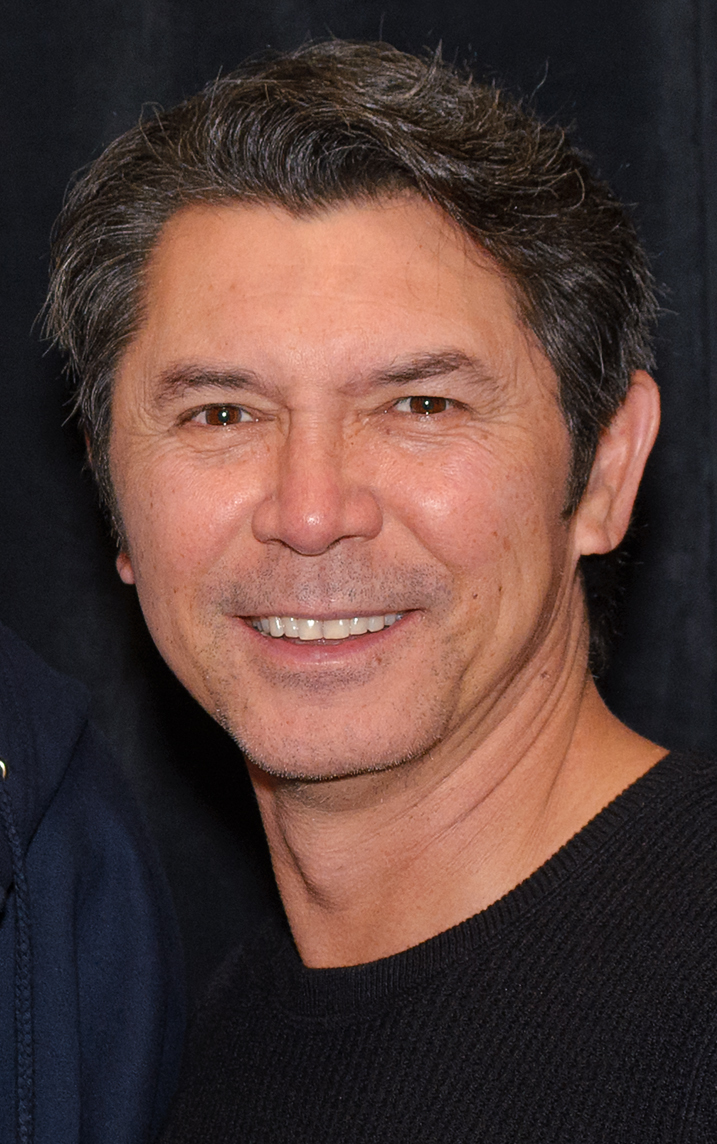
Lou Diamond Phillips
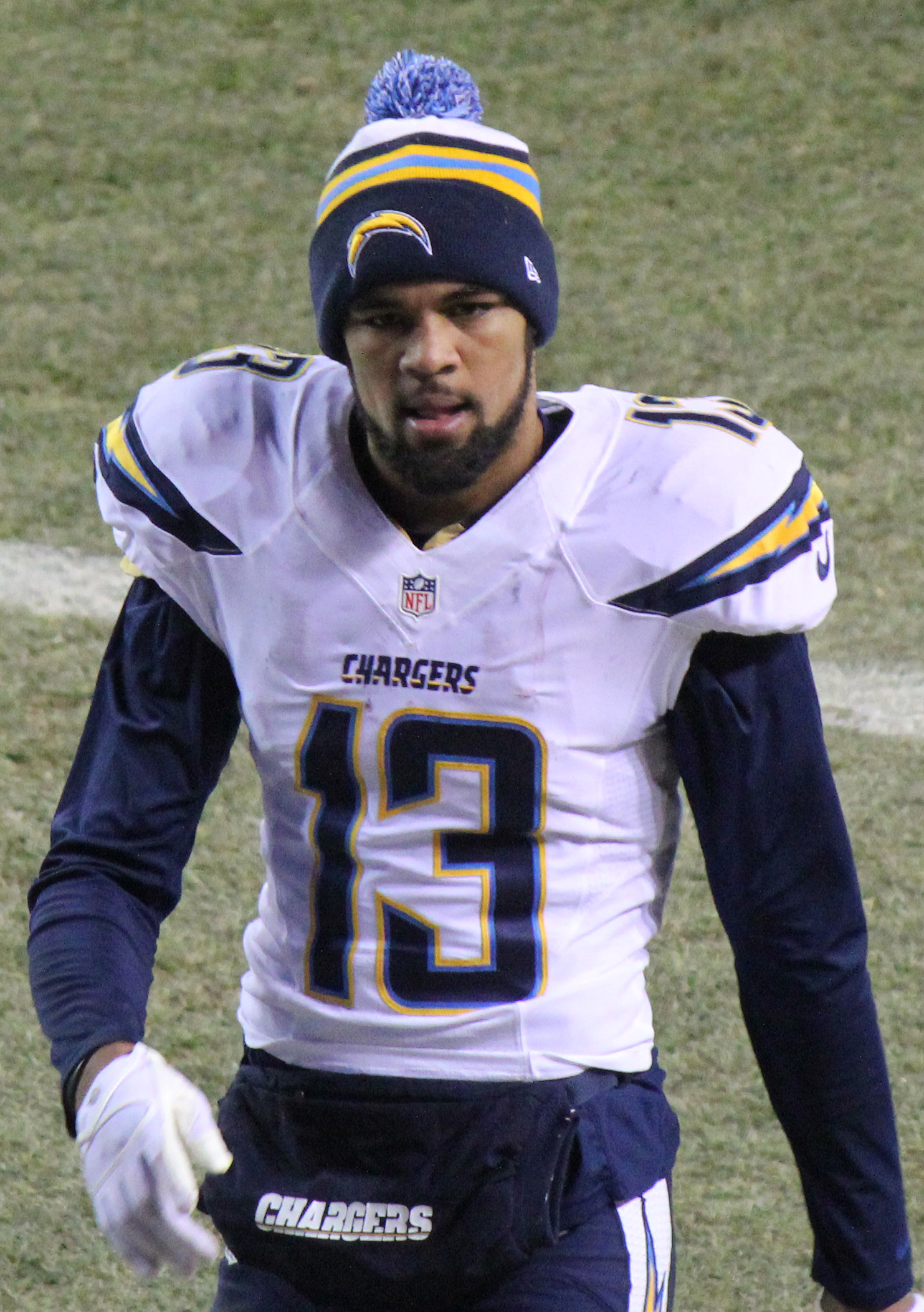
Keenan Allen
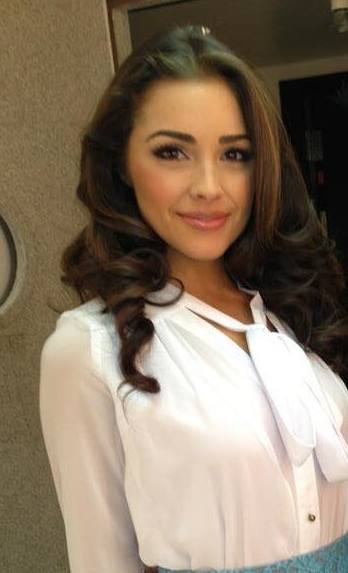
Olivia Culpo
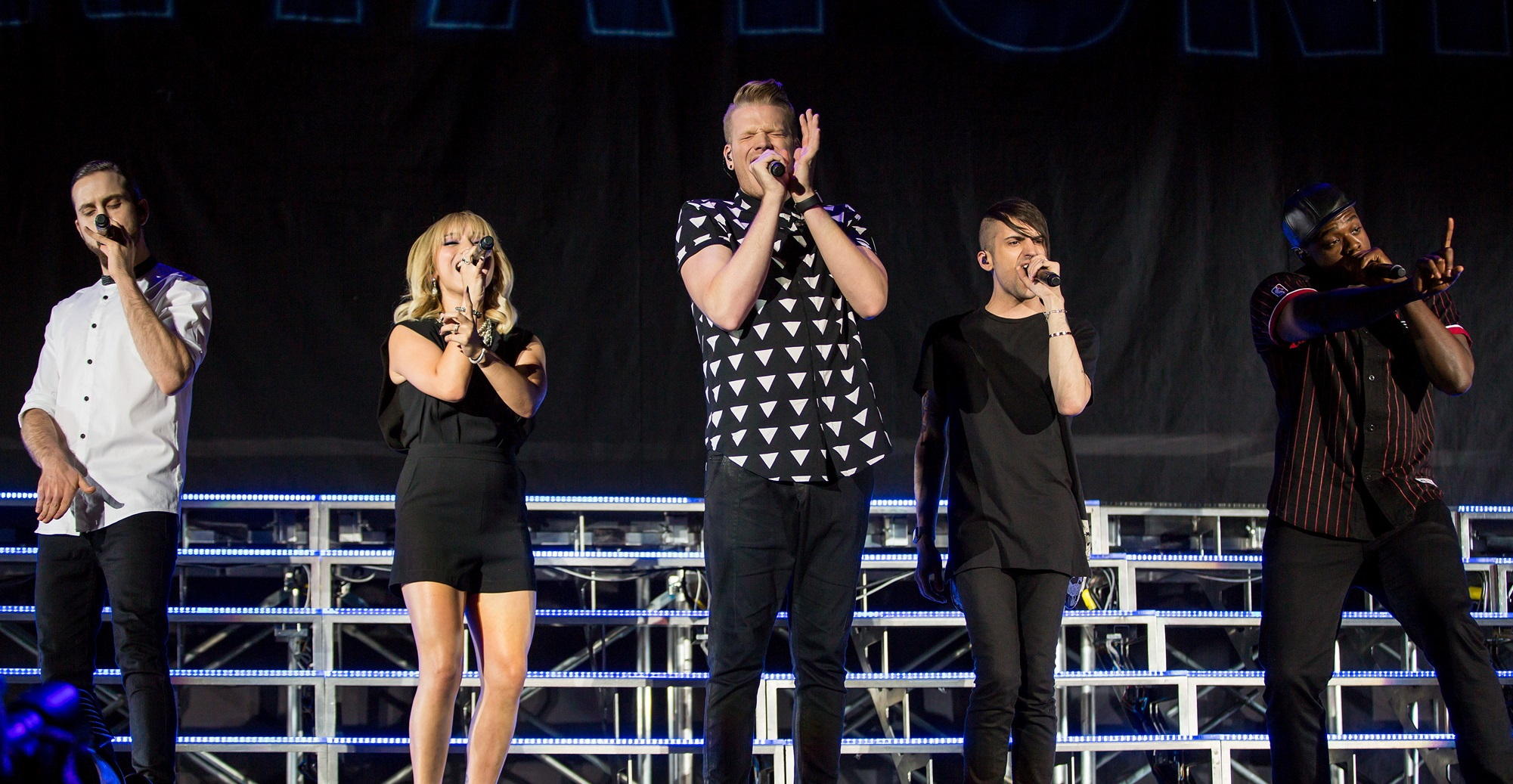
Pentatonix
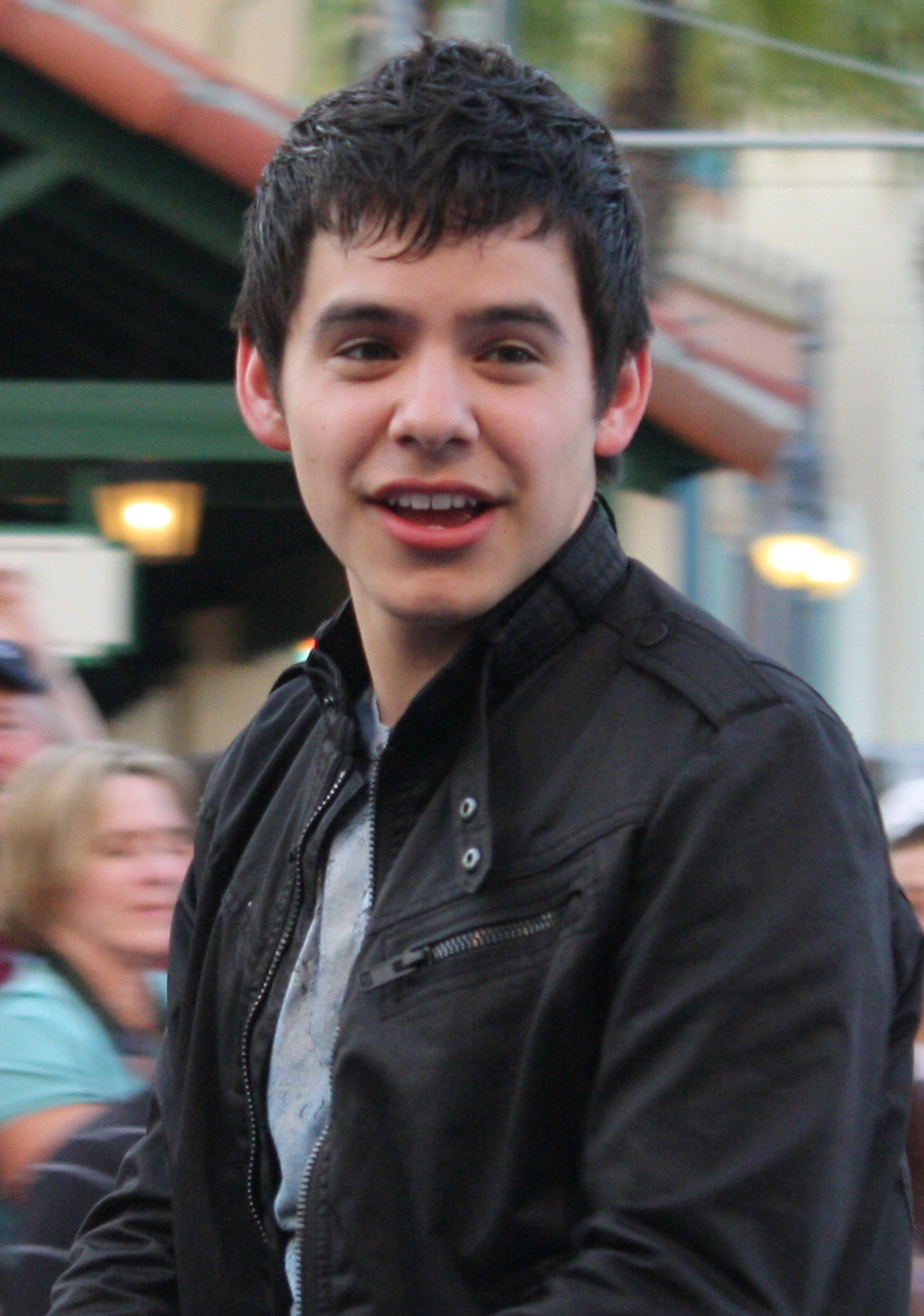
David Archuleta
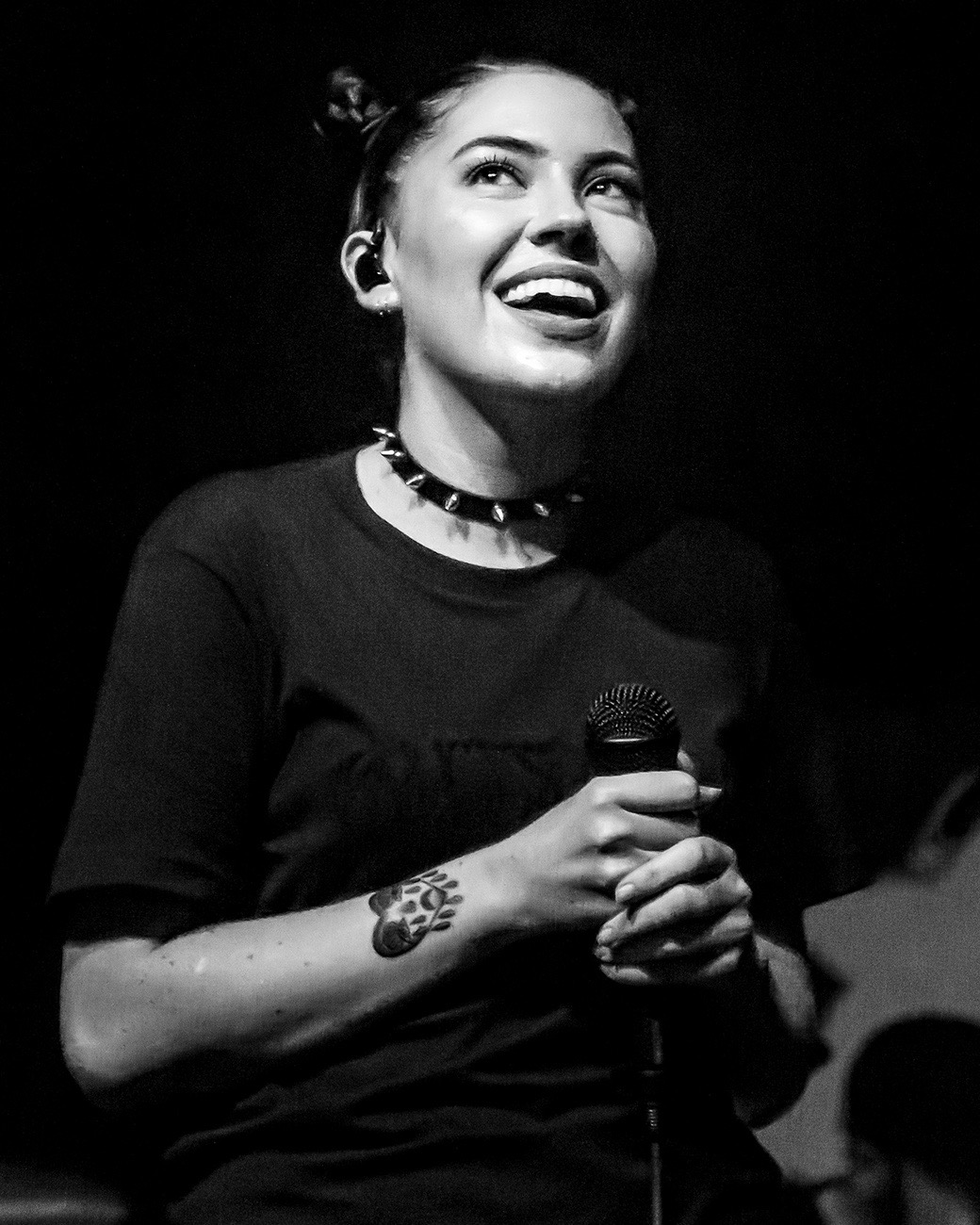
Bishop Briggs

### Saison 10
La dixième saison de l'émission débutera le 27 septembre 2023 sur la chaîne FOX.
Deux costumes (donuts et faucon) sont révélés le 2 août 2023.
Légendes
| Vache          | Ne-Yo               | Chanteur et acteur                                          |  |  |  |  |  |  |  |  |  |  |  |  |  |  |  |  |  |  |  |  |  |  |
| Donut          | John Schneider      | Acteur dont Shérif, fais-moi peur et Smallville et chanteur |  |  |  |  |  |  |  |  |  |  |  |  |  |  |  |  |  |  |  |  |  |  |
| Gazelle        | Janel Parrish       | Actrice dont Pretty Little Liars                            |  |  |  |  |  |  |  |  |  |  |  |  |  |  |  |  |  |  |  |  |  |  |
| Reine des mers | Macy Gray           | Chanteuse                                                   |  |  |  |  |  |  |  |  |  |  |  |  |  |  |  |  |  |  |  |  |  |  |
| Bougie         | Keyshia Cole        | Chanteuse de R&B                                            |  |  |  |  |  |  |  |  |  |  |  |  |  |  |  |  |  |  |  |  |  |  |
| Tamanoir       | John Oates          | Chanteur, membre du duo Hall and Oates                      |  |  |  |  |  |  |  |  |  |  |  |  |  |  |  |  |  |  |  |  |  |  |
| Tiki           | Sebastian Bach      | Chanteur de hard-rock                                       |  |  |  |  |  |  |  |  |  |  |  |  |  |  |  |  |  |  |  |  |  |  |
| Husky          | Ginuwine            | Chanteur de R&B                                             |  |  |  |  |  |  |  |  |  |  |  |  |  |  |  |  |  |  |  |  |  |  |
| S'More         | Ashley Parker Angel | Chanteur du groupe O-Town                                   |  |  |  |  |  |  |  |  |  |  |  |  |  |  |  |  |  |  |  |  |  |  |
| Monstre câlin  | Metta World Peace   | Champion de NBA                                             |  |  |  |  |  |  |  |  |  |  |  |  |  |  |  |  |  |  |  |  |  |  |
| Hibiscus       | Luann de Lesseps    | Comtesse, chanteuse et personnalité de télévision           |  |  |  |  |  |  |  |  |  |  |  |  |  |  |  |  |  |  |  |  |  |  |
| Faucon         | Tyler Posey         | Acteur dont Teen Wolf                                       |  |  |  |  |  |  |  |  |  |  |  |  |  |  |  |  |  |  |  |  |  |  |
| Poule royale   | Billie Jean King    | Championne de tennis                                        |  |  |  |  |  |  |  |  |  |  |  |  |  |  |  |  |  |  |  |  |  |  |
| Cornichon      | Michael Rapaport    | Acteur                                                      |  |  |  |  |  |  |  |  |  |  |  |  |  |  |  |  |  |  |  |  |  |  |
| Plongeur       | Tom Sandoval        | Acteur, vedette de l'émission Vanderpump rules              |  |  |  |  |  |  |  |  |  |  |  |  |  |  |  |  |  |  |  |  |  |  |
| Canard de bain | Anthony Anderson    | Acteur de cinéma et de télévision                           |  |  |  |  |  |  |  |  |  |  |  |  |  |  |  |  |  |  |  |  |  |  |
| Anonymouse     | Demi Lovato         | Chanteuse et actrice                                        |  |  |  |  |  |  |  |  |  |  |  |  |  |  |  |  |  |  |  |  |  |  |

- Macy Gray a participé en 2021 à la 3e saison de la version australienne de l'émission, déguisée en atlante.
- En 2021, Ne-Yo est arrivé deuxième de la 2e saison de la version britannique de l'émission, déguisé en blaireau.

Célébrités de la saison 10
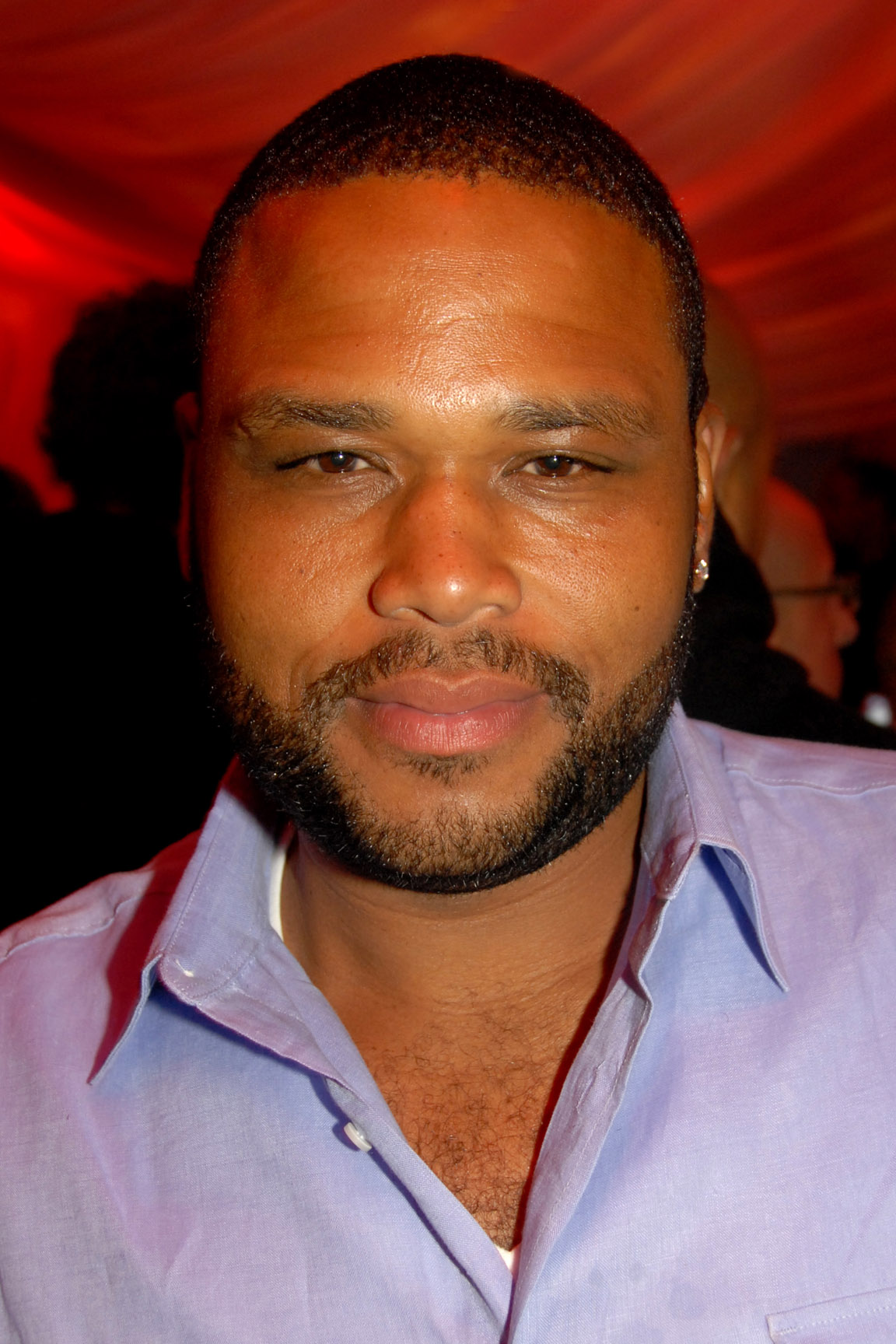
Anthony Anderson
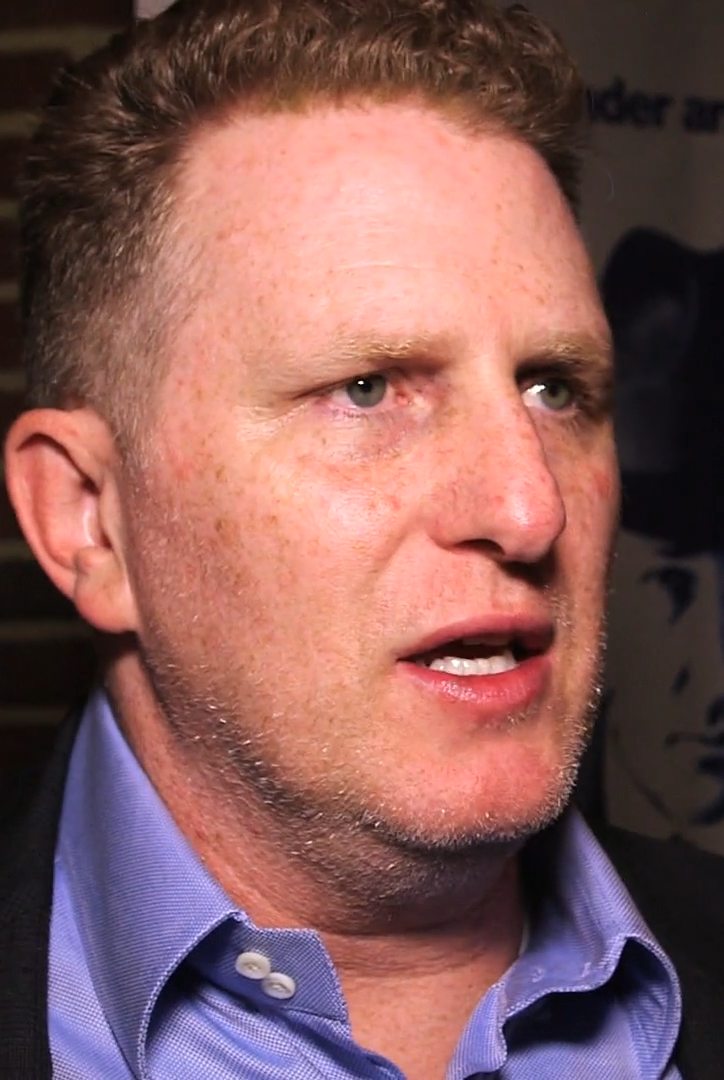
Michael Rapaport
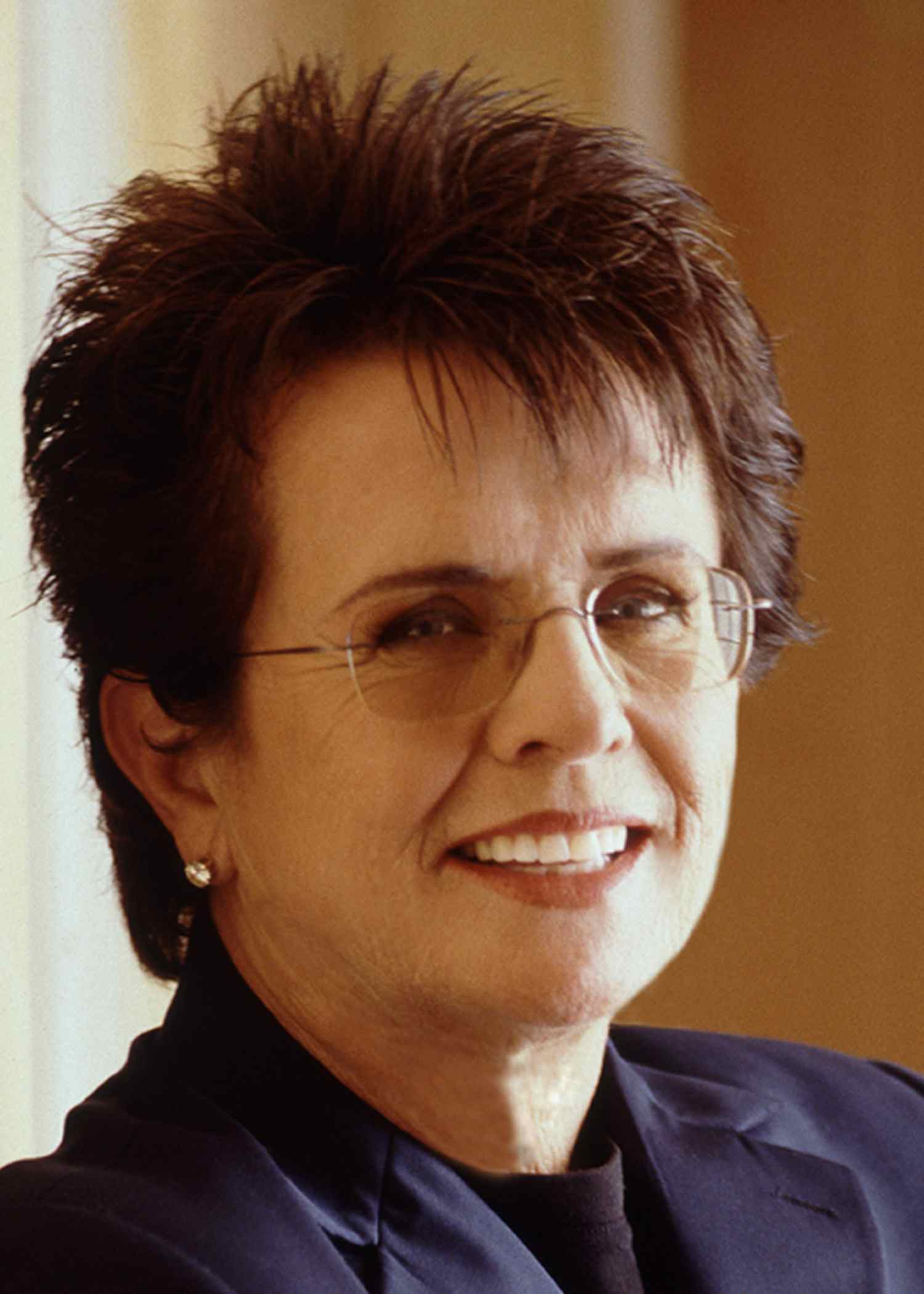
Billie Jean King
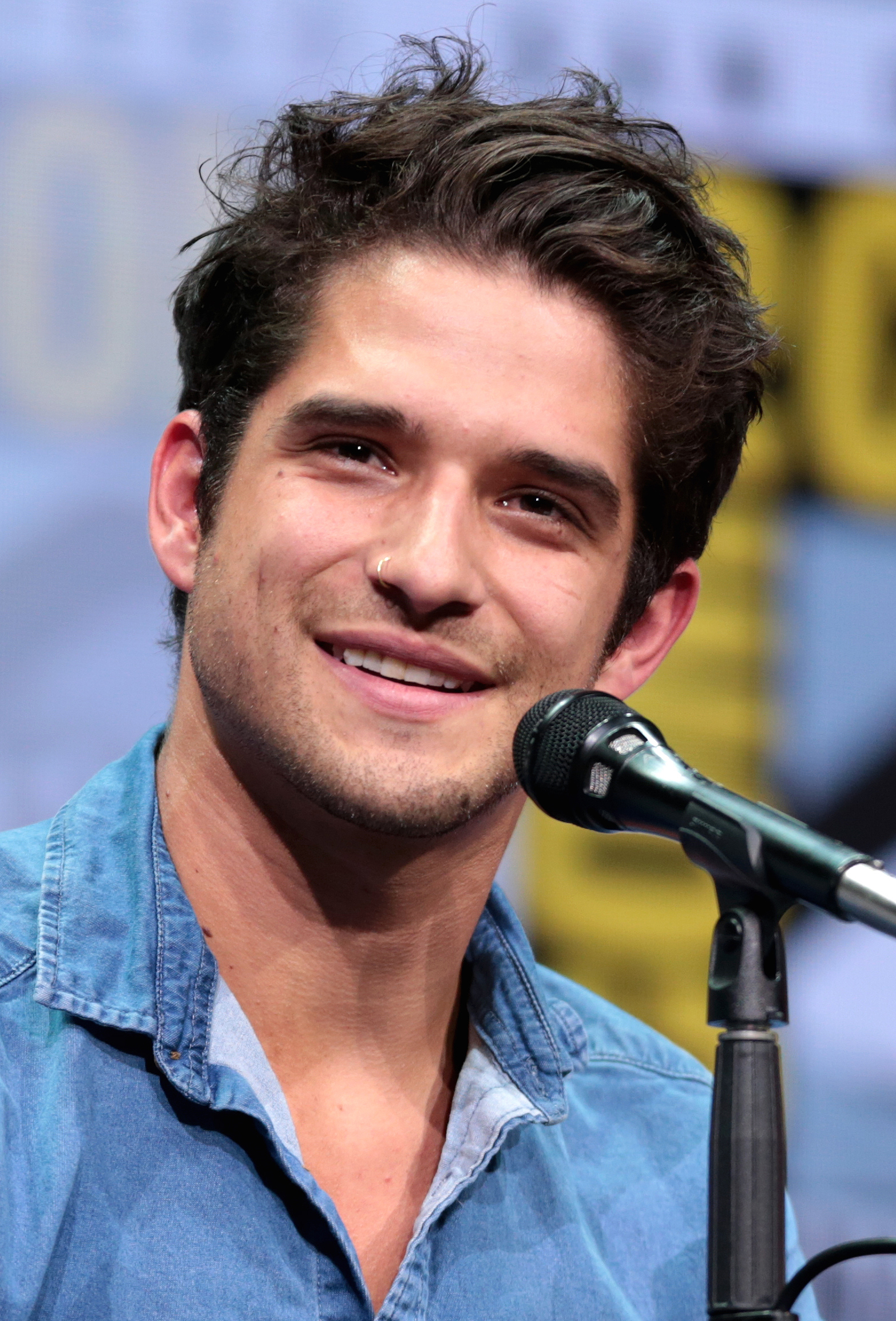
Tyler Posey
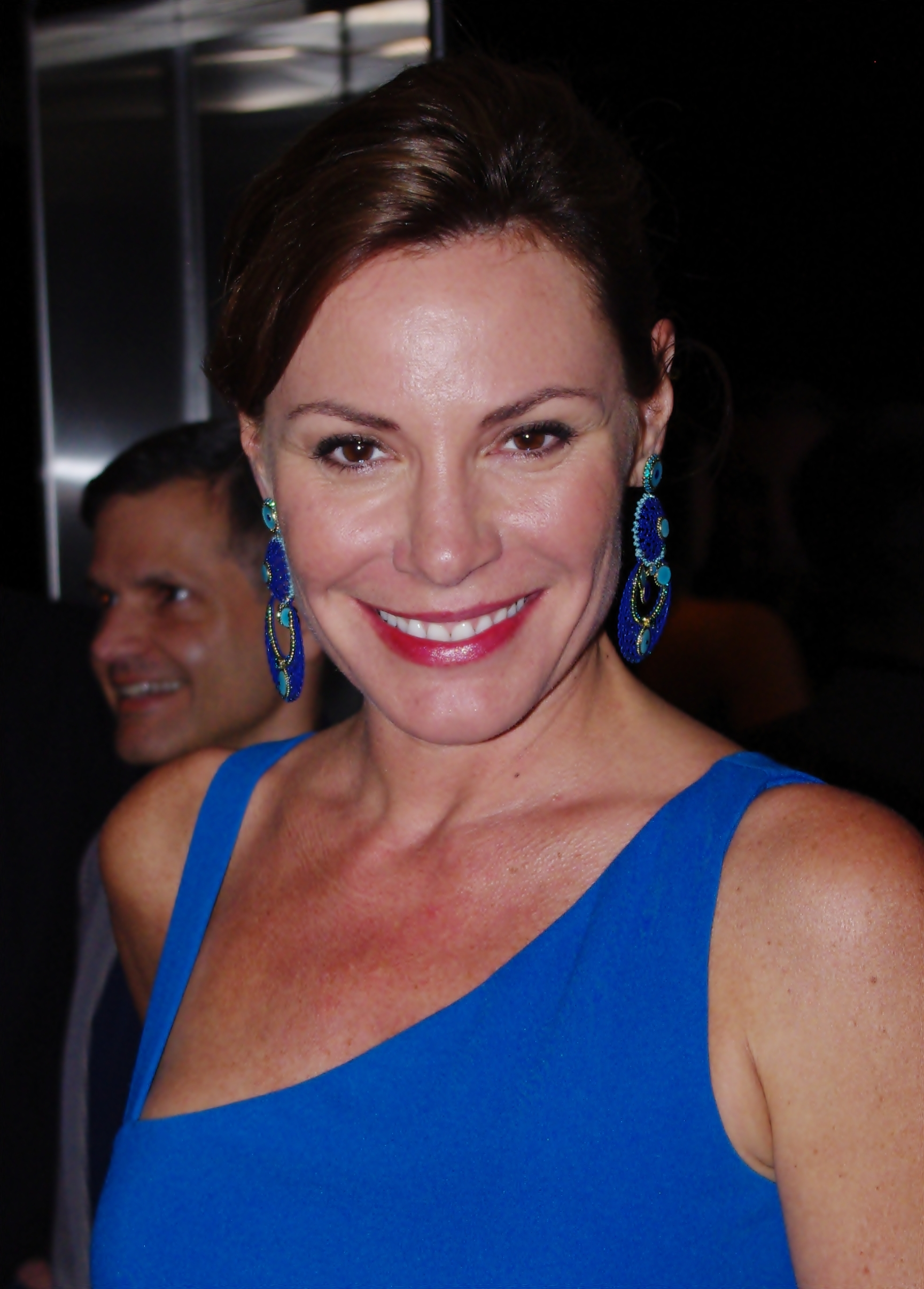
Luann de Lesseps
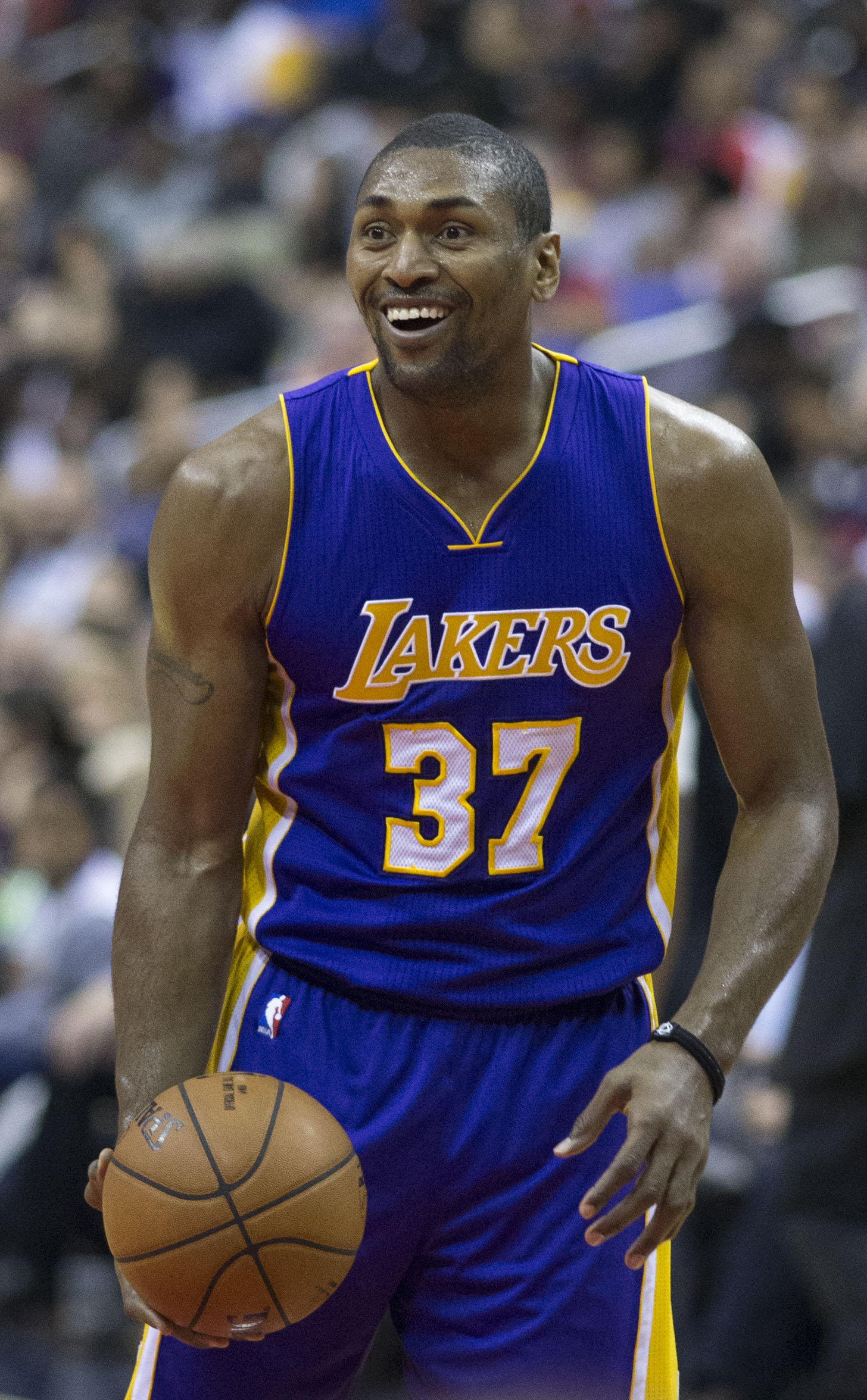
Metta World Peace
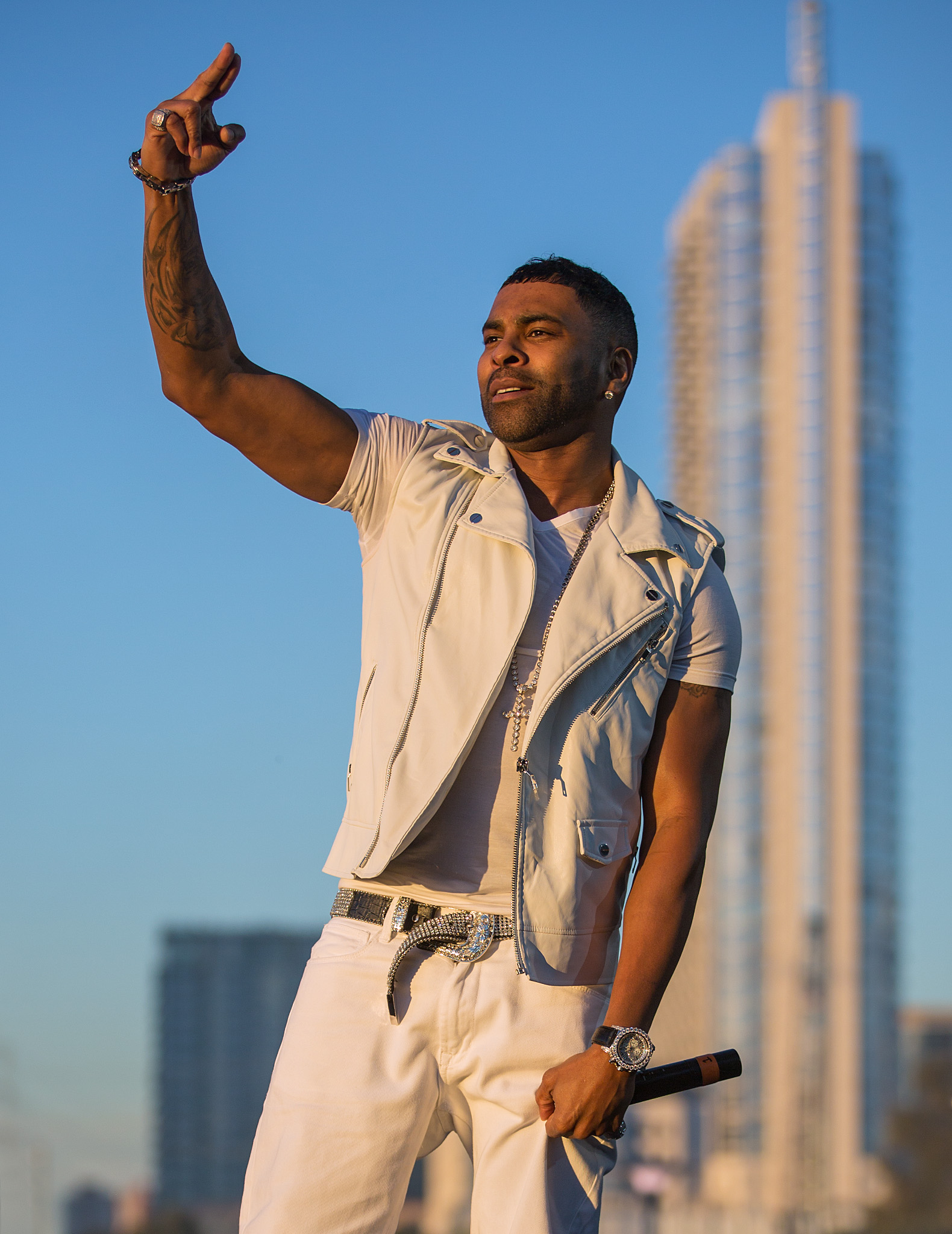
Ginuwine
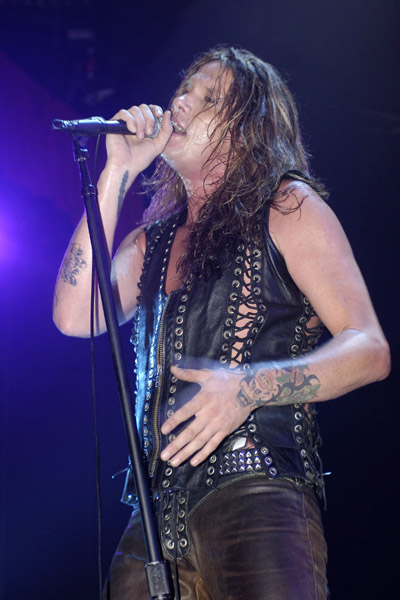
Sebastian Bach
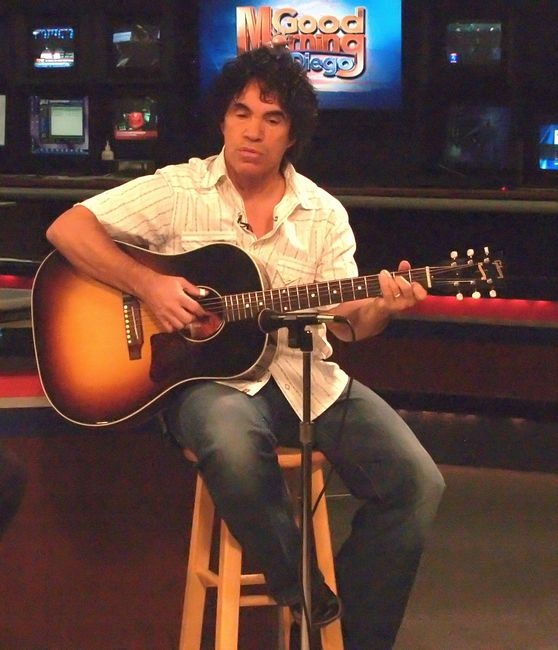
John Oates
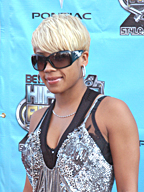
Keyshia Cole
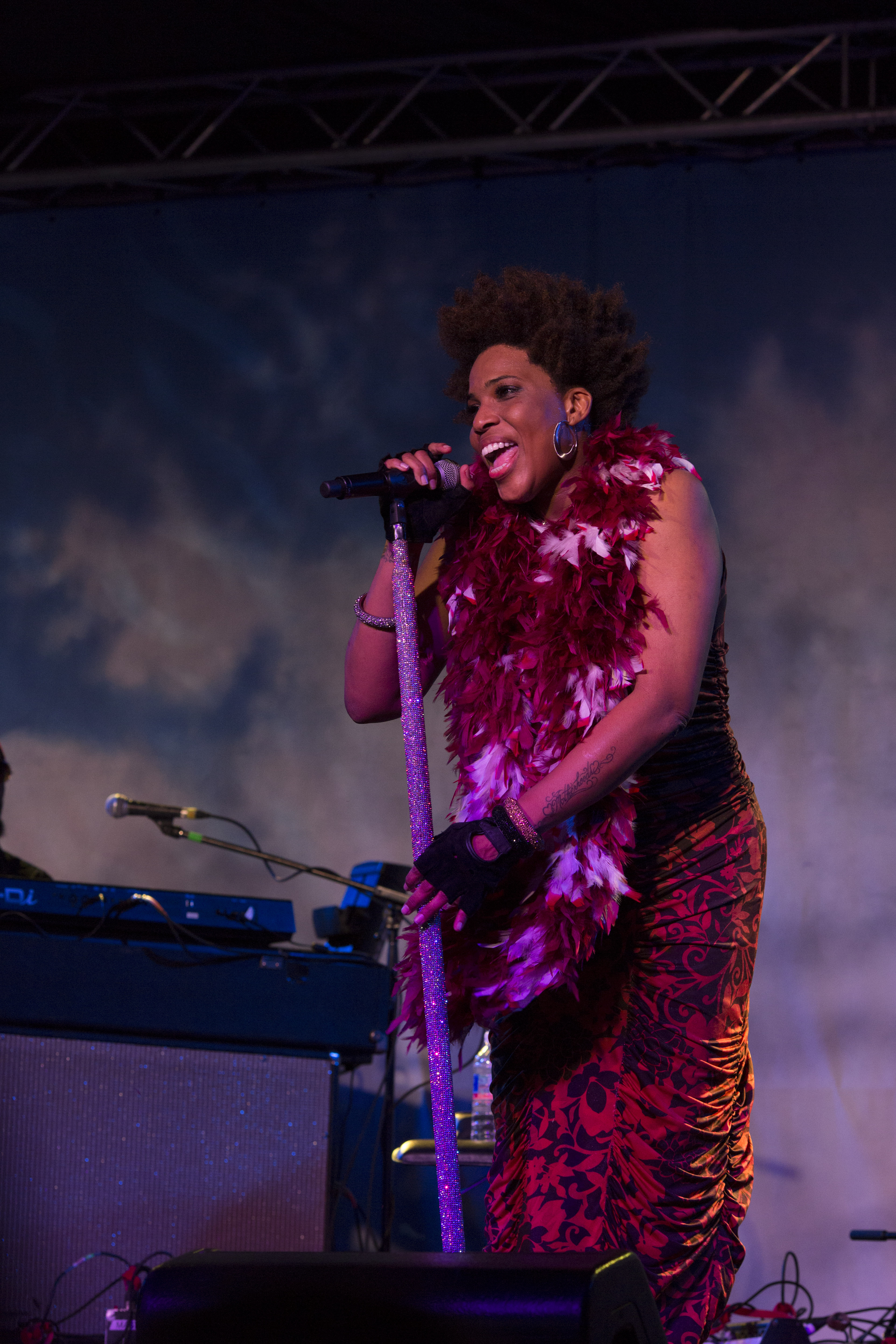
Macy Gray
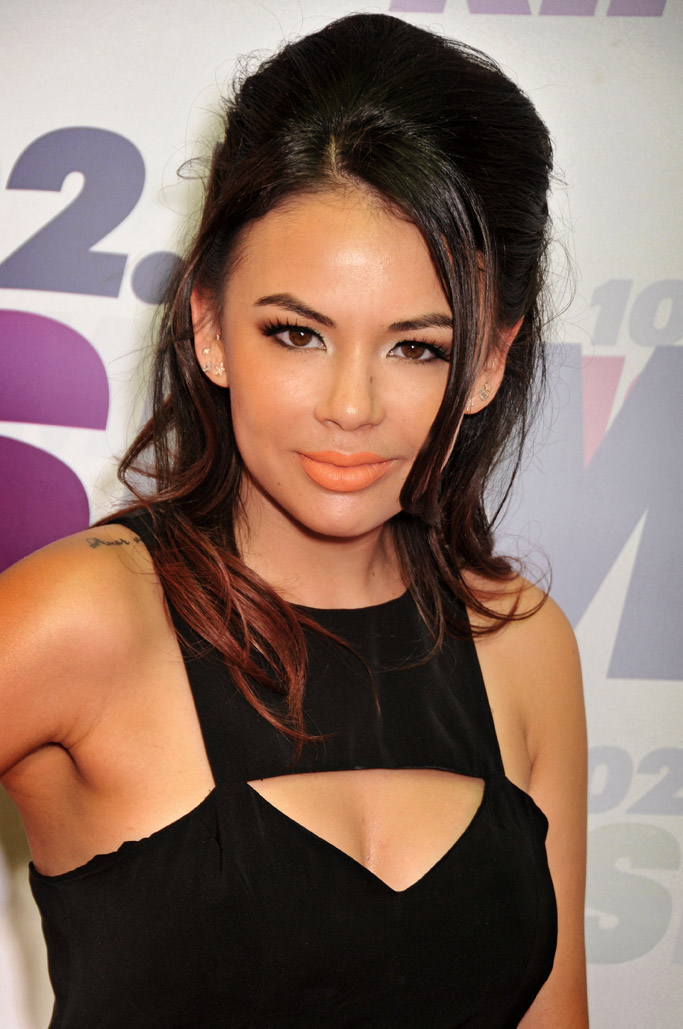
Janel Parrish
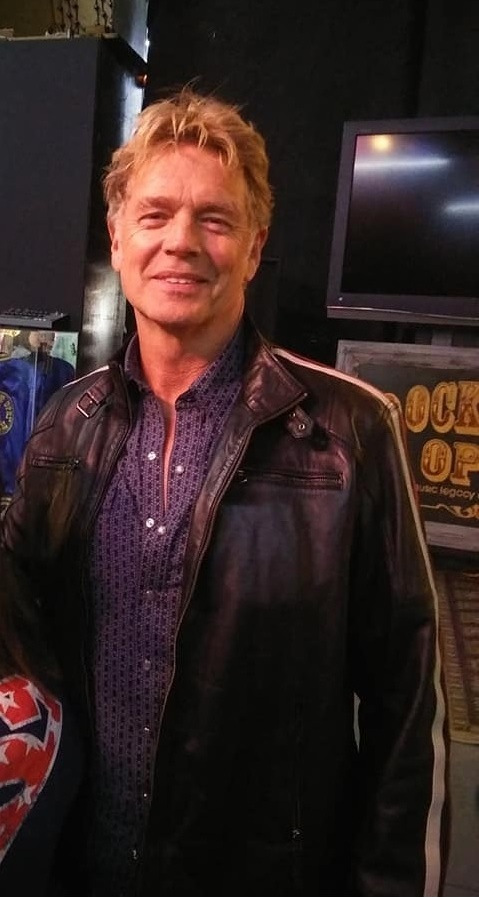
John Schneider
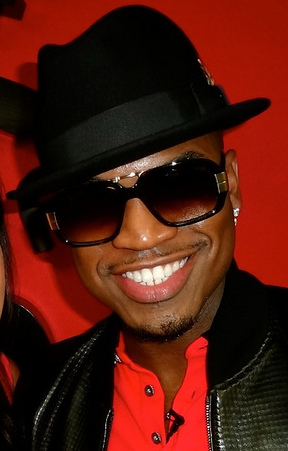
Ne-Yo

### Saison 11
La onzième saison de l'émission débutera le 6 mars 2024 sur la chaîne FOX.
Pour cette saison 11, la chanteuse et actrice Rita Ora remplacera Nicole Scherzinger sur le banc des jurés.
Une première bande-annonce de cette nouvelle saison, dans laquelle apparaissent quelques costumes, est diffusée lors de la finale de la saison 10, le 20 décembre 2023.
Légendes
| Poisson rouge       | Vanessa Hudgens   | Chanteuse et actrice dont High School Musical  |  |  |  |  |  |  |  |  |  |  |  |  |  |  |  |  |  |  |  |  |  |  |  |  |
| Machine à bonbons   | Scott Porter      | Acteur dont Friday Night Lights                |  |  |  |  |  |  |  |  |  |  |  |  |  |  |  |  |  |  |  |  |  |  |  |  |
| Pendule             | Thelma Houston    | Chanteuse                                      |  |  |  |  |  |  |  |  |  |  |  |  |  |  |  |  |  |  |  |  |  |  |  |  |
| Papillon caniche    | Chrissy Metz      | Actrice dont This Is Us                        |  |  |  |  |  |  |  |  |  |  |  |  |  |  |  |  |  |  |  |  |  |  |  |  |
| Betteraves          | Ruben Studdard    | Chanteur, vainqueur d'American Idol saison 2   |  |  |  |  |  |  |  |  |  |  |  |  |  |  |  |  |  |  |  |  |  |  |  |  |
| Betteraves          | Clay Aiken        | Chanteur, finaliste d' American Idol saison 2  |  |  |  |  |  |  |  |  |  |  |  |  |  |  |  |  |  |  |  |  |  |  |  |  |
| Phoque              | Corey Feldman     | Acteur                                         |  |  |  |  |  |  |  |  |  |  |  |  |  |  |  |  |  |  |  |  |  |  |  |  |
| Chat Cléopâtre      | Jenifer Lewis     | Actrice                                        |  |  |  |  |  |  |  |  |  |  |  |  |  |  |  |  |  |  |  |  |  |  |  |  |
| Etoile de mer       | Kate Flannery     | Actrice dont The Office                        |  |  |  |  |  |  |  |  |  |  |  |  |  |  |  |  |  |  |  |  |  |  |  |  |
| Pull moche          | Charlie Wilson    | Chanteur de R&B, membre du groupe The Gap Band |  |  |  |  |  |  |  |  |  |  |  |  |  |  |  |  |  |  |  |  |  |  |  |  |
| Koala               | DeMarcus Ware     | Champion de football américain en NFL          |  |  |  |  |  |  |  |  |  |  |  |  |  |  |  |  |  |  |  |  |  |  |  |  |
| Inséparable         | Colton Underwood  | Ancien Bachelor et personnalité de télévision  |  |  |  |  |  |  |  |  |  |  |  |  |  |  |  |  |  |  |  |  |  |  |  |  |
| Lézard              | Sisqó             | Chanteur de R&B et acteur                      |  |  |  |  |  |  |  |  |  |  |  |  |  |  |  |  |  |  |  |  |  |  |  |  |
| Sir Lion            | Billy Bush        | Animateur de télévision et de radio            |  |  |  |  |  |  |  |  |  |  |  |  |  |  |  |  |  |  |  |  |  |  |  |  |
| Spaghetti boulettes | Joe Bastianich    | Chef cuisinier, juré de MasterChef             |  |  |  |  |  |  |  |  |  |  |  |  |  |  |  |  |  |  |  |  |  |  |  |  |
| Lévrier afghan      | Savannah Chrisley | Star de l'émission Chrisley Knows Best         |  |  |  |  |  |  |  |  |  |  |  |  |  |  |  |  |  |  |  |  |  |  |  |  |
| Livre               | Kevin Hart        | Acteur et humoriste                            |  |  |  |  |  |  |  |  |  |  |  |  |  |  |  |  |  |  |  |  |  |  |  |  |

Célébrités de la saison 11
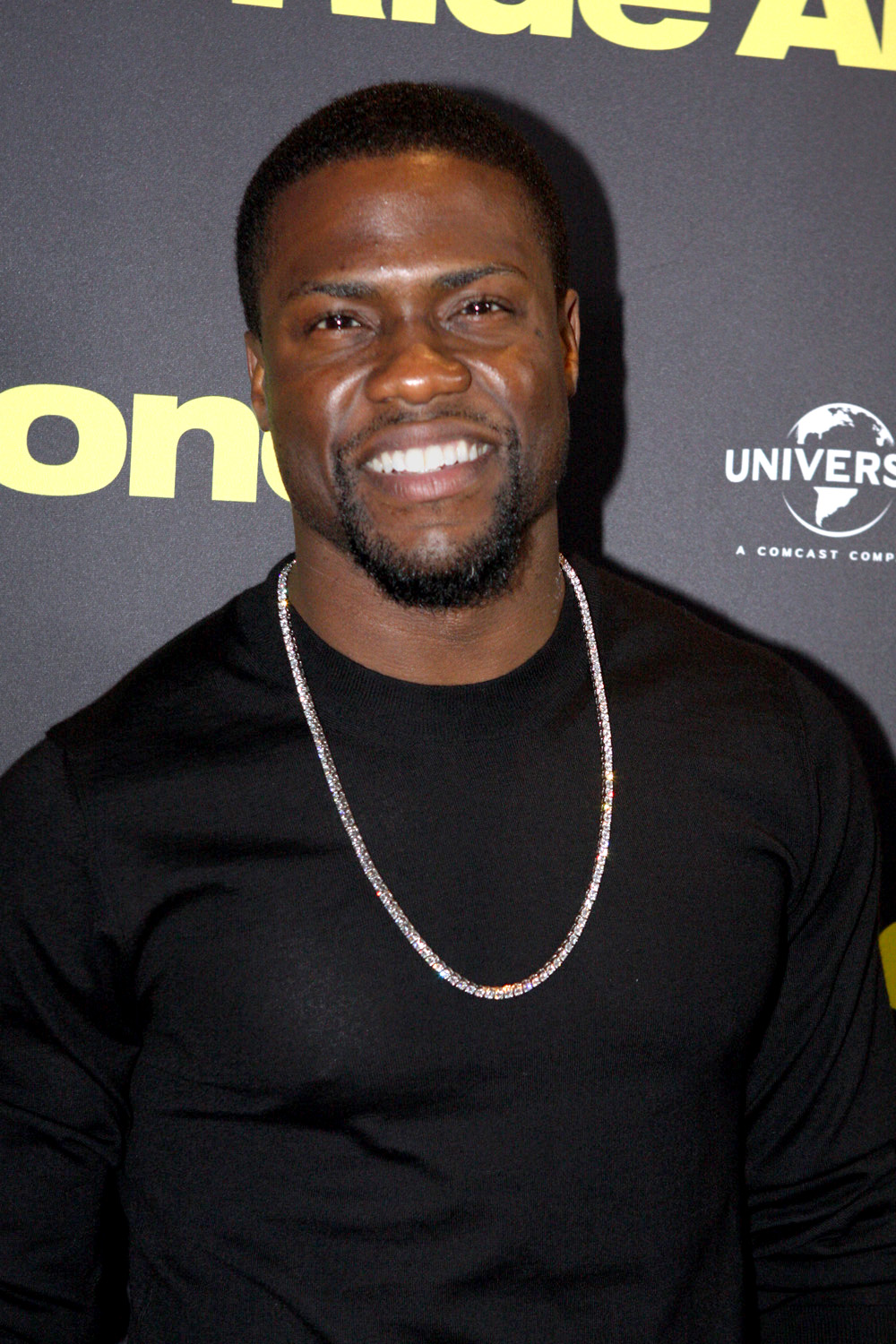
Kevin Hart
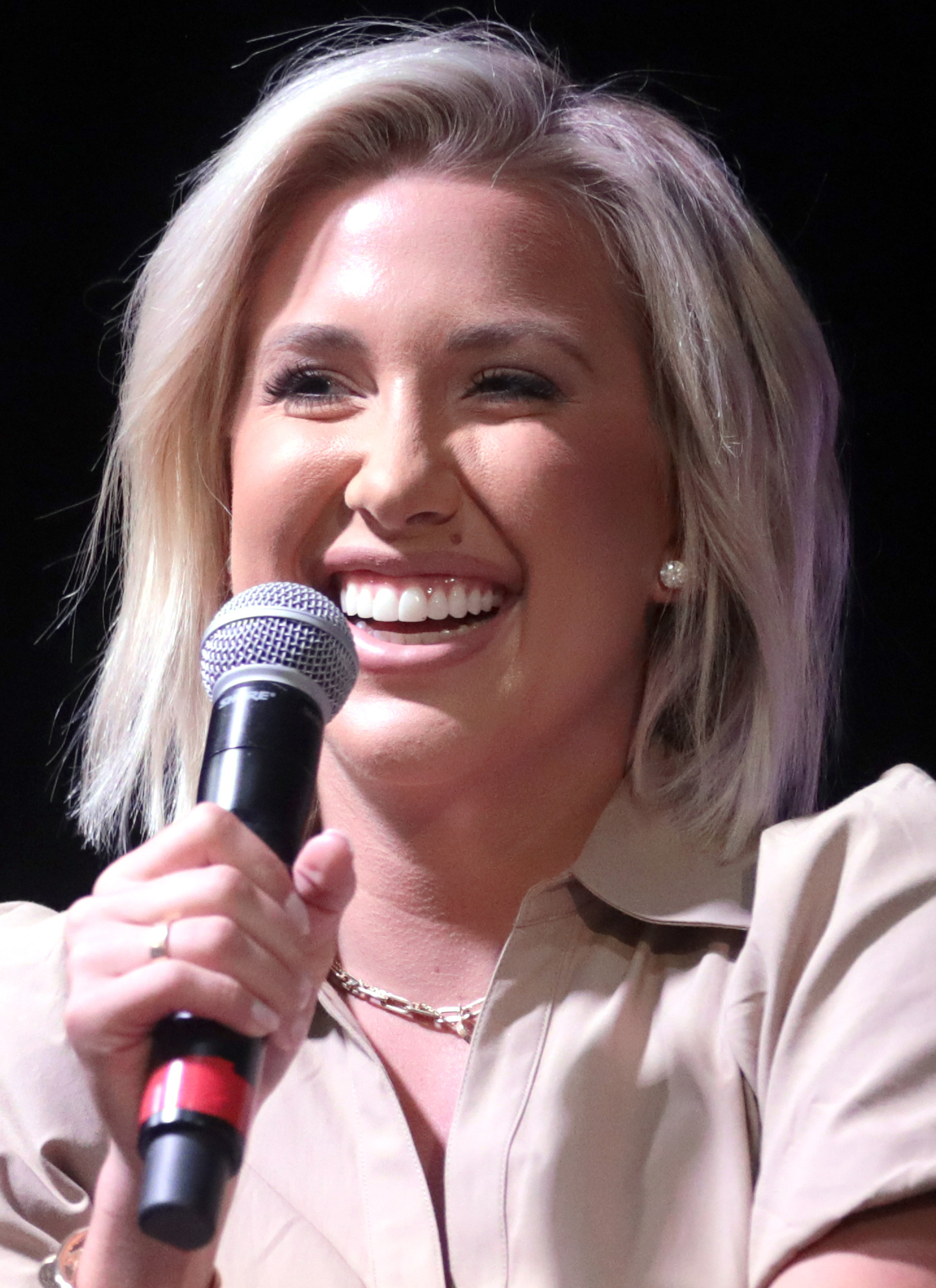
Savannah Chrisley
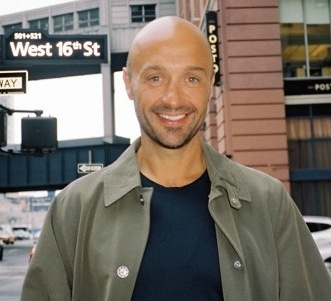
Joe Bastianich
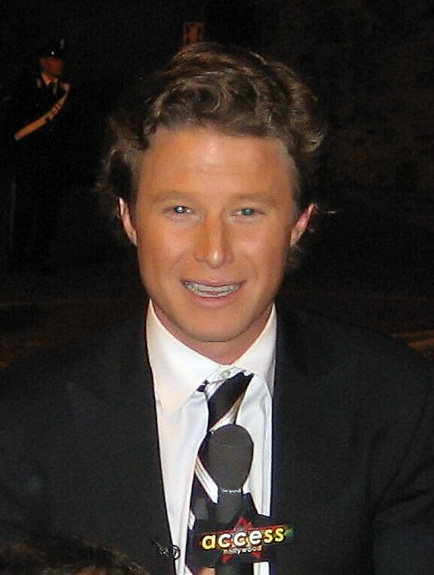
Billy Bush
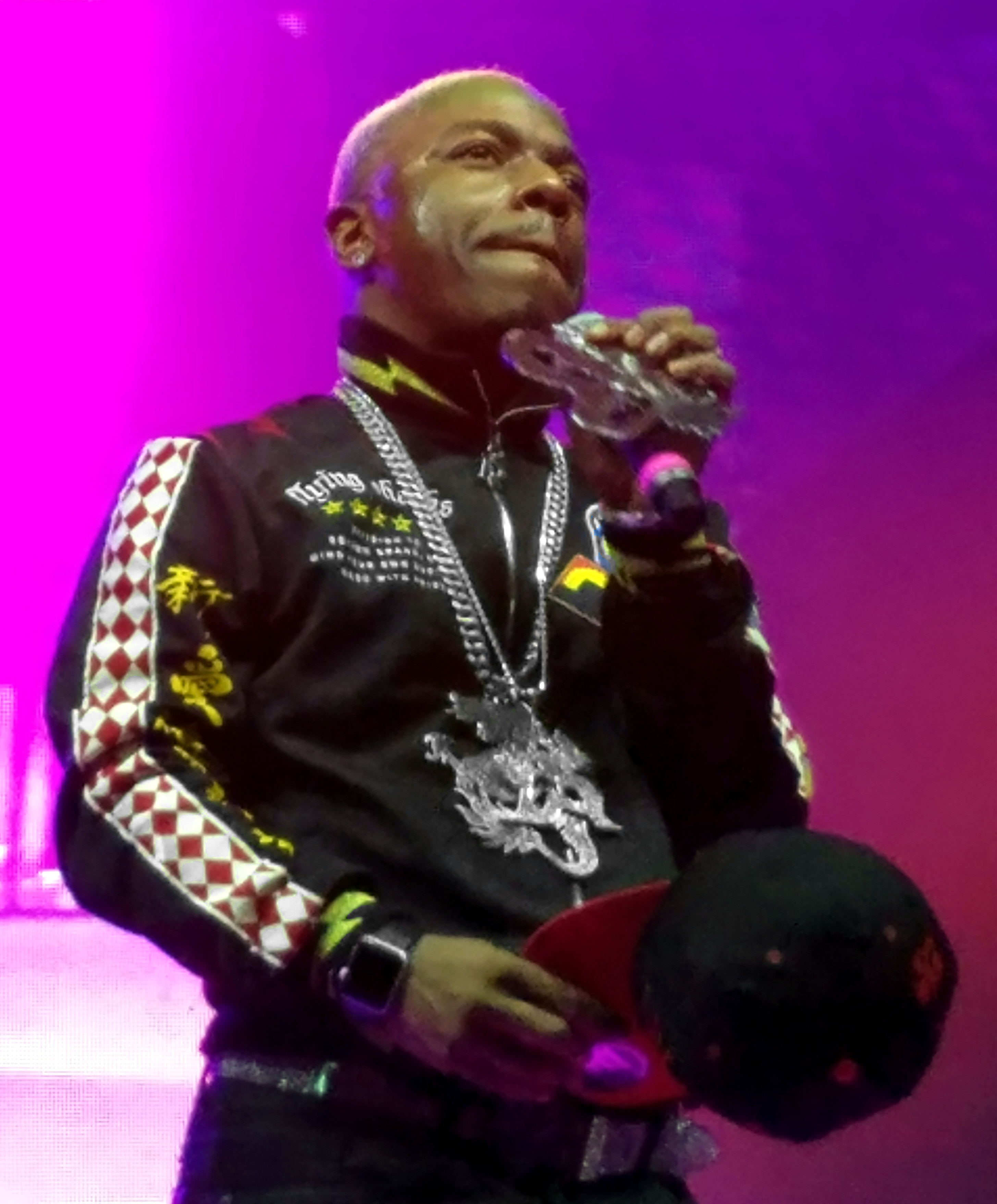
Sisqó
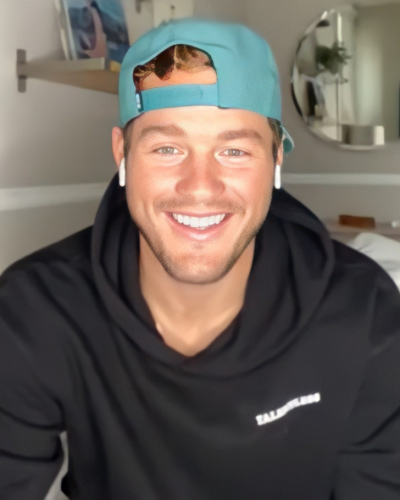
Colton Underwood
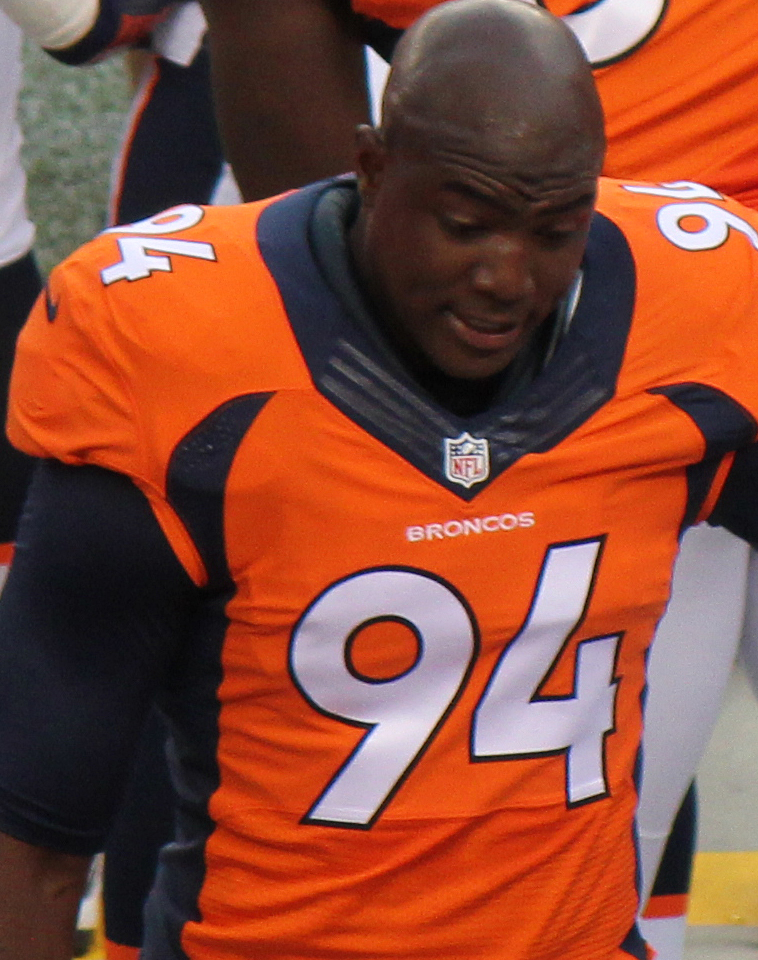
DeMarcus Ware
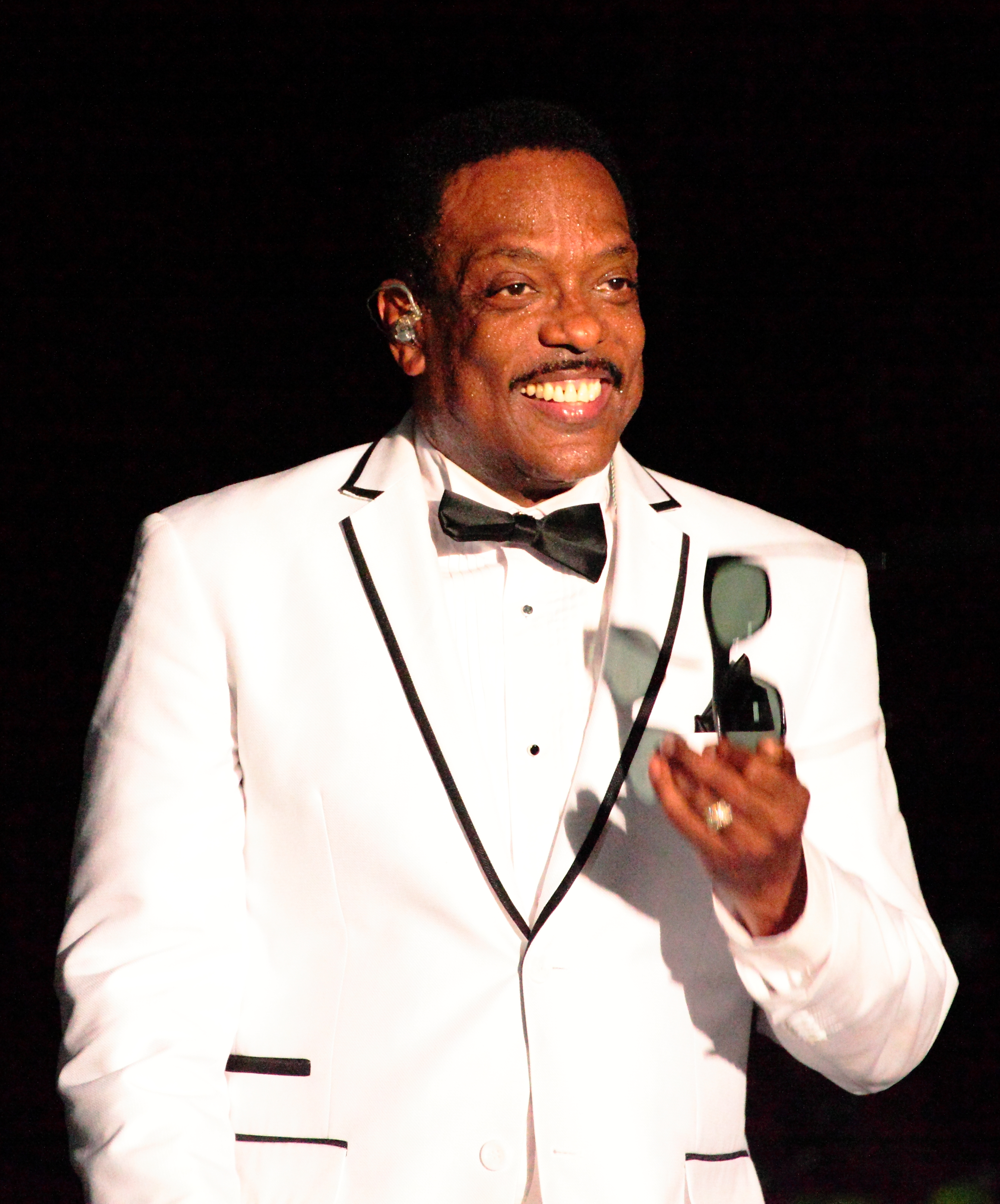
Charlie Wilson
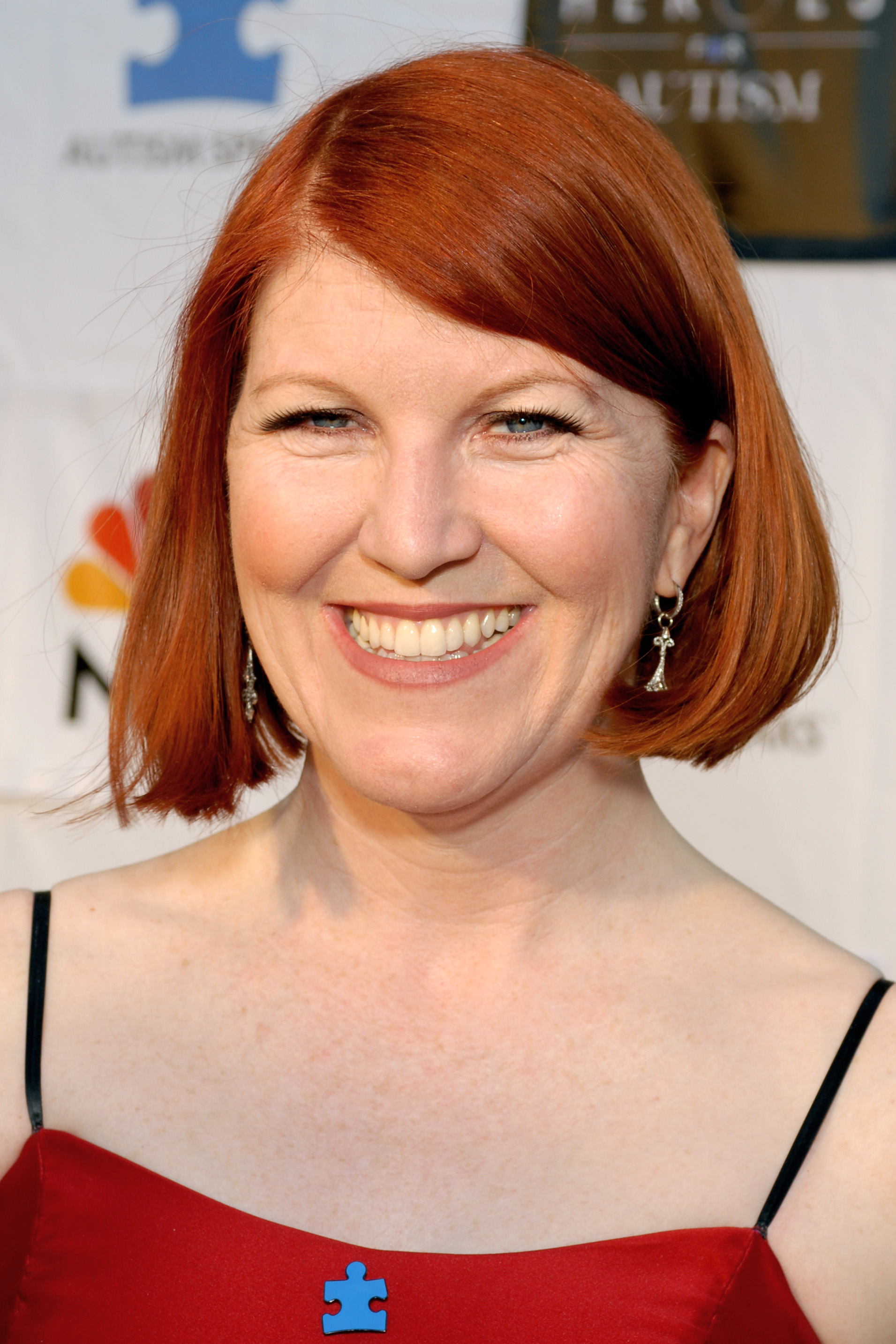
Kate Flannery
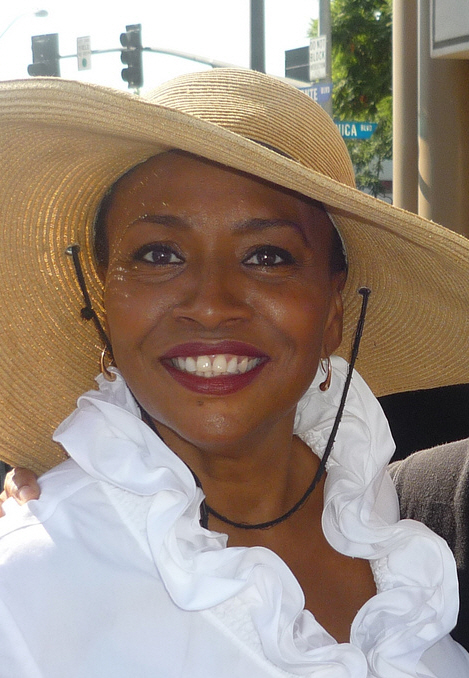
Jenifer Lewis
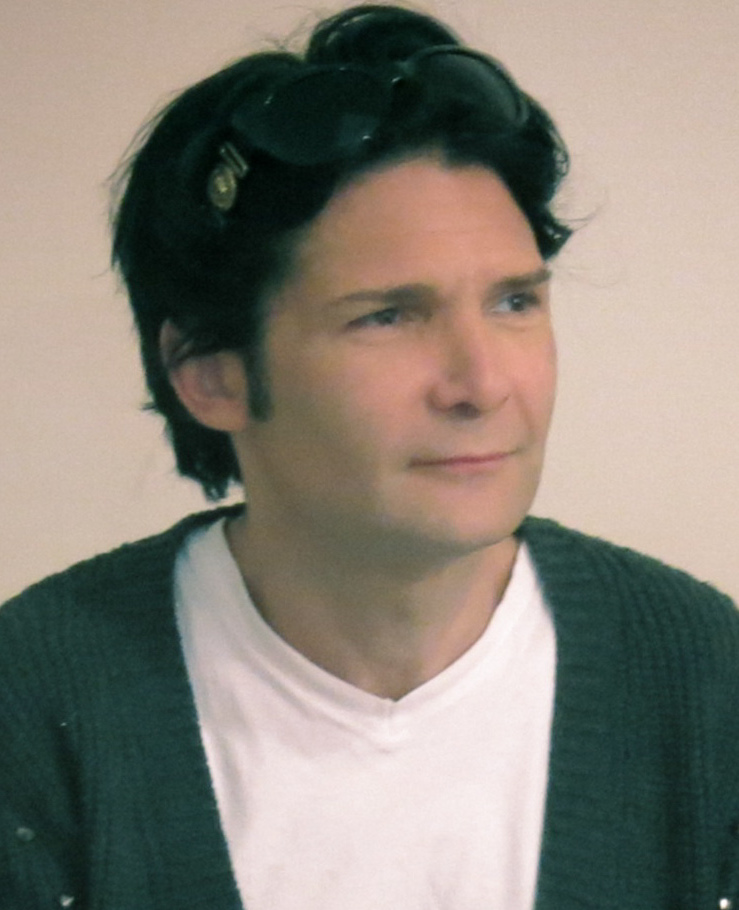
Corey Feldman
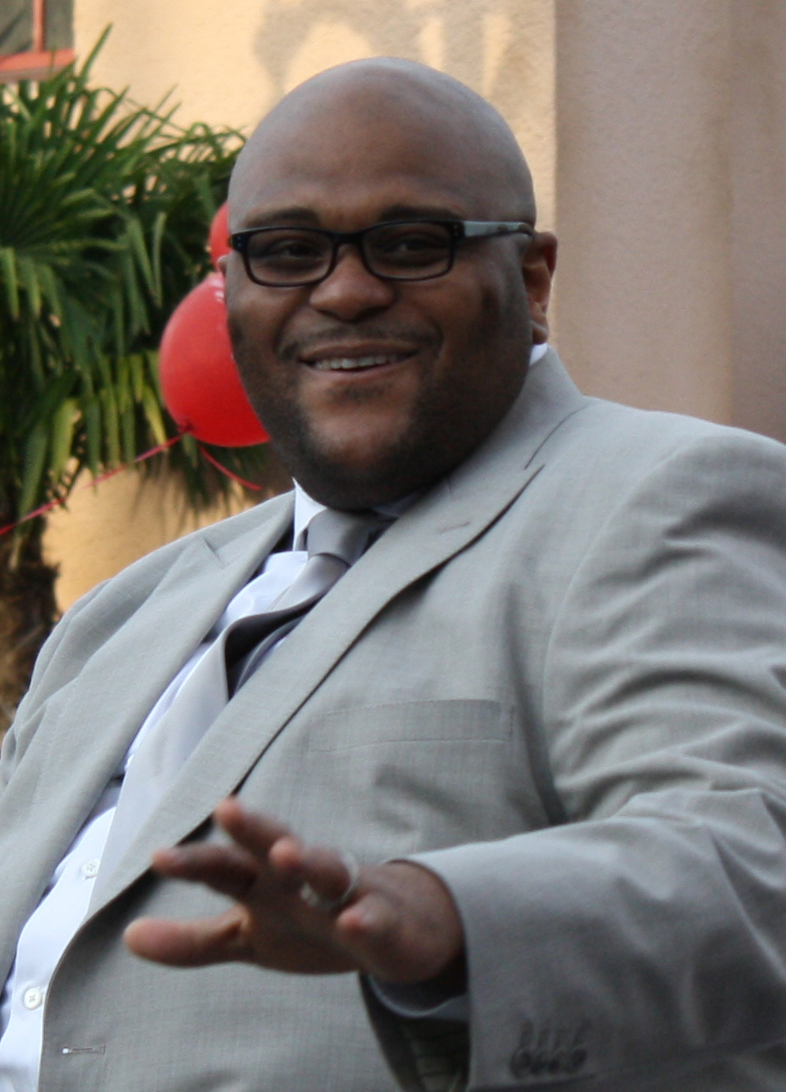
Ruben Studdard
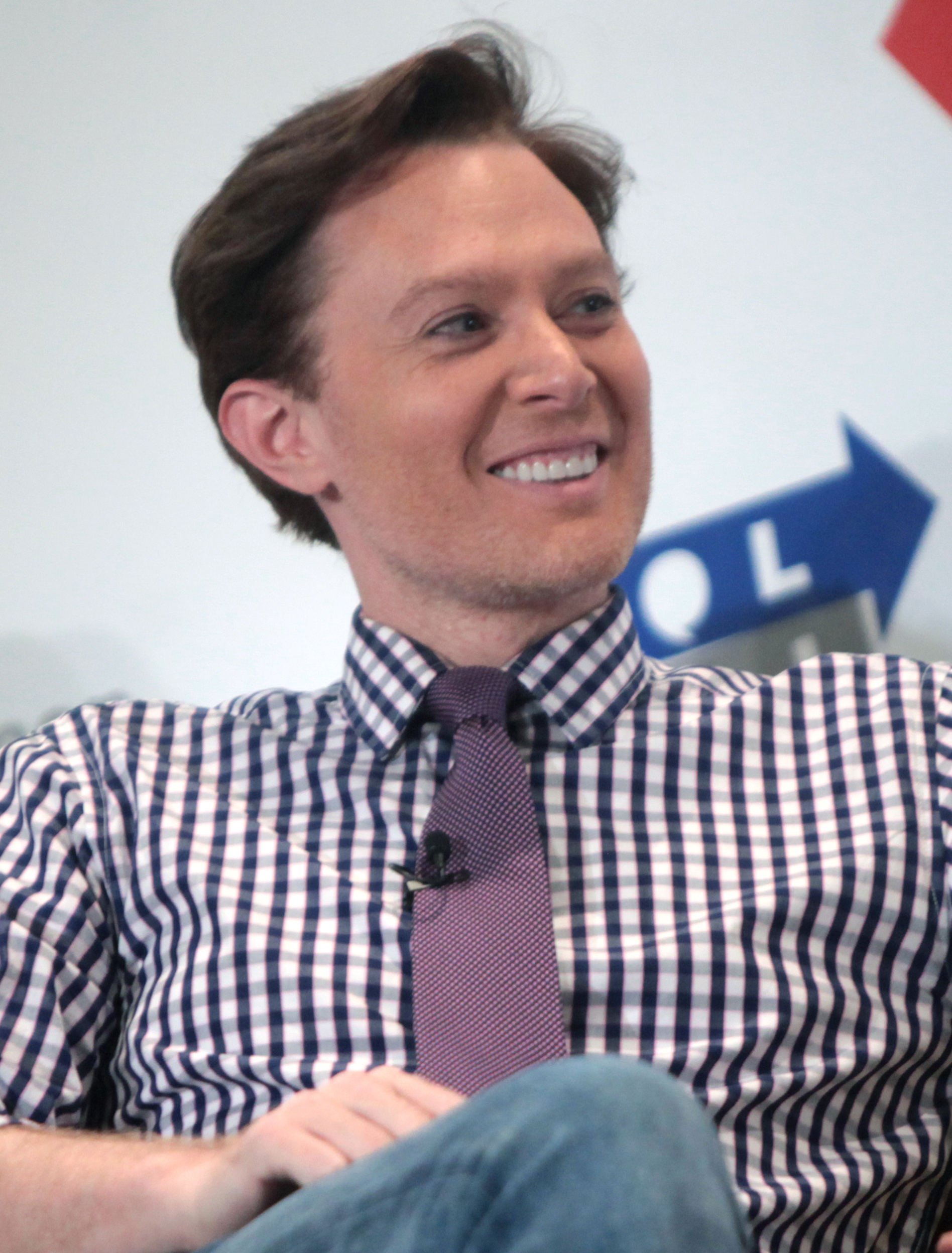
Clay Aiken
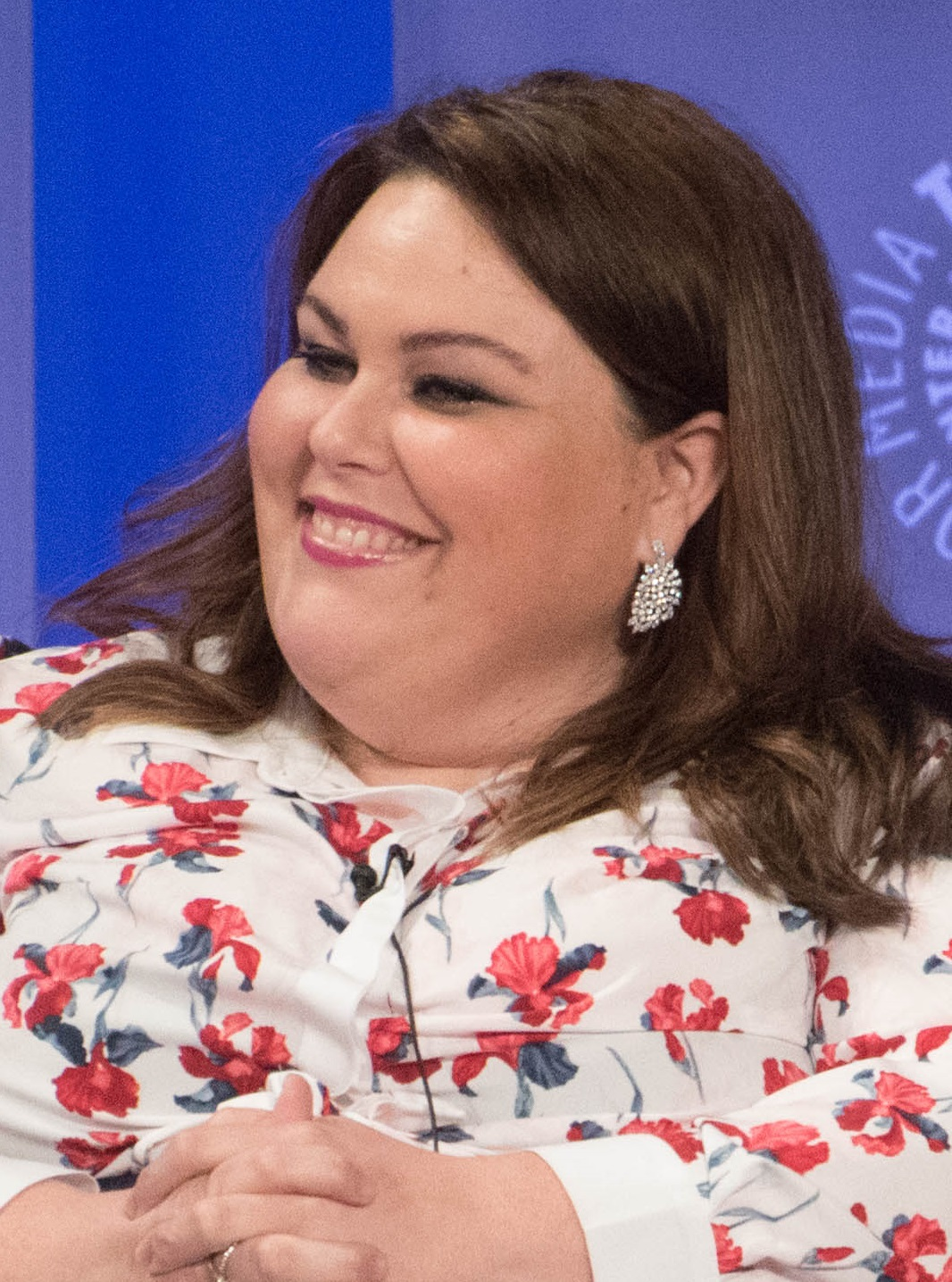
Chrissy Metz
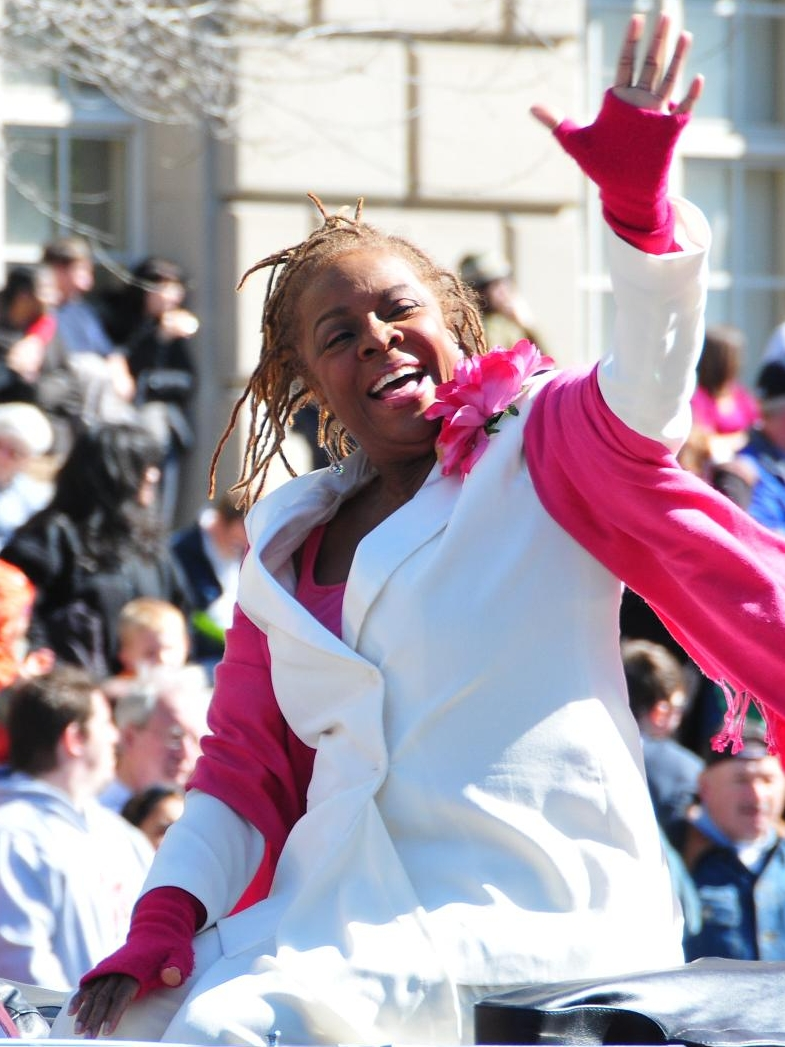
Thelma Houston
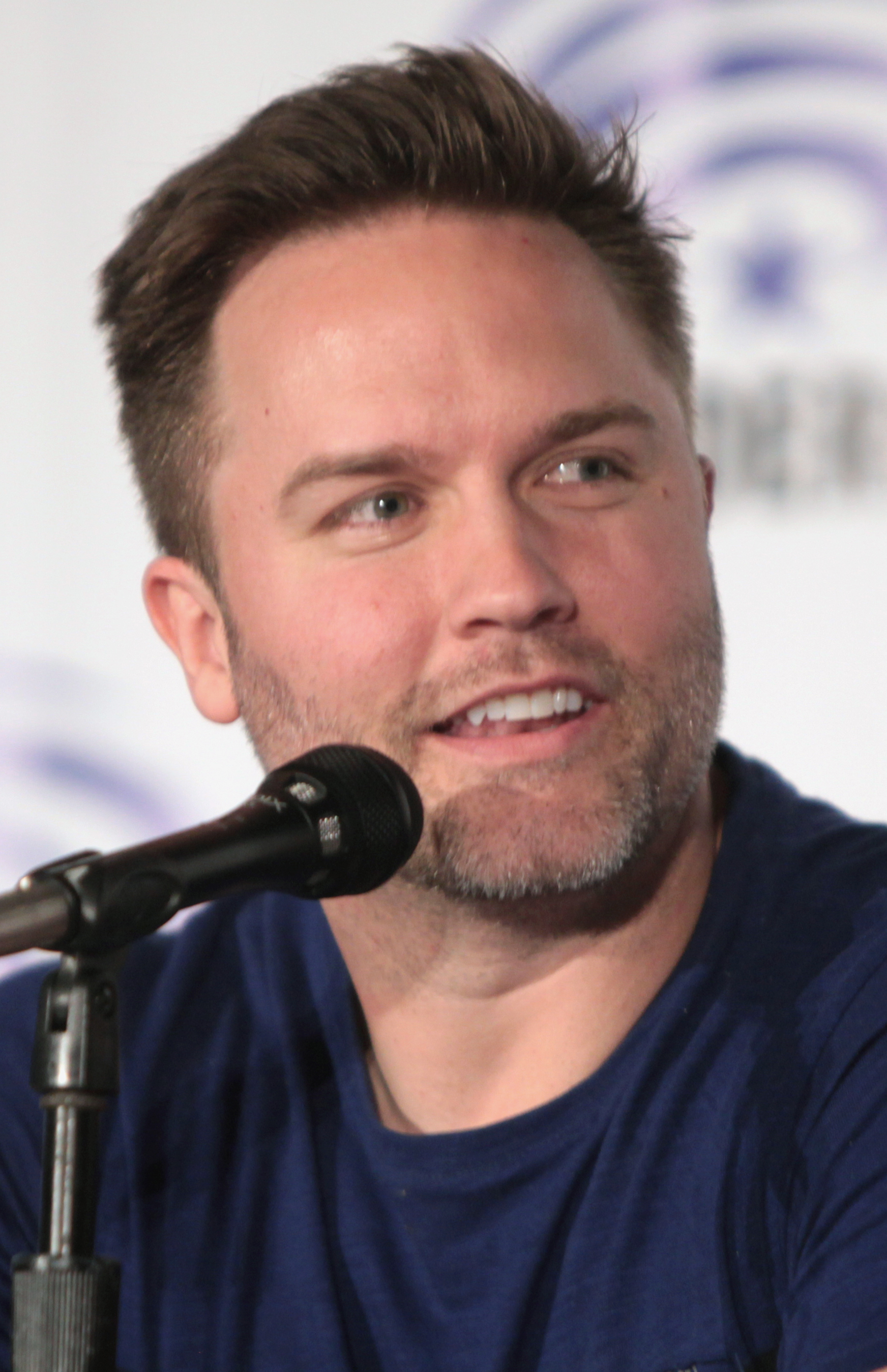
Scott Porter
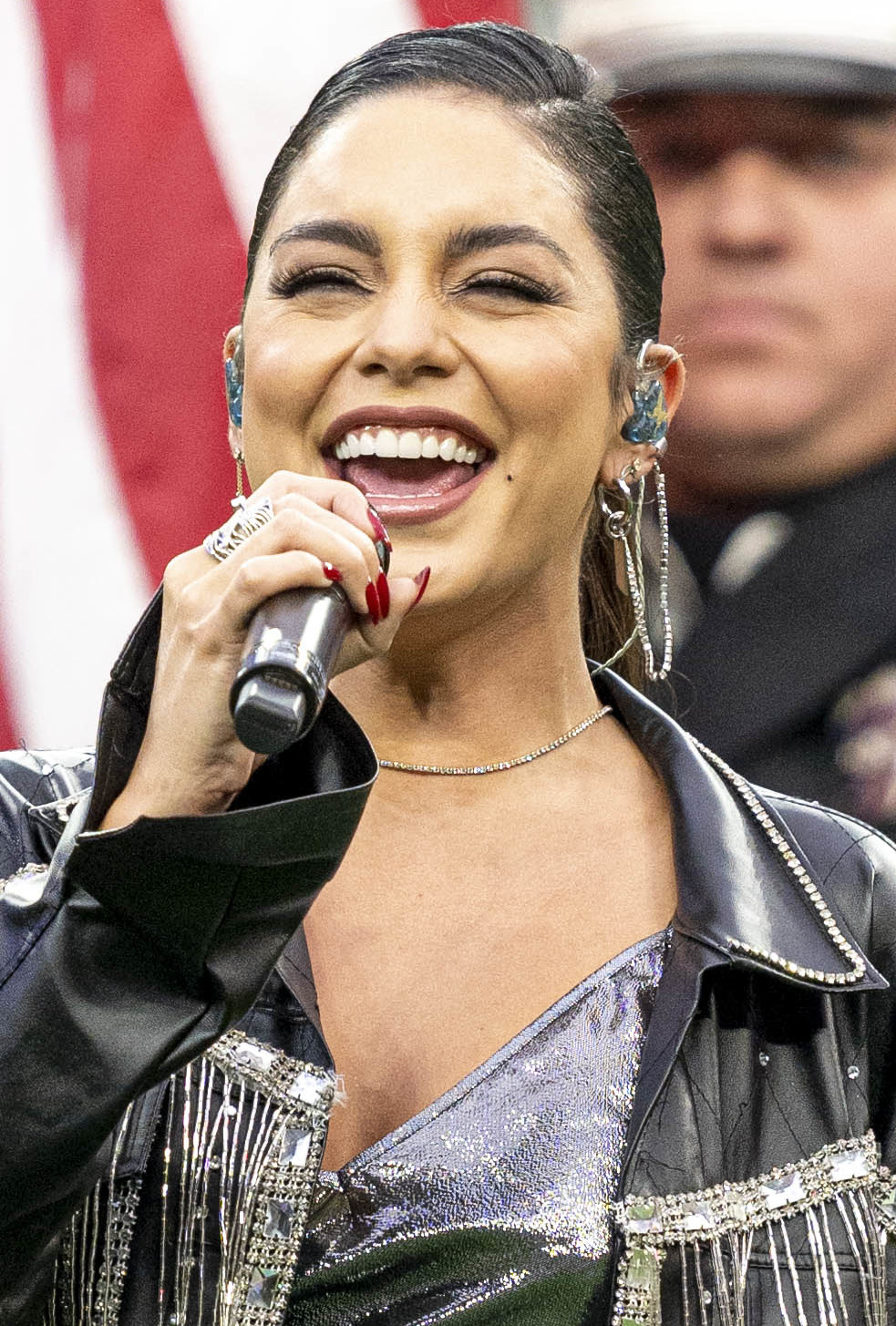
Vanessa Hudgens

### Saison 12
La douzième saison de l'émission débutera le 25 septembre 2024 sur la chaîne FOX.
Rita Ora rempile pour cette saison en tant que jurée, toujours en remplacement de Nicole Scherzinger.
Une première bande-annonce de cette nouvelle saison, dans laquelle apparaissent quelques costumes, sort au mois d'août 2024.
Légendes
| Buffles             | Boyz II Men         | Groupe musical                                     |  |  |  |  |  |  |  |  |  |  |  |  |  |  |  |  |  |  |  |  |  |  |  |
| Guêpe               | Mario               | Chanteur                                           |  |  |  |  |  |  |  |  |  |  |  |  |  |  |  |  |  |  |  |  |  |  |  |
| Fraisier            | AJ Michalka         | Chanteuse et comédienne                            |  |  |  |  |  |  |  |  |  |  |  |  |  |  |  |  |  |  |  |  |  |  |  |
| Gelée               | Kobie Turner        | Joueur de football américain                       |  |  |  |  |  |  |  |  |  |  |  |  |  |  |  |  |  |  |  |  |  |  |  |
| Sherlock Hound      | Bronson Arroyo      | Ancien joueur de base-ball et musicien             |  |  |  |  |  |  |  |  |  |  |  |  |  |  |  |  |  |  |  |  |  |  |  |
| Chevalier royal     | Jana Kramer         | Chanteuse country et actrice dont Les Frères Scott |  |  |  |  |  |  |  |  |  |  |  |  |  |  |  |  |  |  |  |  |  |  |  |
| Roi des glaces      | Drake Bell          | Acteur et chanteur                                 |  |  |  |  |  |  |  |  |  |  |  |  |  |  |  |  |  |  |  |  |  |  |  |
| Macaron             | Bethany Hamilton    | Surfeuse                                           |  |  |  |  |  |  |  |  |  |  |  |  |  |  |  |  |  |  |  |  |  |  |  |
| Jacinthe            | Natalie Imbruglia   | Chanteuse                                          |  |  |  |  |  |  |  |  |  |  |  |  |  |  |  |  |  |  |  |  |  |  |  |
| Pion d'échecs       | Laverne Cox         | Actrice dont Orange Is the New Black               |  |  |  |  |  |  |  |  |  |  |  |  |  |  |  |  |  |  |  |  |  |  |  |
| Mouton de poussière | Andy Richter        | Acteur                                             |  |  |  |  |  |  |  |  |  |  |  |  |  |  |  |  |  |  |  |  |  |  |  |
| Bateau pirate       | Paula Cole          | Chanteuse                                          |  |  |  |  |  |  |  |  |  |  |  |  |  |  |  |  |  |  |  |  |  |  |  |
| Pivert              | Marsai Martin       | Actrice dont Black-ish et productrice              |  |  |  |  |  |  |  |  |  |  |  |  |  |  |  |  |  |  |  |  |  |  |  |
| Oiseau chanteur     | Yvette Nicole Brown | Actrice                                            |  |  |  |  |  |  |  |  |  |  |  |  |  |  |  |  |  |  |  |  |  |  |  |
| Mouton-feuille      | John Elway          | Ancien joueur de football américain                |  |  |  |  |  |  |  |  |  |  |  |  |  |  |  |  |  |  |  |  |  |  |  |

- Natalie Imbruglia a remporté la saison 3 de la version britannique de l'émission en 2022, déguisée en panda et fut invitée dans la version française en 2024, déguisée en joker

Célébrités de la saison 12
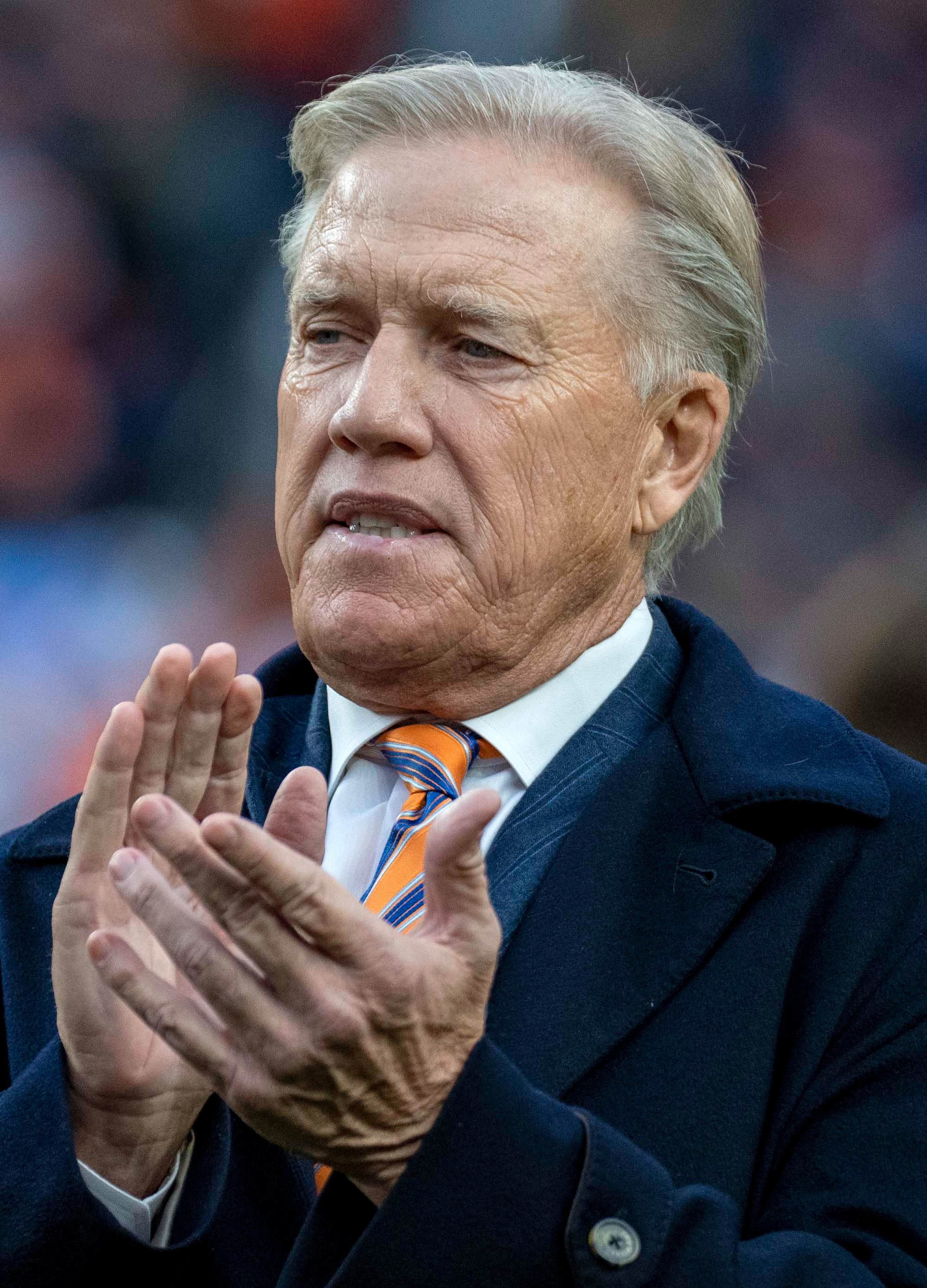
John Elway
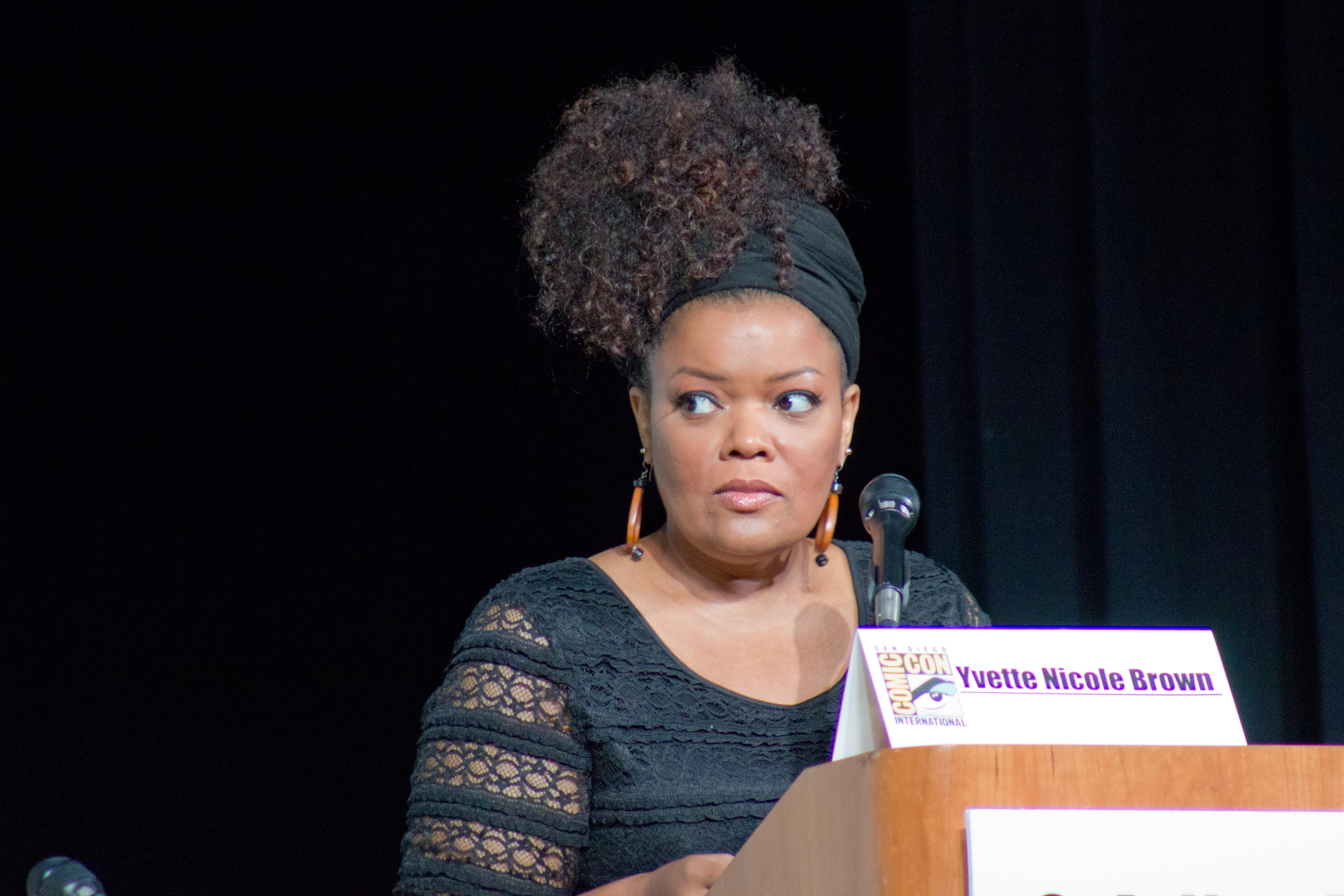
Yvette Nicole Brown
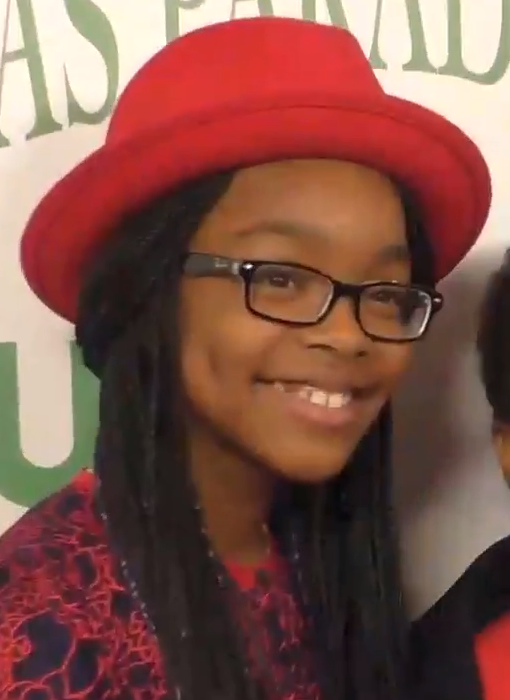
Marsai Martin
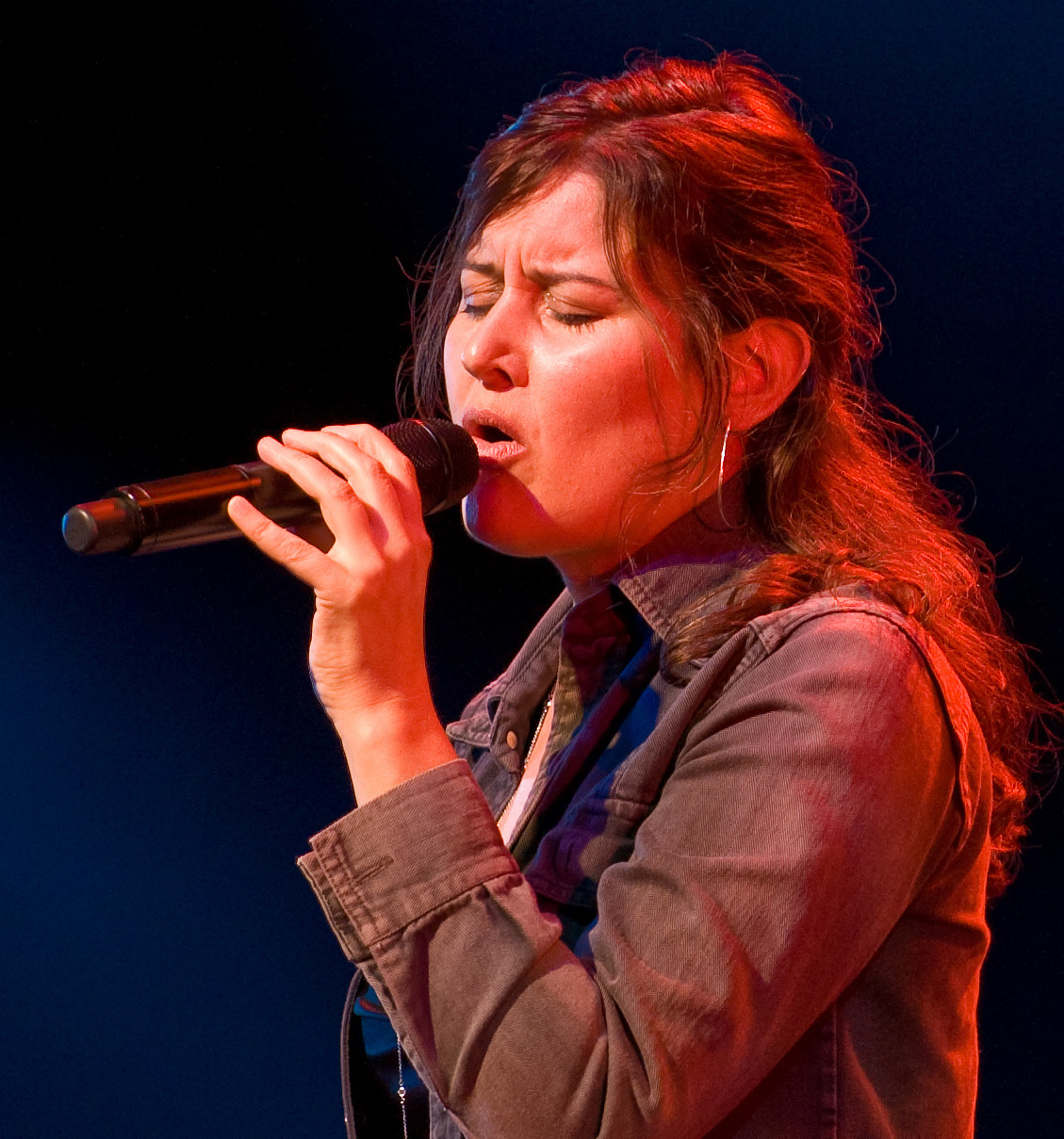
Paula Cole
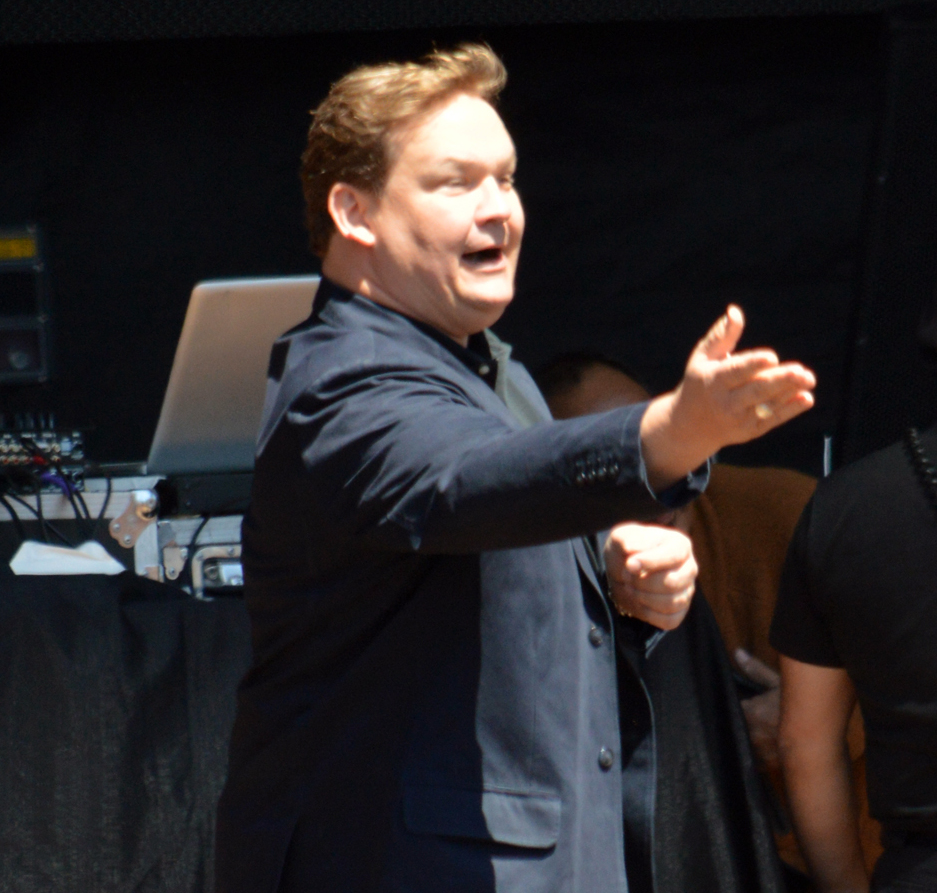
Andy Richter
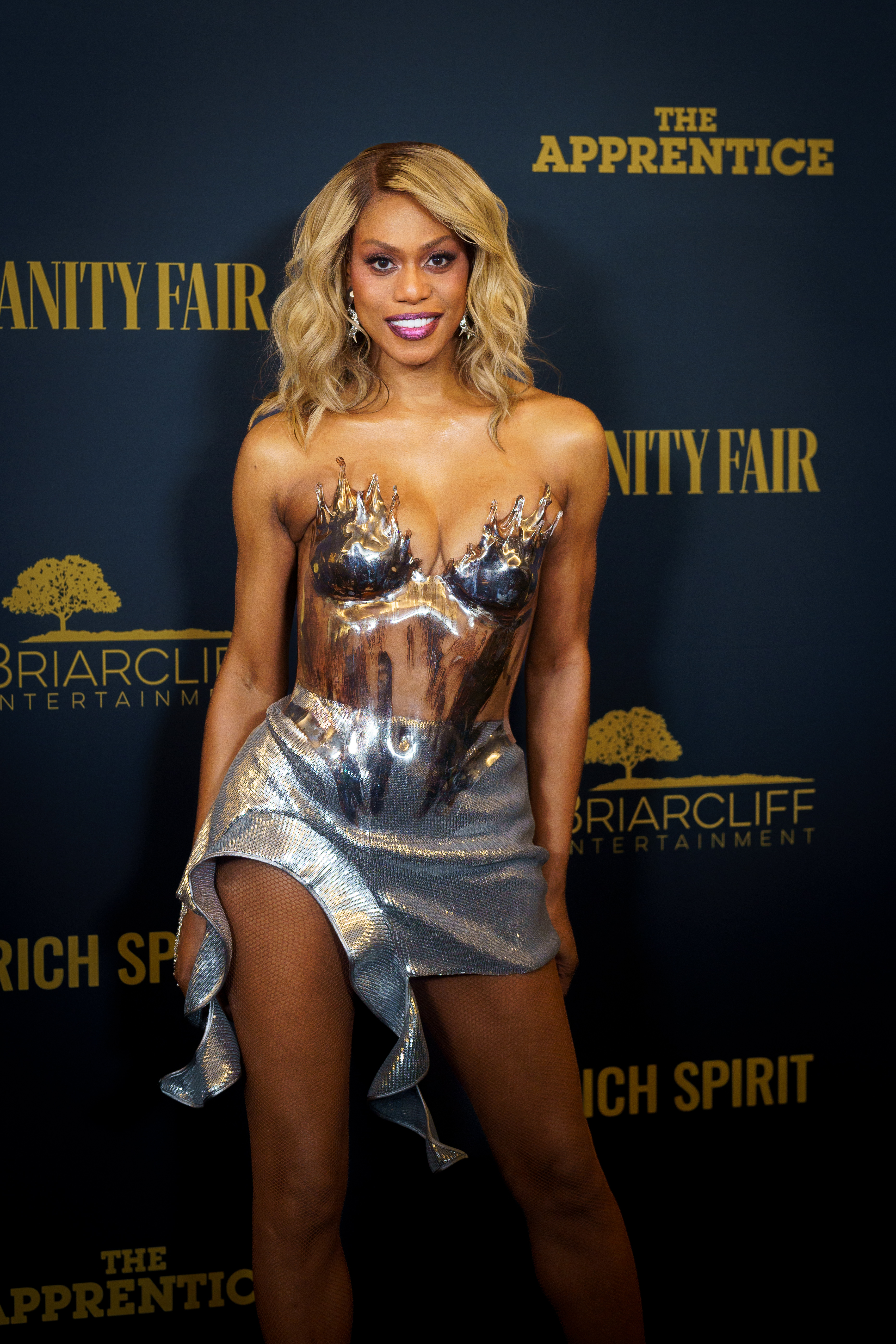
Laverne Cox
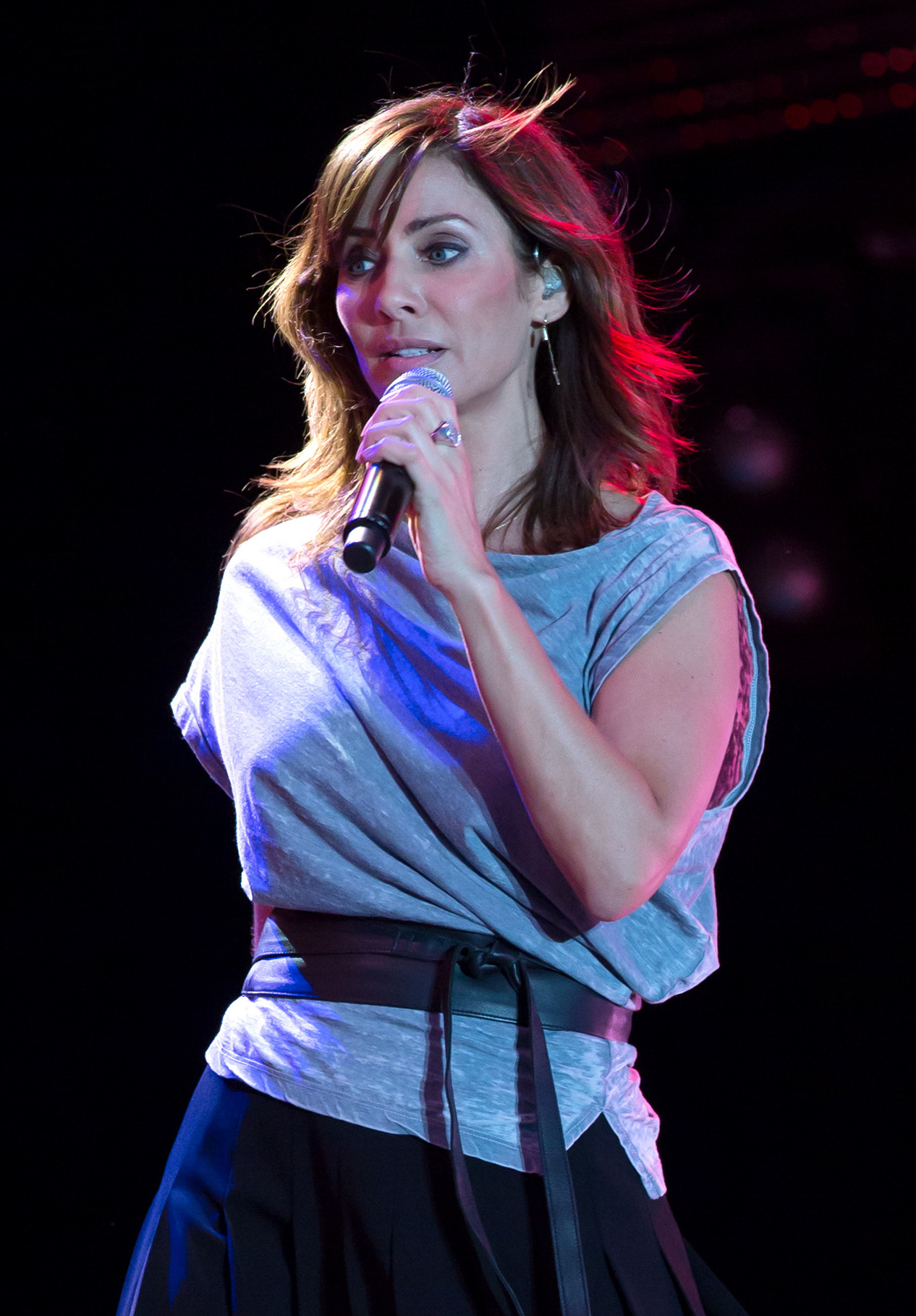
Natalie Imbruglia
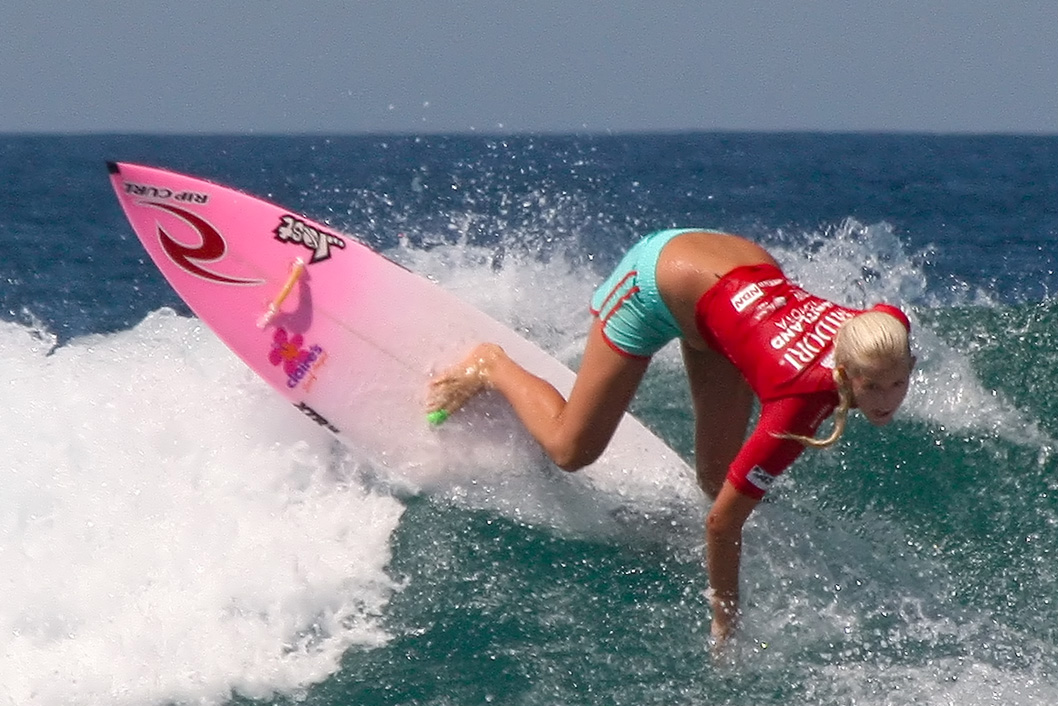
Bethany Hamilton
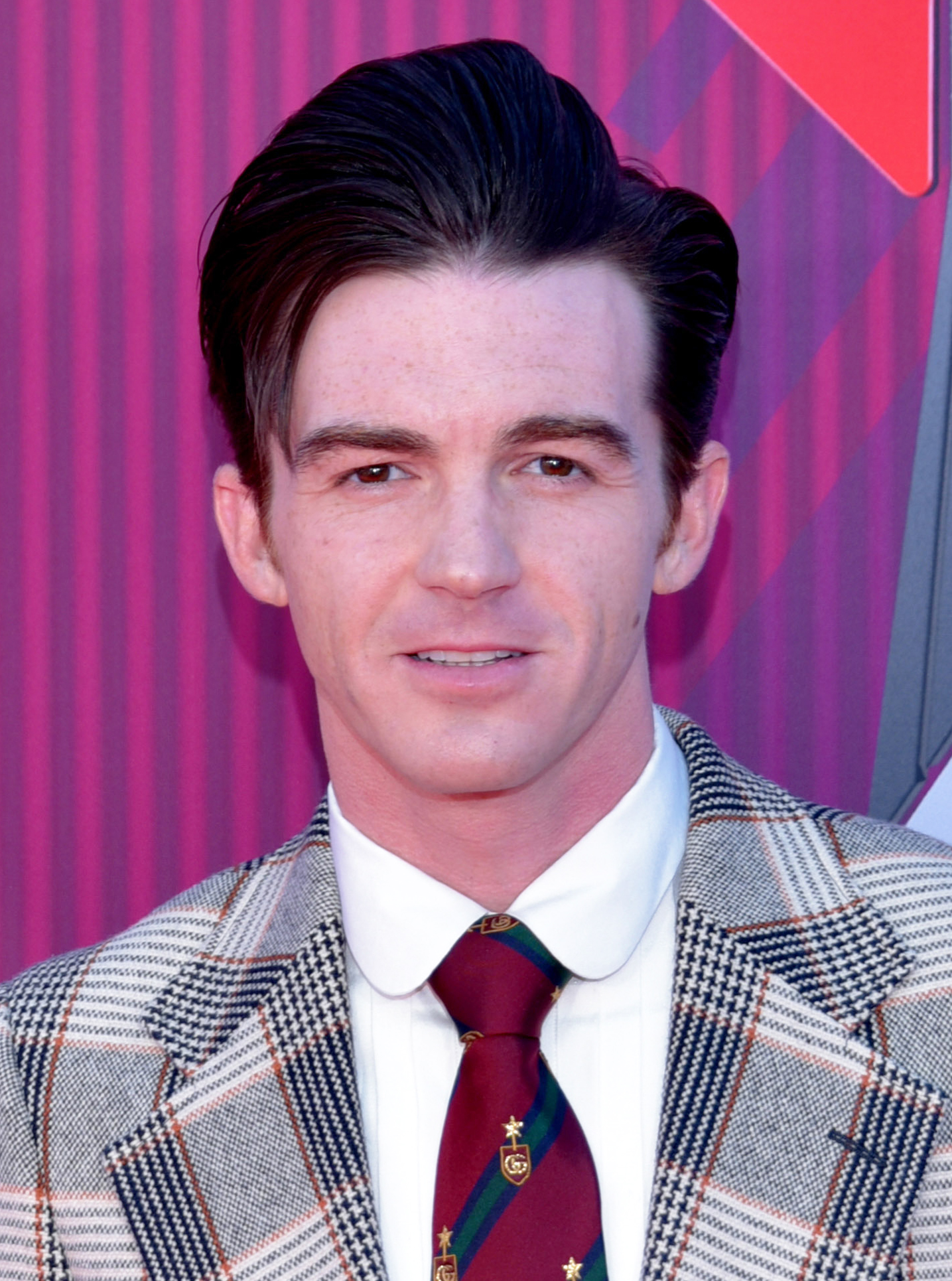
Drake Bell
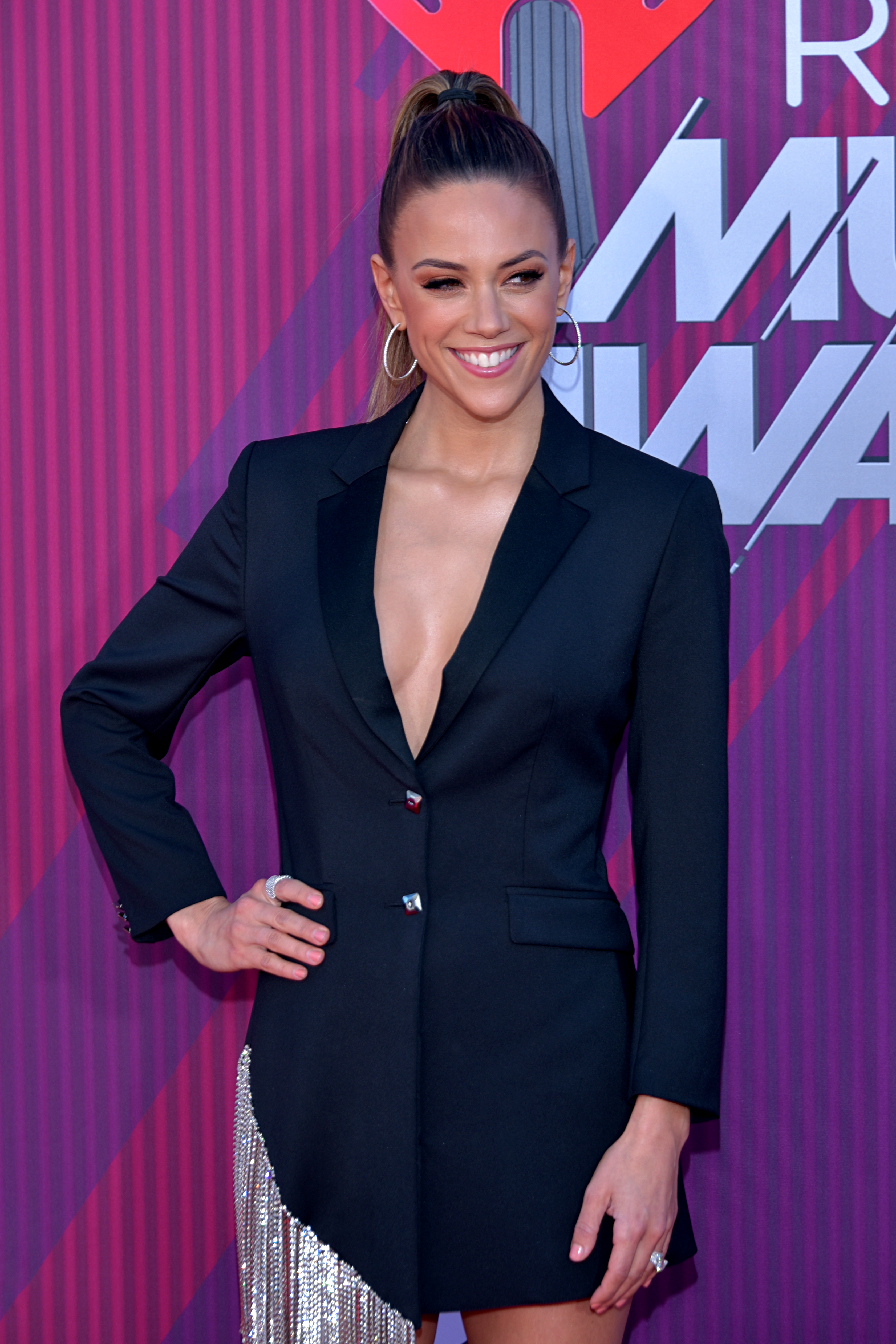
Jana Kramer
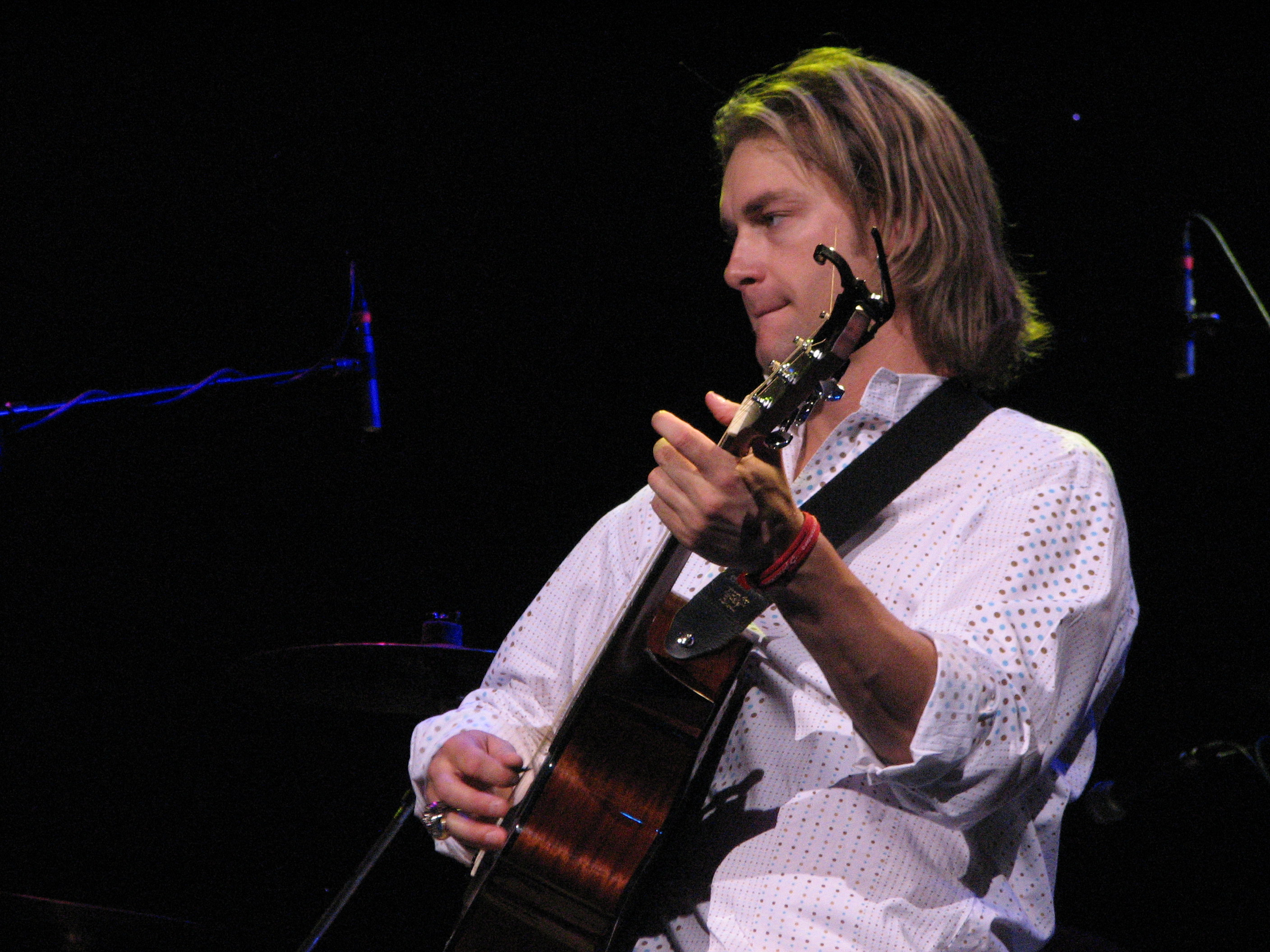
Bronson Arroyo
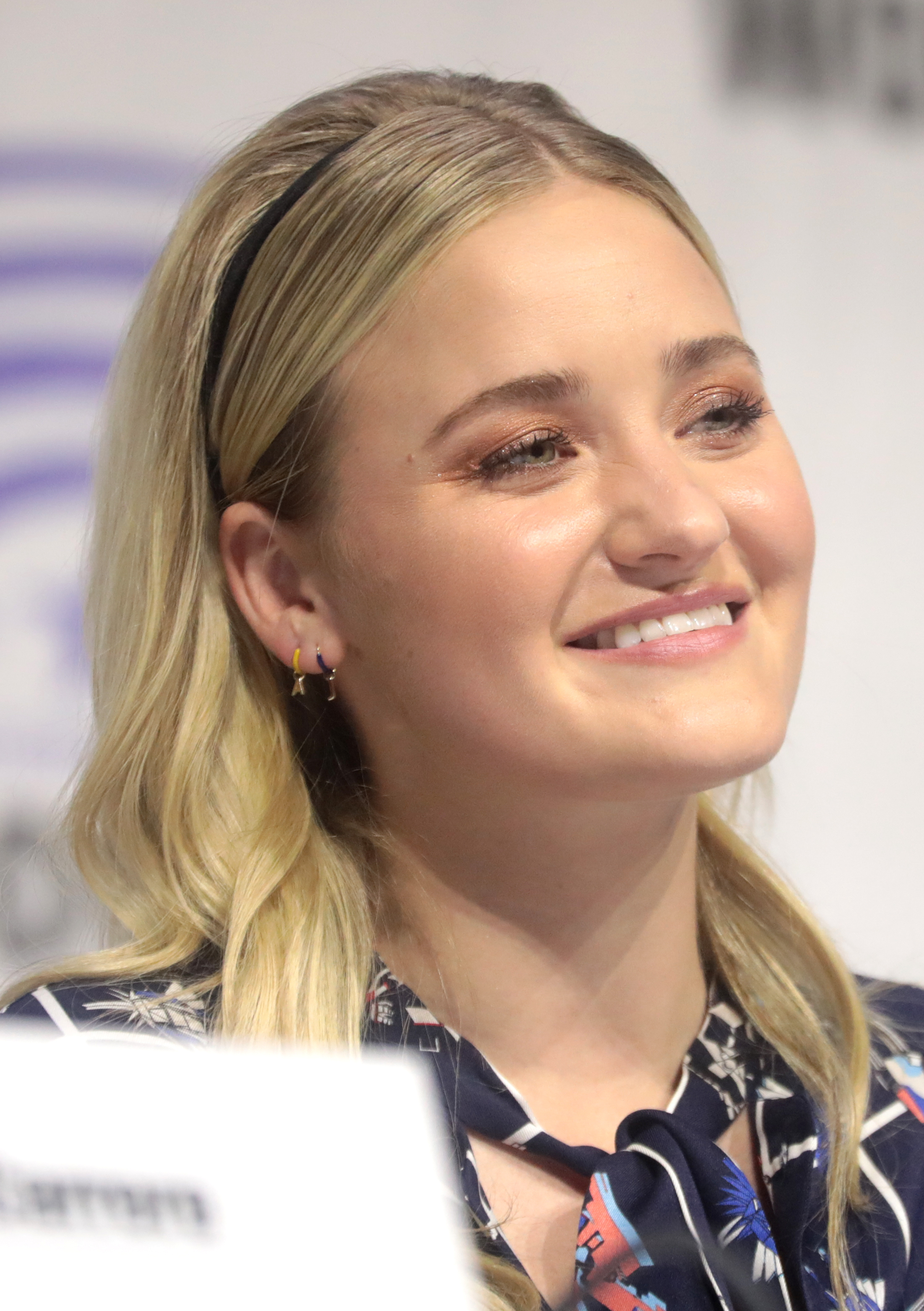
AJ Michalka
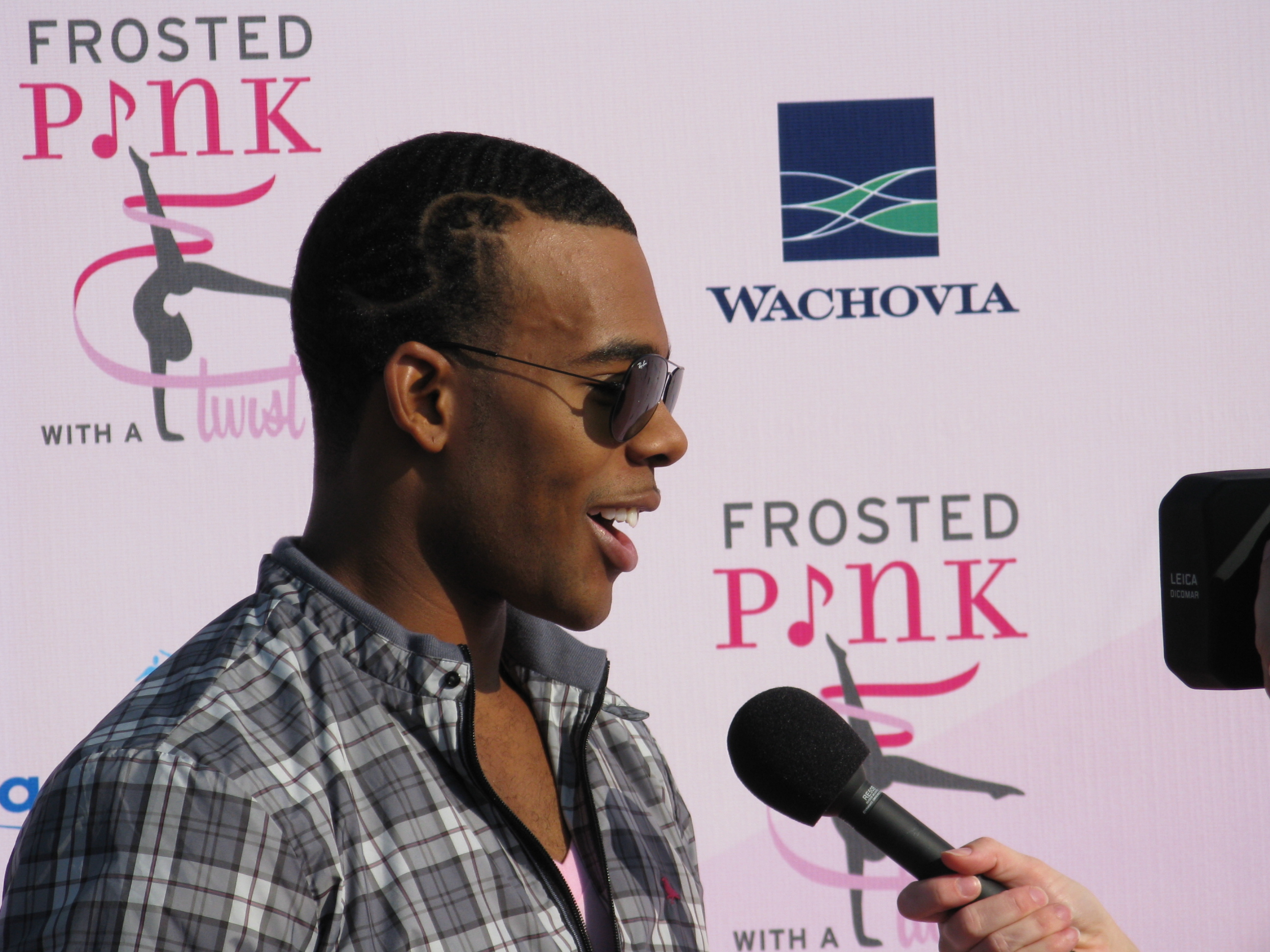
Mario
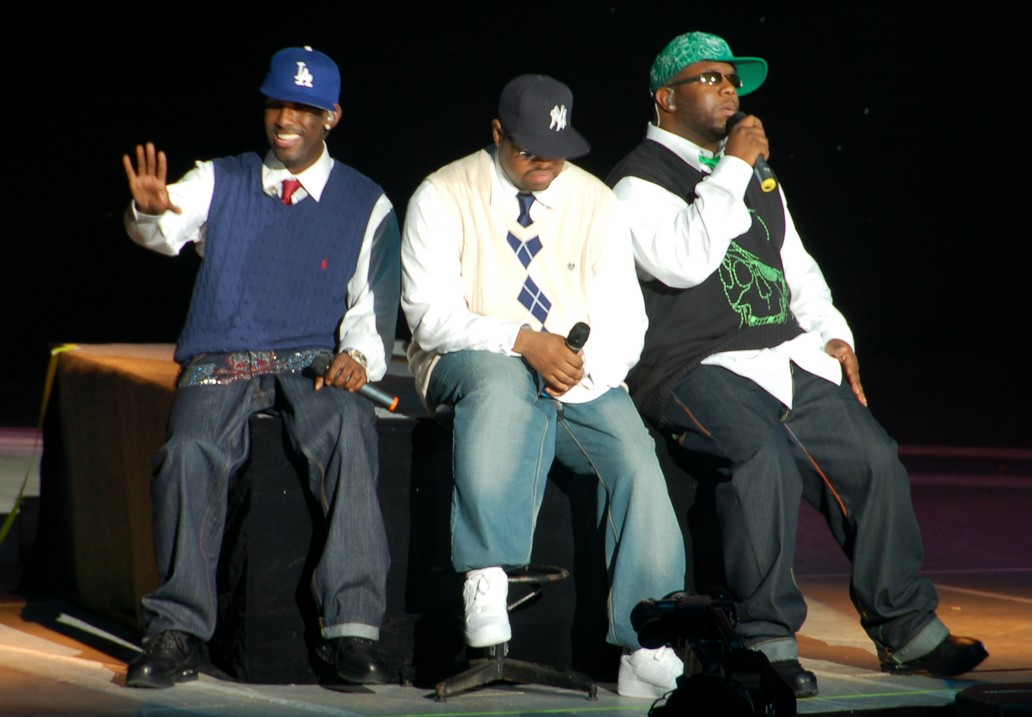
Boyz II Men

### Saison 13
La treizième saison de l'émission débutera le 12 février 2025 sur la chaîne FOX.
Une première bande-annonce de cette nouvelle saison, dans laquelle apparaissent quelques costumes, sort le 17 janvier 2025.
Légendes
| Perle              | Gretchen Wilson        | Chanteuse de country                                                 |  |  |  |  |  |  |  |  |  |  |  |  |  |  |  |  |  |  |  |  |  |  |  |  |  |  |  |
| Boogie Woogie      | Andy Grammer           | Chanteur                                                             |  |  |  |  |  |  |  |  |  |  |  |  |  |  |  |  |  |  |  |  |  |  |  |  |  |  |  |
| Corail             | Meg Donnelly           | Actrice dont la série Zombies                                        |  |  |  |  |  |  |  |  |  |  |  |  |  |  |  |  |  |  |  |  |  |  |  |  |  |  |  |
| Monstre savant fou | Brian Kelley           | Chanteur de country, membre du groupe Florida Georgia Line           |  |  |  |  |  |  |  |  |  |  |  |  |  |  |  |  |  |  |  |  |  |  |  |  |  |  |  |
| Lucky Duck         | Taika Waititi          | Acteur et réalisateur, époux de Rita Ora                             |  |  |  |  |  |  |  |  |  |  |  |  |  |  |  |  |  |  |  |  |  |  |  |  |  |  |  |
| Nessie             | Edwin McCain           | Chanteur                                                             |  |  |  |  |  |  |  |  |  |  |  |  |  |  |  |  |  |  |  |  |  |  |  |  |  |  |  |
| Paparazzo          | Matthew Lawrence       | Acteur                                                               |  |  |  |  |  |  |  |  |  |  |  |  |  |  |  |  |  |  |  |  |  |  |  |  |  |  |  |
| Yorkshire          | Erika Jayne            | Chanteuse et star de l’émission Les Real Housewives de Beverly Hills |  |  |  |  |  |  |  |  |  |  |  |  |  |  |  |  |  |  |  |  |  |  |  |  |  |  |  |
| Stud Muffin        | Method Man             | Rappeur et comédien                                                  |  |  |  |  |  |  |  |  |  |  |  |  |  |  |  |  |  |  |  |  |  |  |  |  |  |  |  |
| Fleur de cerisier  | Candace Cameron Bure   | Actrice dont La Fête à la maison                                     |  |  |  |  |  |  |  |  |  |  |  |  |  |  |  |  |  |  |  |  |  |  |  |  |  |  |  |
| Griffon            | James Van Der Beek     | Acteur dont Dawson et Les Experts : Cyber                            |  |  |  |  |  |  |  |  |  |  |  |  |  |  |  |  |  |  |  |  |  |  |  |  |  |  |  |
| Ranger de l'espace | Flavor Flav            | Rappeur, leader du groupe Public Enemy                               |  |  |  |  |  |  |  |  |  |  |  |  |  |  |  |  |  |  |  |  |  |  |  |  |  |  |  |
| Chauve-souris      | Scheana Shay           | Actrice, star de Vanderpump Rules                                    |  |  |  |  |  |  |  |  |  |  |  |  |  |  |  |  |  |  |  |  |  |  |  |  |  |  |  |
| Fourmi             | Aubrey O'Day           | Chanteuse                                                            |  |  |  |  |  |  |  |  |  |  |  |  |  |  |  |  |  |  |  |  |  |  |  |  |  |  |  |
| Petits pois        | Oscar de la Hoya       | Champion olympique de boxe                                           |  |  |  |  |  |  |  |  |  |  |  |  |  |  |  |  |  |  |  |  |  |  |  |  |  |  |  |
| Pot de miel        | Cedric the Entertainer | Acteur et humoriste                                                  |  |  |  |  |  |  |  |  |  |  |  |  |  |  |  |  |  |  |  |  |  |  |  |  |  |  |  |

Célébrités de la saison 13
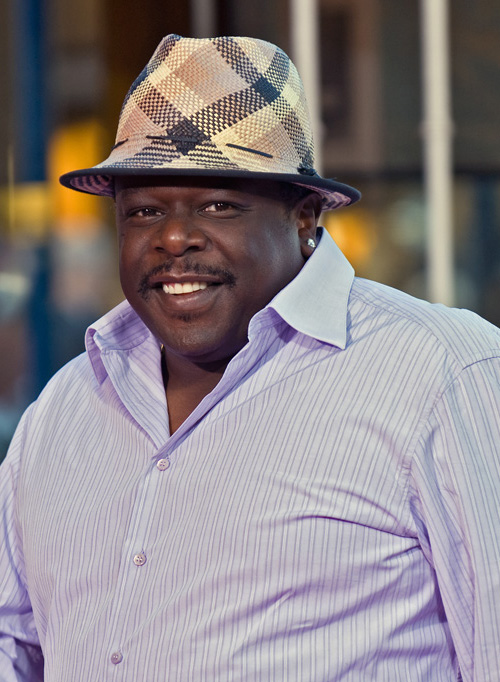
Cedric the Entertainer
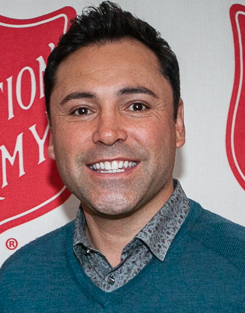
Oscar de la Hoya
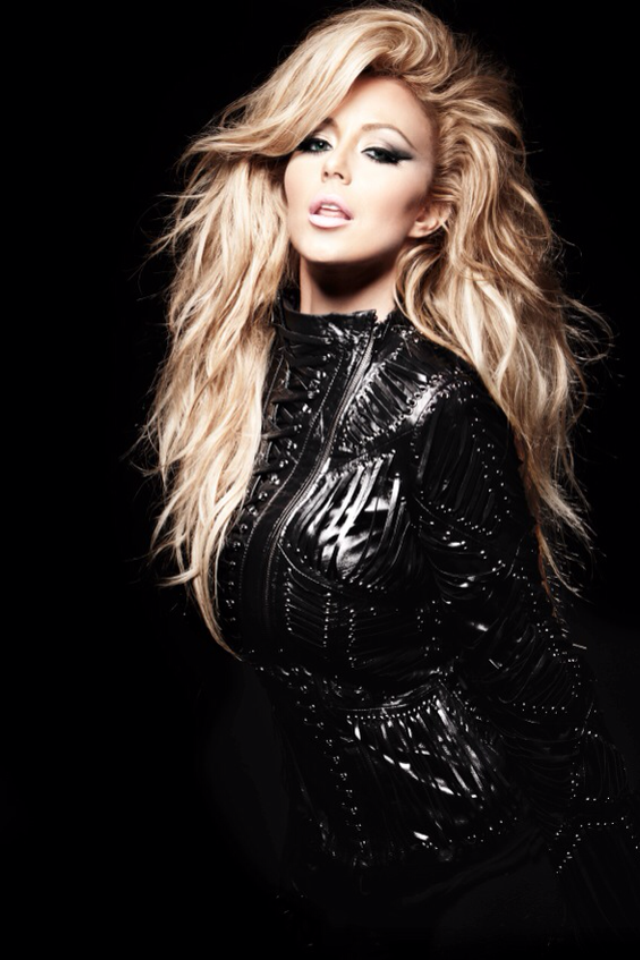
Aubrey O'Day
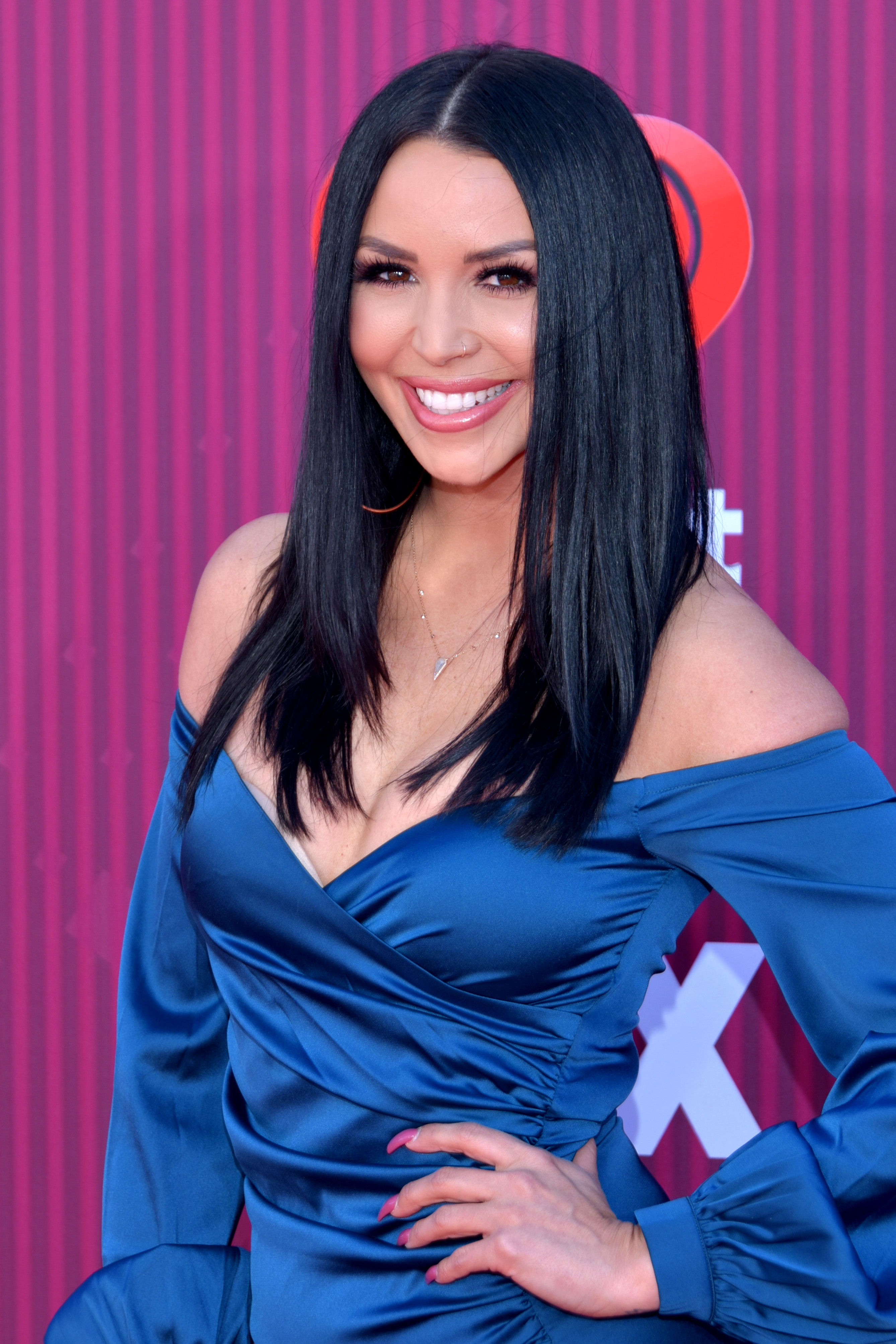
Scheana Shay
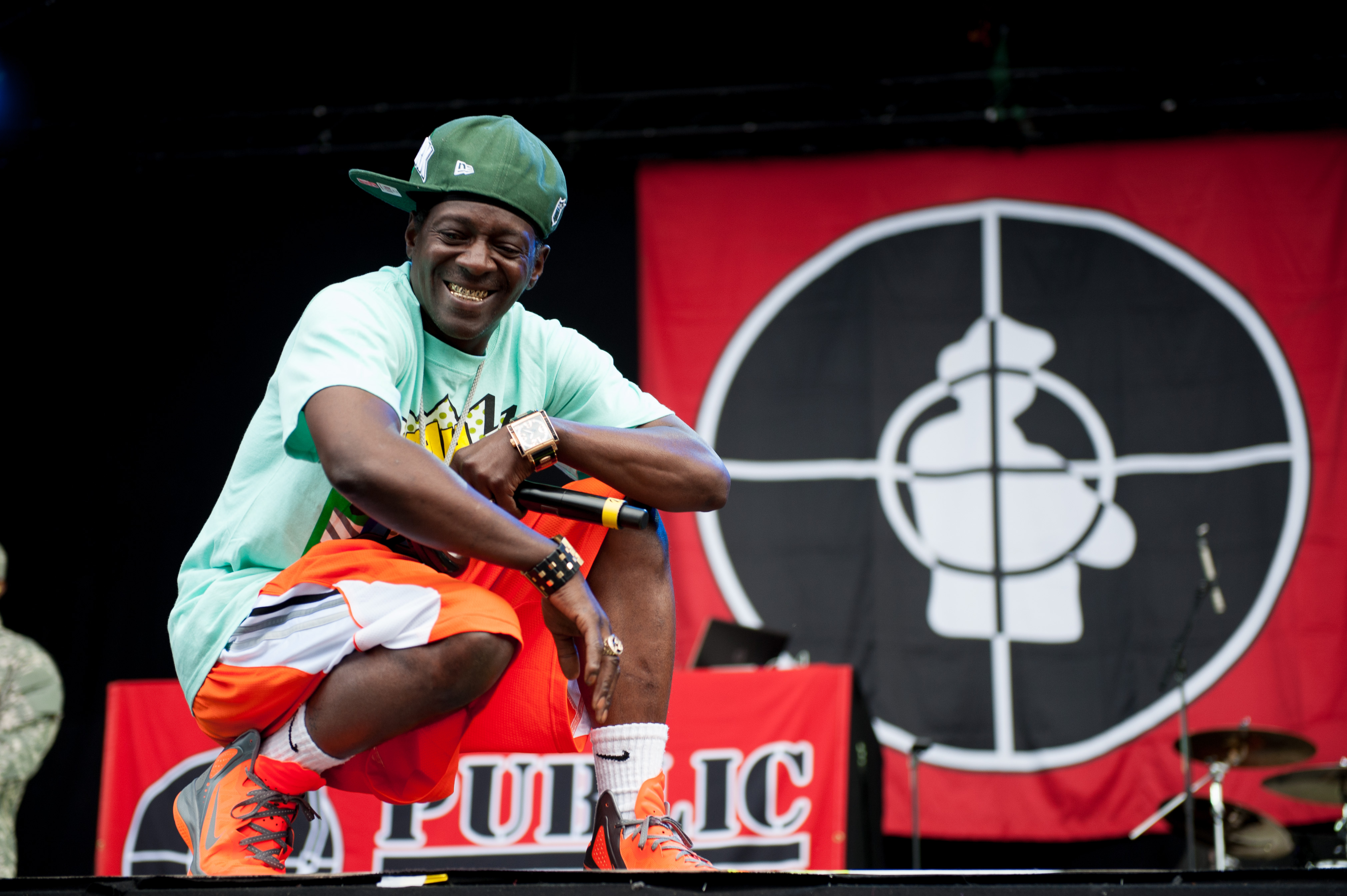
Flavor Flav
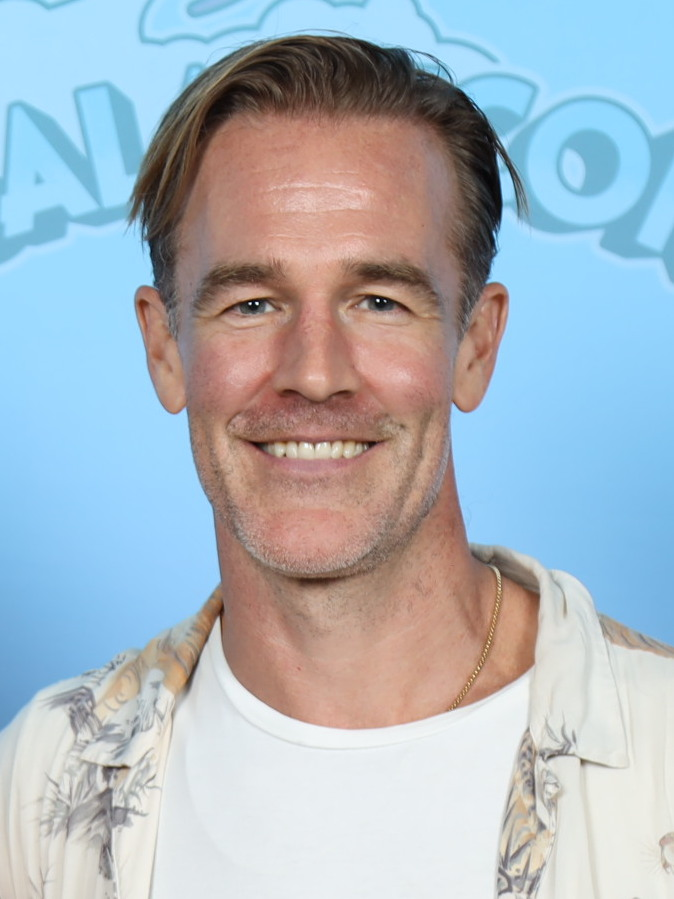
James Van Der Beek
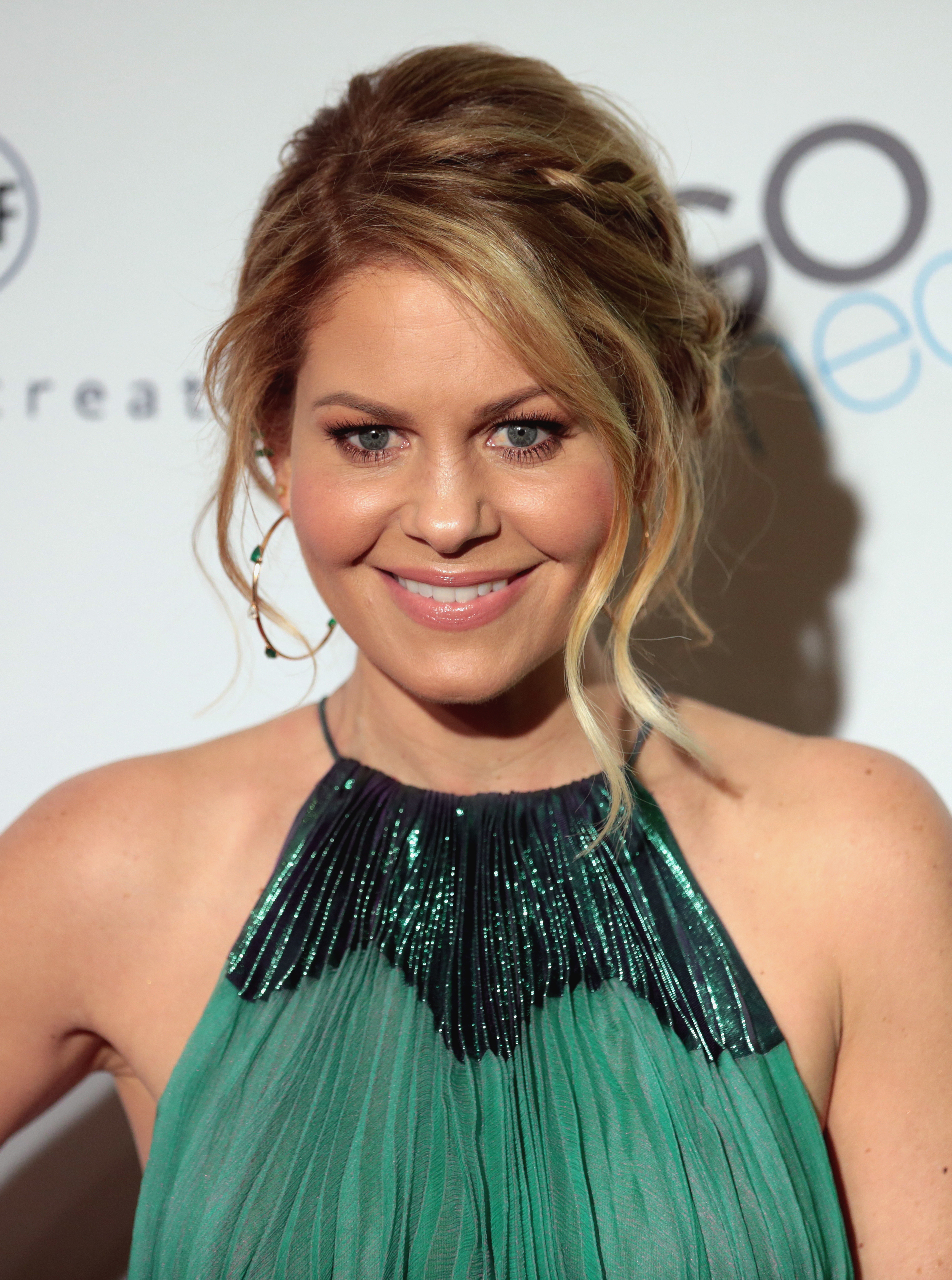
Candace Cameron Bure
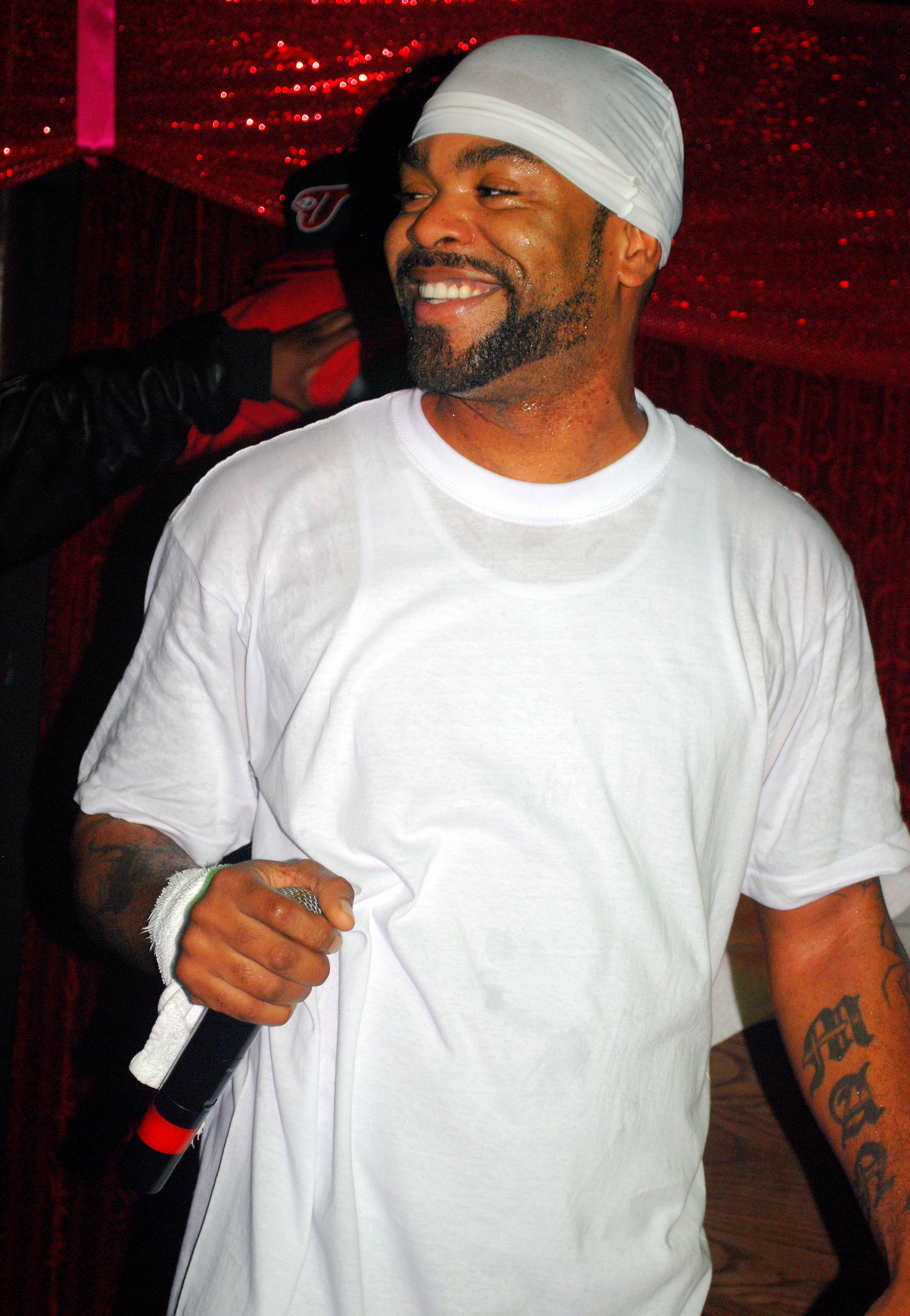
Method Man
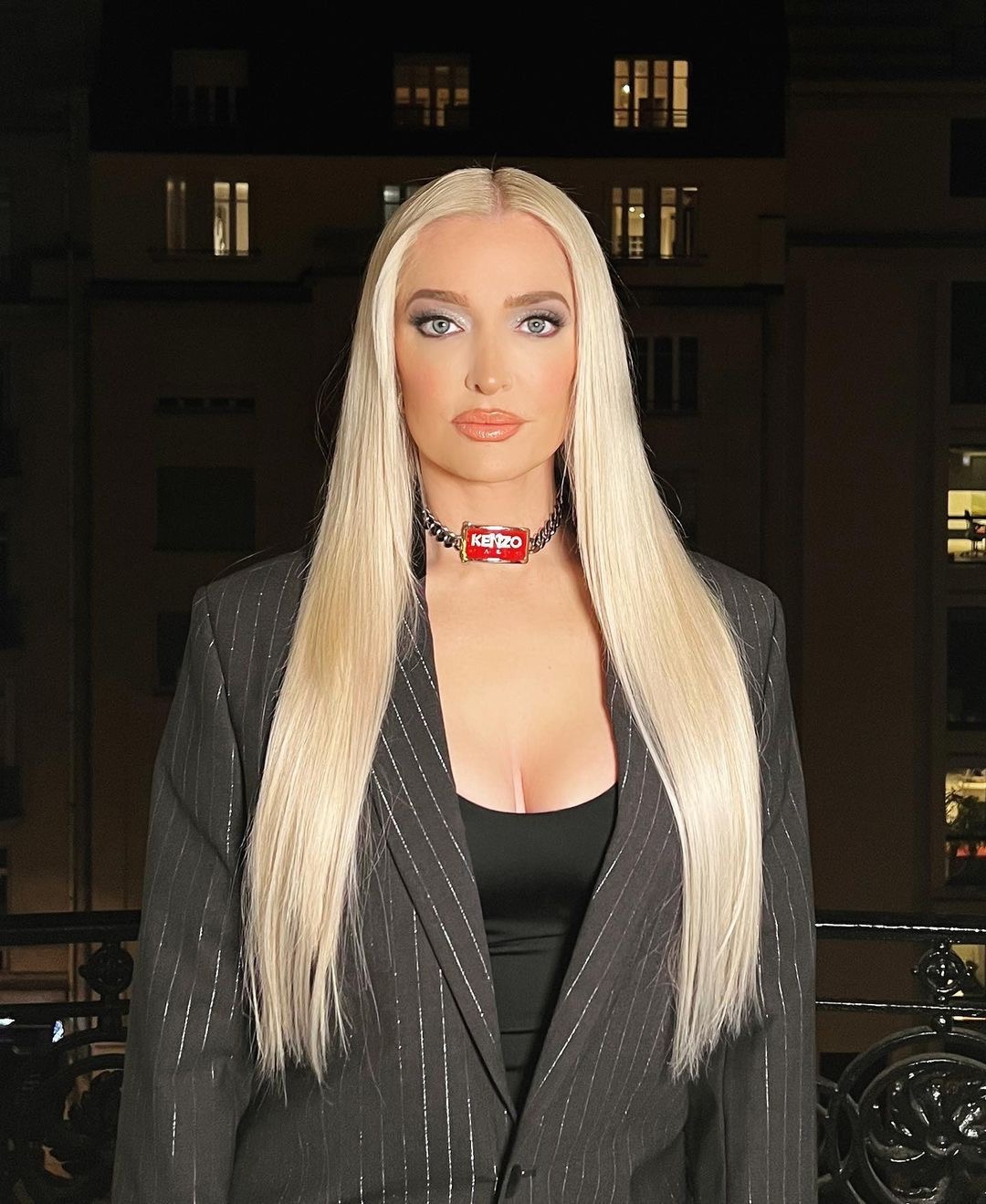
Erika Jayne
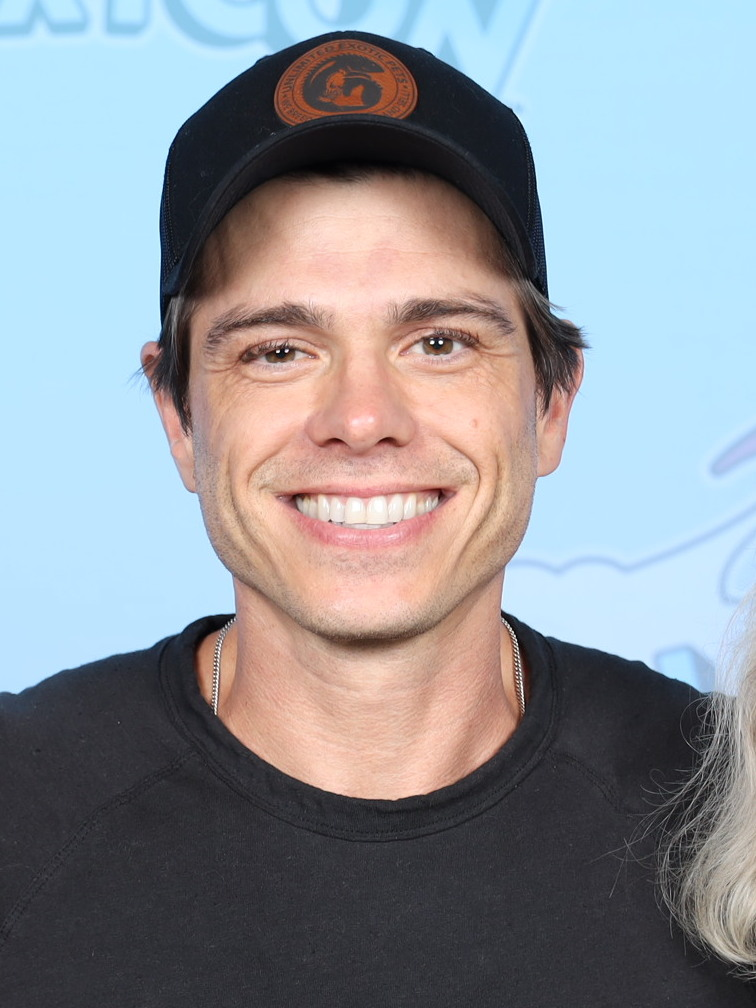
Matthew Lawrence
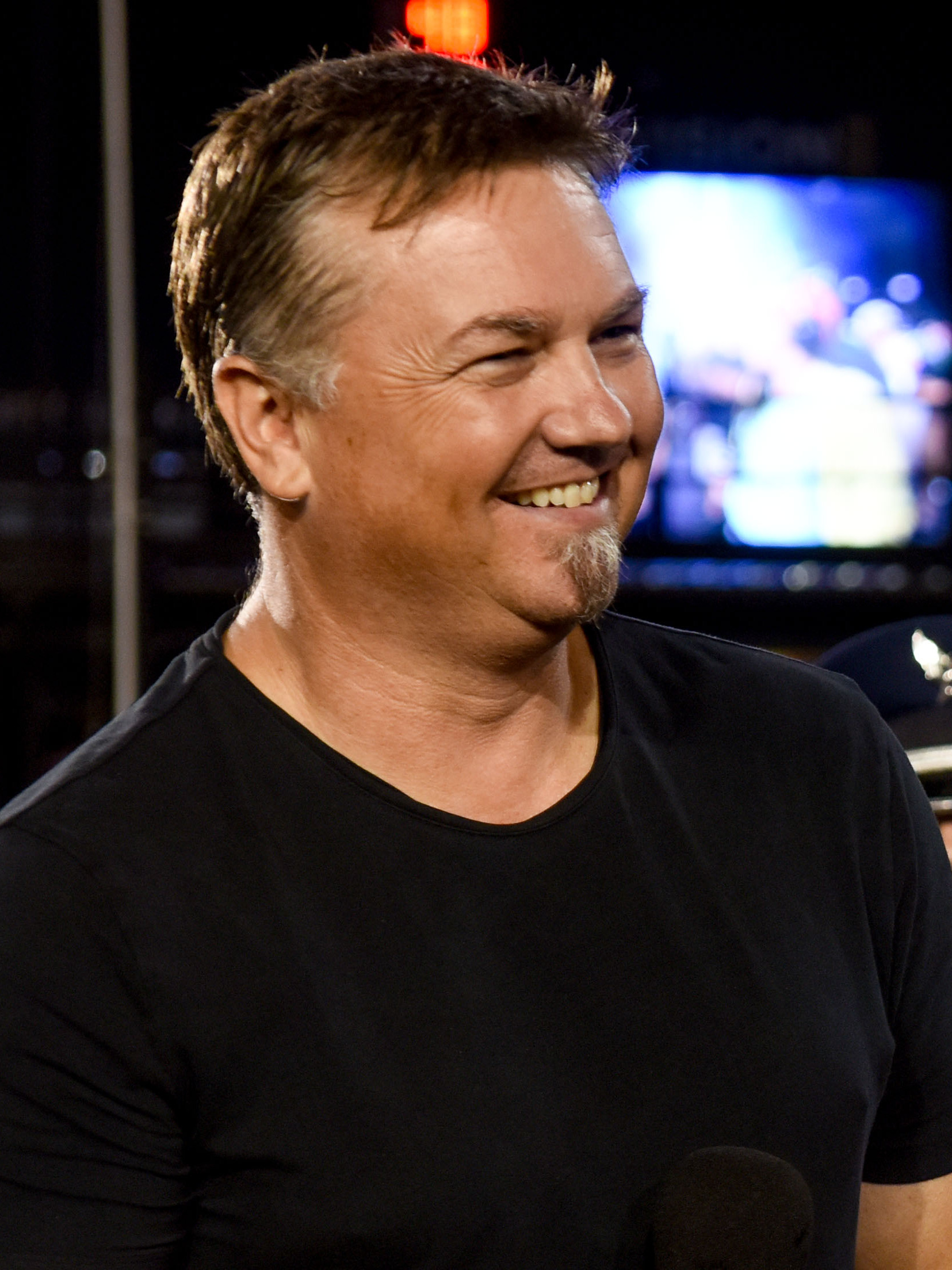
Edwin McCain
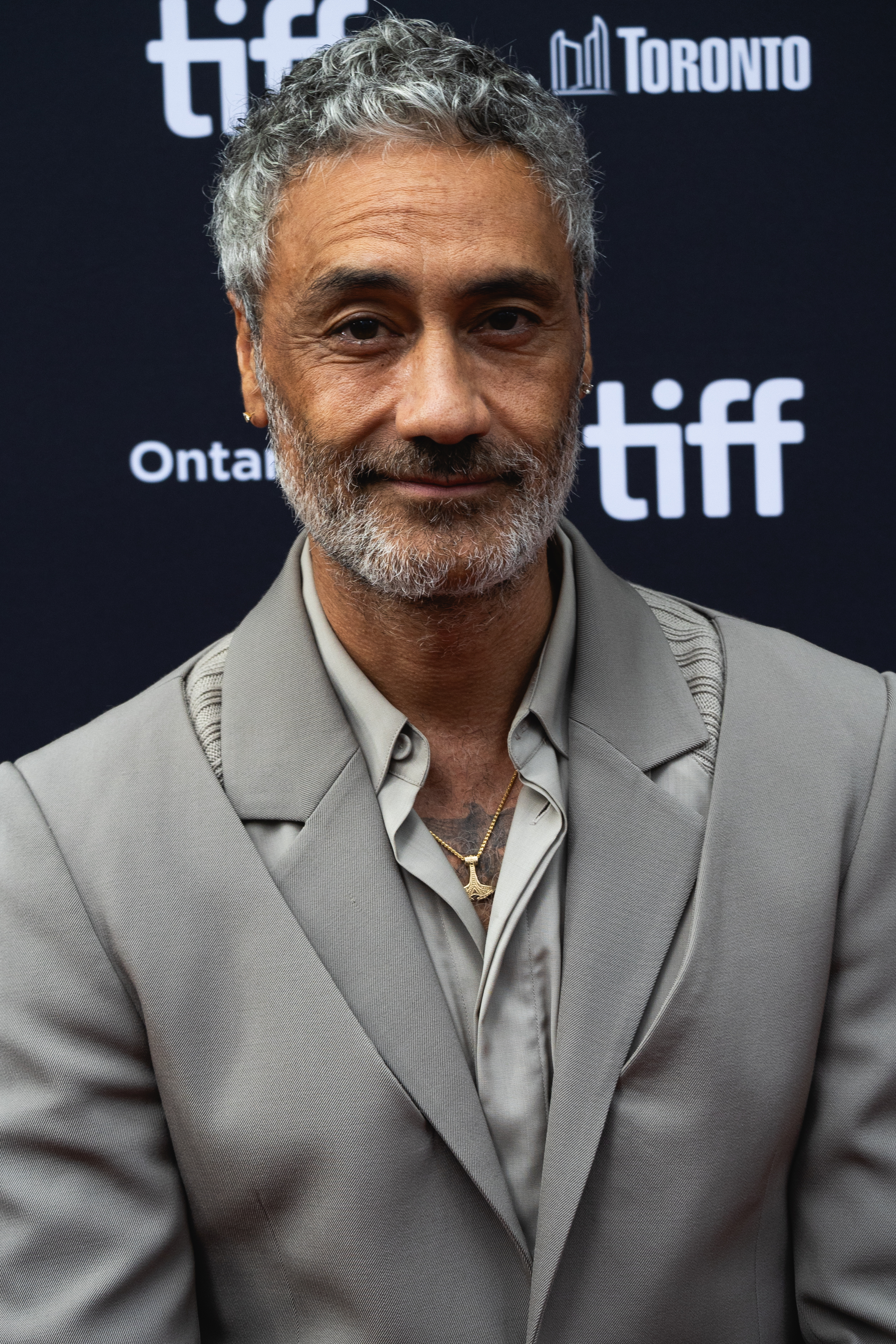
Taika Waititi
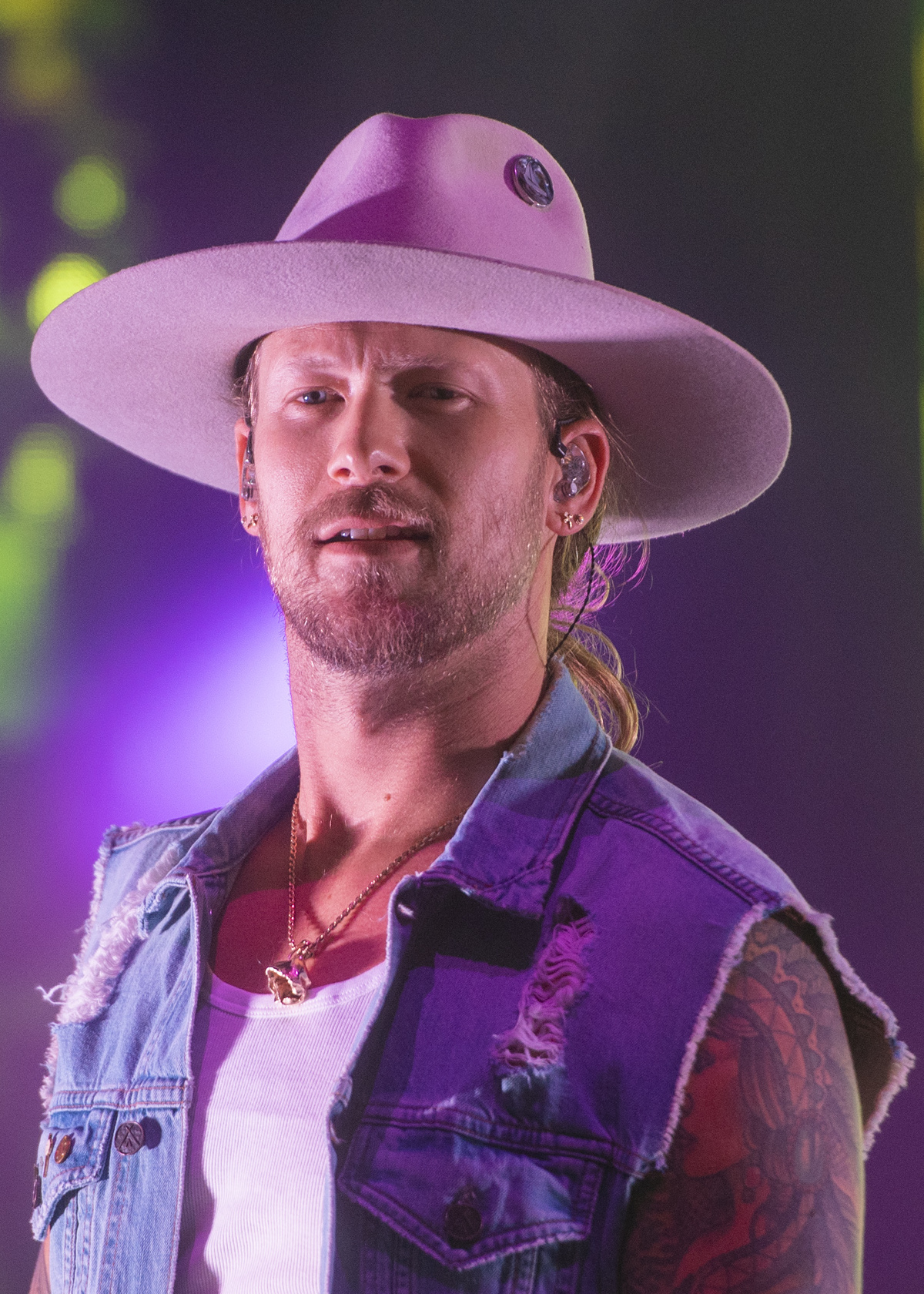
Brian Kelley
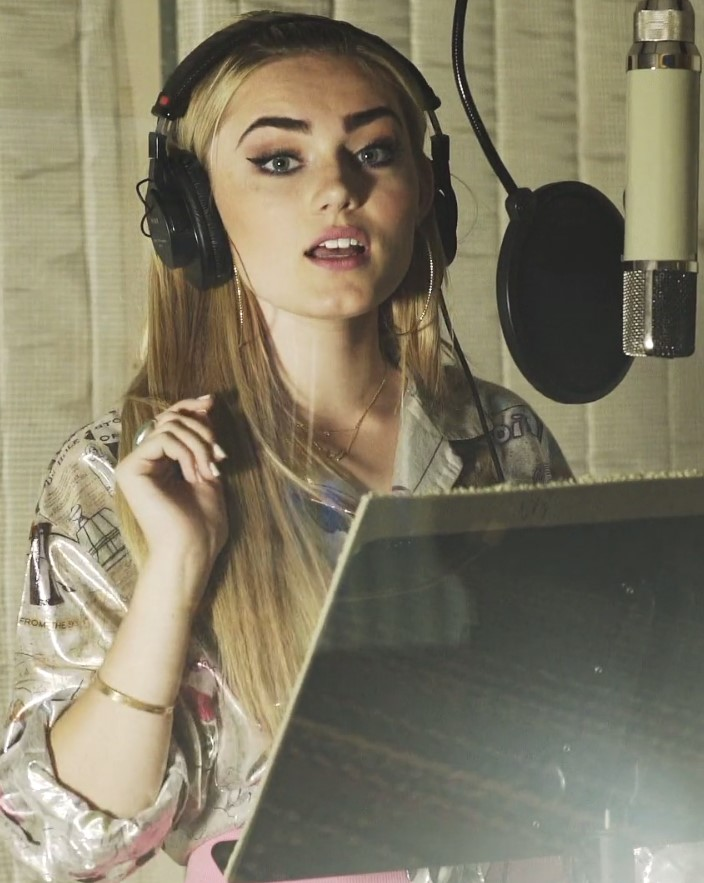
Meg Donnelly
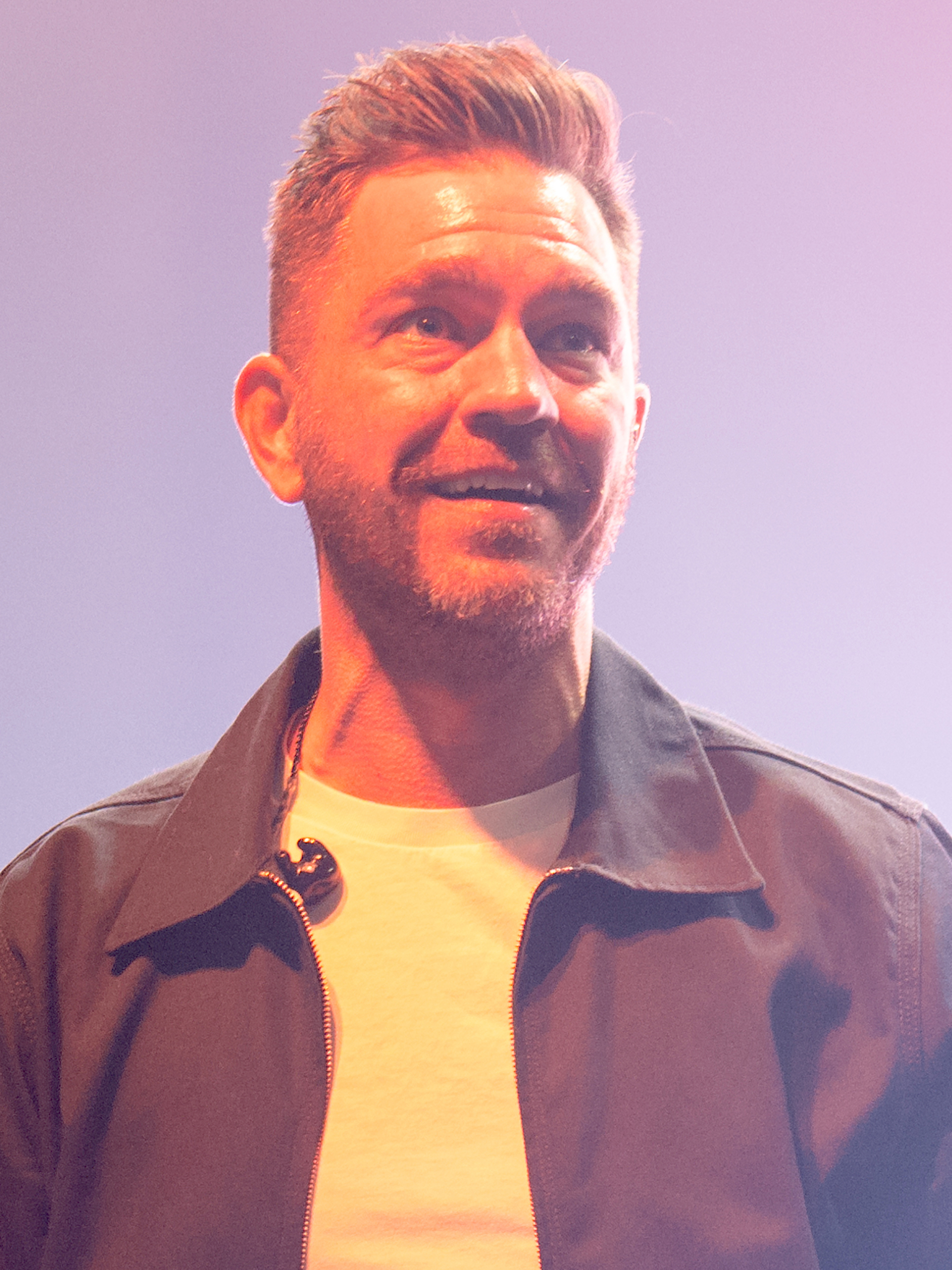
Andy Grammer
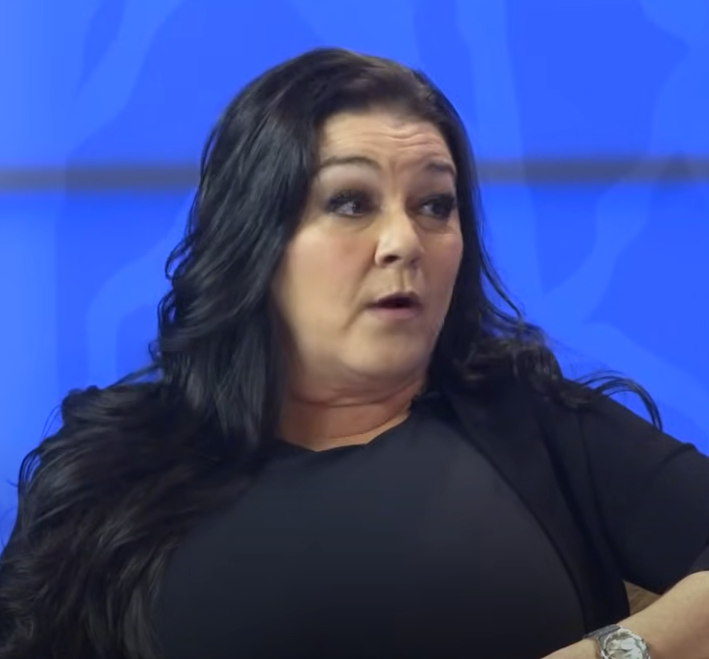
Gretchen Wilson

## Liste des épisodes
| Saison | Nombre de  | Nombre de | Durée                                | Finalistes                              | Finalistes                                  | Finalistes                                                                               | Animateur                    | Juges        | Juges          | Juges     | Juges              | Juges invités |
| Saison | Célébrités | Semaines  | Durée                                | Vainqueur                               | Deuxième                                    | Troisième                                                                                | Animateur                    | Juges        | Juges          | Juges     | Juges              | Juges invités |
| ------ | ---------- | --------- | ------------------------------------ | --------------------------------------- | ------------------------------------------- | ---------------------------------------------------------------------------------------- | ---------------------------- | ------------ | -------------- | --------- | ------------------ | --- |
| 1      | 12         | 9         | 2 janvier 2019 – 27 février 2019     | T-Pain était le Monstre                 | Donny Osmond était le Paon                  | Gladys Knight était l'Abeille                                                            | Nick Cannon                  | Robin Thicke | Jenny McCarthy | Ken Jeong | Nicole Scherzinger | Joel McHale J. B. Smoove Kenan Thompson |
| 2      | 16         | 10        | 25 septembre 2019 – 18 décembre 2019 | Wayne Brady était le Renard             | Chris Daughtry était le Rottweiler          | Adrienne Bailon-Houghton était le Flamant rose                                           | Nick Cannon                  | Robin Thicke | Jenny McCarthy | Ken Jeong | Nicole Scherzinger | Anthony Anderson Triumph the Insult Comic Dog Joel McHale T-Pain                                                                                          |
| 3      | 18         | 16        | 2 février 2020 – 20 mai 2020         | Kandi Burruss était l'Ange de la nuit   | Jesse McCartney était la Tortue             | Bow Wow était la Grenouille                                                              | Nick Cannon                  | Robin Thicke | Jenny McCarthy | Ken Jeong | Nicole Scherzinger | Jamie Foxx Jason Biggs Leah Remini Gabriel Iglesias T-Pain Joel McHale Will Arnett Yvette Nicole Brown Sharon Osbourne Gordon Ramsay Jeff Dye Jay Pharoah |
| 4      | 17         | 12        | 23 septembre 2020 – 16 décembre 2020 | LeAnn Rimes était le Soleil             | Aloe Blacc était le Champignon              | Nick Carter était le Crocodile                                                           | Nick Cannon                  | Robin Thicke | Jenny McCarthy | Ken Jeong | Nicole Scherzinger | Joel McHale Wayne Brady Niecy Nash Cheryl Hines Jay Pharoah Craig Robinson                                                                                |
| 5      | 16         | 12        | 10 mars 2021 – 26 mai 2021           | Nick Lachey était le Cochon             | JoJo était le Cygne noir                    | Wiz Khalifa était le Caméléon                                                            | Niecy Nash, puis Nick Cannon | Robin Thicke | Jenny McCarthy | Ken Jeong | Nicole Scherzinger | Joel McHale Rita Wilson Chrissy Metz Rob Riggle Darius Rucker LeAnn Rimes                                                                                 |
| 6      | 16         | 12        | 22 septembre 2021 – 15 décembre 2021 | Jewel était la Reine des Cœurs          | Todrick Hall était le Taureau               | Faith Evans était la Moufette / Katharine McPhee et David Foster étaient le Banana Split | Nick Cannon                  | Robin Thicke | Jenny McCarthy | Ken Jeong | Nicole Scherzinger | Leslie Jordan Joel McHale will.i.am Cheryl Hines |
| 7      | 15         | 11        | 9 mars 2022 – 18 mai 2022            | Teyana Taylor était la Luciole          | Hayley Orrantia était le Monsieur Loyal     | Cheyenne Jackson était le Prince                                                         | Nick Cannon                  | Robin Thicke | Jenny McCarthy | Ken Jeong | Nicole Scherzinger | Eric Stonestreet Nicole Byer Leslie Jordan |
| 8      | 22         | 10        | 21 septembre 2022 – 30 novembre 2022 | Amber Riley était la Harpe              | Le groupe Wilson Phillips était les Agneaux | Nikki Glaser était la Tempête de neige                                                   | Nick Cannon                  | Robin Thicke | Jenny McCarthy | Ken Jeong | Nicole Scherzinger | Donny Osmond Andrew Lloyd Webber Miss Piggy Leslie Jordan Joel McHale                                                                                     |
| 9      | 21         | 14        | 15 février 2023 – 17 mai 2023        | Bishop Briggs était la Gorgone          | David Archuleta était le Ara                | Le groupe Pentatonix était les California Rolls                                          | Nick Cannon                  | Robin Thicke | Jenny McCarthy | Ken Jeong | Nicole Scherzinger | Jennifer Nettles |
| 10     | 16         | 11        | 27 septembre 2023 – 20 décembre 2023 | Ne-Yo était la Vache                    | John Schneider était le Donut               | Janel Parrish était la Gazelle                                                           | Nick Cannon                  | Robin Thicke | Jenny McCarthy | Ken Jeong | Nicole Scherzinger | |
| 11     | 16         | 12        | 6 mars 2024 - 22 mai 2024            | Vanessa Hudgens était le Poisson rouge  | Scott Porter était la Machine à bonbons     | Thelma Houston était la Pendule                                                          | Nick Cannon                  | Robin Thicke | Jenny McCarthy | Ken Jeong | Rita Ora           | |
| 12     | 15         | 12        | 25 septembre 2024 - 18 décembre 2024 | Le groupe Boyz II Men était les Buffles | Mario était la Guêpe                        | AJ Michalka était le Fraisier                                                            | Nick Cannon                  | Robin Thicke | Jenny McCarthy | Ken Jeong | Rita Ora           | |
| 13     | 16         | 13        | 12 février 2025 - 7 mai 2025         | Gretchen Wilson était la Perle          | Andy Grammer était Boogie-Woogie            | Meg Donnelly était le Corail                                                             | Nick Cannon                  | Robin Thicke | Jenny McCarthy | Ken Jeong | Rita Ora           | Casey Wilson |

### Saison 1 (2019)
Épisode 1
- Diffusion : 2 janvier 2019.
- Audience :  9 360 000 téléspectateurs[24]
- Audience replay (+7 jours) : 12 970 000 téléspectateurs[25]

| Ordre | Masque                      | Chanson - Artiste                                          | Résultat du challenge |
| ----- | --------------------------- | ---------------------------------------------------------- | --------------------- |
| 1     | Paon                        | "The Greatest Show - Hugh Jackman"                         | Gagné                 |
| 2     | Hippopotame (Antonio Brown) | "My Prerogative - Bobby Brown"                             | Éliminé par les juges |
|       |                             |                                                            |                       |
| 3     | Monstre                     | "Don't Stop Me Now - Queen"                                | Sauvé par les juges   |
| 4     | Licorne                     | "Fight Song - Rachel Platten"                              | Gagné                 |
|       |                             |                                                            |                       |
| 5     | Cerf                        | "Thunder - Imagine Dragons"                                | Sauvé par les juges   |
| 6     | Lion                        | "A Little Party Never Killed Nobody (All We Got) - Fergie" | Gagné                 |

Épisode 2
- Diffusion : 9 janvier 2019.
- Audience : 7 070 000 téléspectateurs[26]
- Audience replay (+7 jours) : 10 890 000 téléspectateurs[27]

| Ordre | Masque               | Chanson - Artiste                  | Résultat du challenge |
| ----- | -------------------- | ---------------------------------- | --------------------- |
| 1     | Lapin                | Livin' la Vida Loca - Ricky Martin | Gagné                 |
| 2     | Extraterrestre       | Feel It Still - Portugal. The Man  | Sauvé par les juges   |
|       |                      |                                    |                       |
| 3     | Corbeau              | Rainbow - Kesha                    | Gagné                 |
| 4     | Ananas (Tommy Chong) | I Will Survive - Gloria Gaynor     | Éliminé par les juges |
|       |                      |                                    |                       |
| 5     | Caniche              | Heartbreaker - Pat Benatar         | Sauvé par les juges   |
| 6     | Abeille              | Chandelier - Sia                   | Gagné                 |

Épisode 3
- Diffusion : 16 janvier 2019.
- Audience : 6 940 000 téléspectateurs[28]
- Audience replay (+7 jours) : 10 560 000 téléspectateurs[29]

| Ordre | Masque                | Chanson - Artiste                        | Résultat du challenge |
| ----- | --------------------- | ---------------------------------------- | --------------------- |
| 1     | Lion                  | Feeling Good - Nina Simone               | Sauvé                 |
| 2     | Cerf (Terry Bradshaw) | Get Your Shine On - Florida Georgia Line | Éliminé               |
| 3     | Paon                  | Counting Stars - OneRepublic             | Sauvé                 |
| 4     | Licorne               | Oops!... I Did It Again - Britney Spears | Sauvé                 |
| 5     | Monstre               | I Don't Want To Be - Gavin DeGraw        | Sauvé                 |

Épisode 4
- Diffusion : 23 janvier 2019.
- Audience : 7 140 000 téléspectateurs[30]
- Audience replay (+7 jours) : 11 010 000 téléspectateurs[31]

| Ordre | Masque                 | Chanson - Artiste                        | Résultat du challenge |
| ----- | ---------------------- | ---------------------------------------- | --------------------- |
| 1     | Lapin                  | Wake Me Up - Avicii featuring Aloe Blacc | Sauvé                 |
| 2     | Extraterrestre         | Lovefool - The Cardigans                 | Sauvé                 |
| 3     | Corbeau                | Bad Romance - Lady Gaga                  | Sauvé                 |
| 4     | Caniche (Margaret Cho) | Time After Time - Cyndi Lauper           | Éliminée              |
| 5     | Abeille                | Locked Out of Heaven - Bruno Mars        | Sauvé                 |

Épisode 5
- Diffusion : 30 janvier 2019.
- Audience : 7 870 000 téléspectateurs[32]
- Audience replay (+7 jours) : 11 210 000 téléspectateurs[33]

- - Chanson de groupe : On Top of the World - Imagine Dragons

| Ordre | Masque                  | Chanson - Artiste                           | Résultat du challenge |
| ----- | ----------------------- | ------------------------------------------- | --------------------- |
| 1     | Lapin                   | Poison - Bell Biv DeVoe                     | Sauvé                 |
| 2     | Licorne (Tori Spelling) | I Love It - Icona Pop featuring Charli XCX  | Éliminée              |
| 3     | Extraterrestre          | Happy - Pharrell Williams                   | Sauvé                 |
| 4     | Lion                    | California Dreamin' - The Mamas & the Papas | Sauvé                 |

Épisode 6
- Diffusion : 6 février 2019.
- Audience : 7 130 000 téléspectateurs[34]
- Audience replay (+7 jours) : 10 440 000 téléspectateurs
  - Chanson de groupe : I Gotta Feeling - Black Eyed Peas

| Ordre | Masque               | Chanson - Artiste              | Résultat du challenge |
| ----- | -------------------- | ------------------------------ | --------------------- |
| 1     | Abeille              | Wrecking Ball - Miley Cyrus    | Sauvé                 |
| 2     | Paon                 | All of Me - John Legend        | Sauvé                 |
| 3     | Corbeau (Ricki Lake) | Brave - Sara Bareilles         | Éliminée              |
| 4     | Monstre              | American Woman - Lenny Kravitz | Sauvé                 |

Épisode 7
- Diffusion : 13 février 2019.
- Audience : 7 840 000 téléspectateurs[35]
- Audience replay (+7 jours) : 11 370 000 téléspectateurs

| Ordre | Masque                           | Chanson - Artiste                                  | Résultat du challenge |
| ----- | -------------------------------- | -------------------------------------------------- | --------------------- |
| 1     | Monstre                          | I Love Rock 'n' Roll - Joan Jett & the Blackhearts | Sauvé                 |
| 2     | Lion                             | Diamond Heart - Lady Gaga                          | Sauvé                 |
| 3     | Extraterrestre (La Toya Jackson) | Ex's & Oh's - Elle King                            | Éliminée              |
| 4     | Abeille                          | What's Love Got to Do with It - Tina Turner        | Sauvé                 |
| 5     | Lapin                            | Isn't She Lovely - Stevie Wonder                   | Sauvé                 |
| 6     | Paon                             | Can't Feel My Face - The Weeknd                    | Sauvé                 |

Épisode 8
- Diffusion : 20 février 2019.
- Audience : 8 270 000 téléspectateurs[36]
- Audience replay (+7 jours) : 11 380 000 téléspectateurs

| Ordre | Masque              | Chanson - Artiste                                         | Résultat du challenge |
| ----- | ------------------- | --------------------------------------------------------- | --------------------- |
| 1     | Paon                | Let's Go - Calvin Harris featuring Ne-Yo                  | Sauvé                 |
| 2     | Monstre             | Stay With Me - Sam Smith                                  | Sauvé                 |
| 3     | Lion (Rumer Willis) | Don't You Worry 'Bout a Thing - Stevie Wonder             | Éliminée              |
| 4     | Lapin (Joey Fatone) | My Girl - The Temptations                                 | Éliminé               |
| 5     | Abeille             | (You Make Me Feel Like) A Natural Woman - Aretha Franklin | Sauvé                 |

Épisode 9
- Diffusion : 27 février 2019.
- Audience : 8 580 000 téléspectateurs[37]
- Audience replay (+7 jours) : 10 770 000 téléspectateurs

Épisode spécial avant la finale. 
Épisode 10
- Diffusion : 27 février 2019.
- Audience : 11 470 000 téléspectateurs[37]
- Audience replay (+7 jours) : 14 220 000 téléspectateurs

| Ordre | Masque                  | Chanson - Artiste                        | Résultat du challenge |
| ----- | ----------------------- | ---------------------------------------- | --------------------- |
| 1     | Paon (Donny Osmond)     | Shake a Tail Feather - The Five Du-Tones | Deuxième              |
| 2     | Abeille (Gladys Knight) | I Can't Make You Love Me - Bonnie Raitt  | Troisième             |
| 3     | Monstre (T-Pain)        | This Is How We Do It - Montell Jordan    | Vainqueur             |

### Saison 2 (2019)
Épisode 1
- Diffusion : 25 septembre 2019.
- Audience :  8 020 000 téléspectateurs[38]

| Ordre         | Masque            | Chanson - Artiste                                           | Résultat du challenge |  |
| ------------- | ----------------- | ----------------------------------------------------------- | --------------------- |  |
| 1             | Papillon          | "Bang Bang - Jessie J, Ariana Grande et Nicki Minaj"        | Gagné                 |  |
| 2             | Œuf               | "Just Dance - Lady Gaga"                                    | En danger             |  |
|               |                   |                                                             |                       |  |
| 3             | Thingamajig       | "Easy - Commodores"                                         | Gagné                 |  |
| 4             | Squelette         | "Rapper's Delight - The Sugarhill Gang"/"Good Times - Chic" | En danger             |  |
| Confrontation |                   |                                                             |                       |  |
| 1             | Œuf (Johnny Weir) | "One Way or Another - Blondie"                              | Éliminé               |  |
| 2             | Squelette         | "Hard to Handle - Otis Redding"                             | Gagné                 |  |

| Ordre         | Masque        | Chanson - Artiste                              | Résultat du challenge |  |
| ------------- | ------------- | ---------------------------------------------- | --------------------- |  |
| 1             | Coccinelle    | "Holding Out for a Hero - Bonnie Tyler"        | En danger             |  |
| 2             | Rottweiler    | "Maneater - Hall & Oates"                      | Gagné                 |  |
|               |               |                                                |                       |  |
| 3             | Arbre         | "High Hopes - Panic! at the Disco"             | Gagné                 |  |
| 4             | Glace         | "Old Town Road - Lil Nas X et Billy Ray Cyrus" | En danger             |  |
| Confrontation |               |                                                |                       |  |
| 1             | Glace (Ninja) | "Whip It - Devo"                               | Éliminé               |  |
| 2             | Coccinelle    | "Hit Me with Your Best Shot - Pat Benatar"     | Gagné                 |  |

Épisode 2
- Diffusion : 2 octobre 2019
- Audience :  6 970 000 téléspectateurs[39]

| Ordre         | Masque            | Chanson - Artiste                                              | Résultat du challenge |           |
| ------------- | ----------------- | -------------------------------------------------------------- | --------------------- | --------- |
| 1             | Veuve Noire       | "I Wanna Dance with Somebody (Who Loves Me) - Whitney Houston" | Gagné                 | Gagné     |
| 2             | Léopard           | "Somebody to Love - Queen"                                     | En danger             | En danger |
|               |                   |                                                                |                       |           |
| 3             | Flamant Rose      | "Sucker - Jonas Brothers"                                      | Gagné                 | Gagné     |
| 4             | Panda             | "Stronger (What Doesn't Kill You) - Kelly Clarkson"            | En danger             | En danger |
| Confrontation |                   |                                                                |                       |           |
| 1             | Panda (Laila Ali) | "All I Do Is Win - DJ Khaled"                                  | Éliminé               |           |
| 2             | Léopard           | "Respect - Otis Redding"                                       | Gagné                 |           |

Épisode 3
- Diffusion : 9 octobre 2019
- Audience :

| Ordre         | Masque              | Chanson - Artiste                                 | Résultat du challenge |           |
| ------------- | ------------------- | ------------------------------------------------- | --------------------- | --------- |
| 1             | Fleur               | 9 to 5 - Dolly Parton                             | Gagné                 | Gagné     |
| 2             | Aigle               | I Do Anything for Love - Meat Loaf                | En danger             | En danger |
|               |                     |                                                   |                       |           |
| 3             | Manchot             | The Middle - Zedd, Maren Morris et Grey           | En danger             | En danger |
| 4             | Renard              | This Love - Maroon 5                              | Gagné                 | Gagné     |
| Confrontation |                     |                                                   |                       |           |
| 1             | Aigle (Drew Pinsky) | These Boots Are Made for Walkin' - Nancy Sinatra" | Éliminé               |           |
| 2             | Manchot             | Worth It - Fifth Harmony                          | Gagné                 |           |

Épisode 4
- Diffusion : 16 octobre 2019
- Audience :

| Ordre | Masque      | Chanson - Artiste                   | Célébrité masquée | Résultat du challenge |
| ----- | ----------- | ----------------------------------- | ----------------- | --------------------- |
| 1     | Flamant     | Footloose - Kenny Loggins           | Non-dévoilée      | Sauvé                 |
| 2     | Léopard     | Stitches - Shawn Mendes             | Non-dévoilée      | Sauvé                 |
| 3     | Veuve noire | Before He Cheats - Carrie Underwood | Non-dévoilée      | Sauvé                 |
| 4     | Squelette   | Are You Gonna Be My Girl ? - Jet    | Paul Shaffer      | Éliminé               |
| 5     | Bidule      | Rainbow - Kacey Musgraves           | Non-dévoilée      | Sauvé                 |
| 6     | Papillon    | Livin' on a Prayer - Bon Jovi       | Non-dévoilée      | Sauvé                 |

Épisode 5
- Diffusion : 6 novembre 2019
- Audience :

| Ordre | Masque     | Chanson - Artiste                            | Célébrité masquée | Résultat du challenge |
| ----- | ---------- | -------------------------------------------- | ----------------- | --------------------- |
| 1     | Rottweiler | Love Runs Out - OneRepublic                  | Non-dévoilée      | Sauvé                 |
| 2     | Coccinelle | Juice - Lizzo                                | Non-dévoilée      | Sauvé                 |
| 3     | Arbre      | Think - Aretha Franklin                      | Non-dévoilée      | Sauvé                 |
| 4     | Manchot    | All About That Bass - Meghan Trainor         | Sherri Shepherd   | Éliminée              |
| 5     | Fleur      | Cheap Thrills - Sia                          | Non-dévoilée      | Sauvé                 |
| 6     | Renard     | Hey Look Ma, I Made It - Panic! at the Disco | Non-dévoilée      | Sauvé                 |

Épisode 6
- Diffusion : 6 novembre 2019
- Audience :

| Ordre | Masque      | Chanson - Artiste                                  | Célébrité masquée | Résultat du challenge |
| ----- | ----------- | -------------------------------------------------- | ----------------- | --------------------- |
| 1     | Veuve noire | Believe - Cher                                     | Raven-Symoné      | Éliminée              |
| 2     | Bidule      | Ain't Too Proud to Beg - The Temptations           | Non-dévoilée      | Sauvé                 |
| 3     | Papillon    | Don't Know Why - Norah Jones                       | Non-dévoilée      | Sauvé                 |
| 4     | Léopard     | Teenage Dream - Katy Perry                         | Non-dévoilée      | Sauvé                 |
| 5     | Flamant     | Never Enough - Loren Allred (The Greatest Showman) | Non-dévoilée      | Sauvé                 |

Épisode 7
- Diffusion : 13 novembre 2019
- Audience :

| Ordre | Masque     | Chanson - Artiste                | Célébrité masquée | Résultat du challenge |
| ----- | ---------- | -------------------------------- | ----------------- | --------------------- |
| 1     | Renard     | Every Little Step - Bobby Brown  | Non-dévoilée      | Sauvé                 |
| 2     | Coccinelle | Youngblood - 5 Seconds of Summer | Kelly Osbourne    | Éliminée              |
| 3     | Fleur      | Amazed - Lonestar                | Non-dévoilée      | Sauvé                 |
| 4     | Arbre      | No Excuses - Meghan Trainor      | Non-dévoilée      | Sauvé                 |
| 5     | Rottweiler | Castle on the Hill - Ed Sheeran  | Non-dévoilée      | Sauvé                 |

Épisode 8
- Diffusion : 20 novembre 2019
- Audience :

| Ordre         | Masque       | Chanson - Artiste                | Résultat du challenge | Célébrité     |
| ------------- | ------------ | -------------------------------- | --------------------- | ------------- |
| 1             | Flamant rose | Lady Marmalade - Patti LaBelle   | Gagné                 | Non-dévoilée  |
| 2             | Léopard      | September - Earth, Wind and Fire | En danger             | Non-dévoilée  |
|               |              |                                  |                       |               |
| 3             | Fleur        | Alone – Heart                    | En danger             | Patti LaBelle |
| 4             | Rottweiler   | Grenade – Bruno Mars             | Gagné                 | Non-dévoilée  |
| Confrontation |              |                                  |                       |               |
| 1             | Léopard      | Don't Cha – The Pussycat Dolls   | Gagné                 | Non-dévoilée  |
| 2             | Fleur        | Eye of the Tiger – Survivor      | Éliminée              | Patti LaBelle |

Épisode 9
- Diffusion : 4 décembre 2019
- Audience :

| Ordre         | Masque   | Chanson - Artiste                         | Résultat du challenge | Célébrité         |
| ------------- | -------- | ----------------------------------------- | --------------------- | ----------------- |
| 1             | Papillon | Sorry Not Sorry - Demi Lovato             | En danger             | Michelle Williams |
| 2             | Renard   | Tennessee Whiskey - Chris Stapleton       | Gagné                 | Non-dévoilée      |
|               |          |                                           |                       |                   |
| 3             | Bidule   | Haven't Met You Yet - Michael Bublé       | En danger             | Non-dévoilée      |
| 4             | Arbre    | Total Eclipse of the Heart - Bonnie Tyler | Gagné                 | Non-dévoilée      |
| Confrontation |          |                                           |                       |                   |
| 1             | Papillon | Believer - Imagine Dragons                | Éliminée              | Michelle Williams |
| 2             | Bidule   | Caught Up - Usher                         | Gagné                 | Non-dévoilée      |

Épisode 10
- Diffusion : 10 décembre 2019
- Audience :

| Ordre | Masque       | Chanson - Artiste                  | Célébrité masquée | Résultat du challenge |
| ----- | ------------ | ---------------------------------- | ----------------- | --------------------- |
| 1     | Renard       | Blaim It - Jamie Foxx feat. T-Pain | Non-dévoilée      | Sauvé                 |
| 2     | Léopard      | We Are Young - Fun                 | Non-dévoilée      | Sauvé                 |
| 3     | Bidule       | Ordinary People - John Legend      | Non-dévoilée      | Sauvé                 |
| 4     | Flamant rose | Go Your Own Way - Fleetwood Mac    | Non-dévoilée      | Sauvé                 |
| 5     | Arbre        | The Edge of Glory - Lady Gaga      | Ana Gasteyer      | Éliminée              |
| 6     | Rottweiler   | Someone You Loved - Lewis Capaldi  | Non-dévoilée      | Sauvé                 |

Épisode 11
- Diffusion : 11 décembre 2019
- Audience :

| Ordre | Masque       | Chanson - Artiste               | Célébrité masquée | Résultat du challenge |
| ----- | ------------ | ------------------------------- | ----------------- | --------------------- |
| 1     | Renard       | This Christmas - Donny Hathaway | Non-dévoilée      | Sauvé                 |
| 2     | Rottweiler   | Mr. Brightside - The Killers    | Non-dévoilée      | Sauvé                 |
| 3     | Bidule       | Winter Wonderland - Bing Crosby | Victor Oladipo    | Éliminé               |
| 4     | Flamant rose | Hallelujah - Jeff Buckley       | Non-dévoilée      | Sauvé                 |
| 5     | Léopard      | Big Spender - Shirley Bassey    | Seal              | Éliminé               |

Épisode 13
- Diffusion : 18 décembre 2019
- Audience :

| Ordre | Masque       | Chanson - Artiste                      | Célébrité masquée        | Résultat du challenge |
| ----- | ------------ | -------------------------------------- | ------------------------ | --------------------- |
| 1     | Renard       | Try a Little Tenderness - Otis Redding | Wayne Brady              | Vainqueur             |
| 2     | Flamant rose | Proud Mary - Tina Turner               | Adrienne Houghton-Bailon | Troisième place       |
| 3     | Rottweiler   | Alive - Sia                            | Chris Daughtry           | Deuxième place        |

### Saison 3 (2020)
Épisode 1
- Diffusion : 2 février 2020
- Audience :

| Ordre | Masque       | Chanson - Artiste                       | Célébrité masquée | Résultat du challenge |
| ----- | ------------ | --------------------------------------- | ----------------- | --------------------- |
| 1     | Tigre blanc  | Ice Ice Baby - Vanilla Ice              | Non-dévoilée      | Sauvé                 |
| 2     | Tortue       | Kiss from a Rose - Seal                 | Non-dévoilée      | Sauvé                 |
| 3     | Lama         | She Bangs - Ricky Martin                | Non-dévoilée      | Sauvé                 |
| 4     | Miss Monstre | Something to Talk About - Bonnie Raitt  | Non-dévoilée      | Sauvé                 |
| 5     | Robot        | Are You Gonna Go My Way - Lenny Kravitz | Lil Wayne         | Éliminé               |
| 6     | Kangourou    | Dancing On My Own - Robyn               | Non-dévoilée      | Sauvé                 |

Épisode 2
- Diffusion : 5 février 2020
- Audience :

| Ordre | Masque       | Chanson - Artiste                                | Célébrité masquée | Résultat du challenge |
| ----- | ------------ | ------------------------------------------------ | ----------------- | --------------------- |
| 1     | Lama         | It's Not Unusual - Tom Jones                     | Drew Carey        | Éliminé               |
| 2     | Miss Monstre | Fancy - Bobbie Gentry                            | Non-dévoilée      | Sauvé                 |
| 3     | Tigre blanc  | Good Vibrations - Marky Mark and the Funky Bunch | Non-dévoilée      | Sauvé                 |
| 4     | Kangourou    | You Know I'm No Good - Amy Winehouse             | Non-dévoilée      | Sauvé                 |
| 5     | Tortue       | Say You Won't Let Go - James Arthur              | Non-dévoilée      | Sauvé                 |

Épisode 3
- Diffusion : 12 février 2020
- Audience :

| Ordre | Masque       | Chanson - Artiste                              | Célébrité masquée | Résultat du challenge |
| ----- | ------------ | ---------------------------------------------- | ----------------- | --------------------- |
| 1     | Tortue       | There's Nothing Holdin' Me Back - Shawn Mendes | Non-dévoilée      | Sauvé                 |
| 2     | Miss Monstre | You Don't Own Me - Lesley Gore                 | Chaka Khan        | Éliminée              |
| 3     | Kangourou    | Diamonds - Rihanna                             | Non-dévoilée      | Sauvé                 |
| 4     | Tigre blanc  | We Will Rock You - Queen                       | Non-dévoilée      | Sauvé                 |

Épisode 4
- Diffusion : 19 février 2020
- Audience :

| Ordre | Masque     | Chanson - Artiste                          | Célébrité masquée | Résultat du challenge |
| ----- | ---------- | ------------------------------------------ | ----------------- | --------------------- |
| 1     | Grenouille | U Can't Touch This - MC Hammer             | Non-dévoilée      | Sauvé                 |
| 2     | Éléphant   | Friday I'm in Love - The Cure              | Tony Hawk         | Éliminé               |
| 3     | Chat       | Dangerous Woman - Ariana Grande            | Non-dévoilée      | Sauvé                 |
| 4     | Taco       | Fly Me to the Moon - Frank Sinatra         | Non-dévoilée      | Sauvé                 |
| 5     | Souris     | Get Here - Oleta Adams                     | Non-dévoilée      | Sauvé                 |
| 6     | Banane     | A Little Less Conversation - Elvis Presley | Non-dévoilée      | Sauvé                 |

Épisode 5
- Diffusion : 26 février 2020
- Audience :

| Ordre | Masque     | Chanson - Artiste                                 | Célébrité masquée | Résultat du challenge |
| ----- | ---------- | ------------------------------------------------- | ----------------- | --------------------- |
| 1     | Banane     | Achy Breaky Heart - Billy Ray Cyrus               | Non-dévoilée      | Sauvé                 |
| 2     | Souris     | This Will Be (an Everlasting Love) - Natalie Cole | Dionne Warwick    | Éliminée              |
| 3     | Grenouille | In da Club - 50 Cent                              | Non-dévoilée      | Sauvé                 |
| 4     | Taco       | Bossa Nova Baby - Elvis Presley                   | Non-dévoilée      | Sauvé                 |
| 5     | Chat       | Mercy - Brett Young                               | Non-dévoilée      | Sauvé                 |

Épisode 6
- Diffusion : 5 mars 2020
- Audience :

| Ordre | Masque     | Chanson - Artiste                       | Célébrité masquée | Résultat du challenge |
| ----- | ---------- | --------------------------------------- | ----------------- | --------------------- |
| 1     | Chat       | Mama's Broken Heart - Miranda Lambert   | Non-dévoilée      | Sauvé                 |
| 2     | Taco       | Can't Help Myself - The Four Tops       | Tom Bergeron      | Éliminé               |
| 3     | Banane     | Lean on Me - Bill Withers               | Non-dévoilée      | Sauvé                 |
| 4     | Grenouille | You Dropped a Bomb on Me - The Gap Band | Non-dévoilée      | Sauvé                 |

Épisode 7
- Diffusion : 11 mars 2020
- Audience :

| Ordre | Masque          | Chanson - Artiste                      | Célébrité masquée | Résultat du challenge |
| ----- | --------------- | -------------------------------------- | ----------------- | --------------------- |
| 1     | Ange de la nuit | You Give Love a Bad Name - Bon Jovi    | Non-dévoilée      | Sauvé                 |
| 2     | Ours            | Baby Got Back - Sir Mix-a-Lot          | Sarah Palin       | Éliminée              |
| 3     | Astronaute      | You Say - Lauren Daigle                | Non-dévoilée      | Sauvé                 |
| 4     | T-Rex           | So What - Pink                         | Non-dévoilée      | Sauvé                 |
| 5     | Rhinocéros      | Have a Little Faith in Me - John Hiatt | Non-dévoilée      | Sauvé                 |
| 6     | Cygne           | Fever - Peggy Lee                      | Non-dévoilée      | Sauvé                 |

Épisode 8
- Diffusion : 18 mars 2020
- Audience :

| Ordre | Masque          | Chanson - Artiste                            | Célébrité masquée | Résultat du challenge |
| ----- | --------------- | -------------------------------------------- | ----------------- | --------------------- |
| 1     | Astronaute      | Signed, Sealed and Delivered - Stevie Wonder | Non-dévoilée      | Sauvé                 |
| 2     | Ange de la nuit | Million Reasons - Lady Gaga                  | Non-dévoilée      | Sauvé                 |
| 3     | T-Rex           | Push It - Salt-n-Pepa                        | Non-dévoilée      | Sauvé                 |
| 4     | Cygne           | I Hate Myself for Loving You - Joan Jett     | Bella Thorne      | Éliminée              |
| 5     | Rhinocéros      | Nice to Meet Ya - Niall Horan                | Non-dévoilée      | Sauvé                 |

Épisode 9
- Diffusion : 25 mars 2020
- Audience :

| Ordre | Masque          | Chanson - Artiste                                       | Célébrité masquée | Résultat du challenge |
| ----- | --------------- | ------------------------------------------------------- | ----------------- | --------------------- |
| 1     | Ange de la nuit | Shout ! - The Isley Brothers                            | Non-dévoilée      | Sauvé                 |
| 2     | Astronaute      | Shape of You - Ed Sheeran                               | Non-dévoilée      | Sauvé                 |
| 3     | T-Rex           | Jai Ho - Allah Rakha Rahman et The Pussycat Dolls       | JoJo Siwa         | Éliminée              |
| 4     | Rhinocéros      | The Tracks of My Tears - Smokey Robinson & the Miracles | Non-dévoilée      | Sauvé                 |

Épisode 10
- Diffusion : 1er avril 2020.

| Ordre | Masque          | Chanson - Artiste                             | Célébrité masquée | Résultat du challenge |
| ----- | --------------- | --------------------------------------------- | ----------------- | --------------------- |
| 1     | Tortue          | Higher Love - Steve Winwood                   | Non-dévoilée      | Sauvé                 |
| 2     | Kangourou       | Not Ready to Make Nice - Dixie Chicks         | Non-dévoilée      | Sauvé                 |
| 3     | Tigre blanc     | I'm Too Sexy - Right Said Fred                | Rob Gronkowski    | Éliminé               |
|       |                 |                                               |                   |                       |
| 4     | Chat            | It's All Coming Back to Me Now - Céline Dion" | Non-dévoilée      | Sauvé                 |
| 5     | Banane          | Sweet Home Alabama - Lynyrd Skynyrd           | Non-dévoilée      | En danger             |
| 6     | Grenouille      | Jump - Kriss Kross                            | Non-dévoilée      | Sauvé                 |
|       |                 |                                               |                   |                       |
| 7     | Ange de la nuit | Rise Up - Andra Day                           | Non-dévoilée      | Sauvé                 |
| 8     | Rhinocéros      | What a Man Gotta Do - Jonas Brothers          | Non-dévoilée      | En danger             |
| 9     | Astronaute      | Never Gonna Give You Up - Rick Astley         | Non-dévoilée      | Sauvé                 |

Épisode 11
- Diffusion : 8 avril 2020
- Audience :

| Ordre         | Masque          | Chanson - Artiste                        | Résultat du challenge | Célébrité    |
| ------------- | --------------- | ---------------------------------------- | --------------------- | ------------ |
| 1             | Ange de la nuit | Man! I Feel Like a Woman! - Shania Twain | Gagné                 | Non-dévoilée |
| 2             | Kangourou       | No Air - Jordin Sparks                   | En danger             | Jordyn Woods |
|               |                 |                                          |                       |              |
| 3             | Astronaute      | If I Can't Have You - Shawn Mendes       | En danger             | Non-dévoilée |
| 4             | Tortue          | Let It Go - James Bay                    | Gagné                 | Non-dévoilée |
| Confrontation |                 |                                          |                       |              |
| 1             | Kangourou       | Hot Stuff - Donna Summer                 | Éliminée              | Jordyn Woods |
| 2             | Astronaute      | Bye Bye Bye - NSYNC                      | Gagné                 | Non-dévoilée |

Épisode 12
- Diffusion : 22 avril 2020
- Audience :

| Ordre         | Masque     | Chanson - Artiste                          | Résultat du challenge | Célébrité     |
| ------------- | ---------- | ------------------------------------------ | --------------------- | ------------- |
| 1             | Grenouille | Fireball - Pitbull                         | Gagné                 | Non-dévoilée  |
| 2             | Chat       | True Colors - Cyndi Lauper                 | En danger             | Non-dévoilée  |
|               |            |                                            |                       |               |
| 3             | Banane     | Knockin' on Heaven's Door - Bob Dylan      | En danger             | Bret Michaels |
| 4             | Rhinocéros | 10 000 Hours - Dan + Shay et Justin Bieber | Gagné                 | Non-dévoilée  |
| Confrontation |            |                                            |                       |               |
| 1             | Chat       | Unstoppable - Sia                          | Gagné                 | Non-dévoilée  |
| 2             | Banane     | Brick House - The Commodores               | Éliminé               | Bret Michaels |

Épisode 13
- Diffusion : 29 avril 2020
- Audience :

| Ordre | Masque          | Chanson - Artiste                                  | Célébrité masquée | Résultat du challenge |
| ----- | --------------- | -------------------------------------------------- | ----------------- | --------------------- |
| 1     | Chat            | Diamonds Are a Girl's Best Friend - Marilyn Monroe | Non-dévoilée      | Sauvé                 |
| 2     | Rhinocéros      | Die a Happy Man - Thomas Rhett                     | Non-dévoilée      | Sauvé                 |
| 3     | Grenouille      | Whatever It Takes - Imagine Dragons                | Non-dévoilée      | Sauvé                 |
| 4     | Ange de la nuit | Black Velvet - Alannah Myles                       | Non-dévoilée      | Sauvé                 |
| 5     | Astronaute      | Story of My Life - One Direction                   | Hunter Hayes      | Éliminé               |
| 6     | Tortue          | Stay - Alessia Cara                                | Non-dévoilée      | Sauvé                 |

Épisode 14
- Diffusion : 6 mai 2020
- Audience :

| Ordre | Masque          | Chanson - Artiste                                        | Célébrité masquée | Résultat du challenge |
| ----- | --------------- | -------------------------------------------------------- | ----------------- | --------------------- |
| 1     | Grenouille      | Bust a Move - Young MC                                   | Non-dévoilée      | Sauvé                 |
| 2     | Chat            | Back to Black - Amy Winehouse                            | Jackie Evancho    | Éliminée              |
| 3     | Rhinocéros      | You've Lost That Lovin' Feelin' - The Righteous Brothers | Non-dévoilée      | Sauvé                 |
| 4     | Ange de la nuit | Last Dance - Donna Summer                                | Non-dévoilée      | Sauvé                 |
| 5     | Tortue          | Fix You - Coldplay                                       | Non-dévoilée      | Sauvé                 |

Épisode 15 (Demi-finale)
- Diffusion : 13 mai 2020
- Audience :

| Ordre | Masque          | Chanson - Artiste                  | Célébrité masquée | Résultat du challenge |
| ----- | --------------- | ---------------------------------- | ----------------- | --------------------- |
| 1     | Ange de la nuit | Hove to Love - Lil Wayne           | Non-dévoilée      | Sauvé                 |
| 2     | Tortue          | Jealous - Nick Jonas               | Non-dévoilée      | Sauvé                 |
| 3     | Rhinocéros      | Humble and Kind - Tim McGraw       | Barry Zito        | Éliminé               |
| 4     | Grenouille      | Hip Hop Hooray - Naughty by Nature | Non-dévoilée      | Sauvé                 |

Épisode 17 (Finale)
- Diffusion : 20 mai 2020
- Audience :

| Ordre | Masque          | Chanson - Artiste                                     | Célébrité masquée | Résultat du challenge |
| ----- | --------------- | ----------------------------------------------------- | ----------------- | --------------------- |
| 1     | Grenouille      | Bad Boy for Life - Black Rob, Mark Curry and P. Diddy | Bow Wow           | Troisième place       |
| 2     | Tortue          | Before You Go - Lewis Capaldi                         | Jesse McCartney   | Deuxième place        |
| 3     | Ange de la nuit | River Deep, Mountain High - Tina Turner               | Kandi Burruss     | Vainqueur             |

### Saison 4 (2020)
Épisode 1
- Diffusion : 23 septembre 2020
- Audience :

| Ordre | Masque               | Chanson - Artiste                                          | Célébrité masquée | Résultat du challenge |
| ----- | -------------------- | ---------------------------------------------------------- | ----------------- | --------------------- |
| 1     | Soleil               | Cuz I Love you - Lizzo                                     | Non-dévoilée      | Sauvé                 |
| 2     | Girafe               | Let's Get It Started - The Black Eyed Peas                 | Non-dévoilée      | Sauvé                 |
| 3     | Pop-corn             | What About Us - Pink                                       | Non-dévoilée      | Sauvé                 |
| 4     | Dragon               | Mama Said Knock You Out - LL Cool J                        | Busta Rhymes      | Éliminé               |
| 5     | Chouettes des neiges | Say Something - Christina Aguilera feat. A Great Big World | Non-dévoilée      | Sauvés                |

Épisode 2
- Diffusion : 30 septembre 2020
- Audience :

| Ordre | Masque     | Chanson - Artiste                          | Célébrité masquée | Résultat du challenge |
| ----- | ---------- | ------------------------------------------ | ----------------- | --------------------- |
| 1     | Crocodile  | It's My Life - Bon Jovi                    | Non-dévoilée      | Sauvé                 |
| 2     | Bébé Alien | Faith - George Michael                     | Non-dévoilée      | Sauvé                 |
| 3     | Hippocampe | Only Girl (In the World) - Rihanna         | Non-dévoilée      | Sauvé                 |
| 4     | Créature   | I Wish - Skee-Lo                           | Non-dévoilée      | Sauvé                 |
| 5     | Serpent    | I'm Gonna Be (500 Miles) - The Proclaimers | Non-dévoilée      | Sauvé                 |
| 6     | Gremlin    | Stand by Me - Ben E. King                  | Mickey Rourke     | Abandon               |

Épisode 3
- Diffusion : 7 octobre 2020
- Audience :

| Ordre | Masque              | Chanson - Artiste                                          | Célébrité masquée  | Résultat du challenge |
| ----- | ------------------- | ---------------------------------------------------------- | ------------------ | --------------------- |
| 1     | Pop-corn            | Falling - Harry Styles                                     | Non-dévoilée       | Sauvé                 |
| 2     | Girafe              | Get Down on It - Kool and the Gang                         | Brian Austin Green | Éliminé               |
| 3     | Chouette des neiges | Like I'm Gonna Lose You - Meghan Trainor feat. John Legend | Non-dévoilée       | Sauvé                 |
| 4     | Soleil              | Praying - Kesha                                            | Non-dévoilée       | Sauvé                 |

Épisode 4
- Diffusion : 14 octobre 2020
- Audience :

| Ordre | Masque     | Chanson - Artiste                              | Célébrité masquée | Résultat du challenge |
| ----- | ---------- | ---------------------------------------------- | ----------------- | --------------------- |
| 1     | Serpent    | The Bones - Maren Morris                       | Non-dévoilée      | Sauvé                 |
| 2     | Crocodile  | Toxic - Britney Spears                         | Non-dévoilée      | Sauvé                 |
| 3     | Bébé Alien | It's Time - Imagine Dragons                    | Mark Sanchez      | Éliminé               |
| 4     | Créature   | Money Maker - Ludacris feat. Pharrell Williams | Non-dévoilée      | Sauvé                 |
| 5     | Hippocampe | "My Heart Will Go On" - Céline Dion            | Non-dévoilée      | Sauvé                 |

Épisode 5
- Diffusion : 28 octobre 2020
- Audience :

| Ordre | Masque         | Chanson - Artiste                                                    | Célébrité masquée | Résultat du challenge |
| ----- | -------------- | -------------------------------------------------------------------- | ----------------- | --------------------- |
| 1     | Monstre ondulé | Have You Ever Seen the Rain? - Creedence Clearwater Revival          | Non-dévoilée      | Sauvé                 |
| 2     | Champignon     | This Woman's Work - Maxwell                                          | Non-dévoilée      | Sauvé                 |
| 3     | Méduse         | Big Girls Don't Cry - Fergie                                         | Non-dévoilée      | Sauvé                 |
| 4     | Brocoli        | Whole Lotta Shakin' Goin' On - Stevie Ray Vaughan et Jerry Lee Lewis | Non-dévoilée      | Sauvé                 |
| 5     | Bouche         | Native New Yorker - Odyssey                                          | Wendy Williams    | Éliminée              |

Épisode 6
- Diffusion : 4 novembre 2020
- Audience :

| Ordre | Masque         | Chanson - Artiste                 | Célébrité masquée | Résultat du challenge |
| ----- | -------------- | --------------------------------- | ----------------- | --------------------- |
| 1     | Champignon     | If I Could Turn Back Time - Cher  | Non-dévoilée      | Sauvé                 |
| 2     | Brocoli        | Hello - Lionel Richie             | Non-dévoilée      | Sauvé                 |
| 3     | Monstre ondulé | Satisfaction - The Rolling Stones | Bob Saget         | Éliminé               |
| 4     | Méduse         | Crazy - Patsy Cline               | Non-dévoilée      | Sauvé                 |

Épisode 8
- Diffusion : 11 novembre 2020
- Audience :

| Ordre         | Masque               | Chanson - Artiste                               | Résultat du challenge | Célébrité                         |
| ------------- | -------------------- | ----------------------------------------------- | --------------------- | --------------------------------- |
| 1             | Soleil               | Piece of My Heart - Janis Joplin                | Sauvé                 | Non-dévoilée                      |
| 2             | Chouettes des neiges | The Prayer - Céline Dion et Andrea Bocelli      | En danger             | Clint Black et Lisa Hartman-Black |
| 3             | Popcorn              | Domino - Jessie J                               | En danger             | Non-dévoilée                      |
| Confrontation |                      |                                                 |                       |                                   |
| 1             | Chouettes des neiges | Because You Loved Me - Céline Dion              | Éliminés              | Clint Black et Lisa Hartman-Black |
| 2             | Popcorn              | (Everything I Do) I Do It for You - Bryan Adams | Gagné                 | Non-dévoilée                      |

Épisode 9
- Diffusion : 18 novembre 2020
- Audience :

| Ordre | Masque     | Chanson - Artiste                      | Résultat du challenge | Célébrité         |
| ----- | ---------- | -------------------------------------- | --------------------- | ----------------- |
| 1     | Hippocampe | ...Baby One More Time - Britney Spears | Sauvé                 | Non-dévoilée      |
| 2     | Crocodile  | Bleeding Love - Leona Lewis            | Sauvé                 | Non-dévoilée      |
| 3     | Créature   | Lean Back - Terror Squad               | Éliminé               | Lonzo Ball        |
| 4     | Serpent    | Cool - Jonas Brothers                  | Éliminé               | Dr Elvis François |

Épisode 9
- Diffusion : 25 novembre 2020
- Audience :

| Ordre         | Masque     | Chanson - Artiste                              | Résultat du challenge | Célébrité    |
| ------------- | ---------- | ---------------------------------------------- | --------------------- | ------------ |
| 1             | Méduse     | Don't Start Now - Dua Lipa                     | Sauvé                 | Non-dévoilée |
| 2             | Champignon | Unconditionally - Katy Perry et Andrea Bocelli | En danger             | Non-dévoilée |
| 3             | Brocoli    | Old Time Rock and Roll - Bob Seger             | En danger             | Paul Anka    |
| Confrontation |            |                                                |                       |              |
| 1             | Brocoli    | Take Me Down - Alabama                         | Éliminé               | Paul Anka    |
| 2             | Champignon | A Song for You - Donny Hathaway                | Gagné                 | Non-dévoilée |

Épisode 10
- Diffusion : 2 décembre 2020
- Audience :

| Ordre    | Masque     | Chanson - Artiste                        | Résultat du challenge   | Célébrité    |
| Groupe B | Groupe B   | Groupe B                                 | Groupe B                | Groupe B     |
| -------- | ---------- | ---------------------------------------- | ----------------------- | ------------ |
| 1        | Hippocampe | That's What I Like - Bruno Mars          | Éliminée                | Tori Kelly   |
| 2        | Crocodile  | I Don't Want to Miss a Thing - Aerosmith | Qualifié pour la finale | Non-dévoilée |
| Groupe C |            |                                          |                         |              |
| 3        | Champignon | Valerie - Amy Winehouse                  | Qualifié pour la finale | Non-dévoilée |
| 4        | Méduse     | Stay - Rihanna and Mikky Ekko            | Éliminée                | Chloe Kim    |
| Groupe A |            |                                          |                         |              |
| 5        | Popcorn    | Better Be Good to Me - Tina Turner       | Éliminée                | Taylor Dayne |
| 6        | Soleil     | When the Party's Over - Billie Eilish    | Qualifié pour la finale | Non-dévoilée |

Épisode 10
- Diffusion : 16 décembre 2020
- Audience :

| Ordre | Masque     | Chanson - Artiste          | Résultat du challenge | Célébrité   |
| ----- | ---------- | -------------------------- | --------------------- | ----------- |
| 1     | Crocodile  | Open Arms - Journey        | Troisième place       | Nick Carter |
| 2     | Champignon | I Wish - Stevie Wonder     | Seconde place         | Aloe Blacc  |
| 3     | Soleil     | The Story - Brandi Carlile | Vainqueur             | LeAnn Rimes |

### Saison 5 (2021)
Épisode 1
- Diffusion : 10 mars 2021
- Audience :

| Ordre | Masque         | Chanson - Artiste                   | Célébrité masquée    | Résultat du challenge |
| ----- | -------------- | ----------------------------------- | -------------------- | --------------------- |
| 1     | Poupées russes | Man in the Mirror - Michael Jackson | Non-dévoilée         | Sauvés                |
| 2     | Escargot       | You Make My Dreams - Hall and Oates | Kermit la grenouille | Éliminé               |
| 3     | Coquillage     | Listen to Your Heart - Roxette      | Non-dévoilée         | Sauvée                |
| 4     | Raton-laveur   | Wild Thing - The Troggs             | Non-dévoilée         | Sauvé                 |
| 5     | Porc-épic      | Never Too Much - Luther Vandross    | Non-dévoilée         | Sauvé                 |

Épisode 2
- Diffusion : 17 mars 2021
- Audience :

| Ordre | Masque             | Chanson - Artiste       | Célébrité masquée | Résultat du challenge |
| ----- | ------------------ | ----------------------- | ----------------- | --------------------- |
| 1     | Cygne noir         | Barracuda - Heart       | Non-dévoilée      | Sauvée                |
| 2     | Grand-père monstre | Mambo No. 5 - Lou Bega  | Non-dévoilée      | Sauvé                 |
| 3     | Caméléon           | Ride Wit Me - Nelly     | Non-dévoilée      | Sauvé                 |
| 4     | Phénix             | Tik Tok - Kesha         | Caitlyn Jenner    | Éliminée              |
| 5     | Cochon             | Speechless - Dan + Shay | Non-dévoilée      | Sauvé                 |

Épisode 3
- Diffusion : 24 mars 2021
- Audience :

| Ordre | Masque         | Chanson - Artiste                        | Célébrité masquée | Résultat du challenge |
| ----- | -------------- | ---------------------------------------- | ----------------- | --------------------- |
| 1     | Poupées russes | Wonder - Shawn Mendes                    | Non-dévoilée      | Sauvés                |
| 2     | Raton-laveur   | Ring of Fire - Johnny Cash               | Danny Trejo       | Éliminé               |
| 3     | Porc-épic      | All of Me - John Legend                  | Non-dévoilée      | Sauvé                 |
| 4     | Coquillage     | Confident - Demi Lovato                  | Non-dévoilée      | Sauvée                |
| 5     | Orque          | We're Not Gonna Take It - Twisted Sister | Non-dévoilée      | Sauvé                 |

Épisode 4
- Diffusion : 31 mars 2021
- Audience :

| Ordre | Masque             | Chanson - Artiste                      | Célébrité masquée | Résultat du challenge |
| ----- | ------------------ | -------------------------------------- | ----------------- | --------------------- |
| 1     | Grand-père monstre | Bad Reputation - Joan Jett             | Logan Paul        | Éliminé               |
| 2     | Cochon             | Good to be Alive - Andy Grammer        | Non-dévoilée      | Sauvé                 |
| 3     | Cygne noir         | In My Blood - Shawn Mendes             | Non-dévoilée      | Sauvé                 |
| 4     | Caméléon           | 21 Questions - 50 Cent feat. Nate Dogg | Non-dévoilée      | Sauvé                 |
| 5     | Crabe              | Ain't No Sunshine - Bill Withers       | Non-dévoilée      | Sauvé                 |

Épisode 5
- Diffusion : 7 avril 2021
- Audience :

| Ordre | Masque     | Chanson - Artiste                 | Célébrité masquée | Résultat du challenge |
| ----- | ---------- | --------------------------------- | ----------------- | --------------------- |
| 1     | Cygne noir | How Will I Know - Whitney Houston | Non-dévoilée      | Sauvé                 |
| 2     | Cochon     | 7 Years - Lukas Graham            | Non-dévoilée      | Sauvé                 |
| 3     | Crabe      | Give it to Me Baby - Rick James   | Non-dévoilée      | Sauvé                 |
| 4     | Caméléon   | Hip Hop - dead prez               | Non-dévoilée      | Sauvé                 |
| 5     | Bulldog    | Candy Girl - New Edition          | Nick Cannon       | Éliminé               |

Épisode 6
- Diffusion : 14 avril 2021
- Audience :

| Ordre | Masque         | Chanson - Artiste                               | Célébrité masquée | Résultat du challenge |
| ----- | -------------- | ----------------------------------------------- | ----------------- | --------------------- |
| 1     | Poupées russes | Want to Want Me - Jason Derulo                  | Non-dévoilée      | Sauvés                |
| 2     | Porc-épic      | Killing Me Softly - Roberta Flack               | Non-dévoilée      | Sauvé                 |
| 3     | Coquillage     | Tell Me Something Good - Rufus feat. Chaka Khan | Non-dévoilée      | Sauvé                 |
| 4     | Orque          | Every Rose Has Its Thorn - Poison               | Mark McGrath      | Éliminé               |
| 5     | Yéti           | If It isn't Love - New Edition                  | Non-dévoilée      | Sauvé                 |

Épisode 7
- Diffusion : 21 avril 2021
- Audience :

| Ordre | Masque         | Chanson - Artiste                         | Célébrité masquée    | Résultat du challenge |
| ----- | -------------- | ----------------------------------------- | -------------------- | --------------------- |
| 1     | Cochon         | The Pretender - Foo Fighters              | Non-dévoilée         | Sauvé                 |
| 2     | Porc-épic      | Let's Get It On - Marvin Gaye             | Non-dévoilée         | Sauvé                 |
| 3     | Caméléon       | Regulate - Warren G feat. Nate Dogg       | Non-dévoilée         | Sauvé                 |
| 4     | Yéti           | Lonely - Justin Bieber & Benny Blanco     | Non-dévoilée         | Sauvé                 |
| 5     | Poupées russes | 24K Magic - Bruno Mars                    | Non-dévoilée         | Sauvé                 |
| 6     | Crabe          | In the Air Tonight - Phil Collins         | Bobby Brown          | Éliminé               |
| 7     | Coquillage     | I Think We're Alone Now - Tiffany Darwish | Tamera Mowry-Housley | Éliminée              |
| 8     | Cygne noir     | Use Somebody - Kings of Leon              | Non-dévoilée         | Sauvé                 |

Épisode 8
- Diffusion : 5 mai 2021
- Audience :

| Ordre | Masque         | Chanson - Artiste                                       | Célébrité masquée | Résultat du challenge |
| ----- | -------------- | ------------------------------------------------------- | ----------------- | --------------------- |
| 1     | Yéti           | It Takes Two - Rob Base & DJ Ez Rock                    | Non-dévoilée      | Sauvé                 |
| 2     | Porc-épic      | Water Runs Dry - Boyz II Men                            | Tyrese Gibson     | Éliminé               |
| 3     | Cochon         | Against All Odds (Take a Look at Me Now) - Phil Collins | Non-dévoilée      | Sauvé                 |
| 4     | Cygne noir     | Do I Do - Stevie Wonder                                 | Non-dévoilée      | Sauvé                 |
| 5     | Poupées russes | Shallow - Lady Gaga et Bradley Cooper                   | Non-dévoilée      | Sauvés                |
| 6     | Caméléon       | Put Your Hands where My Eyes Could See - Busta Rhymes   | Non-dévoilée      | Sauvé                 |

Épisode 9
- Diffusion : 12 mai 2021
- Audience :

| Ordre | Masque         | Chanson - Artiste                                         | Célébrité masquée | Résultat du challenge |
| ----- | -------------- | --------------------------------------------------------- | ----------------- | --------------------- |
| 1     | Poupées russes | I'm Still Standing - Elton John                           | Hanson            | Éliminés              |
| 2     | Cygne noir     | Thinking Out Loud - Ed Sheeran                            | Non-dévoilée      | Sauvé                 |
| 3     | Cochon         | Superstition - Stevie Wonder                              | Non-dévoilée      | Sauvé                 |
| 4     | Yéti           | Bless The Broken Road - Rascal Flatts                     | Non-dévoilée      | Sauvé                 |
| 5     | Caméléon       | Drop It Like It's Hot - Snoop Dog feat. Pharrell Williams | Non-dévoilée      | Sauvé                 |

Épisode 10
- Diffusion : 19 mai 2021
- Audience :

| Ordre | Masque          | Chanson - Artiste                    | Célébrité masquée | Résultat du challenge |
| ----- | --------------- | ------------------------------------ | ----------------- | --------------------- |
| 1     | Yéti            | Celebration - Kool and the Gang      | Omarion           | Éliminé               |
| 2     | Cygne noir      | Tequila - Dan + Shay                 | Non-dévoilée      | Sauvé                 |
| 3     | Caméléon        | Oh Boy - Cam'ron feat. Juelz Santana | Non-dévoilée      | Sauvé                 |
| 4     | Cochon          | Bruises - Lewis Capaldi              | Non-dévoilée      | Sauvé                 |
| 5     | Coq Cluedle-Doo | Return of the Mack - Mark Morrison   | Donnie Wahlberg   | Hors-compétition      |

Épisode 11
- Diffusion : 26 mai 2021
- Audience :

| Ordre | Masque     | Chanson - Artiste                                      | Célébrité masquée | Résultat du challenge |
| ----- | ---------- | ------------------------------------------------------ | ----------------- | --------------------- |
| 1     | Caméléon   | Gangsta's Paradis - Coolio feat. L.V.                  | Wiz Khalifa       | Troisième place       |
| 2     | Cygne noir | How Am I Supposed to Live Without You - Michael Bolton | JoJo              | Seconde place         |
| 3     | Cochon     | Faithfully - Journey                                   | Nick Lachey       | Vainqueur             |

### Saison 6 (2021)
Épisode 1
- Diffusion : 22 septembre 2021
- Audience :

| Ordre | Masque        | Chanson - Artiste             | Célébrité masquée | Résultat du challenge |
| ----- | ------------- | ----------------------------- | ----------------- | --------------------- |
| 1     | Moufette      | Diamonds - Sam Smith          | non-dévoilée      | Sauvé                 |
| 2     | Pieuvre       | Tutti Frutti - Little Richard | Dwight Howard     | Éliminé               |
| 3     | Poisson-globe | Say So - Doja Cat             | non-dévoilée      | Sauvé                 |
| 4     | Mère nature   | I'm Coming Out - Diana Ross   | Vivica A. Fox     | Éliminée              |
| 5     | Taureau       | Drops of Jupiter - Train      | non-dévoilée      | Sauvé                 |

Épisode 2
- Diffusion : 23 septembre 2021
- Audience :

| Ordre | Masque        | Chanson - Artiste                                       | Célébrité masquée | Résultat du challenge |
| ----- | ------------- | ------------------------------------------------------- | ----------------- | --------------------- |
| 1     | Hamster       | Oh, Pretty Woman - Roy Orbison                          | non-dévoilée      | Sauvé                 |
| 2     | Moufette      | It's a Man's Man's Man's World - James Brown            | non-dévoilée      | Sauvé                 |
| 3     | Poisson-globe | Levitating - Dua Lipa feat. DaBaby                      | Toni Braxton      | Éliminée              |
| 4     | Taureau       | What Hurts the Most - Rascal Flatts                     | non-dévoilée      | Sauvé                 |
| 5     | Bébé          | You're the First, the Last, My Everything - Barry White | non-dévoilée      | Sauvé                 |

Épisode 3
- Diffusion : 29 septembre 2021
- Audience :

| Ordre | Masque          | Chanson - Artiste                                     | Célébrité masquée | Résultat du challenge |
| ----- | --------------- | ----------------------------------------------------- | ----------------- | --------------------- |
| 1     | Reine des cœurs | Born This Way - Lady Gaga                             | non-dévoilée      | Sauvé                 |
| 2     | Colvert         | Save a Horse (Ride a Cowboy) - Big and Rich           | non-dévoilée      | Sauvé                 |
| 3     | Cupcake         | (Love Is Like a) Heat Wave - Martha and the Vandellas | non-dévoilée      | Sauvé                 |
| 4     | Dalmatien       | Beautiful - Snoop Dogg feat. Pharrell Williams        | Tyga              | Éliminé               |
| 5     | Banana Split    | A Million Dreams - The Greatest Showman               | non-dévoilée      | Sauvés                |

Épisode 4
- Diffusion : 6 octobre 2021
- Audience :

| Ordre | Masque   | Chanson - Artiste                                    | Célébrité masquée   | Résultat du challenge |
| ----- | -------- | ---------------------------------------------------- | ------------------- | --------------------- |
| 1     | Taureau  | Circus - Britney Spears                              | non-dévoilée        | Sauvé                 |
| 2     | Hamster  | Crazy Little Thing Called Love - Queen               | non-dévoilée        | Sauvé                 |
| 3     | Moufette | Midnight Train to Georgia - Gladys Knight & The Pips | non-dévoilée        | Sauvé                 |
| 4     | Bébé     | Meet the Flintstones - Hoyt S. Curtin                | Larry the Cable Guy | Éliminé               |
| 5     | Piment   | Jealous - Labrinth                                   | non-dévoilée        | Sauvé                 |

Épisode 5
- Diffusion : 13 octobre 2021
- Audience :

| Ordre | Masque          | Chanson - Artiste                | Célébrité masquée | Résultat du challenge |
| ----- | --------------- | -------------------------------- | ----------------- | --------------------- |
| 1     | Banana Split    | Cry Me a River - Arthur Hamilton | non-dévoilée      | Sauvés                |
| 2     | Cupcake         | Finesse - Bruno Mars             | Ruth Pointer      | Éliminée              |
| 3     | Reine des cœurs | La Vie en rose - Édith Piaf      | non-dévoilée      | Sauvé                 |
| 4     | Colvert         | My House - Flo Rida              | non-dévoilée      | Sauvé                 |
| 5     | Chenille        | If I Were a Boy - Beyoncé        | non-dévoilée      | Sauvé                 |

Épisode 6
- Diffusion : 20 octobre 2021
- Audience :

| Ordre | Masque   | Chanson - Artiste                    | Célébrité masquée | Résultat du challenge |
| ----- | -------- | ------------------------------------ | ----------------- | --------------------- |
| 1     | Taureau  | Make You Feel My Love - Bob Dylan    | non-dévoilée      | Sauvé                 |
| 2     | Piment   | No Tears Left to Cry - Ariana Grande | non-dévoilée      | Sauvé                 |
| 3     | Moufette | Square Biz - Teena Marie             | non-dévoilée      | Sauvé                 |
| 4     | Hamster  | Sabor a mí - Luis Miguel             | Rob Schneider     | Éliminé               |
| 5     | Bouffon  | School's Out - Alice Cooper          | non-dévoilée      | Sauvé                 |

Épisode 7
- Diffusion : 3 novembre 2021
- Audience :

| Ordre | Masque          | Chanson - Artiste                      | Célébrité masquée         | Résultat du challenge |
| ----- | --------------- | -------------------------------------- | ------------------------- | --------------------- |
| 1     | Colvert         | Play Something Country - Brooks & Dunn | non-dévoilée              | Sauvé                 |
| 2     | Chenille        | It's Gonna Be Me - NSYNC               | non-dévoilée              | Sauvé                 |
| 3     | Reine des cœurs | River - Bishop Briggs                  | non-dévoilée              | Sauvé                 |
| 4     | Banana Split    | Let 'er Rip - The Chicks               | non-dévoilée              | Sauvés                |
| 5     | Ballon de plage | Party in the U.S.A. - Miley Cyrus      | Honey Boo Boo & Mama June | Éliminées             |

Épisode 8
- Diffusion : 10 novembre 2021
- Audience :

| Ordre | Masque   | Chanson - Artiste                          | Célébrité masquée   | Résultat du challenge |
| ----- | -------- | ------------------------------------------ | ------------------- | --------------------- |
| 1     | Taureau  | Rain on Me - Lady Gaga et Ariana Grande    | non-dévoilée        | Sauvé                 |
| 2     | Piment   | Sign of the Times - Harry Styles           | Natasha Bedingfield | Éliminée              |
| 3     | Bouffon  | Man of Constant Sorrow - Soggy Bottom Boys | Johnny Rotten       | Éliminé               |
| 4     | Moufette | At Last - Etta James                       | non-dévoilée        | Sauvé                 |

Épisode 9
- Diffusion : 17 novembre 2021
- Audience :

| Ordre | Masque          | Chanson - Artiste                    | Célébrité masquée | Résultat du challenge |
| ----- | --------------- | ------------------------------------ | ----------------- | --------------------- |
| 1     | Banana Split    | Poker Face - Lady Gaga               | non-dévoilée      | Sauvés                |
| 2     | Chenille        | Friends in Low Places - Garth Brooks | Bobby Berk        | Éliminé               |
| 3     | Colvert         | Fly - Sugar Ray                      | Willie Robertson  | Éliminé               |
| 4     | Reine des cœurs | She's Got You - Patsy Cline          | non-dévoilée      | Sauvé                 |

Épisode 10
- Diffusion : 1er décembre 2021
- Audience :

| Ordre | Masque   | Chanson - Artiste                                          | Célébrité masquée | Résultat du challenge |
| ----- | -------- | ---------------------------------------------------------- | ----------------- | --------------------- |
| 1     | Taureau  | Straight Up - Paula Abdul                                  | non-dévoilée      | Sauvé                 |
| 2     | Moufette | I Never Loved a Man (The Way I Love You) - Aretha Franklin | Faith Evans       | Éliminée              |

| Ordre | Masque                    | Chanson - Artiste                                           | Célébrité masquée                                           | Résultat du challenge                                       |
| ----- | ------------------------- | ----------------------------------------------------------- | ----------------------------------------------------------- | ----------------------------------------------------------- |
| 1     | Taureau & Jesse McCartney | Breakeven - The Script                                      | Breakeven - The Script                                      | Breakeven - The Script                                      |
| 2     | Moufette & Michael Bolton | Ain't No Mountain High Enough - Marvin Gaye & Tammi Terrell | Ain't No Mountain High Enough - Marvin Gaye & Tammi Terrell | Ain't No Mountain High Enough - Marvin Gaye & Tammi Terrell |

Épisode 11
- Diffusion : 8 décembre 2021
- Audience :

| Ordre | Masque          | Chanson - Artiste                  | Célébrité masquée      | Résultat du challenge |
| ----- | --------------- | ---------------------------------- | ---------------------- | --------------------- |
| 1     | Banana Split    | Singin' in the Rain - Arthur Freed | David Foster[Lequel ?] | Éliminés              |
| 1     | Banana Split    | Singin' in the Rain - Arthur Freed | Katharine McPhee       | Éliminés              |
| 2     | Reine des cœurs | Bird Set Free by Sia               | non-dévoilée           | Sauvé                 |

| Ordre | Masque                               | Chanson - Artiste                             | Célébrité masquée                             | Résultat du challenge                         |
| ----- | ------------------------------------ | --------------------------------------------- | --------------------------------------------- | --------------------------------------------- |
| 1     | Banana Split & Robin Thicke          | Don't You Worry 'bout a Thing - Stevie Wonder | Don't You Worry 'bout a Thing - Stevie Wonder | Don't You Worry 'bout a Thing - Stevie Wonder |
| 2     | Reine des cœurs & Nicole Scherzinger | Dream On - Aerosmith                          | Dream On - Aerosmith                          | Dream On - Aerosmith                          |

Épisode 12
- Diffusion : 15 décembre 2021
- Audience :

| Ordre | Masque          | Chanson - Artiste             | Célébrité masquée | Résultat du challenge |
| ----- | --------------- | ----------------------------- | ----------------- | --------------------- |
| 1     | Taureau         | You Gotta Be - Des'ree        | Todrick Hall      | Seconde place         |
| 1     | Taureau         | Invisible - Hunter Hayes      | Todrick Hall      | Seconde place         |
| 2     | Reine des cœurs | What's Going On - Marvin Gaye | Jewel             | Vainqueur             |
| 2     | Reine des cœurs | Firework - Katy Perry         | Jewel             | Vainqueur             |